# Torre
|  | Per a altres significats, vegeu «Torre (desambiguació)». |

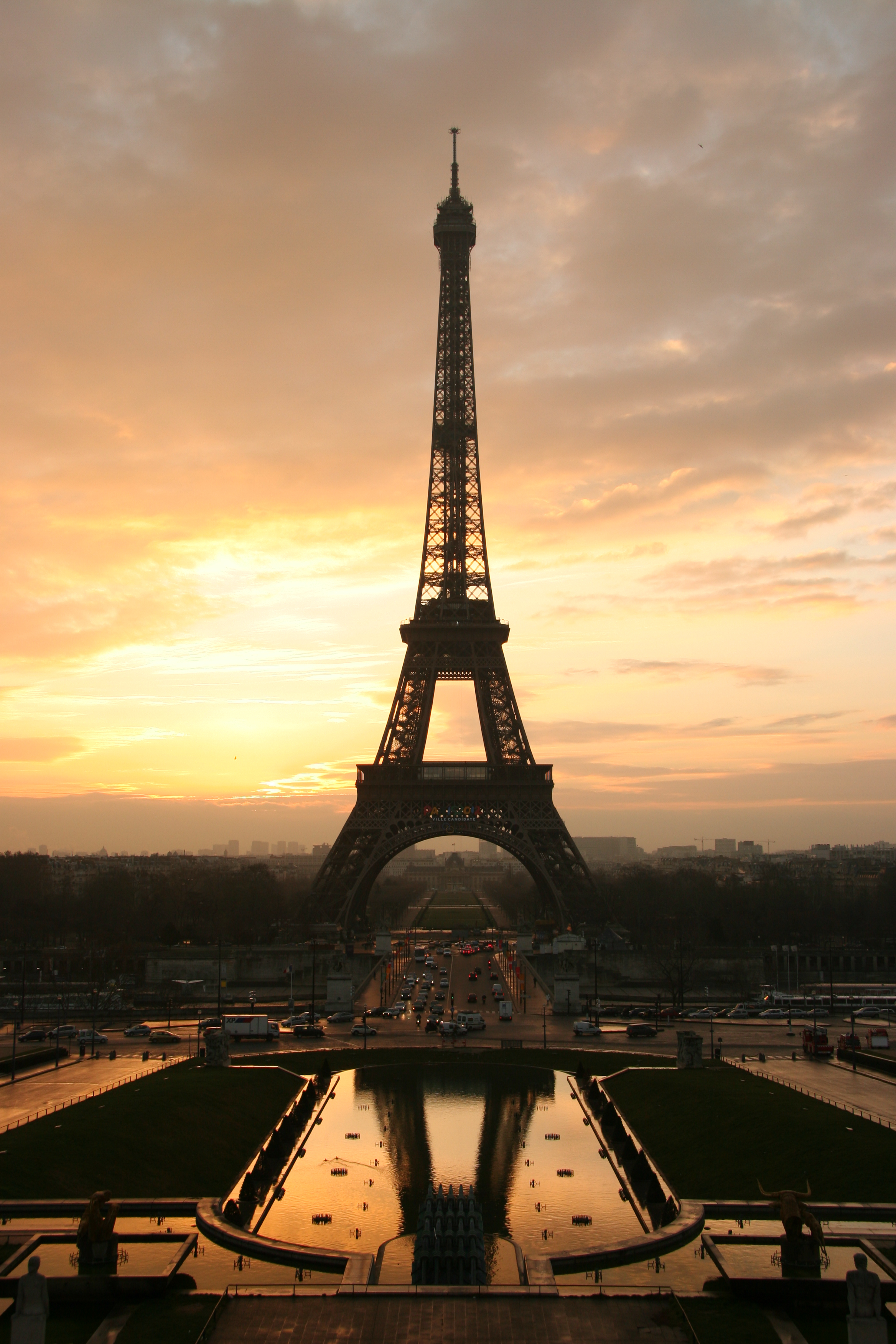
La Torre Eiffel, a París

Una torre (del llatí turris), en arquitectura o enginyeria, és una mena d'estructura en què predomina la dimensió vertical sobre l'amplària, construïda per l'home. Segons el DIEC és una construcció cilíndrica o prismàtica més alta que ampla, aïllada o sobresortint d'una edificació. Pot tenir funcions de defensa o d'observatori (far, talaia, torre de guarda) o de mitjà de comunicació per campanes o altres senyals sonors. Amb el temps s'hi va afegir una funció simbòlica, senyal de prestigi, llibertat o de riquesa d'una ciutat o castell com ara els belforts de Bèlgica i França.
Per extensió de significat, es fa servir com a sinònim de gratacels o qualsevol edifici alt. A Catalunya també s'anomenen així o «xalets» les cases unifamiliars, de més d'una planta, exempta i amb jardí, que sovint són segones residències.
Pot ser edificada com una estructura exempta (és a dir, independent) o com a part integrant d'un edifici. Pot tenir una planta molt diversa circular, quadrangular o poligonal o una combinació, fet de materials de construcció més diversos.
Una de les referències més antigues a Occident és la llegenda bíblica de la torre de Babel, que hauria sigut inspirada en els ziggurats mesopotàmics. En els limes fortificats de l'Imperi Romà es van construir turris i burgus, precedents de les cases-torre medievals. Durant l'edat mitjana se'n van construir molts, siguin torres militars o religioses, tant cristianes com musulmanes. En altres civilitzacions hi ha també torres amb similars formes i funcions (piràmides mesoamericanes, torres del silenci zoroastrianes, gopuram hindús, pagodes xineses, castells japonesos, etc.), en alguns casos fins i tot alguna ciutat antiga va edificar els seus habitatges en altura, com Shibam (Iemen), la Manhattan del desert.
En el joc dels escacs la torre, és una de les peces de més valor. Com les altres peces del joc, simbolitzen personatges o construccions de la cort i té connotacions militars.
La capacitat evocadora de les torres les han fet ser molt freqüentment utilitzades en l'art, tant en les arts visuals com en la literatura (Les dues torres de la sèrie de novel·les El senyor dels anells de J. R. R. Tolkien); on l'arquetip que simbolitza una torre pot tenir diferents simbologies, però sempre vinculades a l'aïllament: torre d'ivori, quan és positiu; o bé opressió i presó, especialment per la transcendència històrica de la funció repressora de moltes torres, identificades amb el poder (la Torre de Londres, les torres de La Bastilla).
| «                                                 | Vaig fer llaurar una torre entre les penyes i cingles d'aquestes muntanyes, on amb prou feines la llum ha trobat camí, per defensar-li l'entrada els seus rústics obeliscos. (...) Allí Segismundo viu miserable, pobre i captiu. | » |
| — Calderón de la Barca, La vida es sueño, acte I. | |   |

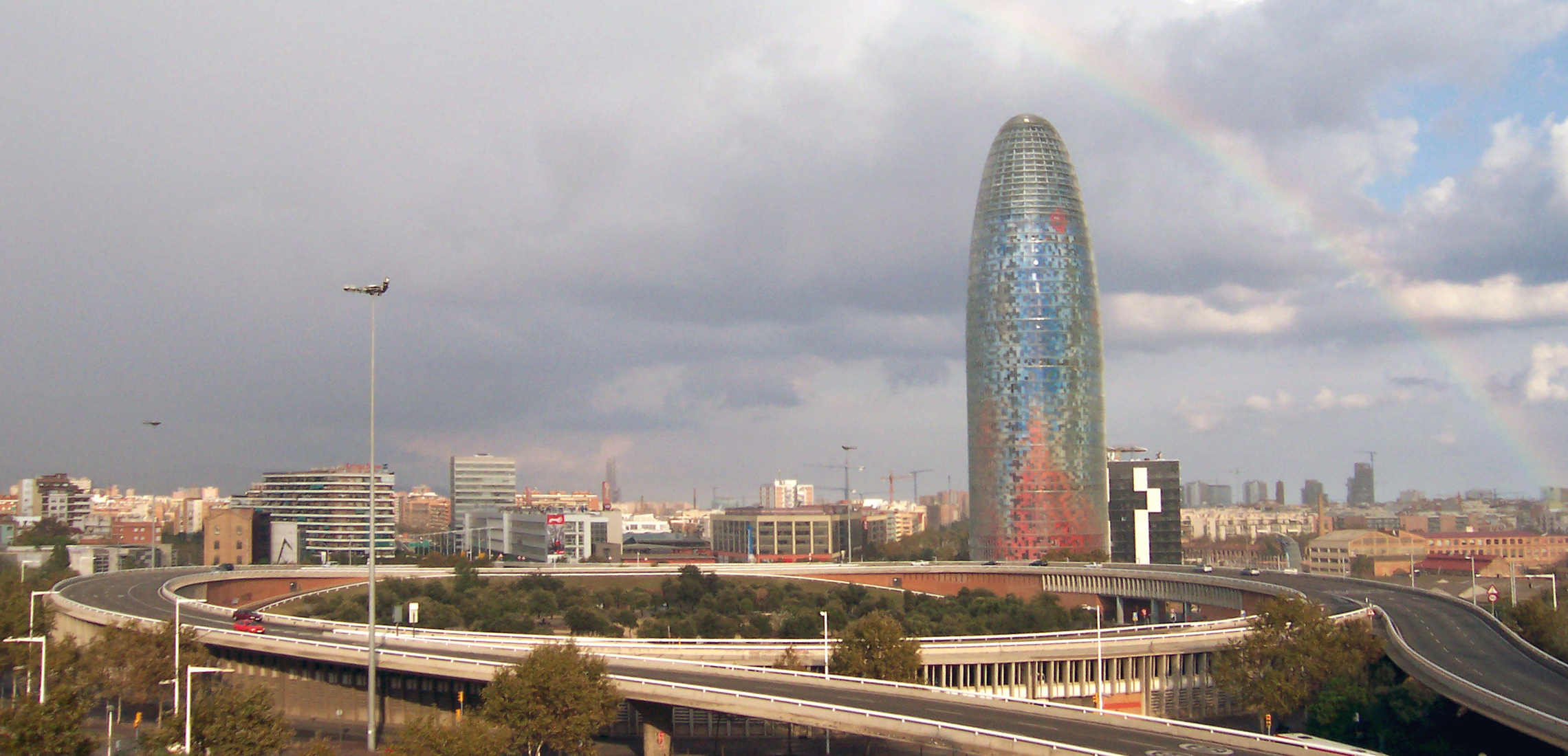
La Torre Agbar, a Barcelona

## Tipus de torre
Es pot classificar les torres segons la funció:

### Militar

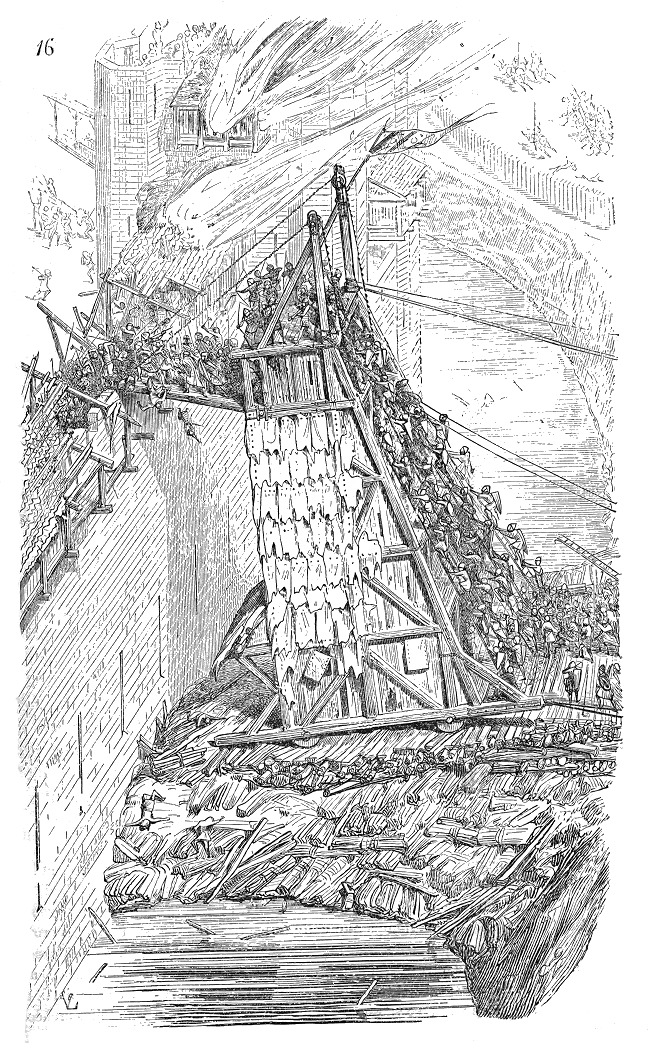
Representació d'una torre de setge

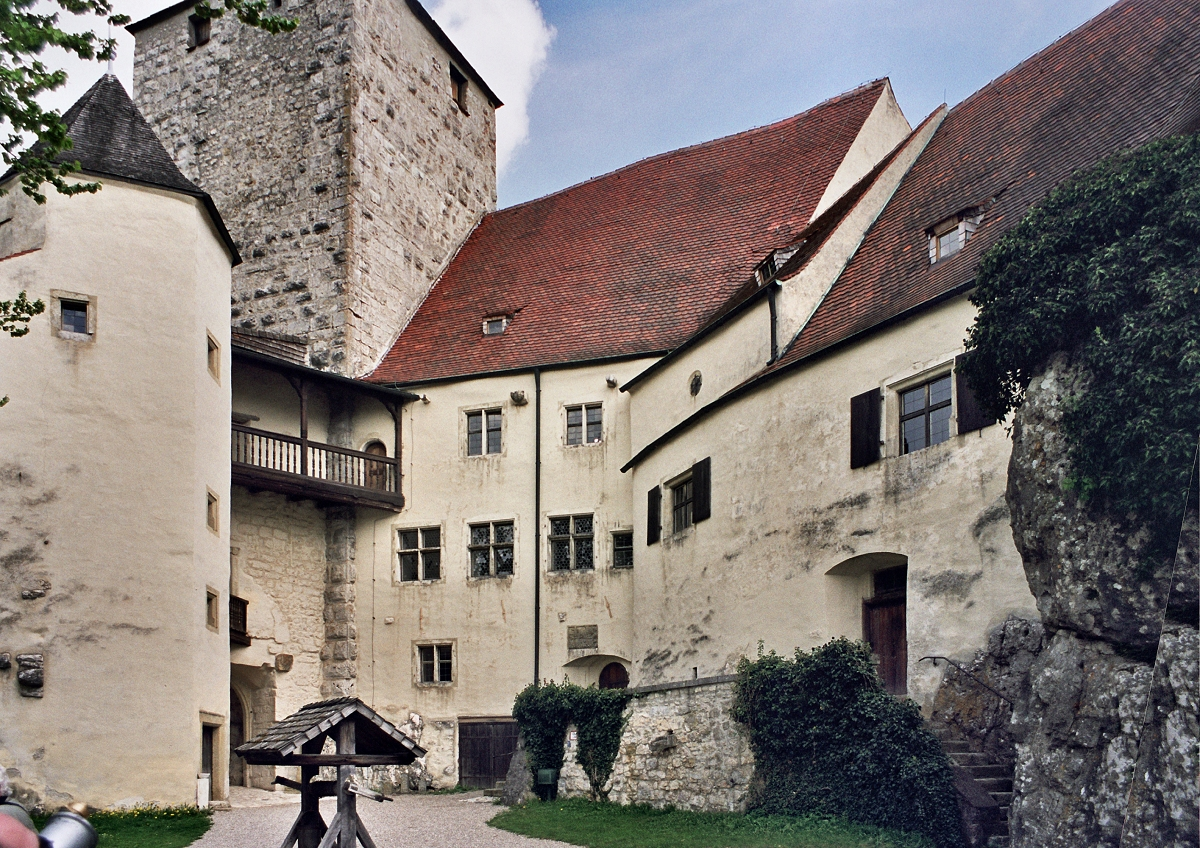
Pati i torre de l'homenatge del castell de Prunn, a Baviera.

Es poden citar la torre albarrana, la torre de setge, les talaies o torres de sentinella o torres de guaita.
La torre albarrana és la que està situada a l'exterior dels murs a les antigues fortificacions. És una torre que forma part d'un recinte fortificat amb el qual està comunicat, encara que generalment exempta de la muralla i connectada a aquesta mitjançant un petit arc o pont, que pot ser destruït fàcilment en cas que la torre caigués en mans de l'enemic. Podeu anar també adossada com a gran baluard però en aquest cas és més grossa que els altres. Servia de talaia però també per fustigar l'enemic que intentava acostar-se o sobrepassar la muralla. Un exemple famós és la Torre del Oro a Sevilla.
Les torres de setge eren un enginy mòbil emprat en l'antiguitat i a l'edat mitjana per superar muralles enemigues i dipositar sense dificultats un grup d'homes armats a la part alta peer saltar cap a la muralla de l'enemic. El model bàsic és el d'una torre de base quadrada de diversos pisos, units entre si per una escala interna o posterior, dos o tres metres més alta que les muralles a superar i amb un pont llevadís a la part superior pel qual assolien els merlets enemics els soldats (i de vegades, la cavalleria) que portava a l'interior. També solien portar arquers que disparaven els defensors en el moment de baixar el pont. En èpoques antigues, la torre de setge fou emprada tant a Europa com a l'Extrem Orient. Era de construcció onerosa i calia molt de temps per fer-la, per la qual cosa no solien usar fins que fracassaven totes les altres mesures per superar una muralla, tirar a terra o trencar les portes per mitjà d'ariets. Com totes les armes de setge medievals, la torre també s'ha reemplaçat amb la generalització del canó al segle xv.
Cal citar la torre mestra, que és l'estructura central del castell medieval. És una torre destacada, més alta que la muralla, i en general es podia aïllar-la de la resta de la fortalesa. És la torre principal, que serveix de residència del senyor i compleix amb les funcions més destacades del castell, albergant les estances principals i, a vegades, els magatzems de queviures. Es troba en la posició més abrigada en relació amb un possible atac, de manera que si sucumbir la resta de les defenses, aquesta torre proporcionés un últim refugi.
Les torres són un element essencial per l'arquitectura militar, tant formant part d'un circuit fortificat com aïllades. Cal distingir-les de les torretes.

#### Torres aïllades
En la terminologia de les construccions militars romanes, la paraula castrum designa els campaments romans, que s'envoltaven d'una estacada i que es reforçaven amb torres, primer de fust i quan es feien assentaments estables de pedra. Mentre que les paraules turris i burgus designen torres aïllades, com les que vigilaven el limes (frontera exterior de l'Imperi). Una tipologia similar van tenir posteriorment les torres denominades mota castral i les cases-torre. Fora d'Europa, i salvant les diferències formals, és similar la tipologia bàsica del castell japonès.

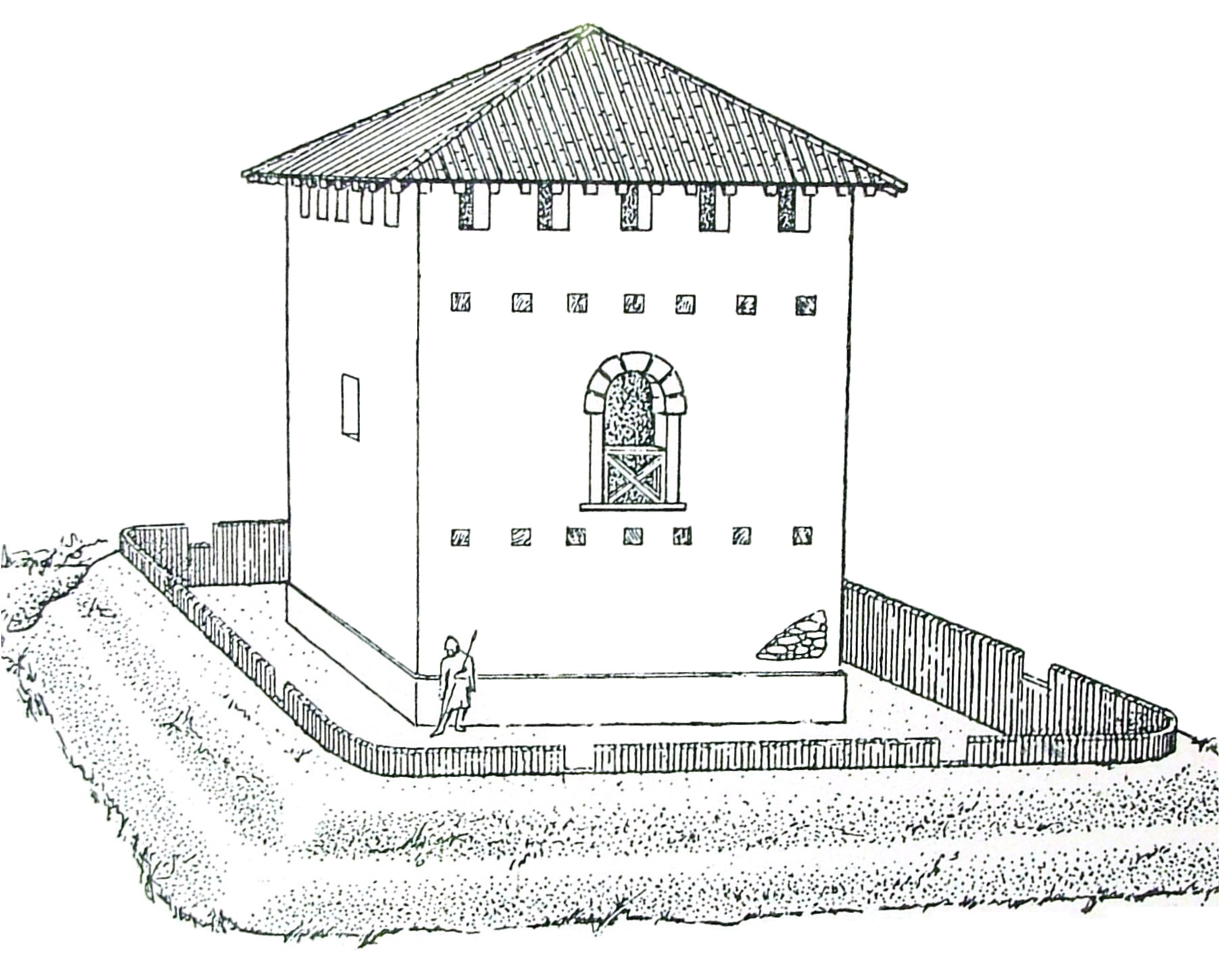
Reconstrucció de l'aspecte del Burgus Ahegg,[5] en el limes romà del Danubi.
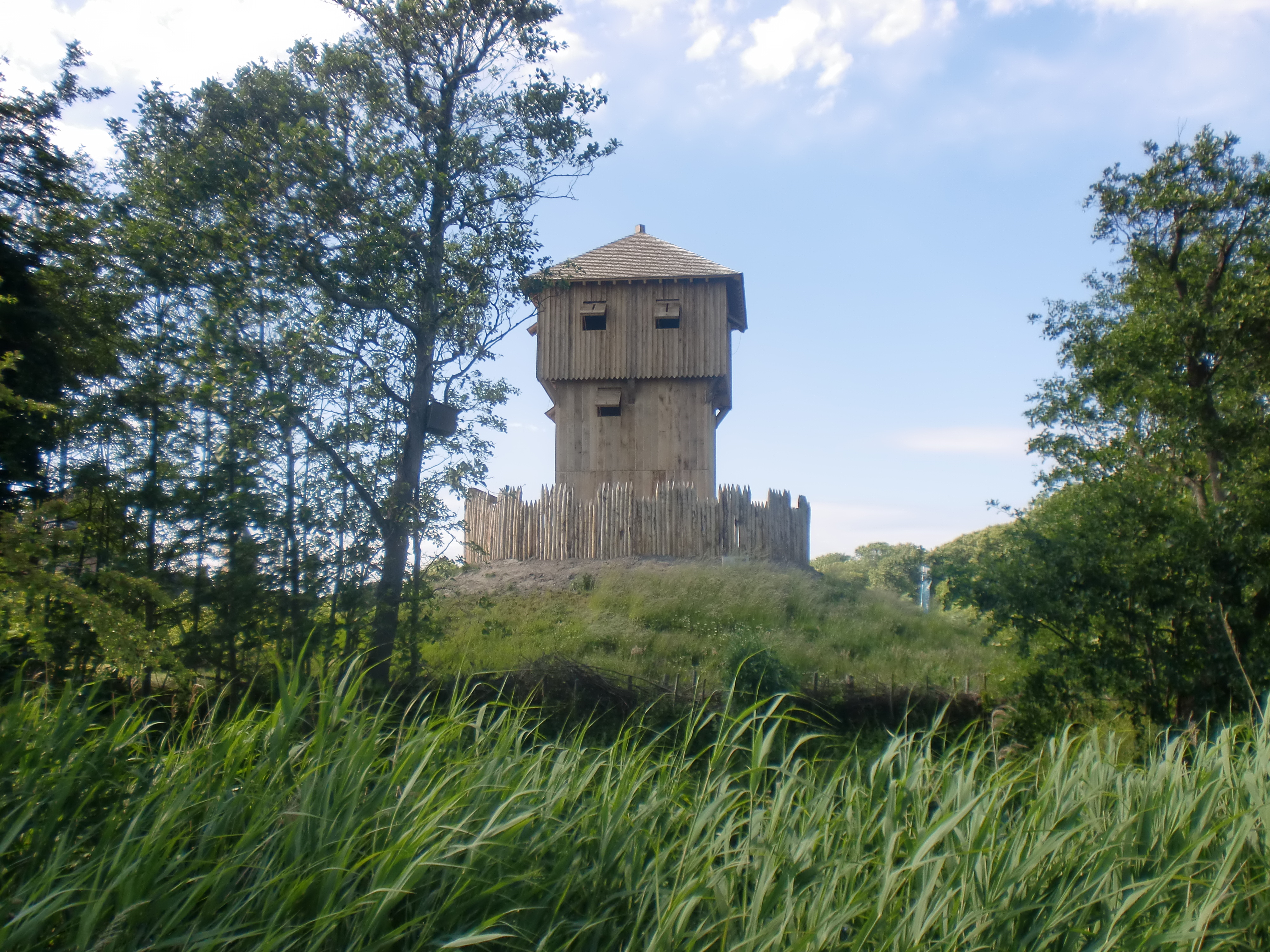
Reconstrucció de la mota castral de Oostkapelle (Zeelanda, Països Baixos).
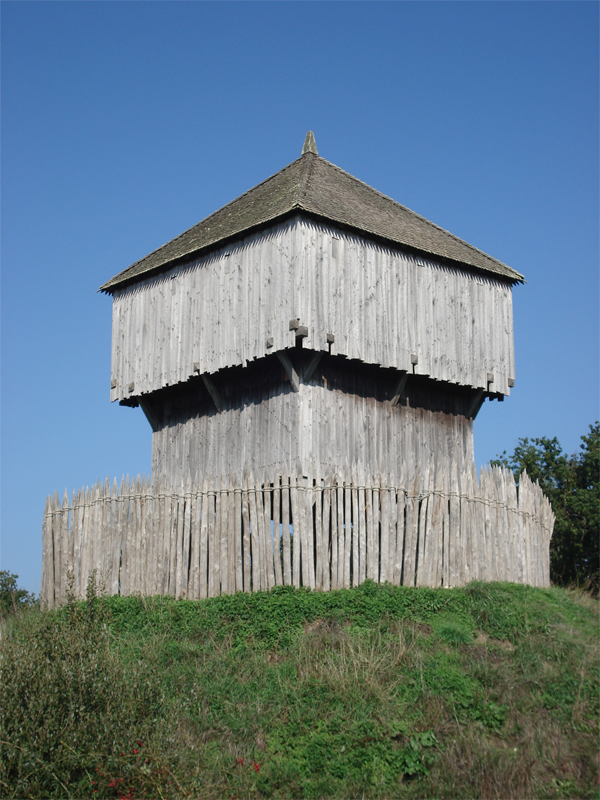
Reconstrucció de la mota castral o Château à Motte de Saint-Sylvain-d'Anjou (França).
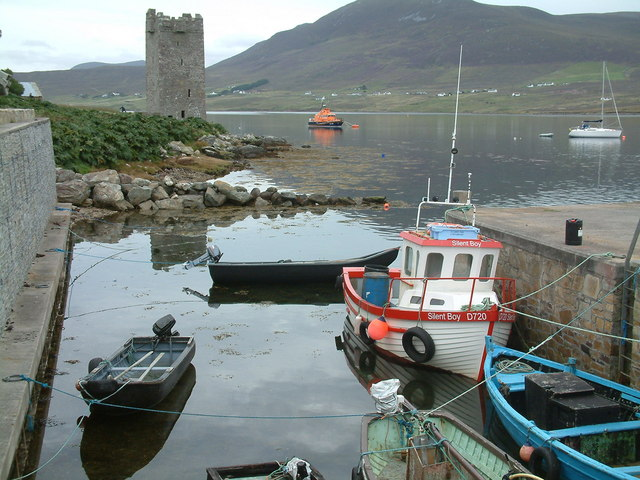
Torre del port de Cloghmore (Irlanda).
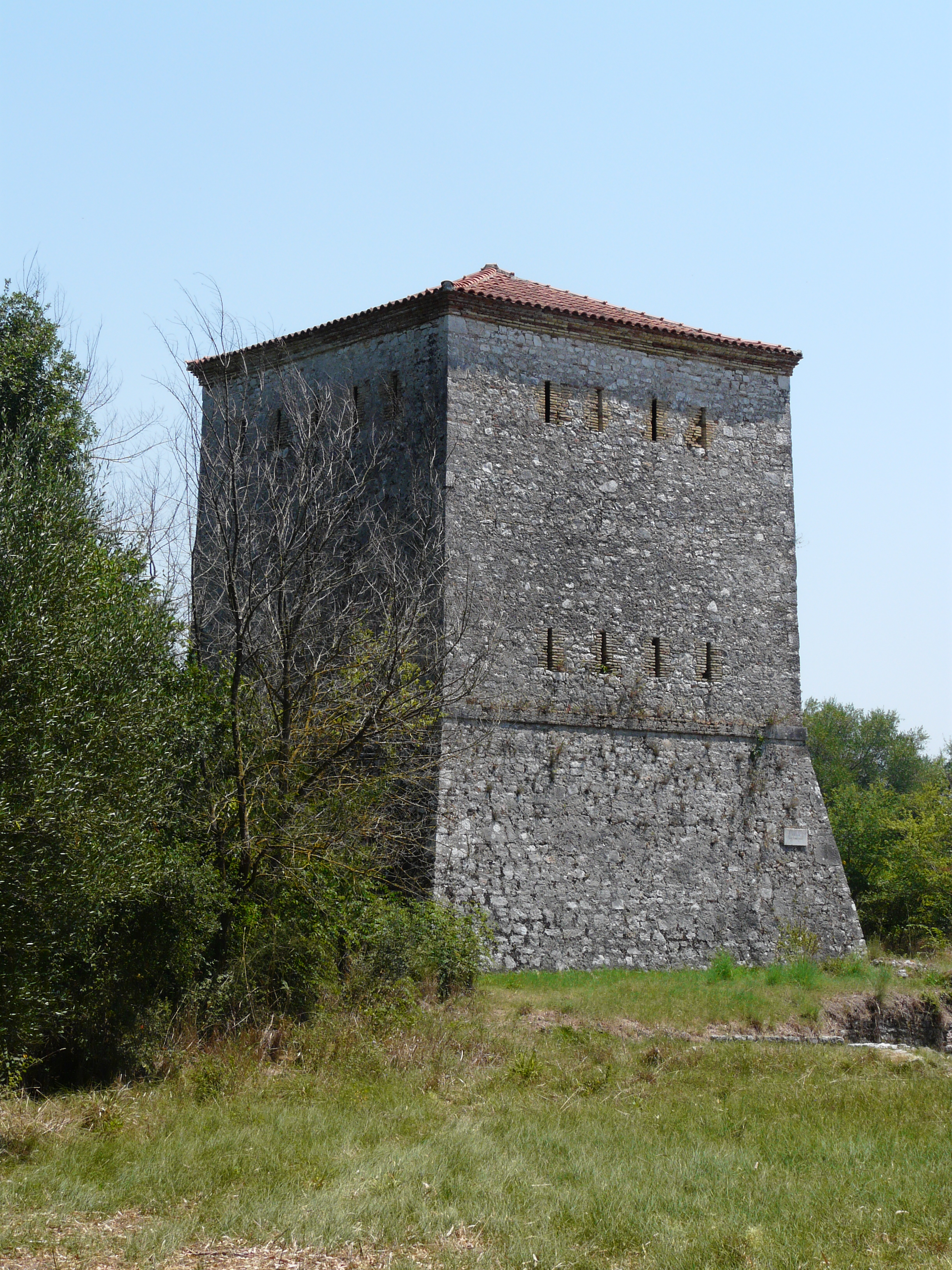
Casa-torre veneciana a Butrot (Albània).
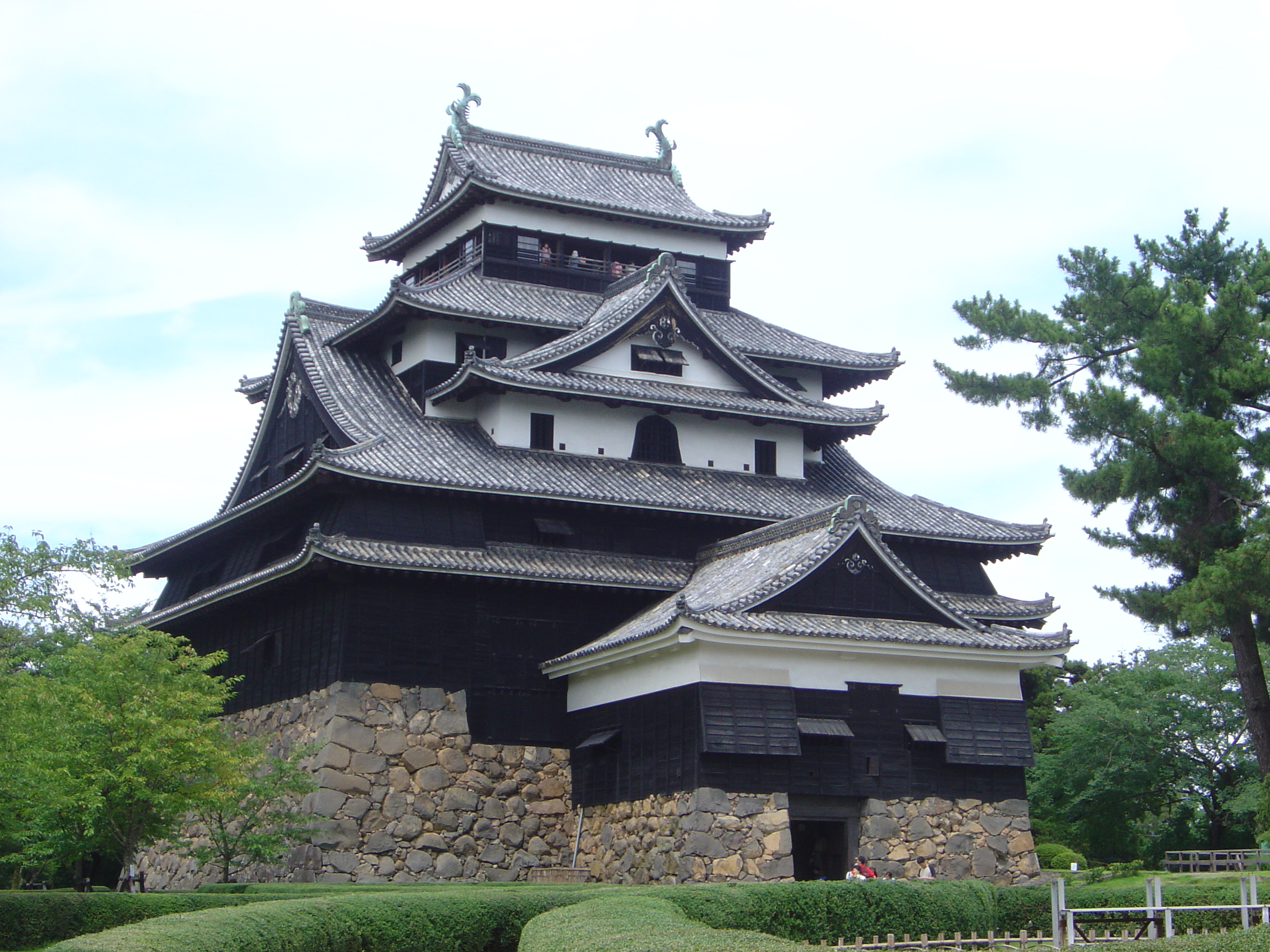
Castell Matsue (Japó).

##### Torres-vigia

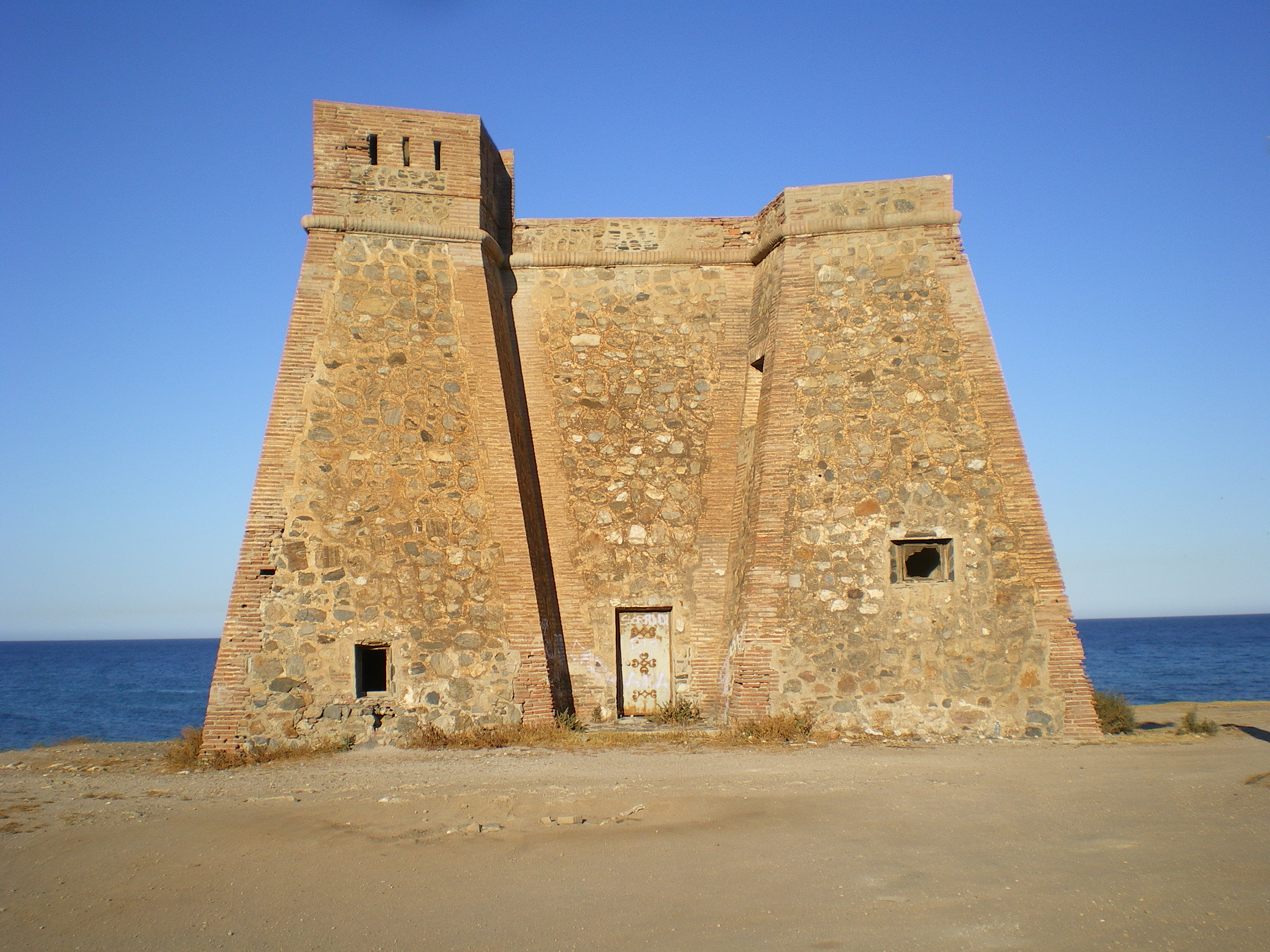
Torre de Macenas (Mojácar, Espanya), una torre de vigilància costanera.
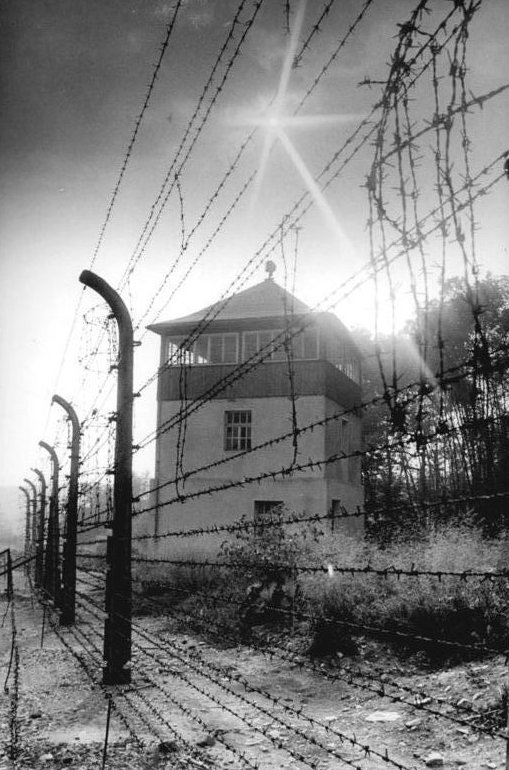
Torre de vigilància del camp de concentració de Buchenwald.
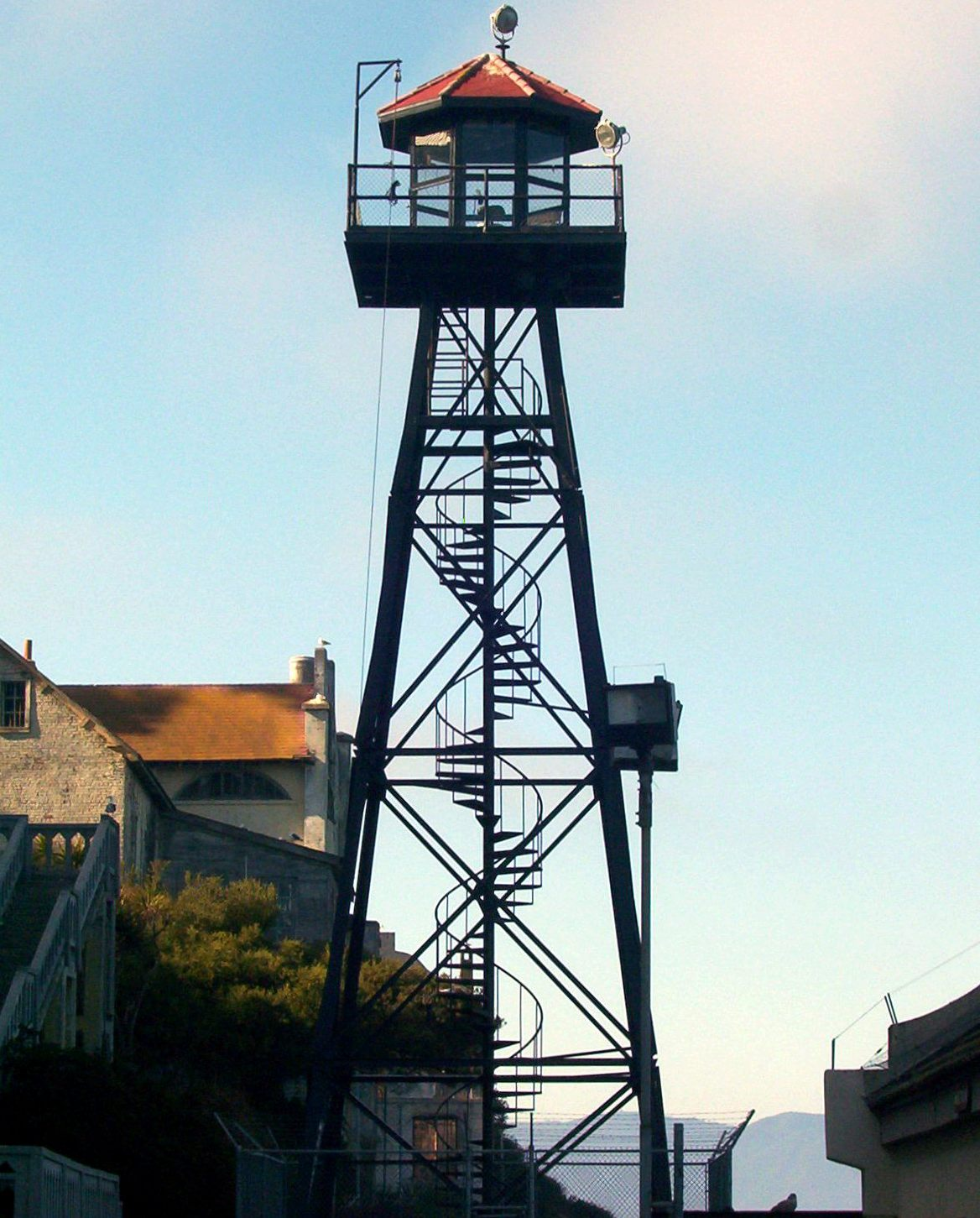
Torre de vigilància de la presó d'Alcatraz.
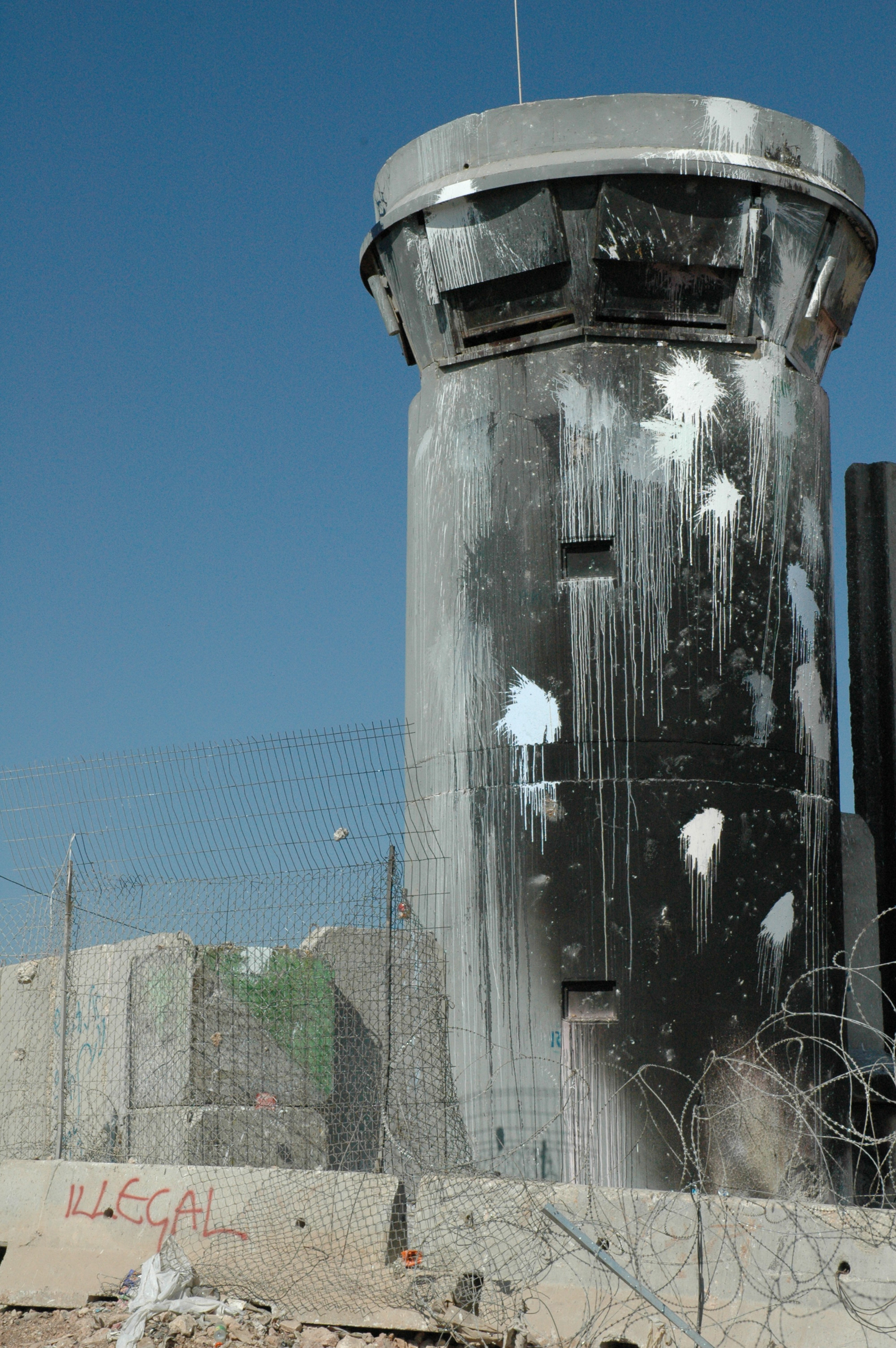
Torre de vigilància israeliana en el mur de Cisjordània.
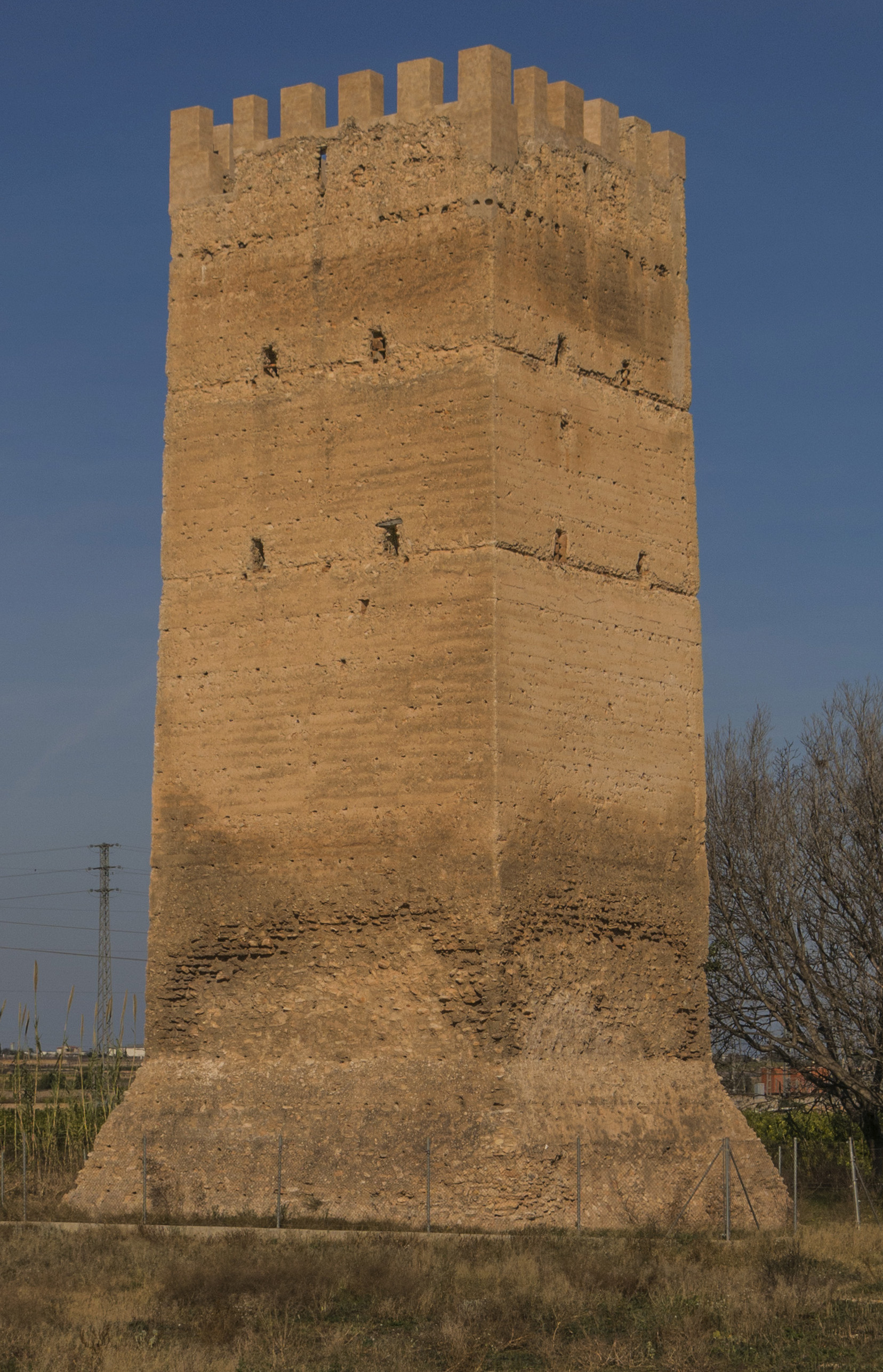
Torre Mussa
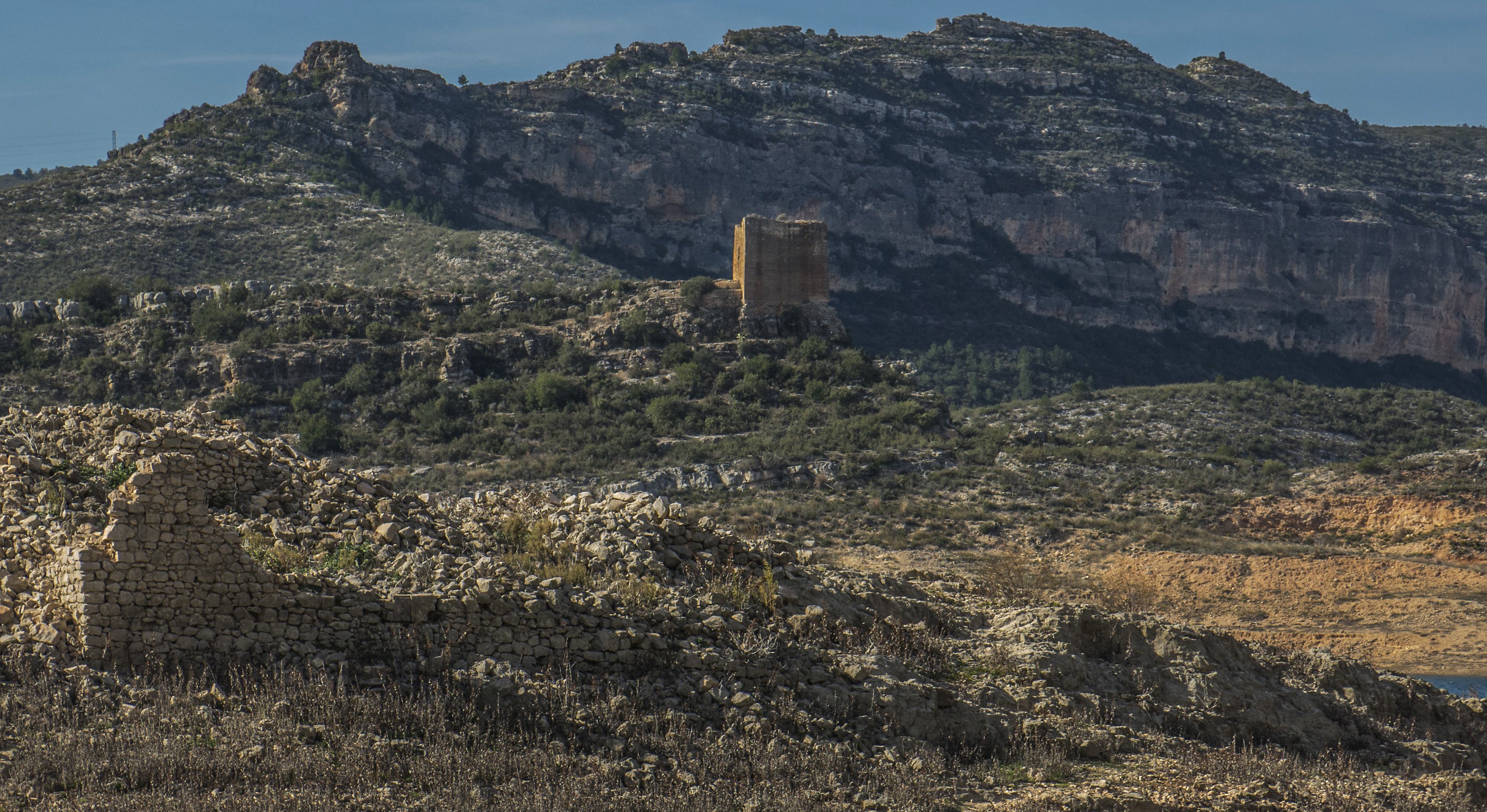
Torre de guaita de Tous
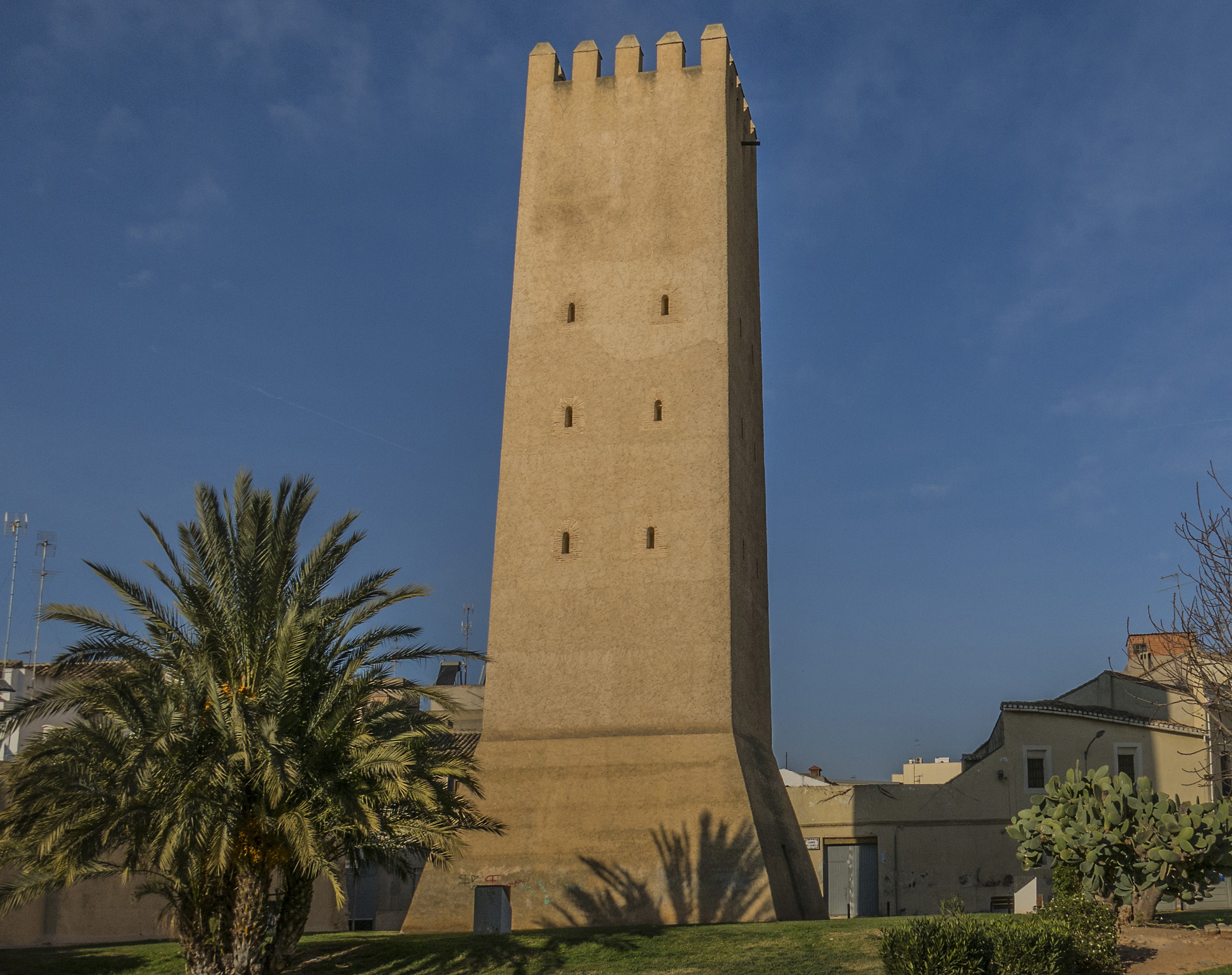
Torre de Rassef
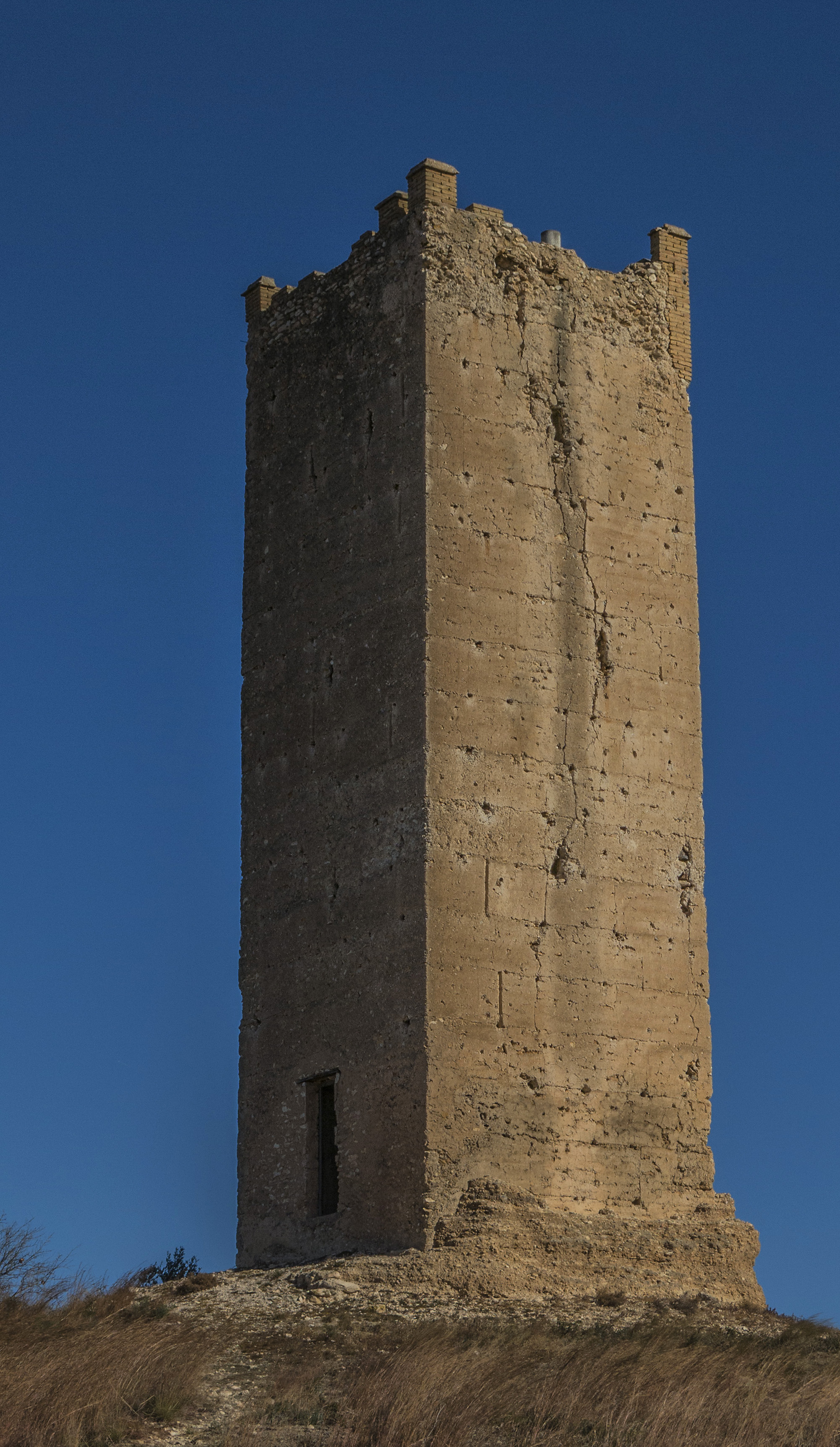
Torre Espioca

#### Torres de castells i muralles

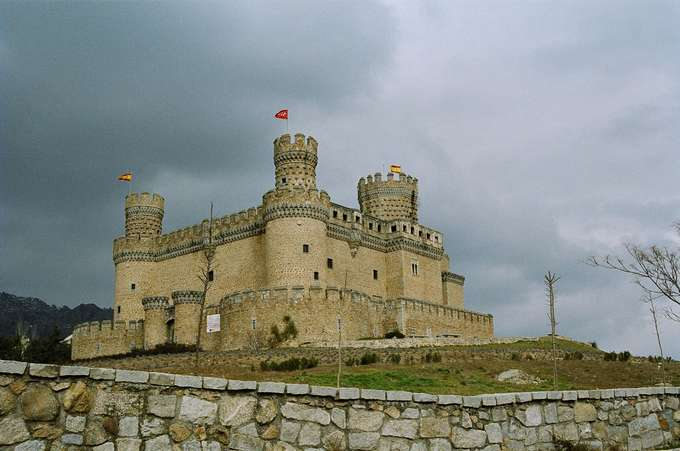
El castell de Manzanares el Real manté una muralla de circuit exterior, amb dues petites torres cilíndriques (galledes) flanquejant l'entrada; els murs principals estan reforçats en les cantonades davanteres amb dues galledes i el llenç posterior amb una torre de l'homenatge.

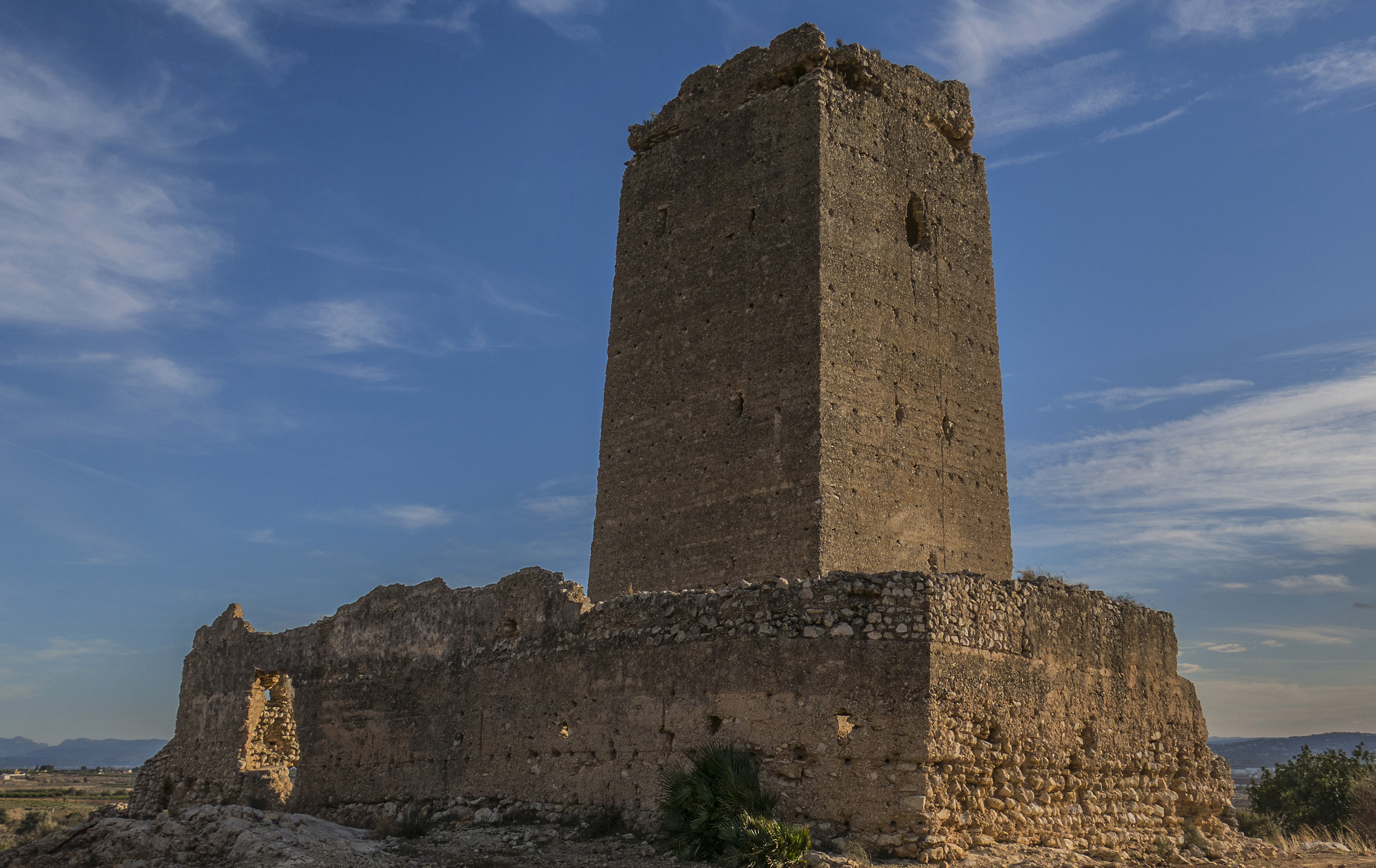
Castell d'Alèdua està situat al terme municipal de Llombai. És una plaça fortificada islàmica construïda a finals del, situada sobre un turó al marge esquerre del riu Magre.

Les torres de castells i muralles i de tota mena de fortificacions tenen diferents formes i funcions. Quan són circulars reben el nom de «galledes». Quan són grosses o altes es diuen torrasses. Les petites construccions aptes perquè s'aixoplugui un vigilant es denominen garites.
La més antiga torre de muralla de la qual hi ha testimoniatge arqueològic possiblement és la denominada torre de Jericó, d'uns vuit metres i mig d'altura, una de les estructures de les muralles de Jericó, del viii mil·lenni a. C.

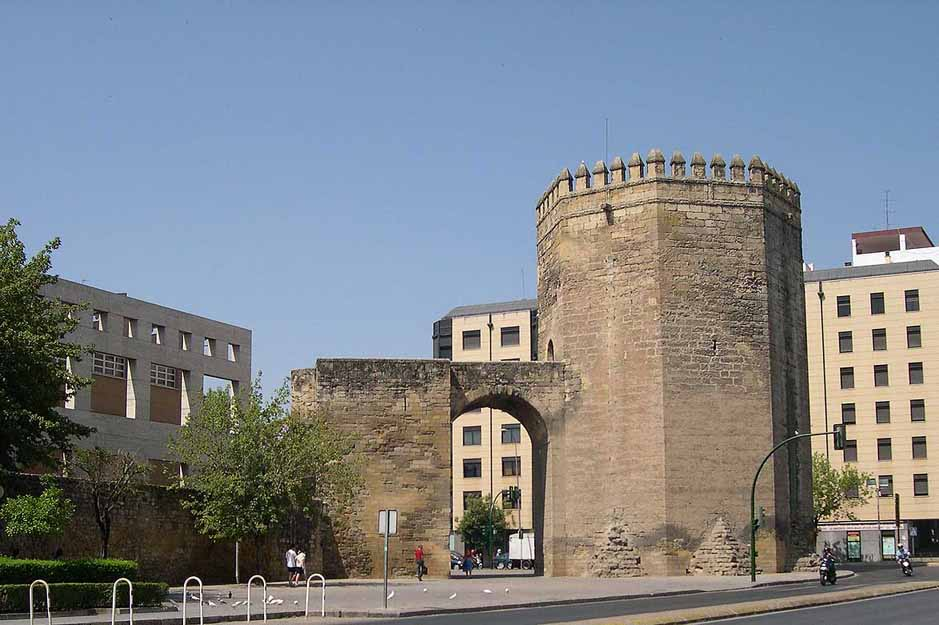
Torre de la Malmuerta, Còrdova (Espanya).

##### Torre albarrana
Torre albarrana és una torre que forma part d'un recinte fortificat amb el qual està comunicat, encara que generalment eximeix de la muralla i connectada a aquesta mitjançant un petit arc o pont, que pogués ser destruït fàcilment en cas que la torre caigués en mans de l'enemic. Pot estar també adossada com a gran bastió o baluard però en aquest cas és de major grandària que els altres. Serveix de talaia o torre de vigilància, però també per hostilitzar l'enemic que intenta apropar-se o depassar la muralla. Exemples de torres albarranes són la Torre de l'Or a Sevilla, la de la Malmuerta a Còrdova o la Torre d'Espantaperros i altres de l'alcassaba de Badajoz, totes a Espanya.

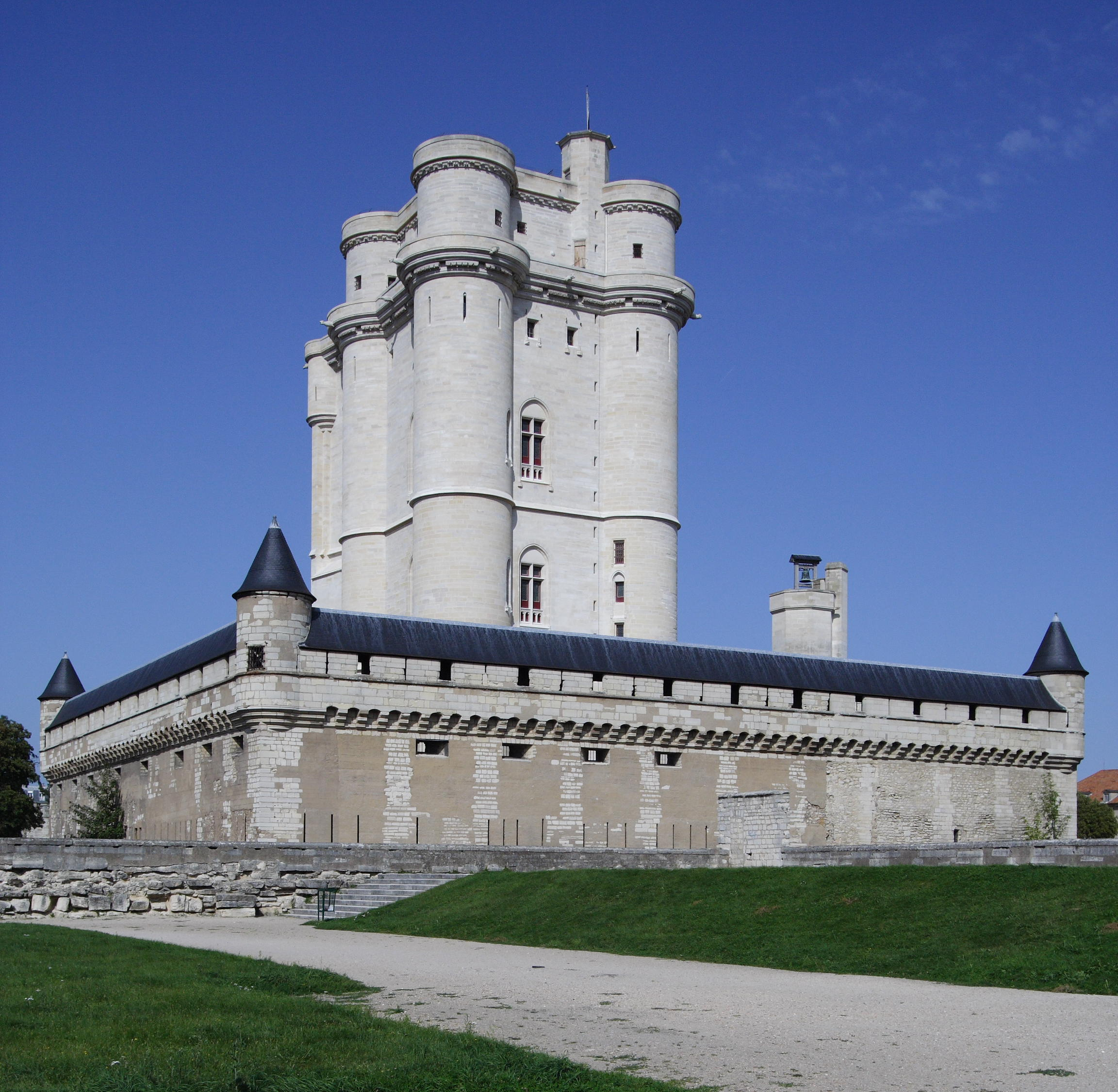
Donjon del castell de Vincennes.

##### Torre mestra

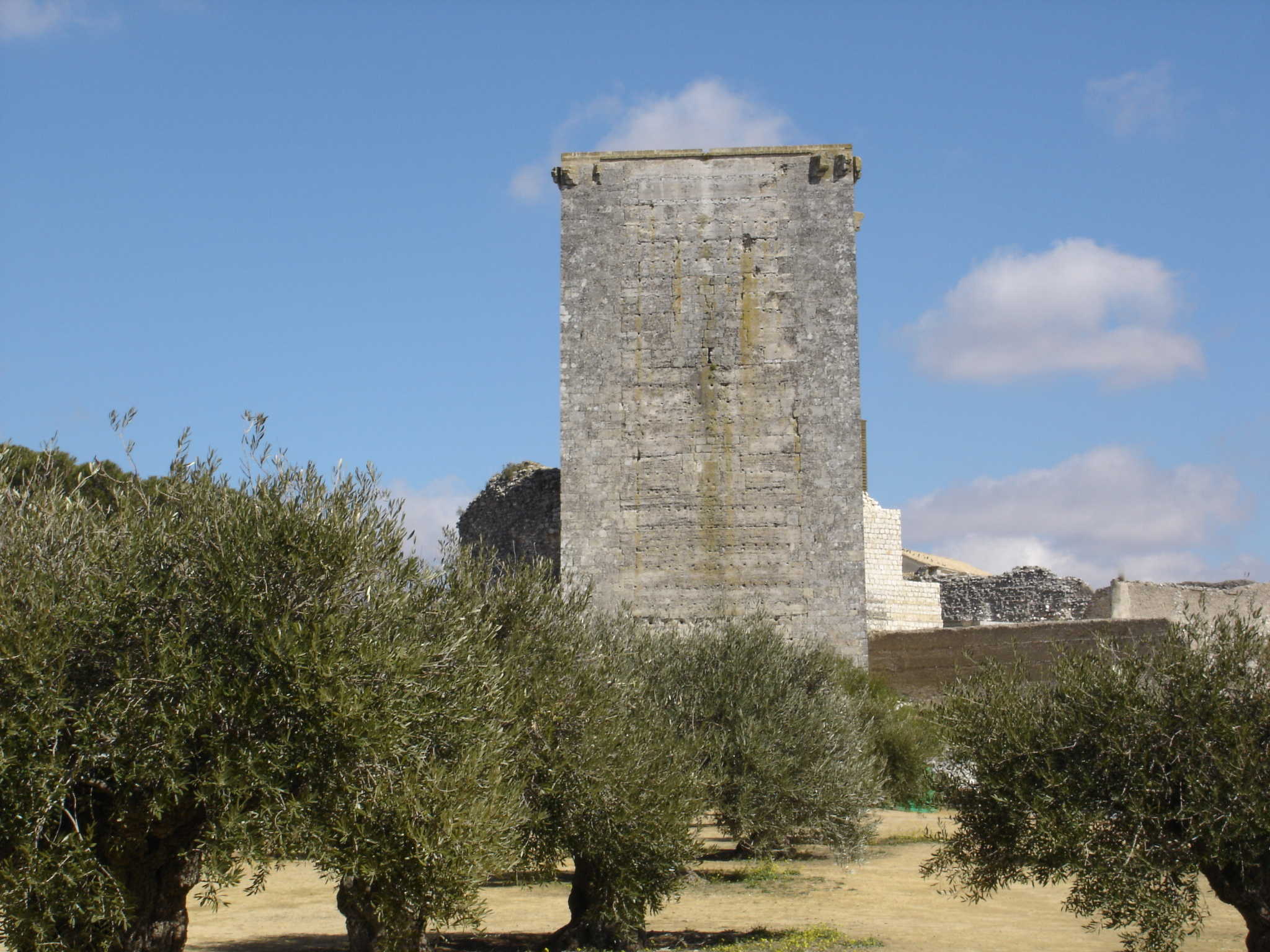
Torre de l'homenatge de l'alcàsser d'Estepa (Sevilla). En la llinda de la seva entrada es troba aquesta curiosa inscripció: Esta torre mandó facer/ Lorenzo Suárez de Figueroa/ Maestre de Santiago,/ Quien quisiere saber lo que/ costó faga otra ella/ y saberlo ha.

La torre mestra o torre de l'homenatge és l'estructura central del castell medieval (donjon als castells francesos, bergfried en els alemanys, maschio o mastio en els italians, keep en els anglesos). És una torre destacada, més alta que la muralla, i en general es podia aïllar de la resta de la fortalesa. És la torre principal, la que serveix de residència del senyor i compleix amb les funcions més destacades del castell, albergant les estades principals i, a vegades, els magatzems de queviures. Es troba en la posició més abrigada en relació amb un possible atac exterior, de manera que si sucumbís la resta de les defenses, aquesta torre proporcionés un últim refugi.

#### Torre de setge
Les torres de setge consistien en una armadura transportable de fusta, amb forma de prisma o tronc de piràmide alts, que s'empraven en l'edat antiga i mitjana per combatre i assaltar les muralles enemigues, aconseguint la seva altura. Si la seva aproximació tenia èxit, permetien accedir més fàcilment que les escales a diversos homes armats perquè les prenguessin. Com totes les armes de setge medievals, la torre també va quedar obsoleta amb la generalització del canó a partir del segle xv.

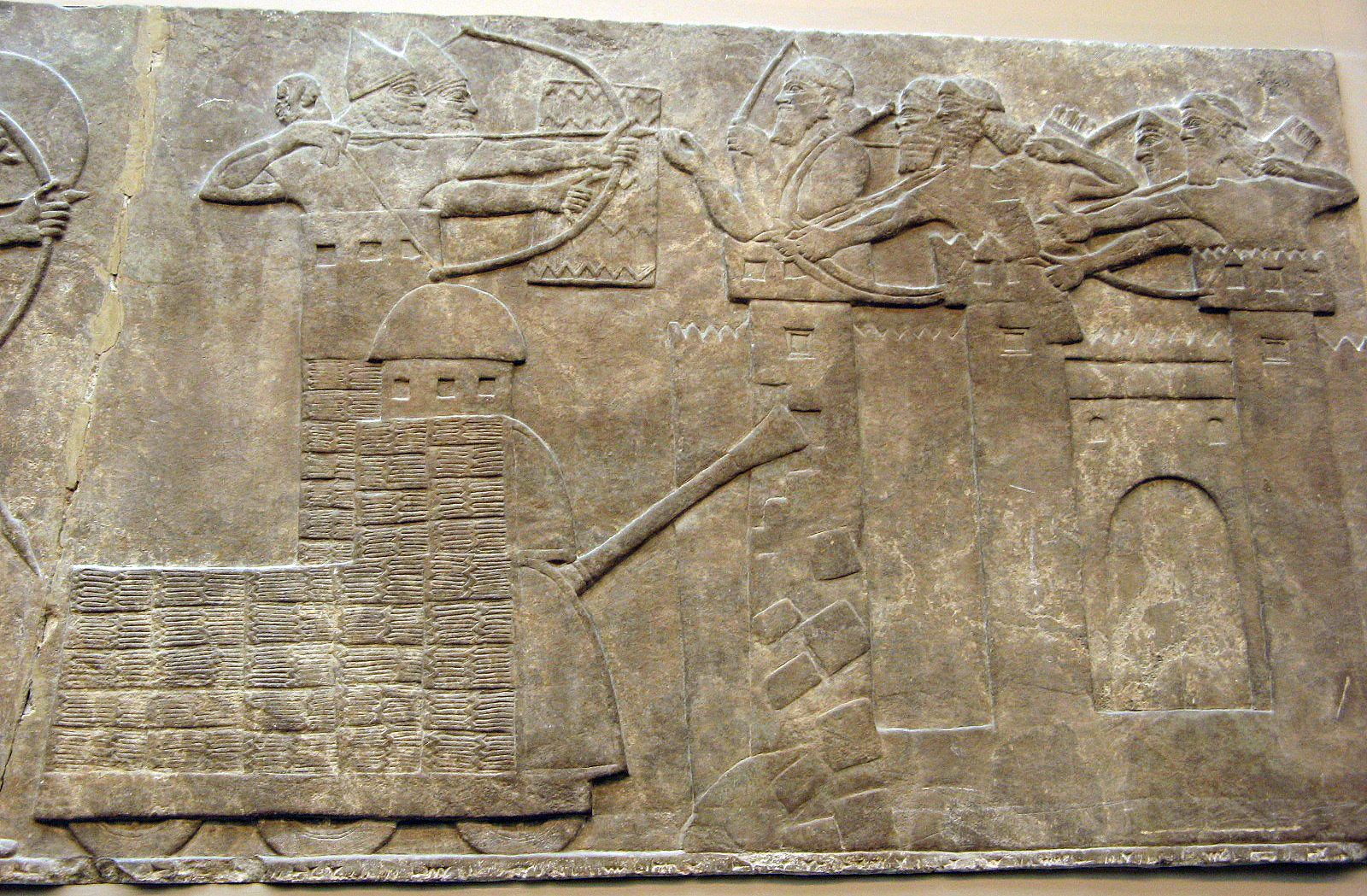
Relleu assiri que representa l'ocupació d'una torre de setge
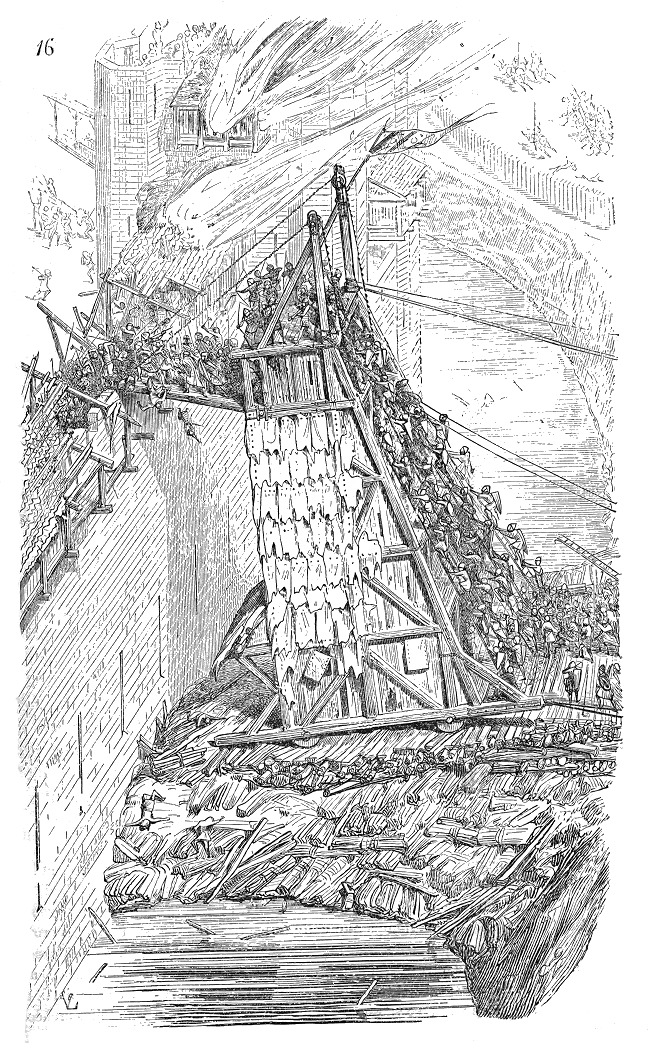
Gravat modern que representa l'ocupació d'una torre de setge
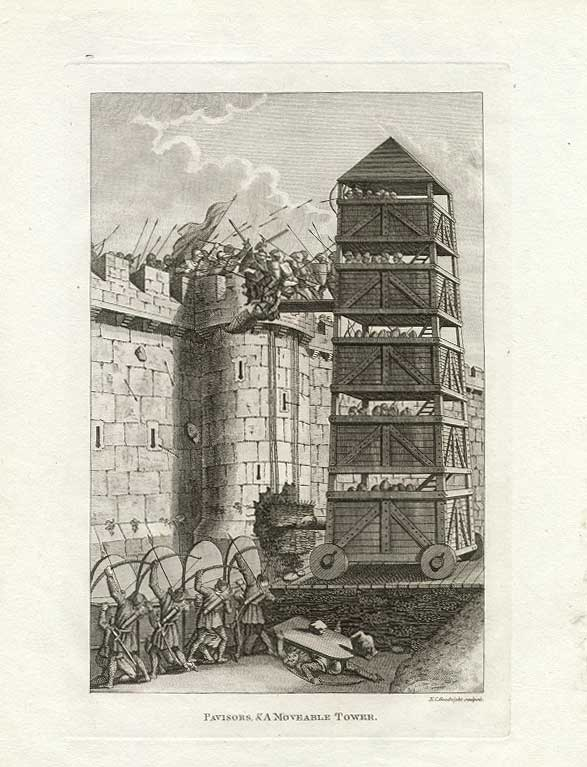
Ídem
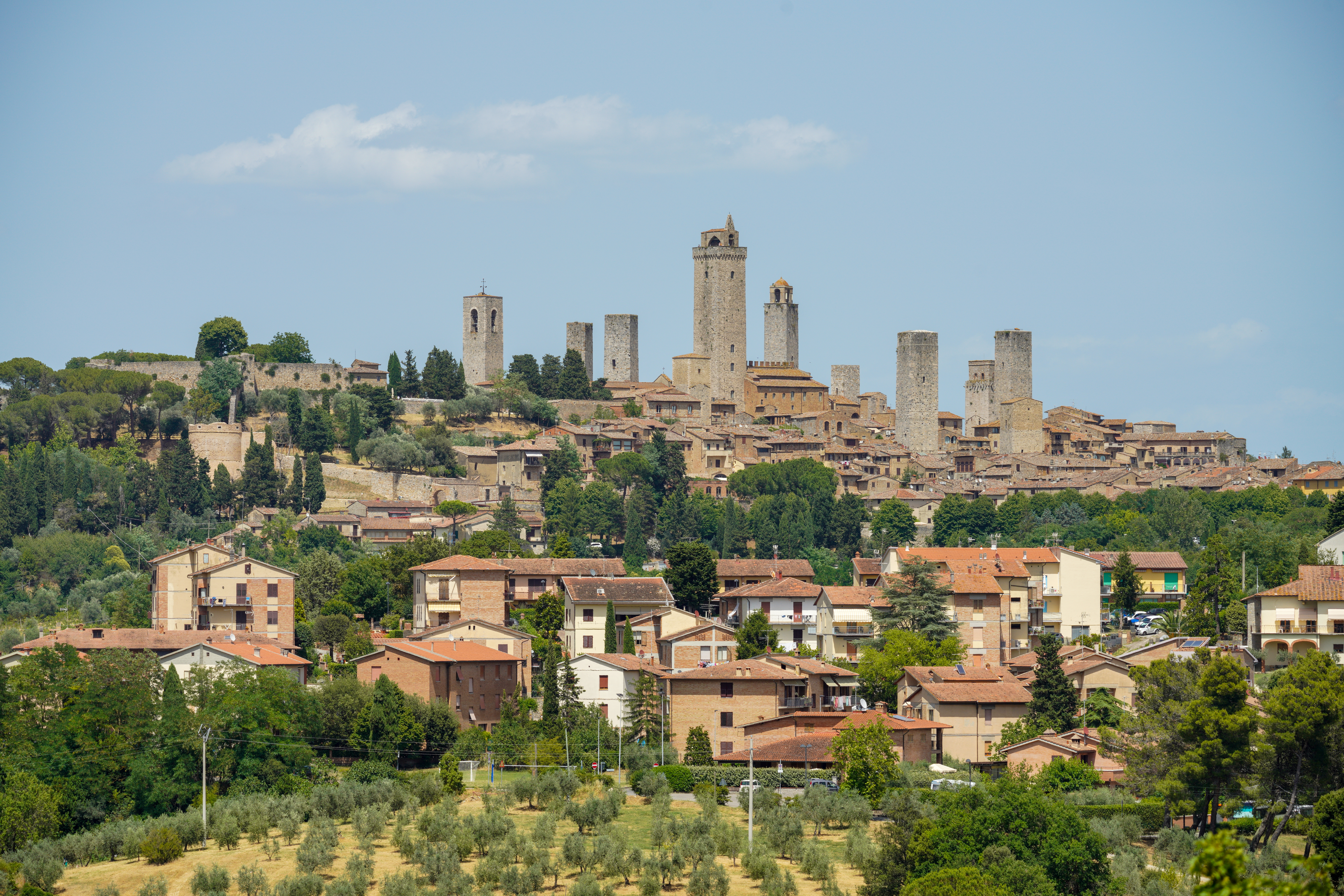
Torres de San Gimignano
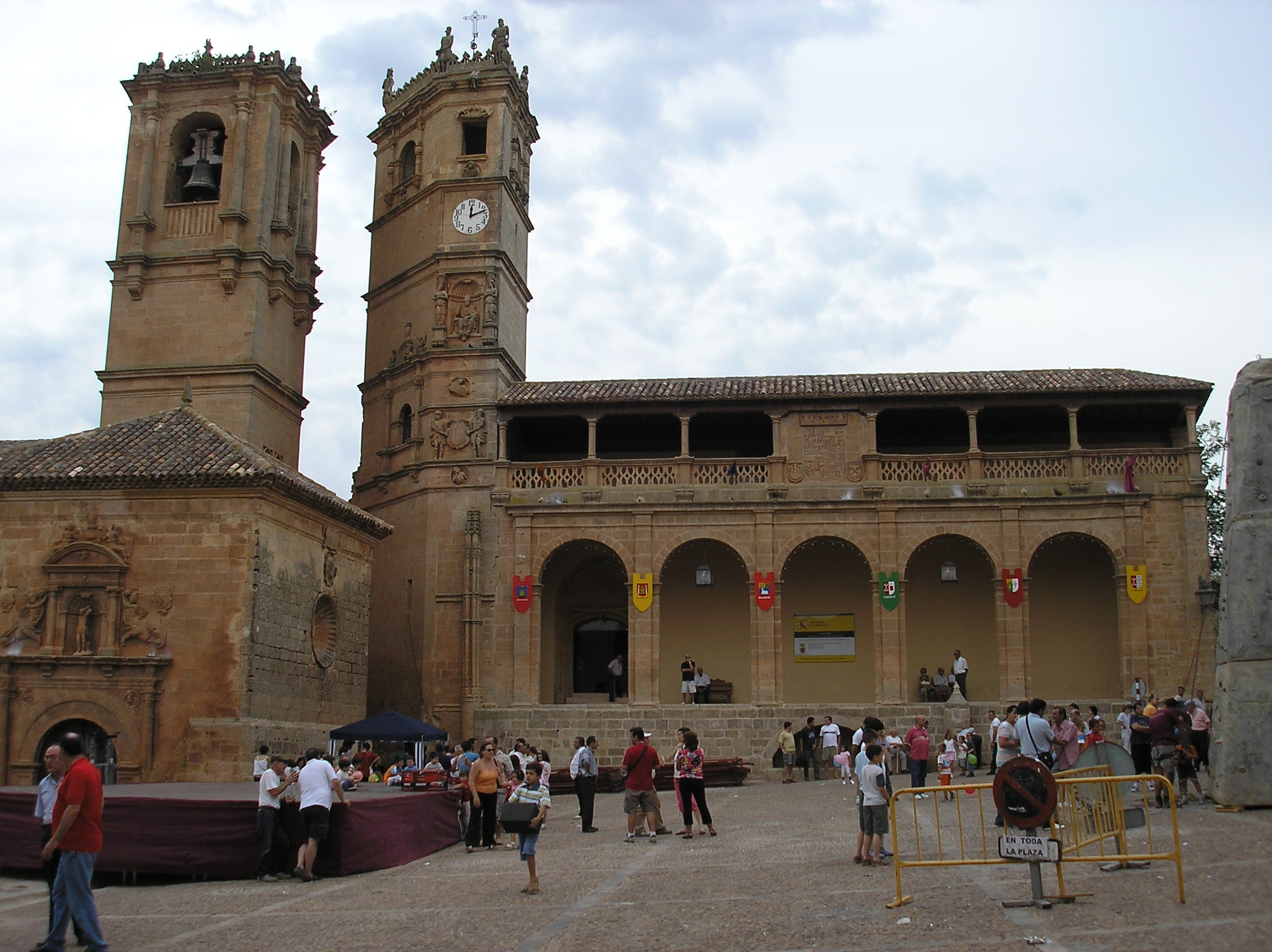
Torre de l'església i torre de l'ajuntament d'Alcaraz

### Urbana
Les ciutats medievals d'Europa Occidental es van caracteritzar per tancar-se en circuits de muralles, i els seus edificis destacats van aixecar torres, tant amb finalitats defensives com amb finalitats de prestigi, en una competició per l'altura entre diferents institucions o famílies dins de la ciutat i entre les diferents ciutats. Exemples notables poden veure's a Florència, a San Gimignano o a Càceres.

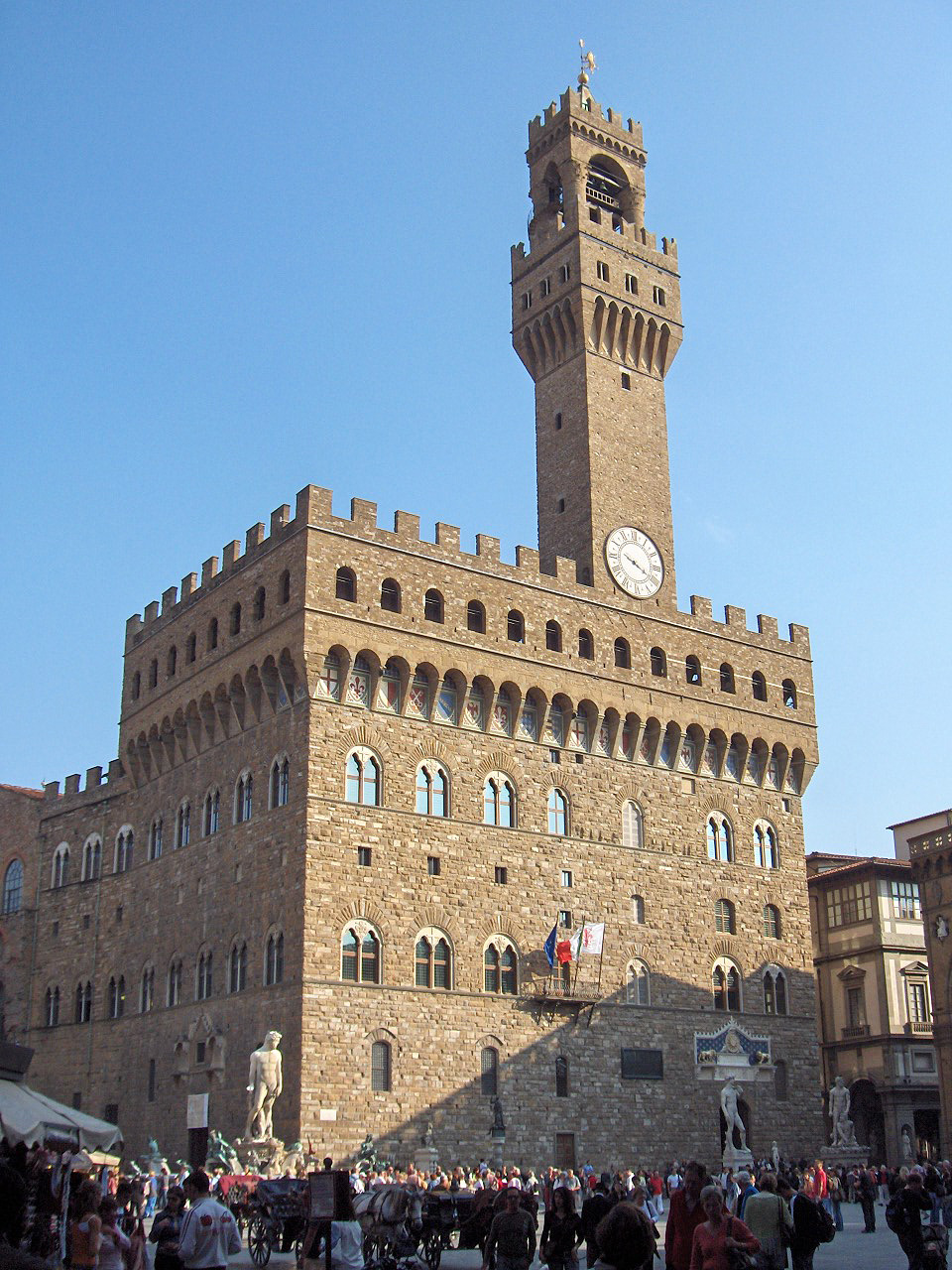
Palazzo Vecchio o de la Signoria de Florència.
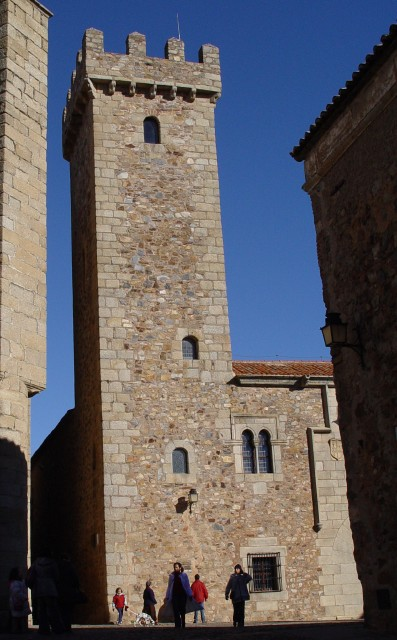
Torre del Palau de les Cigonyes de Càceres.
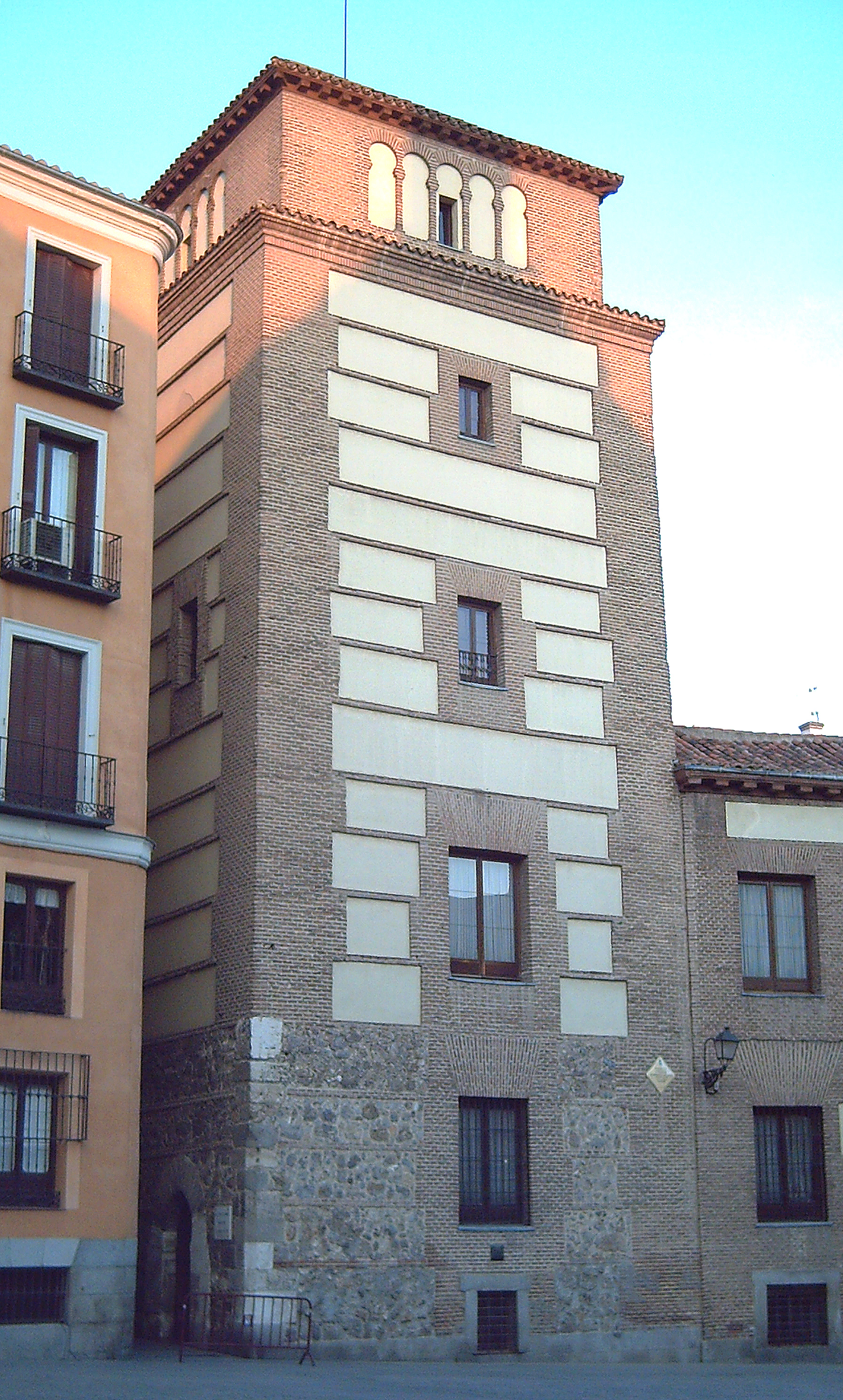
Torre dels Lujanes (Madrid).
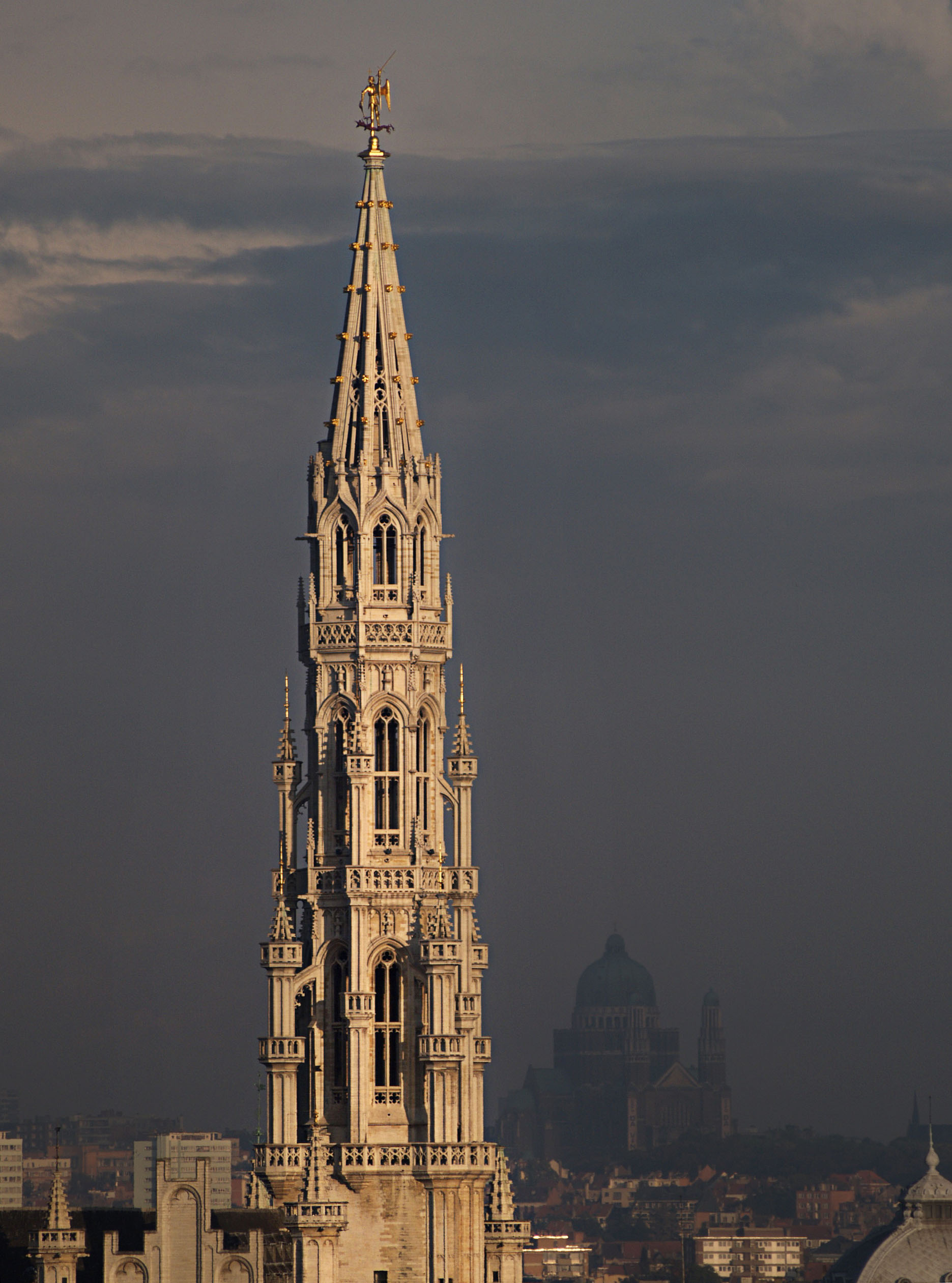
Torre de l'ajuntament de Brussel·les.

Molt freqüentment, la lluita de torres pel domini de l'espai urbà es lliurava entre el poder civil i el poder eclesiàstic, com es deixa entendre amb gran ironia en la cita amb l'Església hem topat, Sancho de El Quixot convertit en un tòpic literari per la seva doble lectura (denunciar la subordinació de la societat i l'Estat a l'església):
| «                                                              | —Trobem (...) l'alcàsser —va replicar el Quixot— (...) I adverteix, Sancho, o que jo veig poc o que aquell embalum gran i ombra que des d'aquí es descobreix la deu fer el palau de Dulcinea. (...) Va guiar el Quixot, i havent caminat com dos-cents passos, va donar amb l'embalum que feia l'ombra, i va veure una gran torre, i després va conèixer que aquest edifici no era alcàsser, sinó l'església principal del poble. I va dir: —Amb l'església hem donat, Sancho. —Ja ho veig —va respondre Sancho—, i prega a Déu que no donem amb la nostra sepultura, que no és bon senyal caminar pels cementeris a aquestes hores, i més havent-hi jo dit a la vostra mercè, si malament no me'n recordo, que la casa d'aquesta senyora ha d'estar en una carrer sense sortida. —Maleït siguis de Déu! —va dir el Quixot. On has tu trobat que els alcàssers i palaus reals estiguin edificats en carrerots sense sortida— —Senyor —va respondre Sancho—, a cada terra el seu ús: potser s'usa aquí en el Toboso edificar en carrerots els palaus i edificis grans; i, així, suplico a la vostra mercè em deixi buscar per aquests carrers o carrerots que se m'ofereixen: podria ser que en algun racó topés amb aquest alcàsser, que li vegi jo menjat de gossos, que així ens porta correguts i asendererats. | » |
| — Segona part, capítol IX On s'explica el que en ell es veurà. | |   |

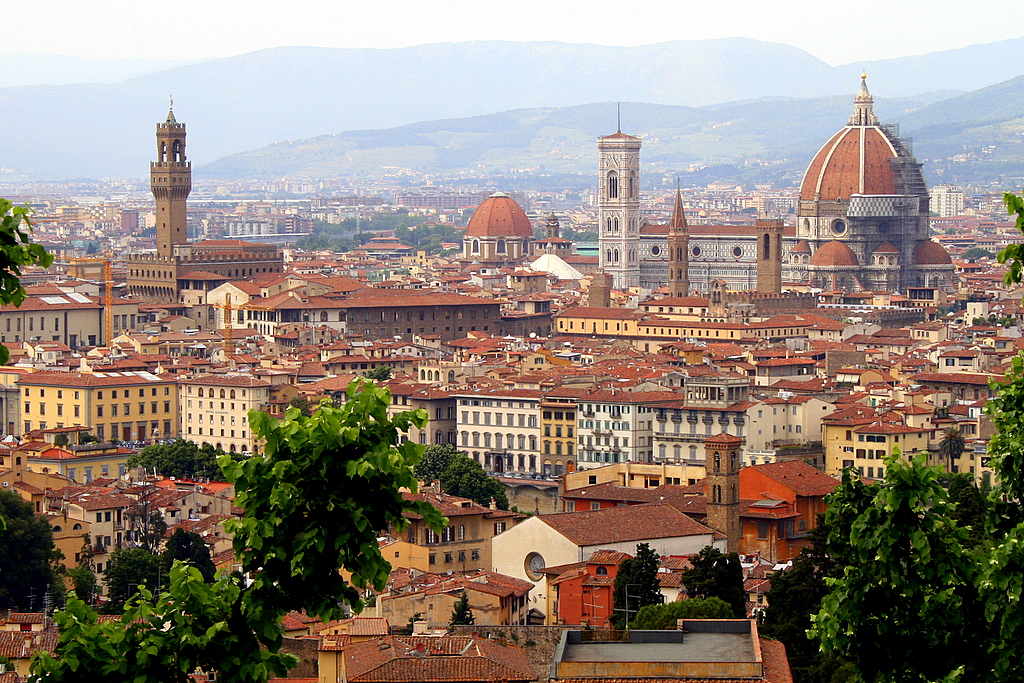
Vista de Florència. Il Duomo competeix en altura amb la Signoría. També destaquen les torres de Badia Fiorentina, Palazzo Bargello i San Miniato al Monte.
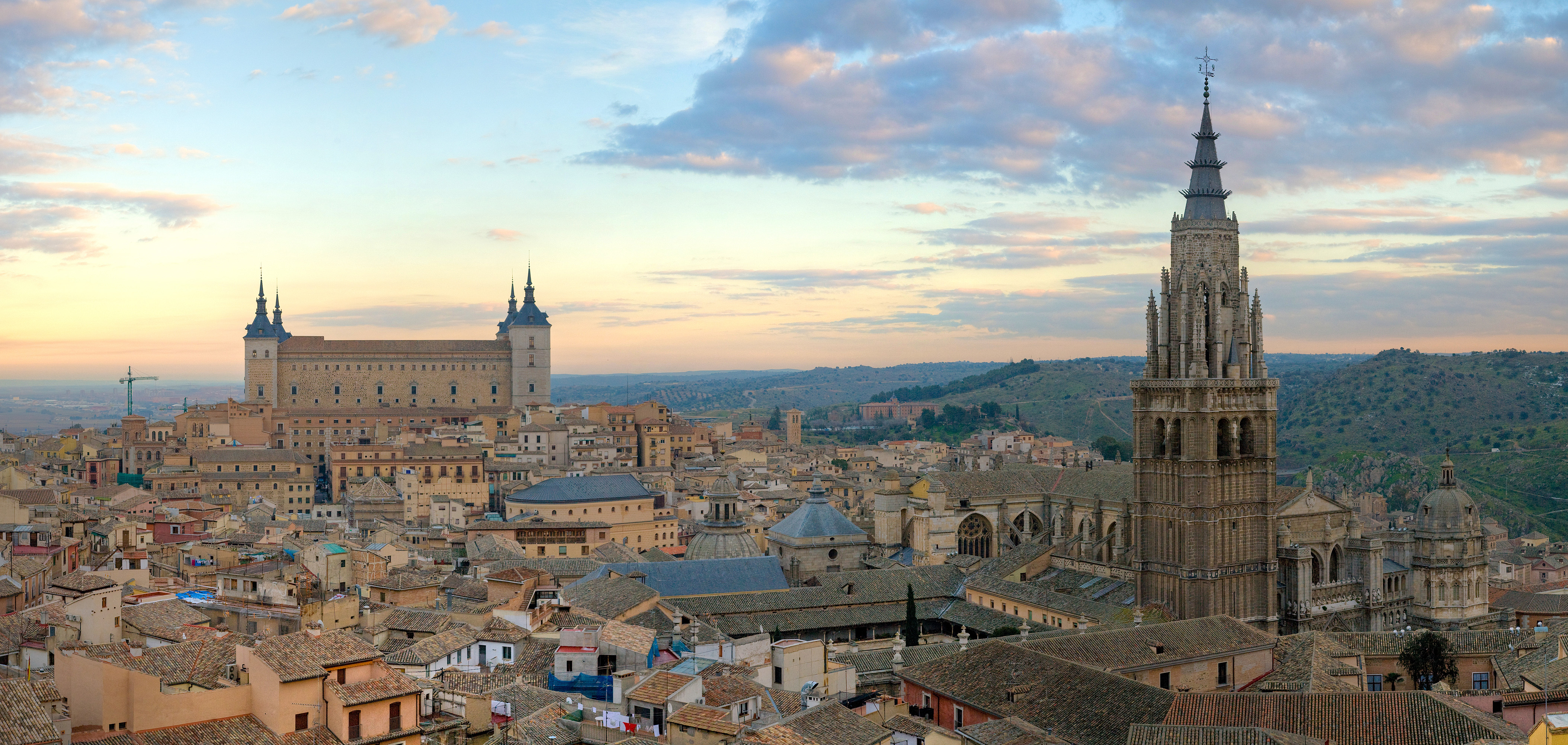
L'Alcàsser de Toledo, símbol del poder real, es veu desafiat en altura per la la Catedral, a pesar que la seva torre parteix d'un punt més baix.
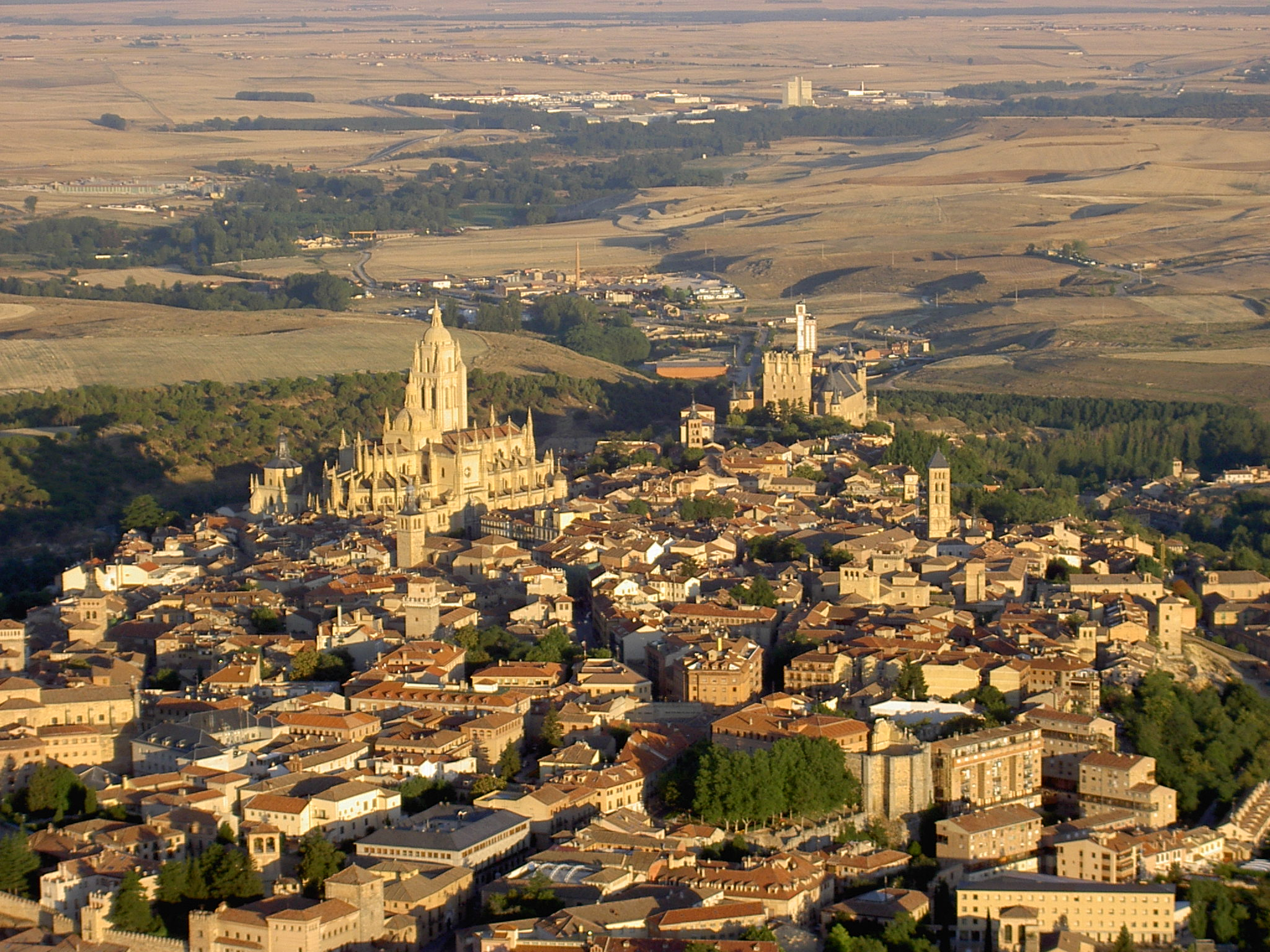
Competició semblant entre l'Alcàsser de Segòvia i la Catedral, que venç fàcilment en estar situada en el punt més alt de la ciutat.

### Religiosa

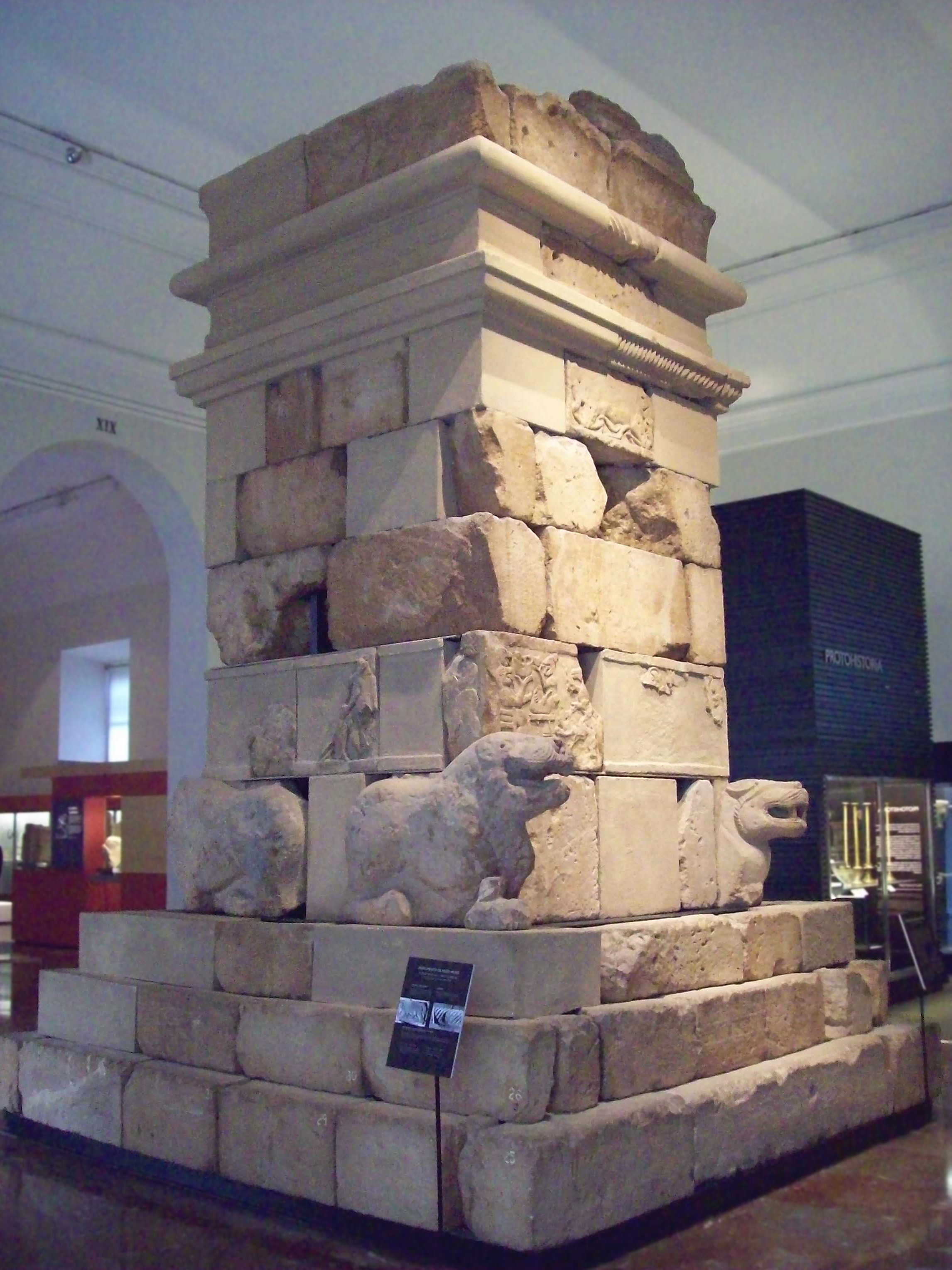
Torre de Pou Moro, un monument funerari iber.

El campanar de les esglésies, el minaret de les mesquites (en aquest cas fa la funció d'amplificar la veu del muetzí, encarregat de cridar a l'oració), el ziggurat babilònic i, a l'Extrem Orient, la pagoda i la stupa.

#### Torres funeràries
Els monuments funeraris han adoptat la forma de torre en moltes cultures, des dels monuments megalítics (menhirs i taules es projecten en altura, encara que no siguin torres en el sentit d'edificis accessibles en el seu interior) i les piràmides egípcies i mesoamericanes (encara que les dimensions de l'altura només excepcionalment aconsegueixen a superar les de la base). Els columbaris i columnes romanes, les stupa tibetanes o els nokotsudo japonesos poden també tenir una forma similar a la d'una torre. En la religió zoroastriana, les torres del silenci són llocs elevats que s'envolten per un mur, on es deixen els cadàvers perquè els voltors disposin d'ells.

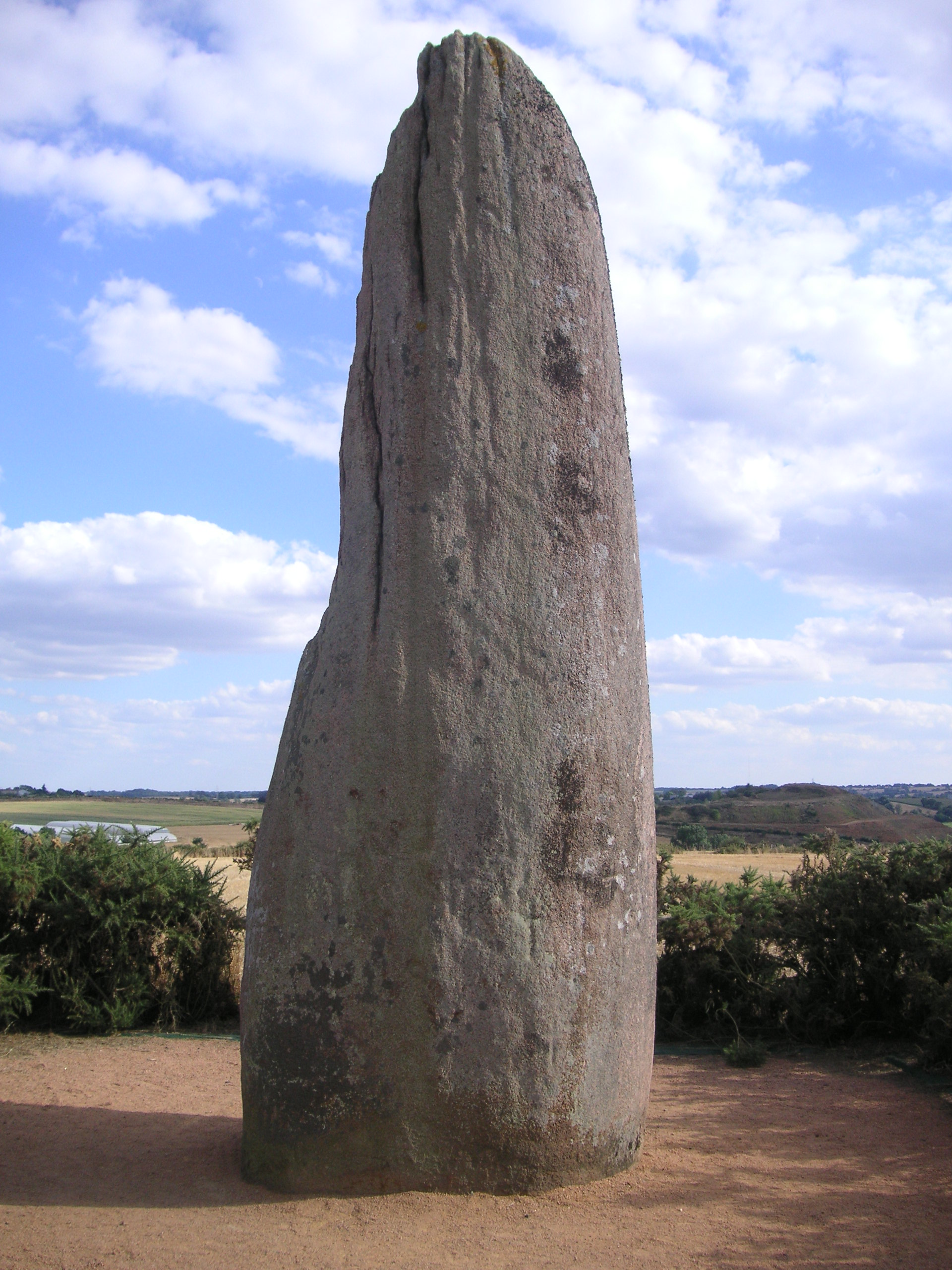
Mehir a Saint-Macaire-en-Mauges (Maine-et-Loire).
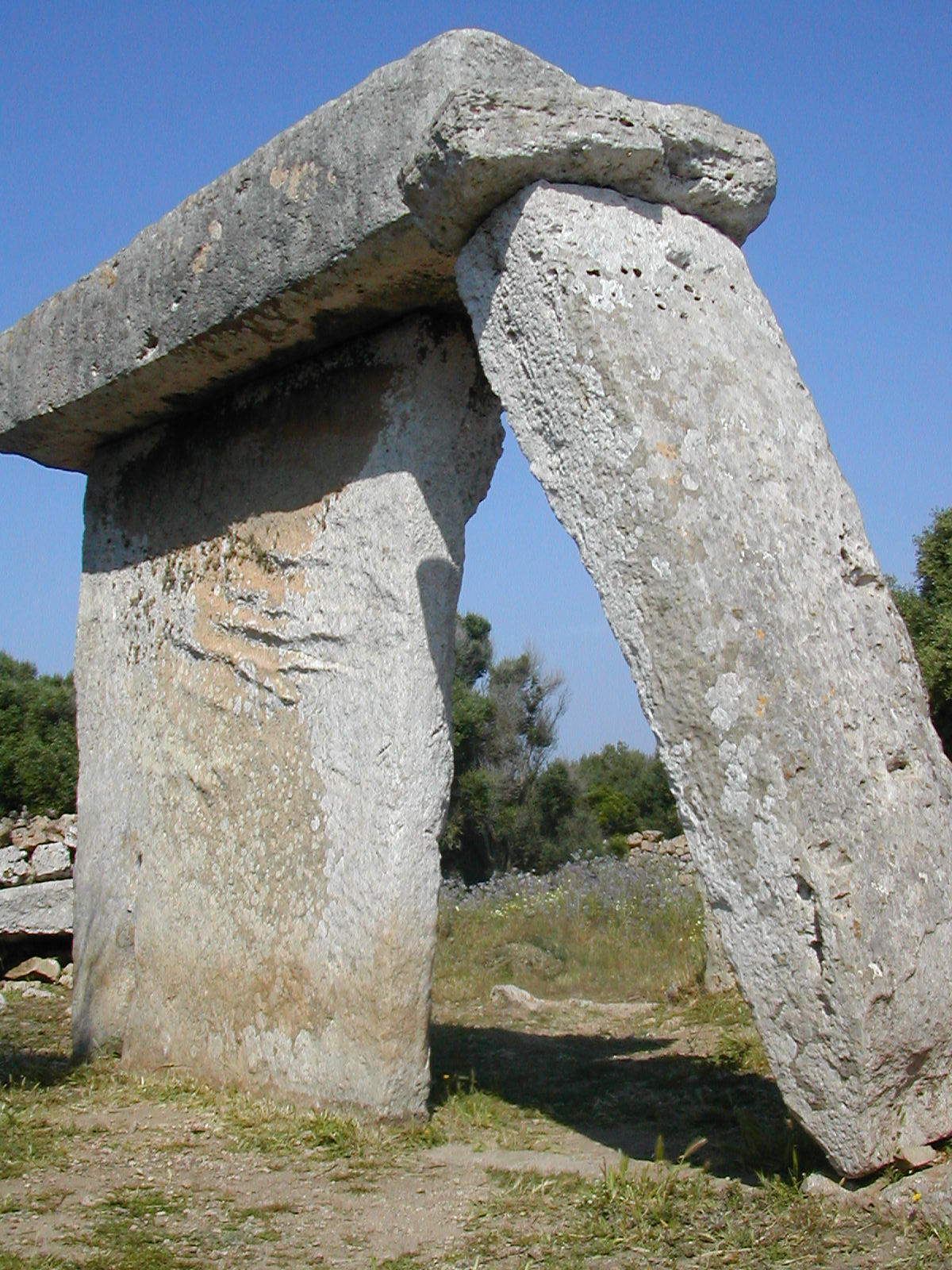
Taula en Talatì de Dalt (Menorca).
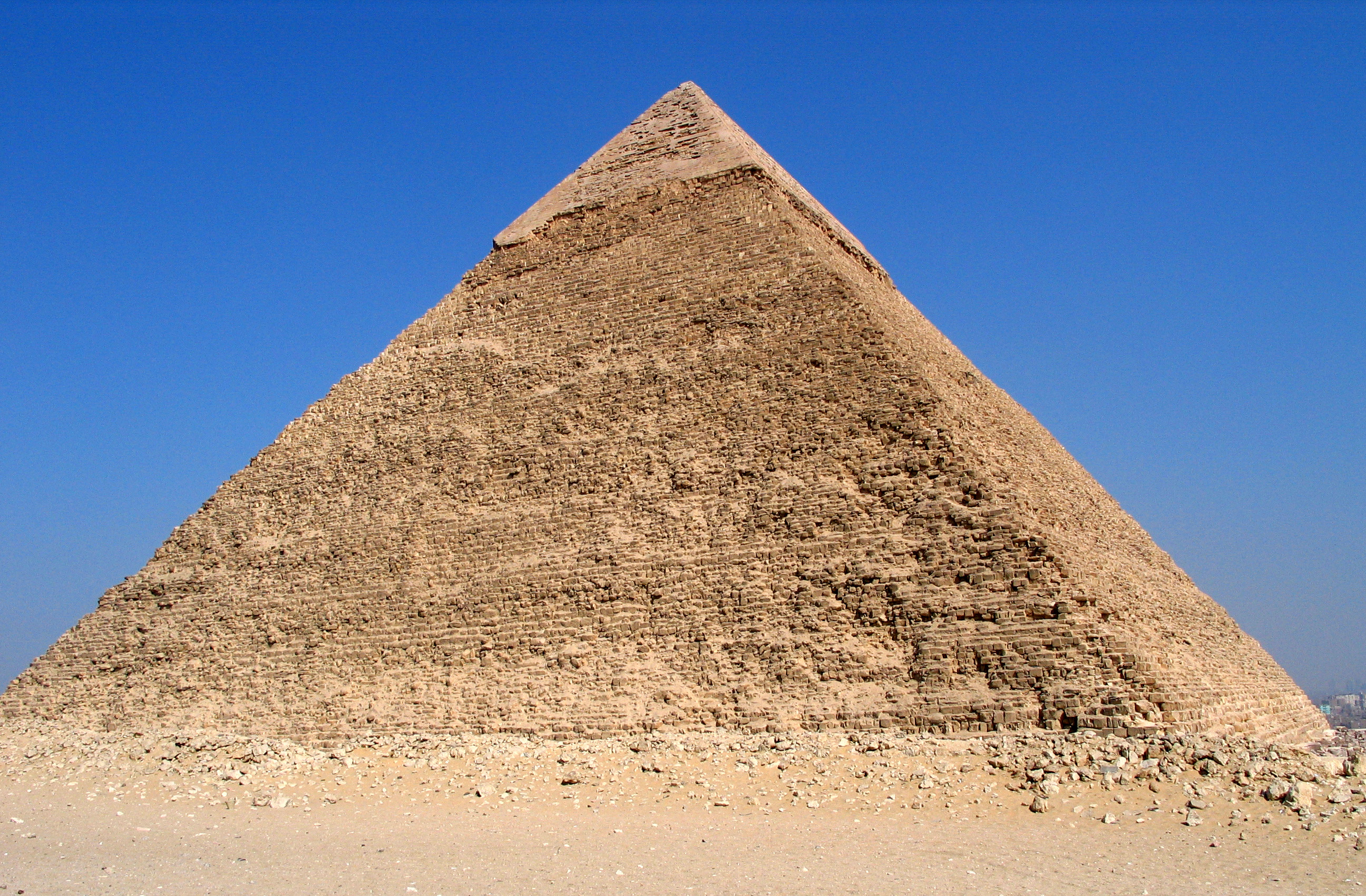
Gran Piràmide de Gizeh.
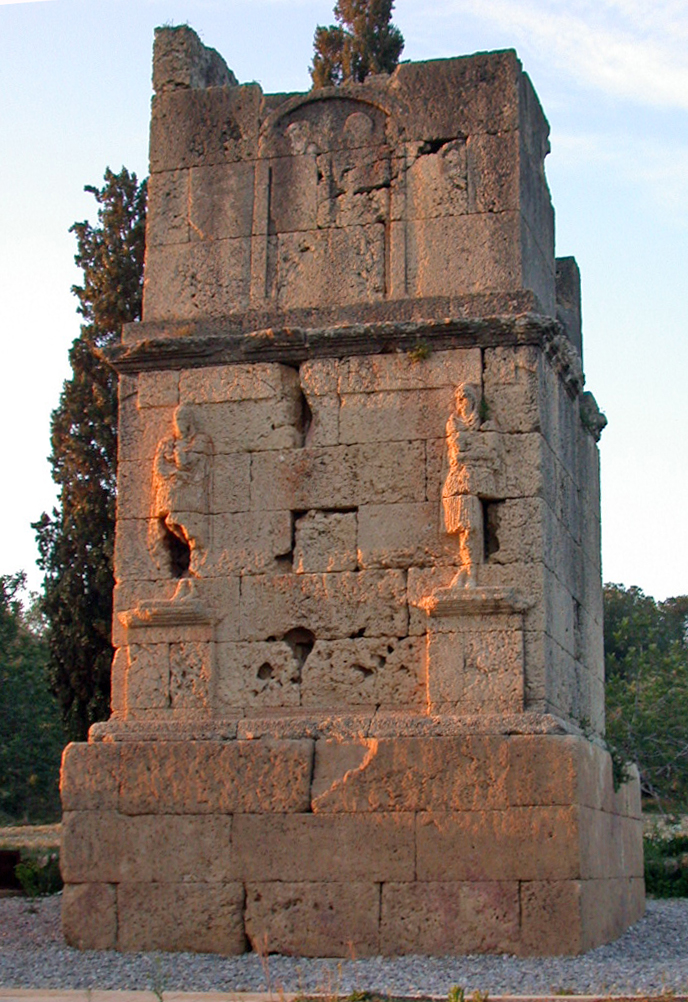
Torre dels Escipions, una torre funerària romana.
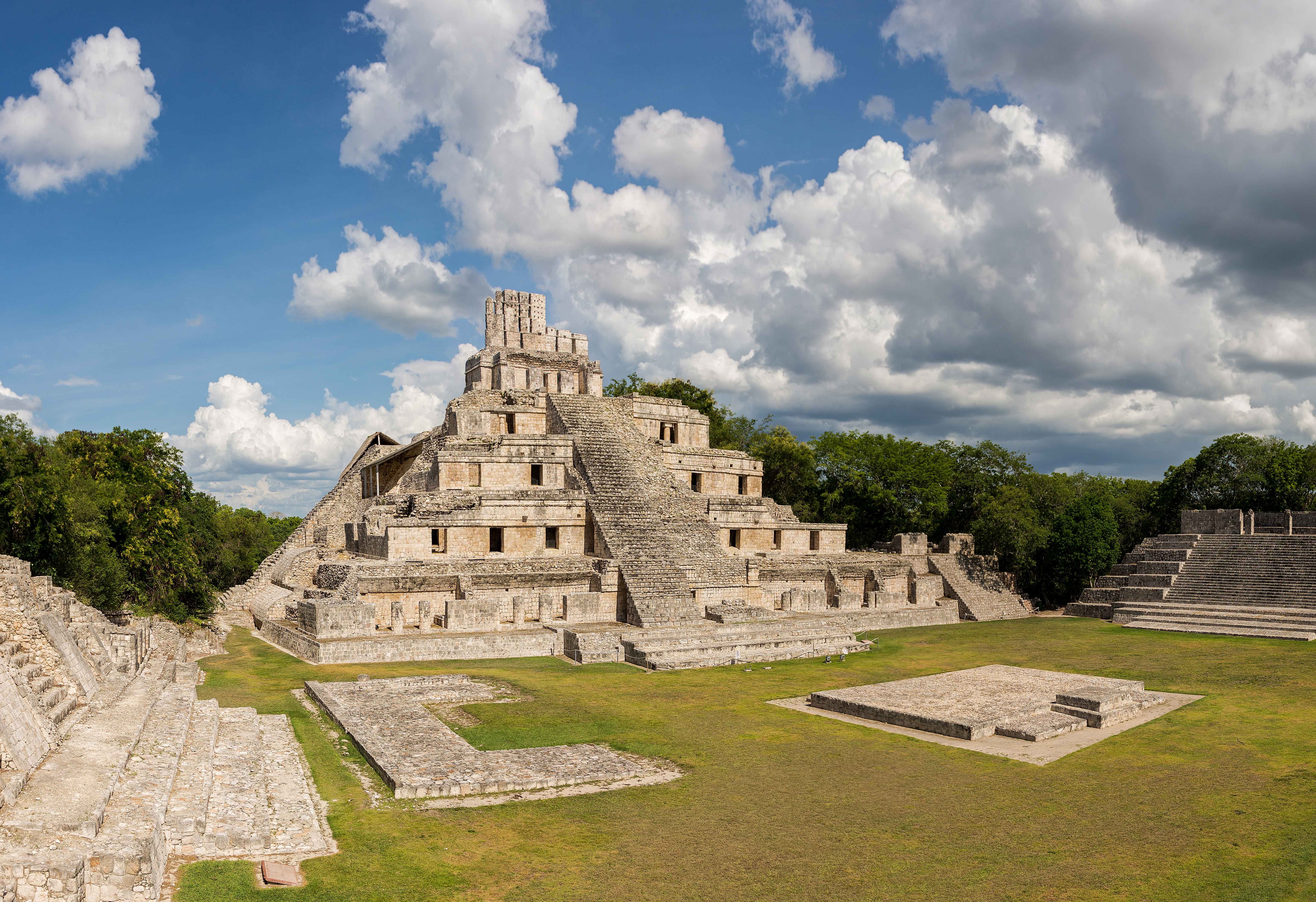
L'anomenat edifici dels cinc pisos, una piràmide maia (Edzná).
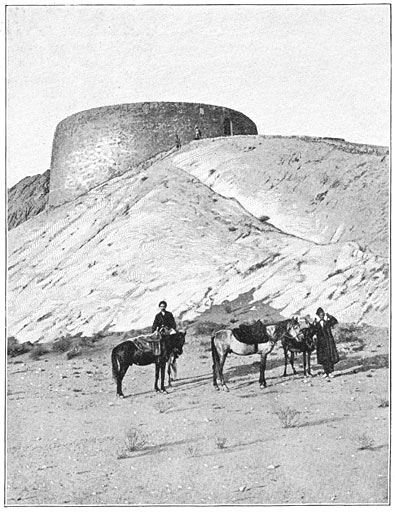
Torre del silenci, lloc d'enterrament zoroastrià.
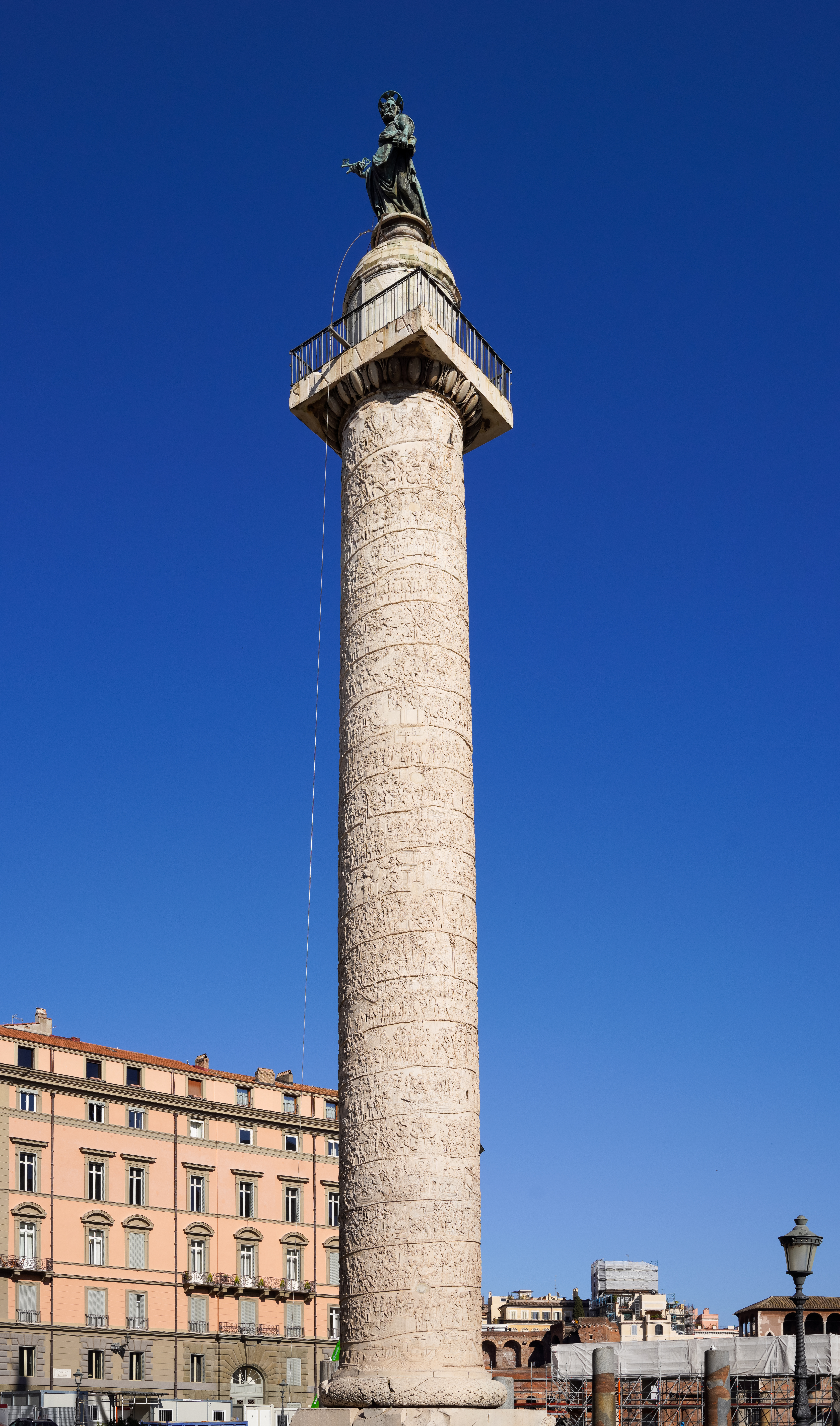
Columna de Trajà.
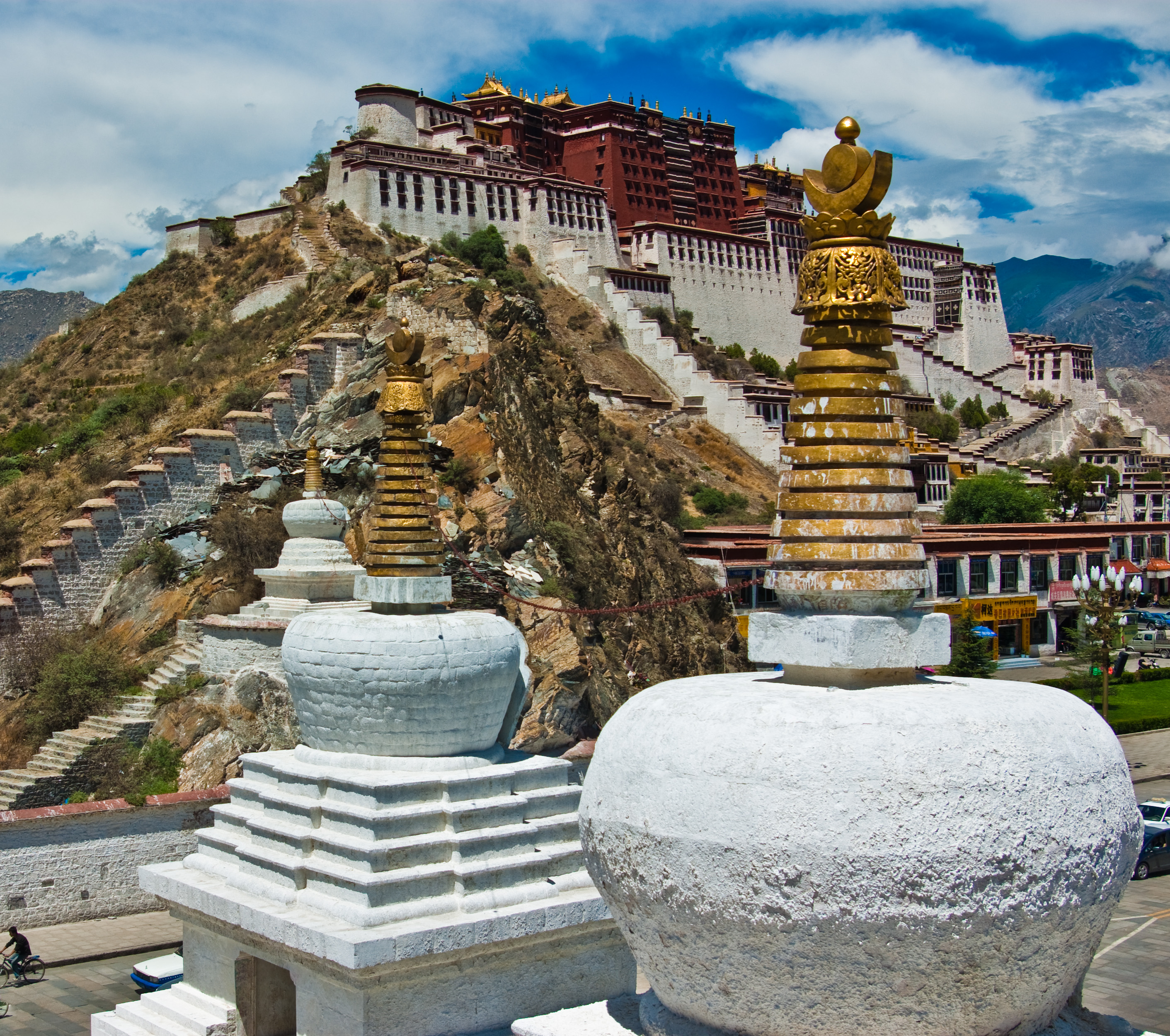
Stupa davant del Palau de Potala.
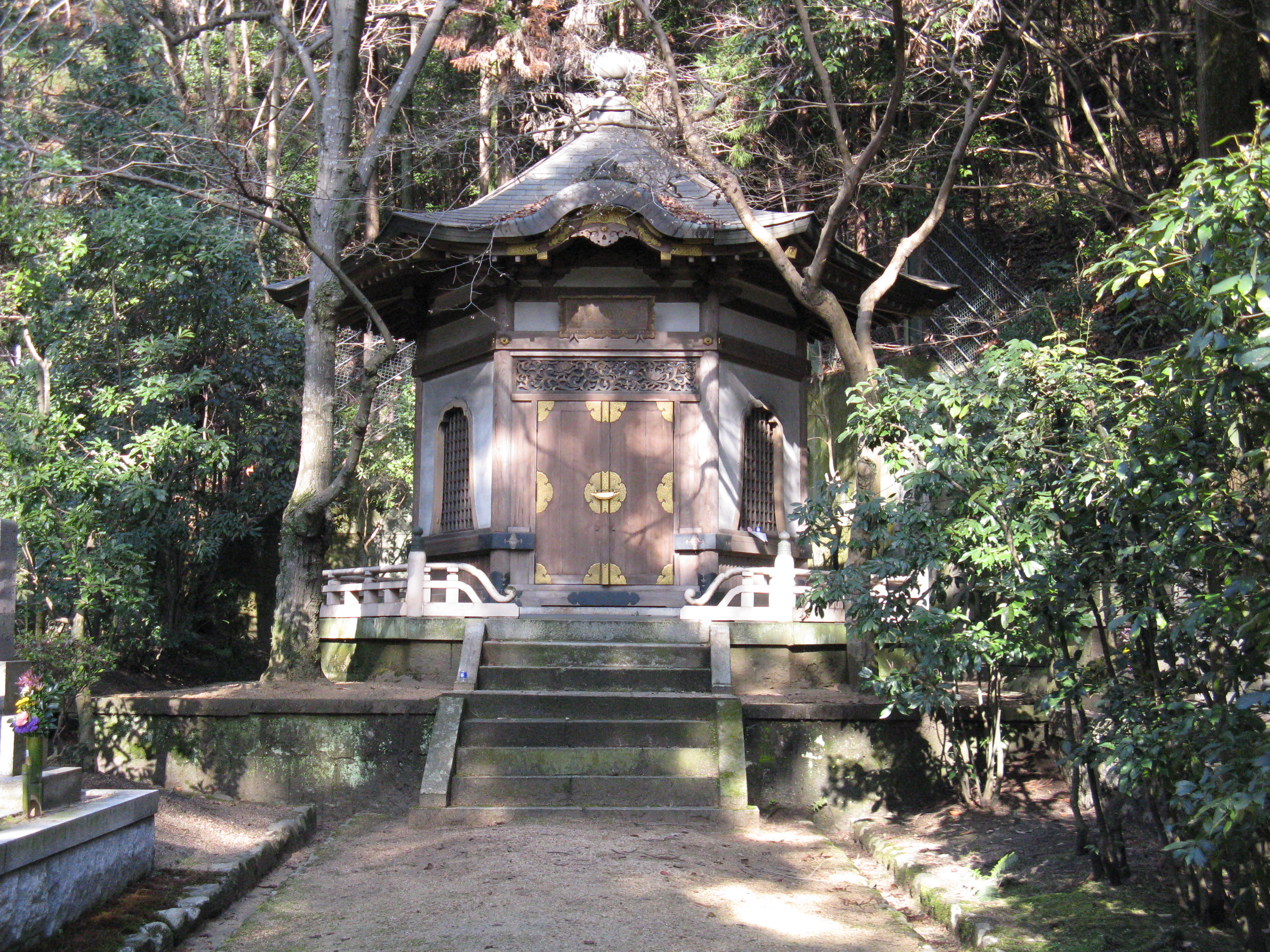
Nokotsudo de Takidani-hudoumyououji.

#### Gopuram
Els temples hinduistes (mandir) tenen sobre les seves portes (dvara) torres piramidals denominades gopuram.

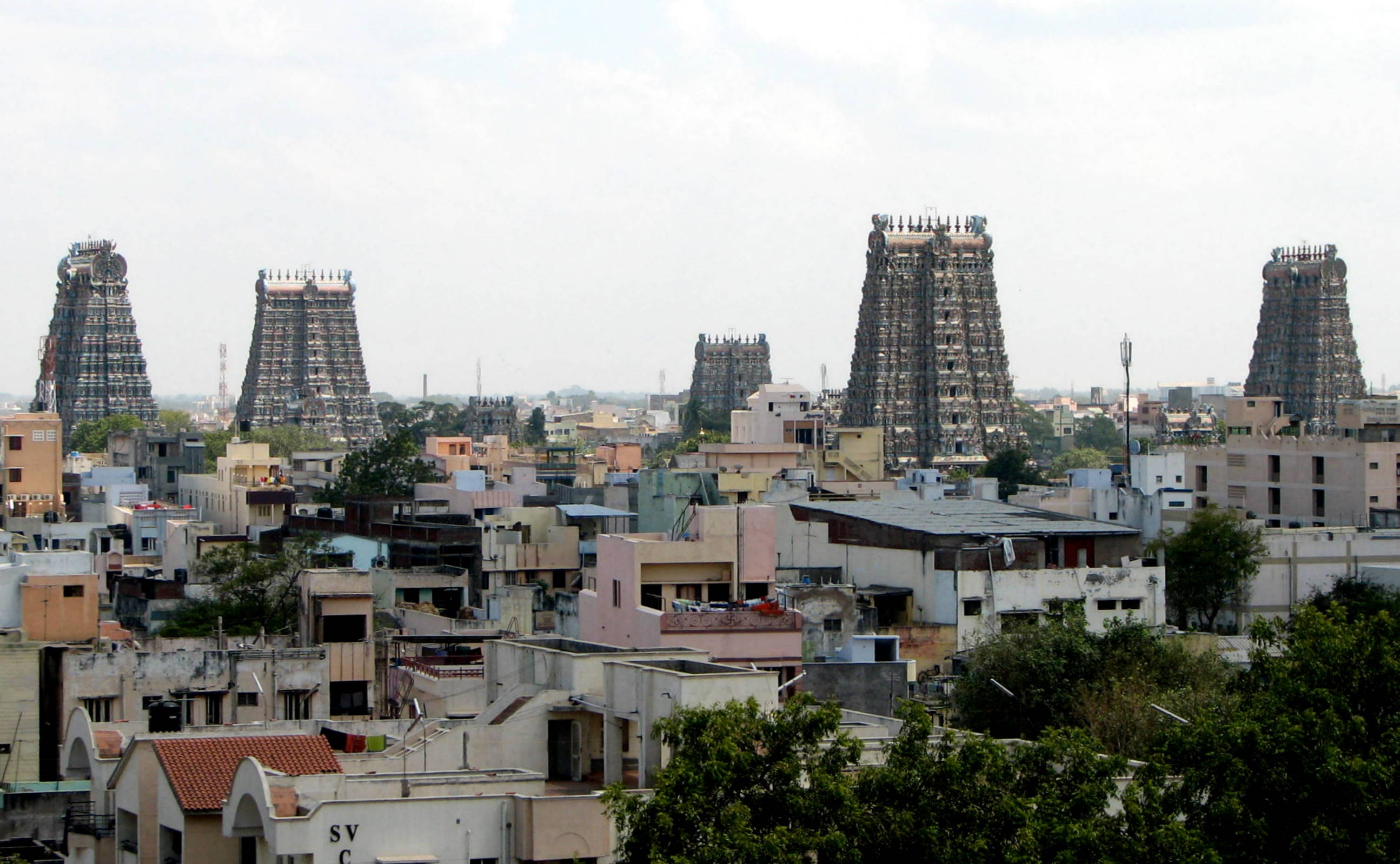
Els gopuram de Madurai.

#### Pagodes
Als països d'Extrem Orient per on es va estendre el budisme, els temples solen contenir altes torres de fusta de diversos pisos (habitualment cinc) i base quadrada o octogonal, amb característiques teulades corbades.
Una de les més impressionants pagodes xineses va ser la Nánjīng Táotǎ (Torre de porcellana de Nanquín), del segle xv, destruïda al segle xix. Tenia nou pisos, i es va cobrir amb maons de porcellana blanca. Els seus vuitanta metres només van ser superats per la Pagoda Liaodi de Dingzhou (84 metres) i per la desapareguda pagoda que es va aixecar a Chang'an al segle vii, de la qual es diu que arribava els cent metres.
La torre Chùa Một Cột (Pagoda del Pilar Únic) és una icona de la cultura del Vietnam.

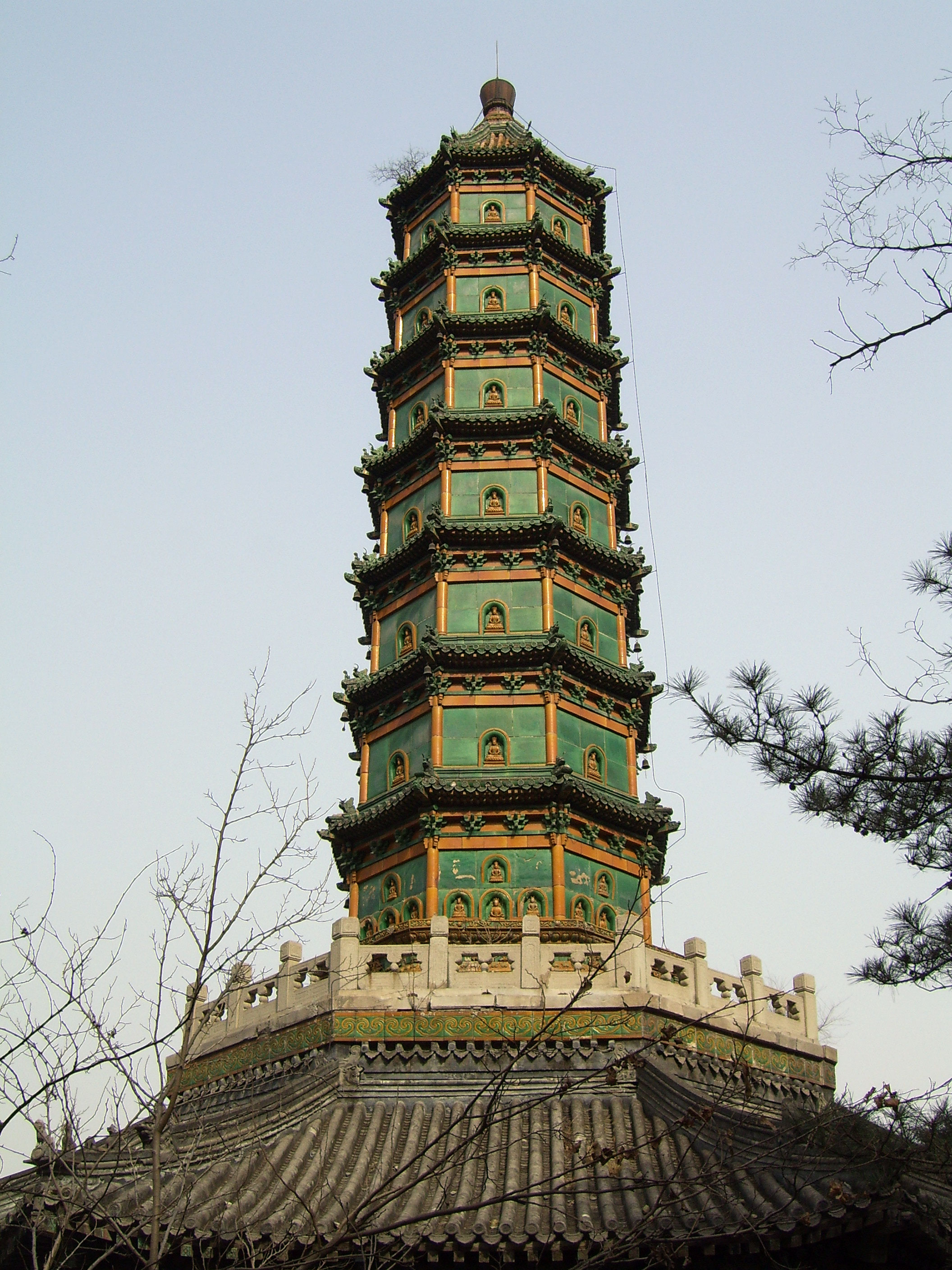
Pagoda dels pujols fragants[15] (Xiāngshān Gōngyuán, Pequín).
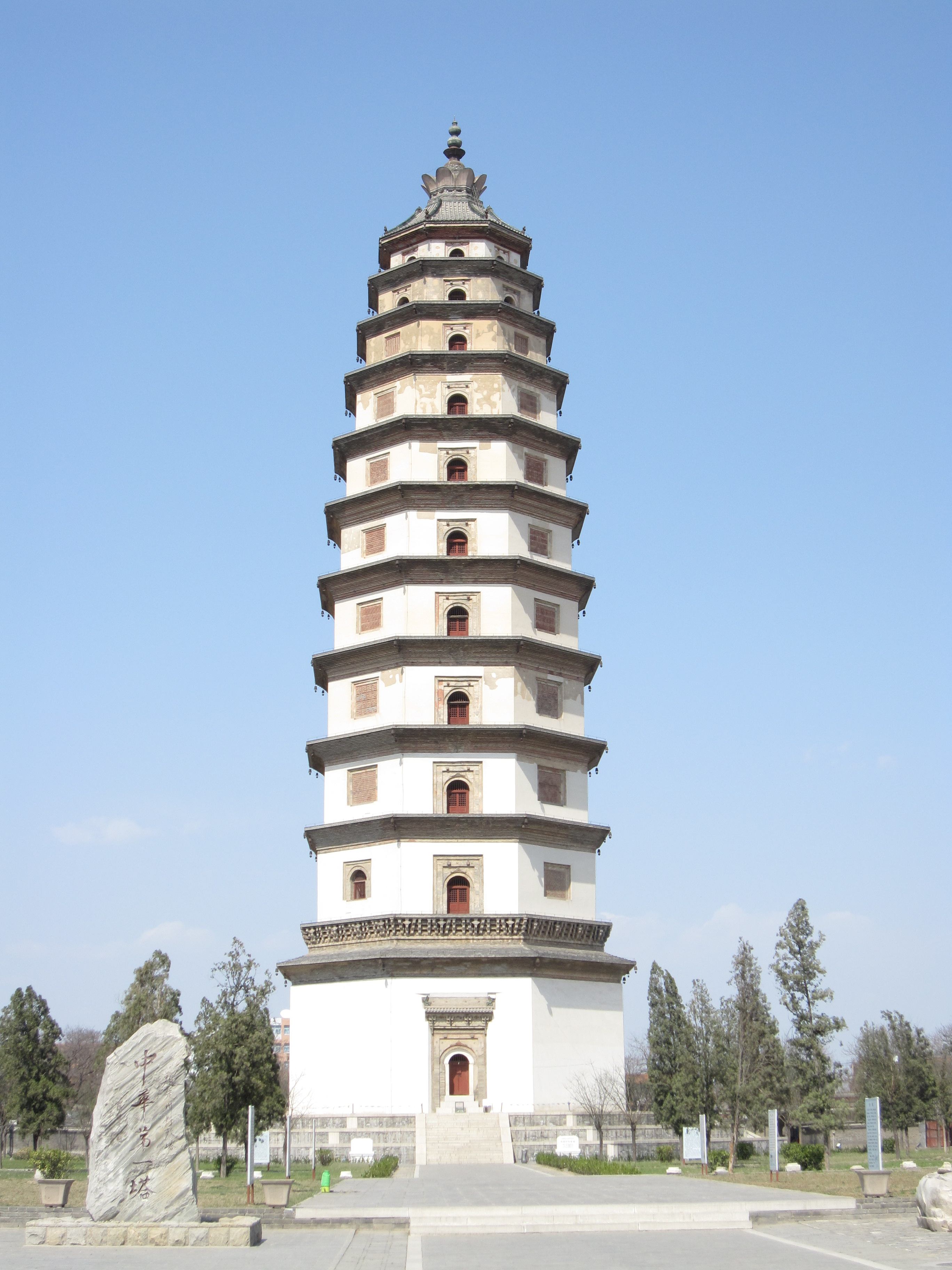
Pagoda Liaodi.
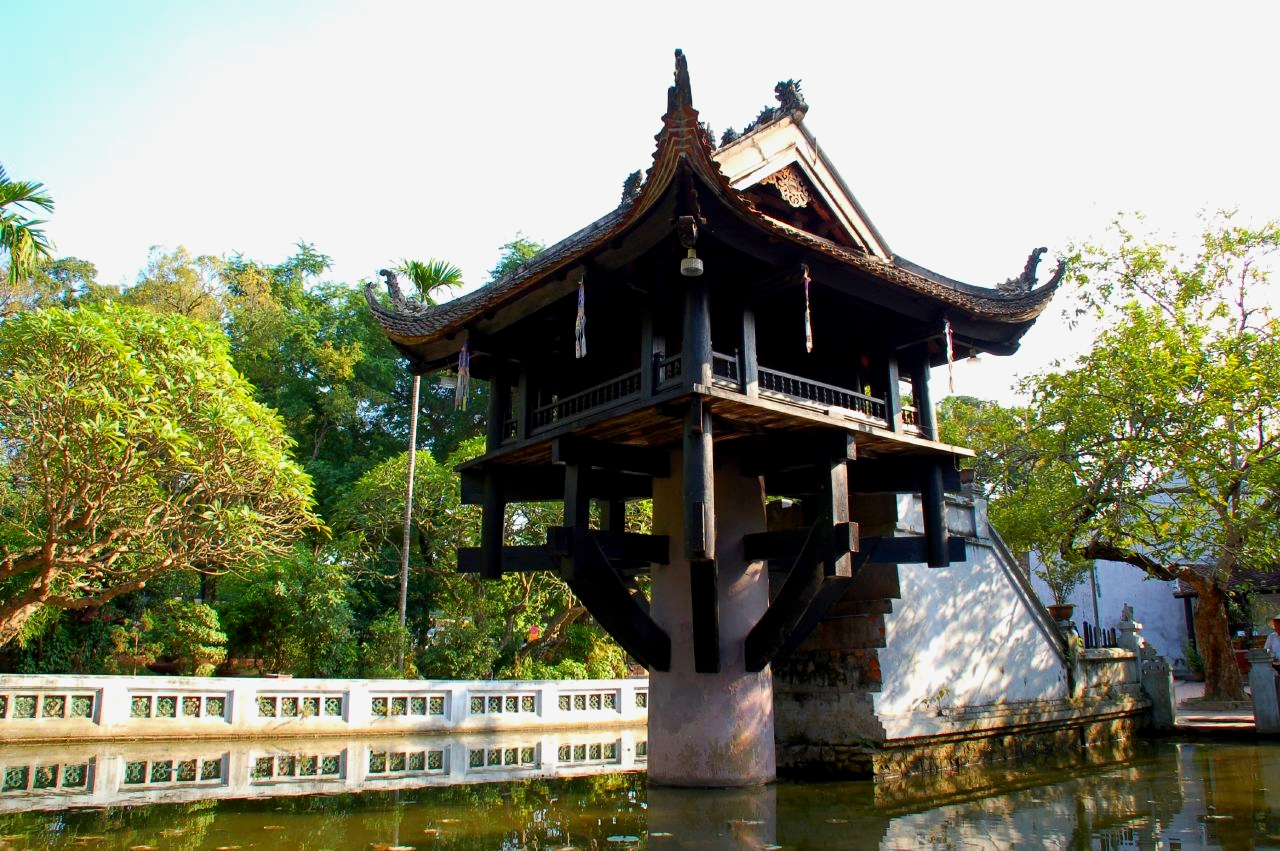
Pagoda del Pilar Únic.

#### Torres d'esglésies i monestirs

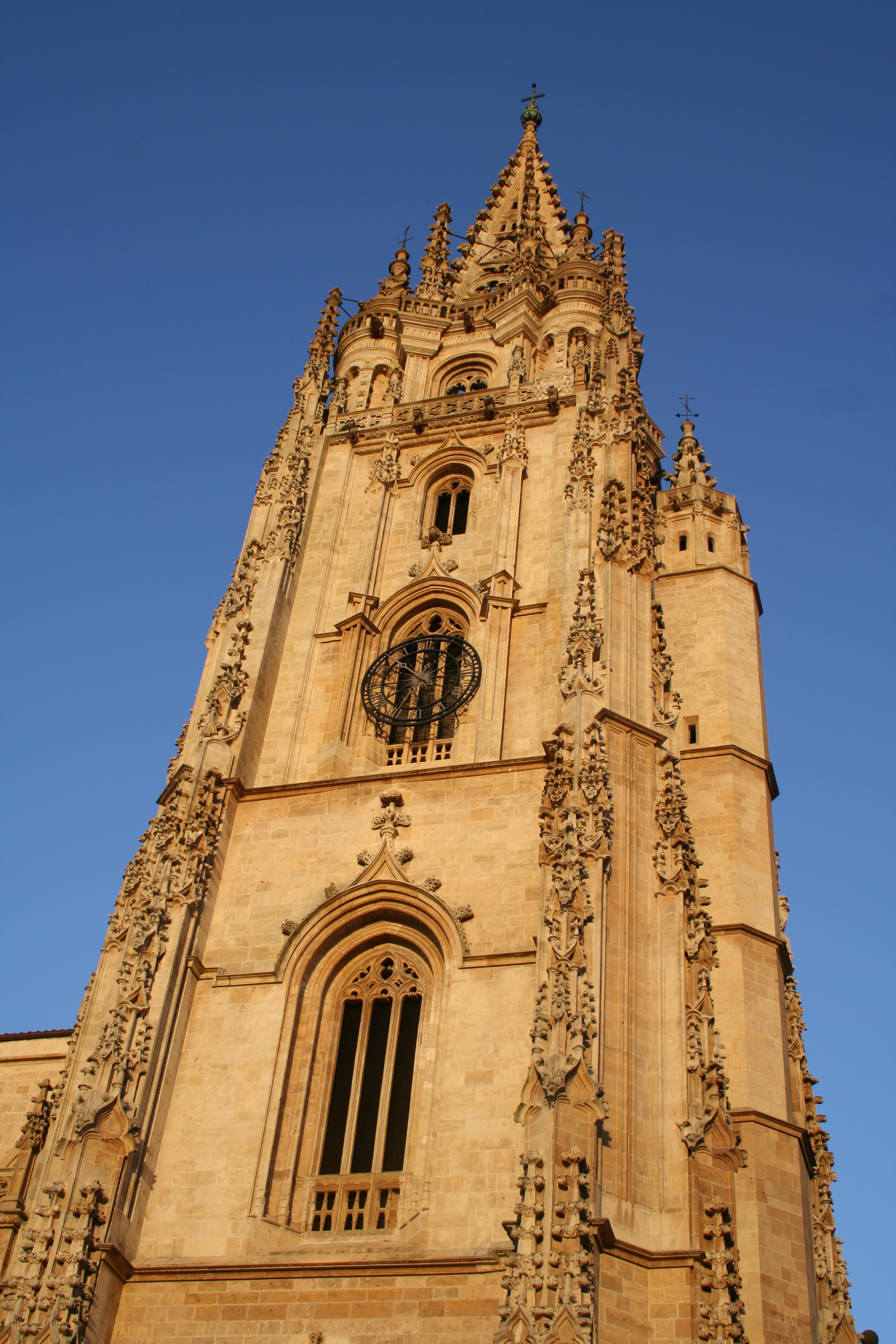
Torre de la catedral d'Oviedo. Des d'aquesta altura, el personatge de ficció Fermín de Pas vigilava la ciutat de Vetusta en la novel·la La Regenta, de Leopoldo Alas (Clarín).

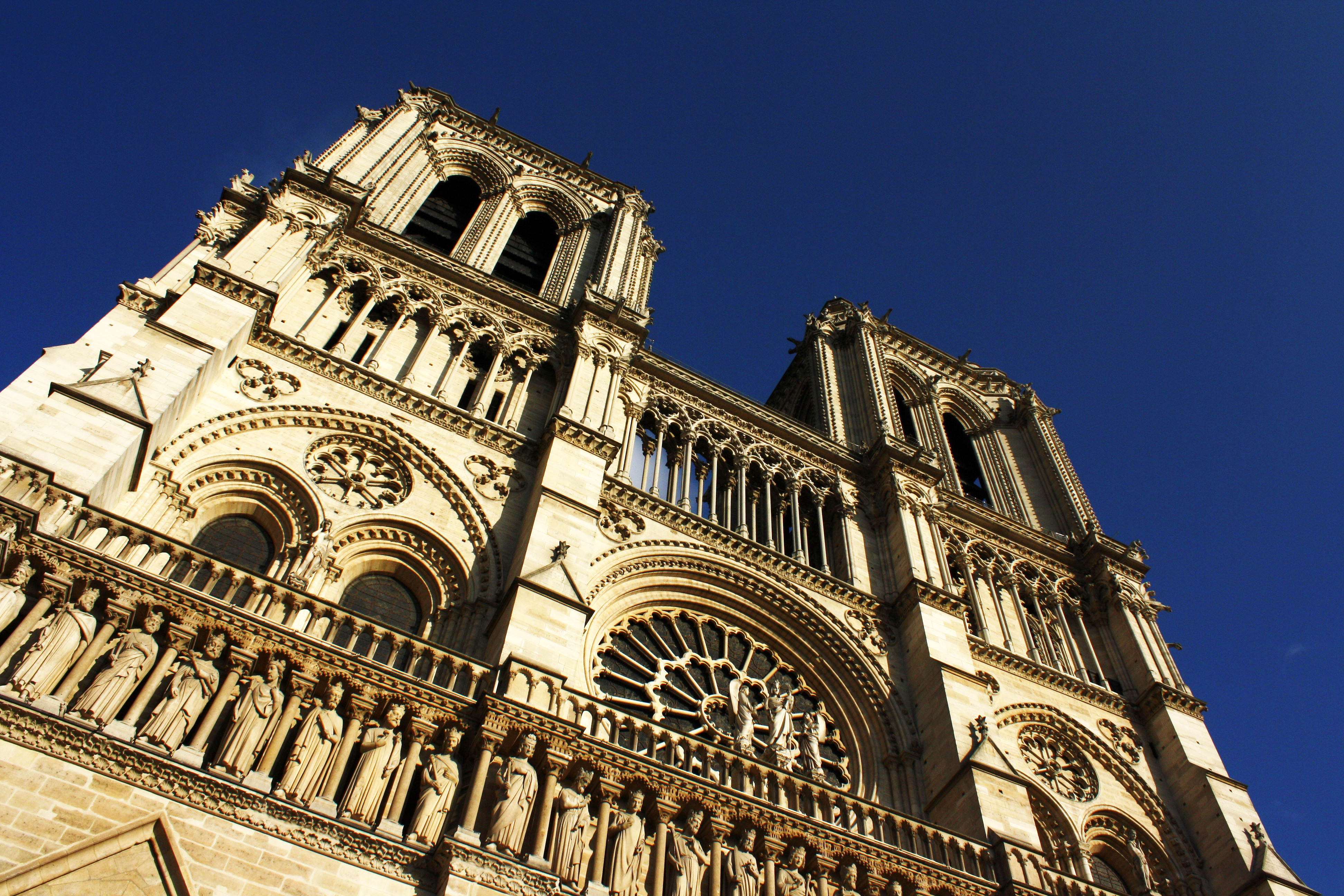
Les torres de Notre Dame de Paris van ser l'escenari de les peripècies del personatge de ficció Geperut en la novel·la homònima de Victor Hugo.

Encara que no de forma general, des de l'art paleocristià algunes esglésies van incloure torres, com la basílica de San Lorenzo de Milà (segle iv), que tenia quatre petites torres. Des del segle v apareixen les dues torres en el nàrtex, flanquejant la façana, o una torre en el creuer (en el cas de les de planta de creu com l'església dels Sants Apòstols de Constantinoble) o sobre el presbiteri (en el cas de les de planta basilical, per donar llum a l'absis, com en la basílica de Meriamlik -any 471-). L'església de Sant Martí de Tours (470) es va fer amb una torre sobre el creuer i una altra que posteriorment es va servir de campanar. A Europa Occidental, les torres d'església a partir del segle vi tenen un marcat caràcter de fortificació, fruit de l'època de les invasions. En l'arquitectura romana d'Orient, especialment a les esglésies sirianes, les torres es converteixen en símbols de poder, un model que es reconeix en el Acheiropoietos de Salònica. Una parella de torres en la façana, flanquejant una loggia on s'exposen les relíquies, és la tipologia pròpia de les esglésies, meta de peregrinació característica de les esglésies de Capadòcia de la primera meitat del segle vi. El model es va seguir també en la catedral de Sofia (segle VI). Torres damunt dels absis apareixen a les esglésies de Sergilla (una) o Sinsarah (dues). També sobre els absis es van construir les torres de la basílica de Santa Eulalia de Mèrida (segle iv), però amb una funció constructiva molt més marcada, en no començar de la volta dels absis, sinó del mur exterior.
Des del prerromànic, els monestirs medievals (com Fulda en l'arquitectura carolíngia) es van concebre com a veritables ciutadelles fortificades, en les quals les torres complien una funció igual a la dels castells. En canvi, a les esglésies de l'arquitectura visigoda o asturiana no va haver-hi un ús significatiu de les torres.

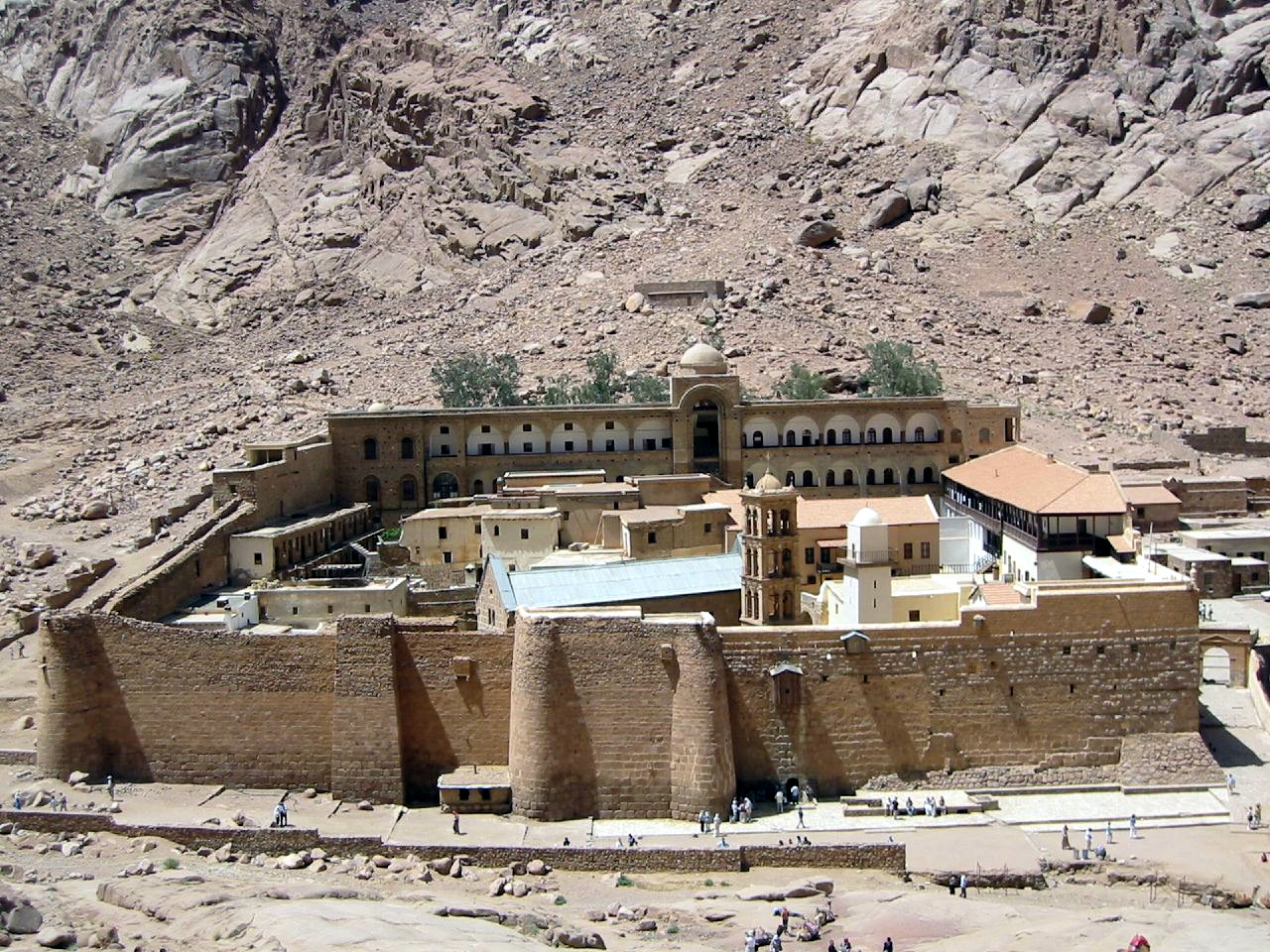
Monestir de Santa Caterina del Sinaí.
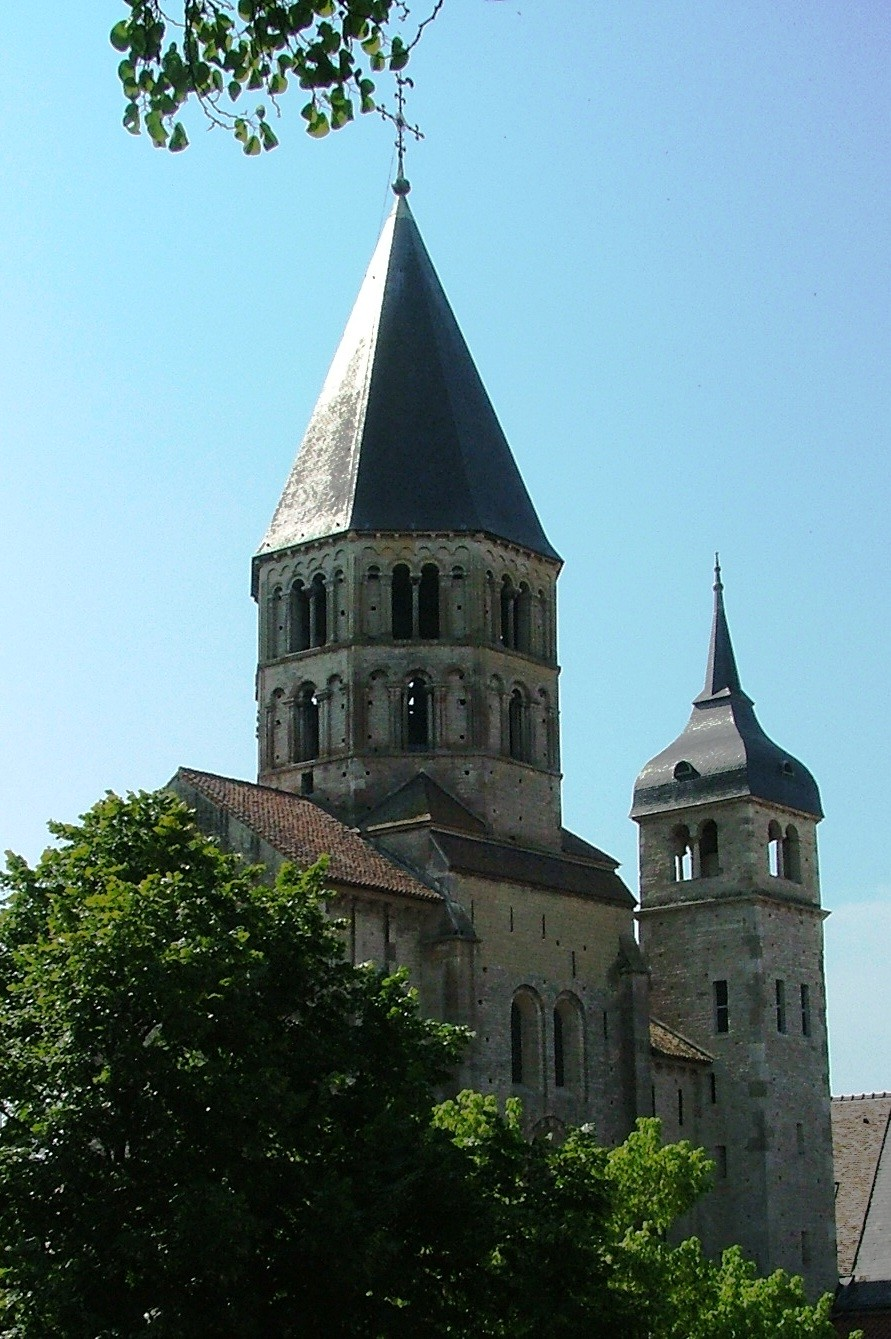
La «torre de l'aigua beneïda» i la «torre del rellotge» estan entre les restes conservades del monestir de Cluny.
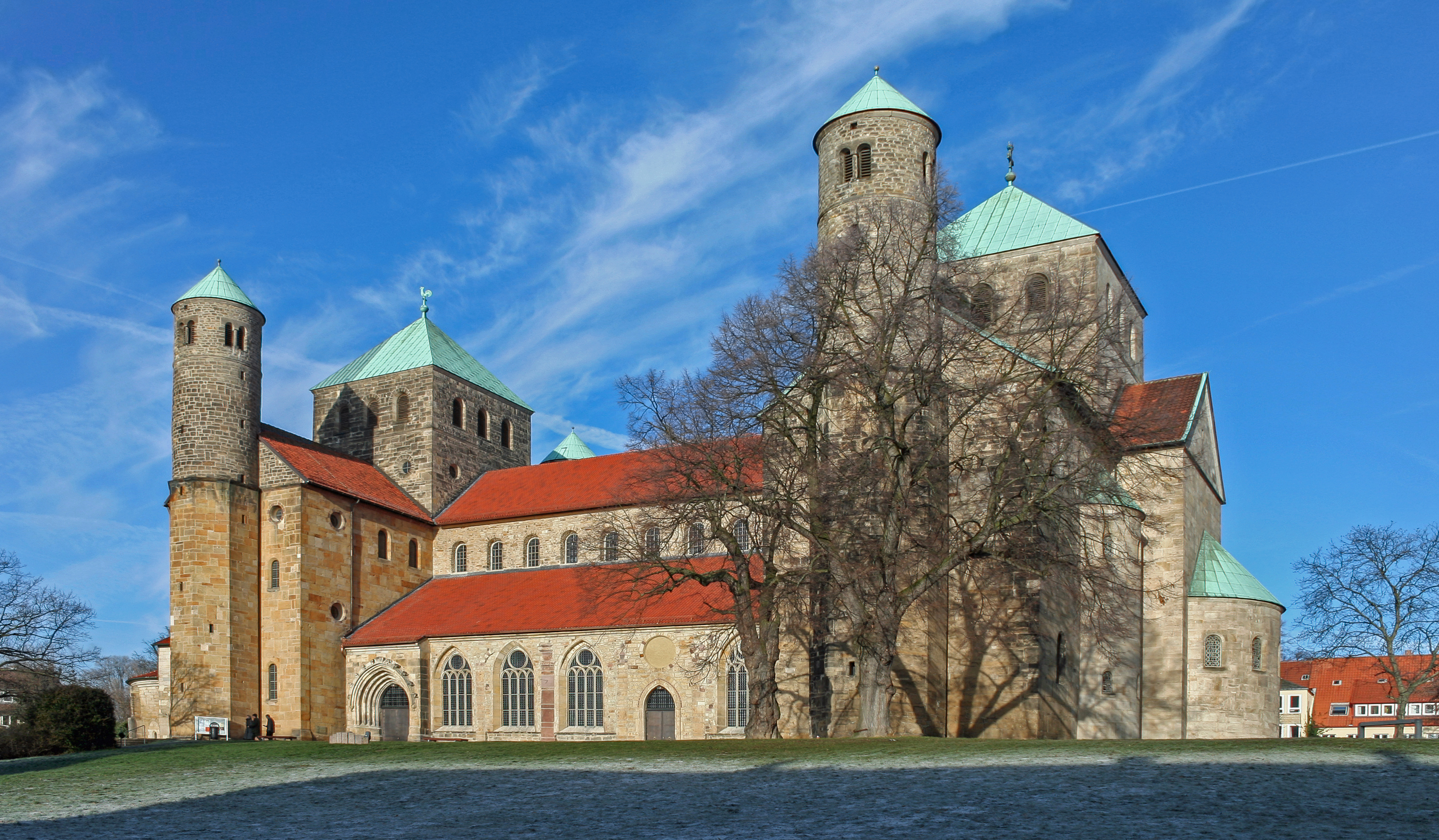
San Miguel d'Hildesheim.
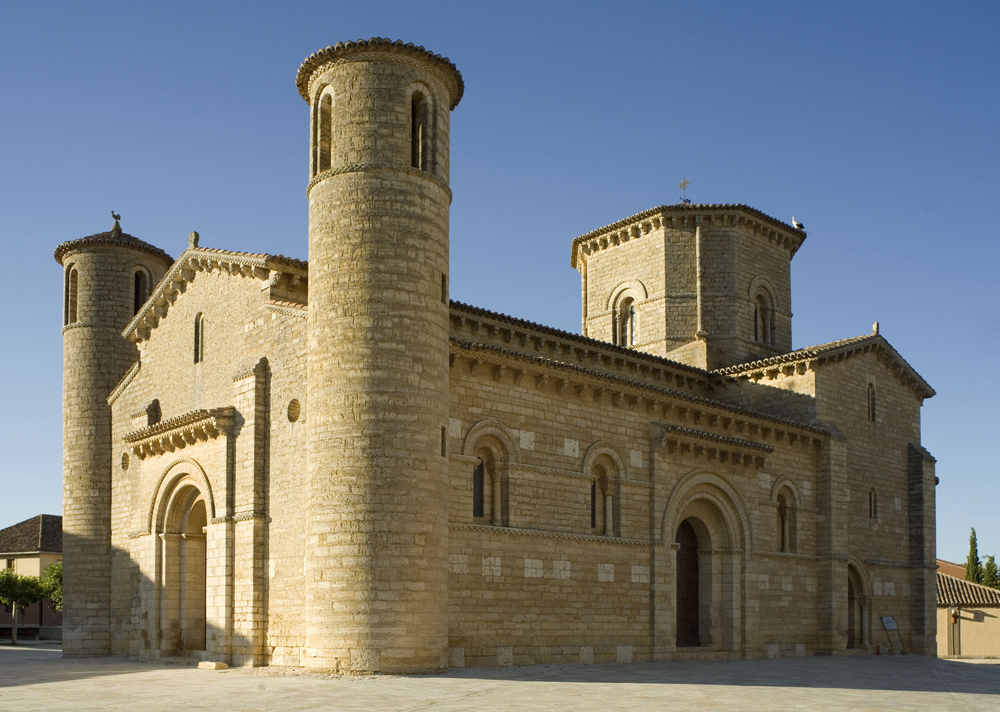
San Martín de Frómista.
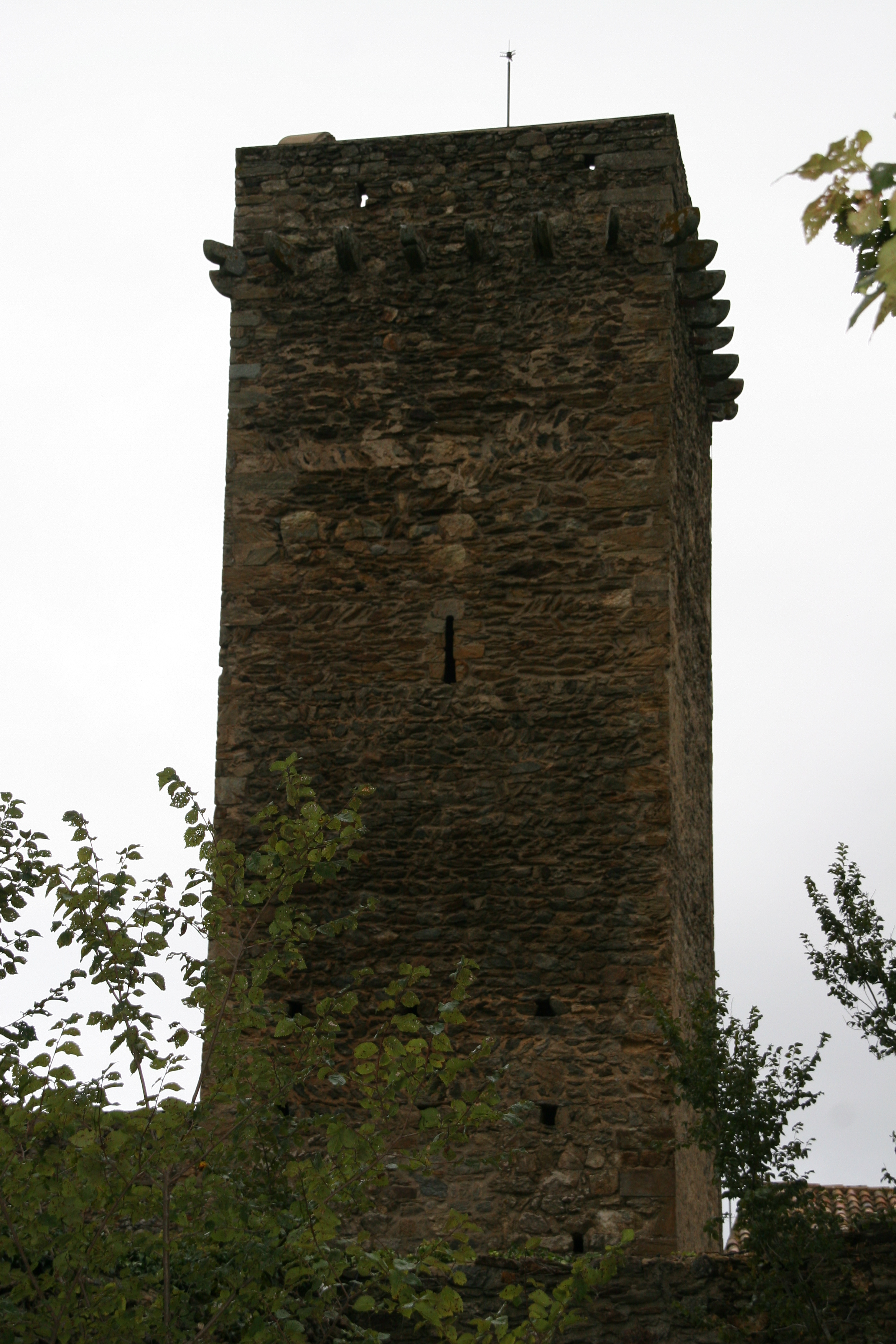
Torre de defensa del monestir de Sant Pere de Rodes.
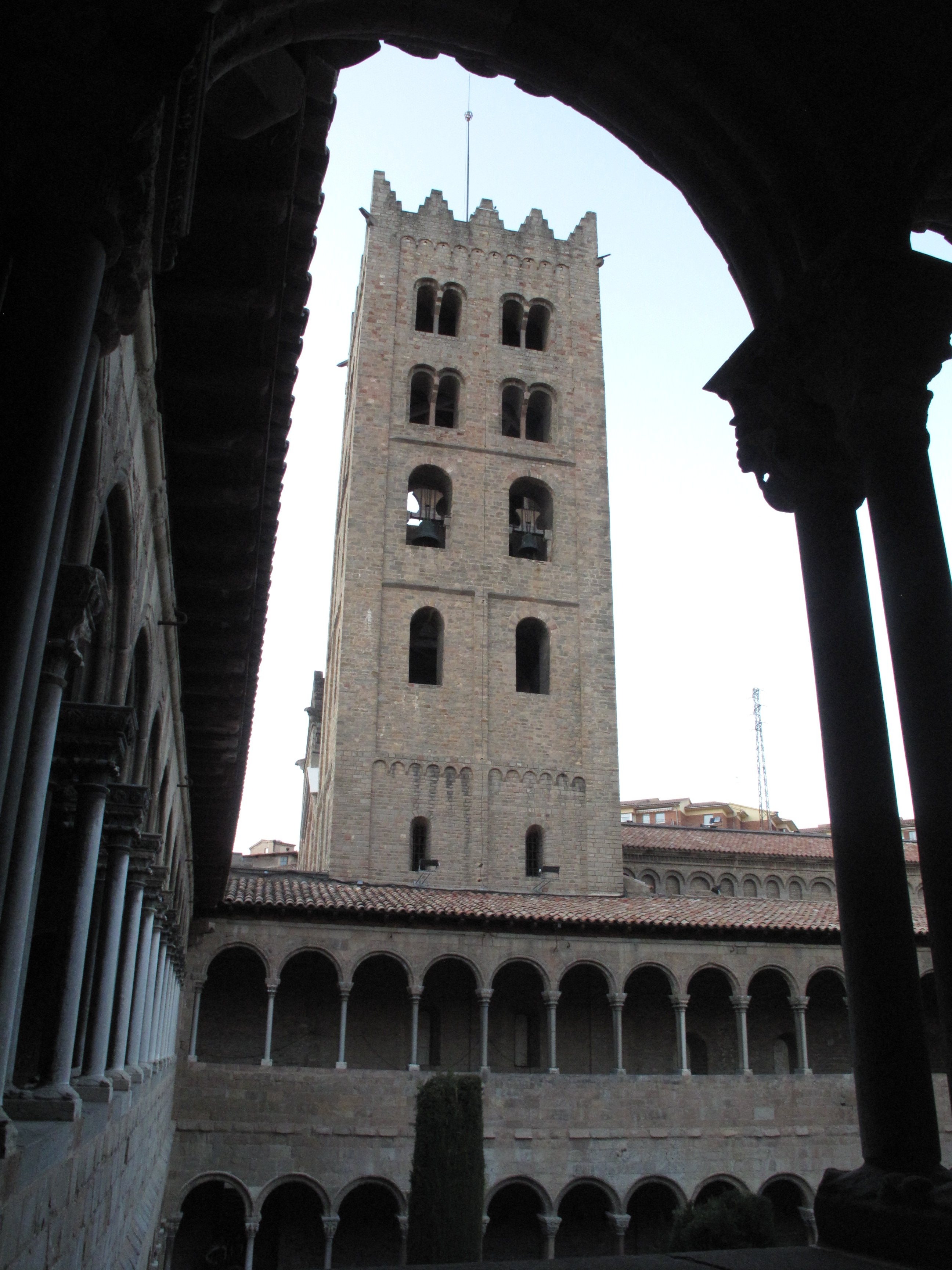
Monestir de Ripoll.
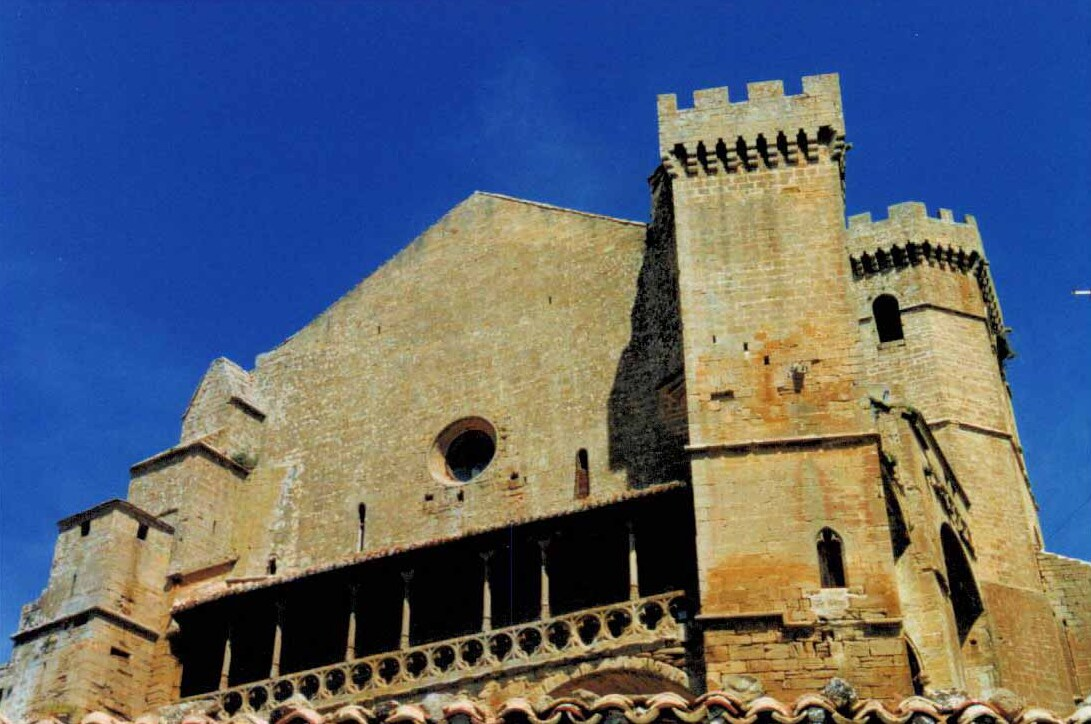
Església-fortalesa de Ujué.
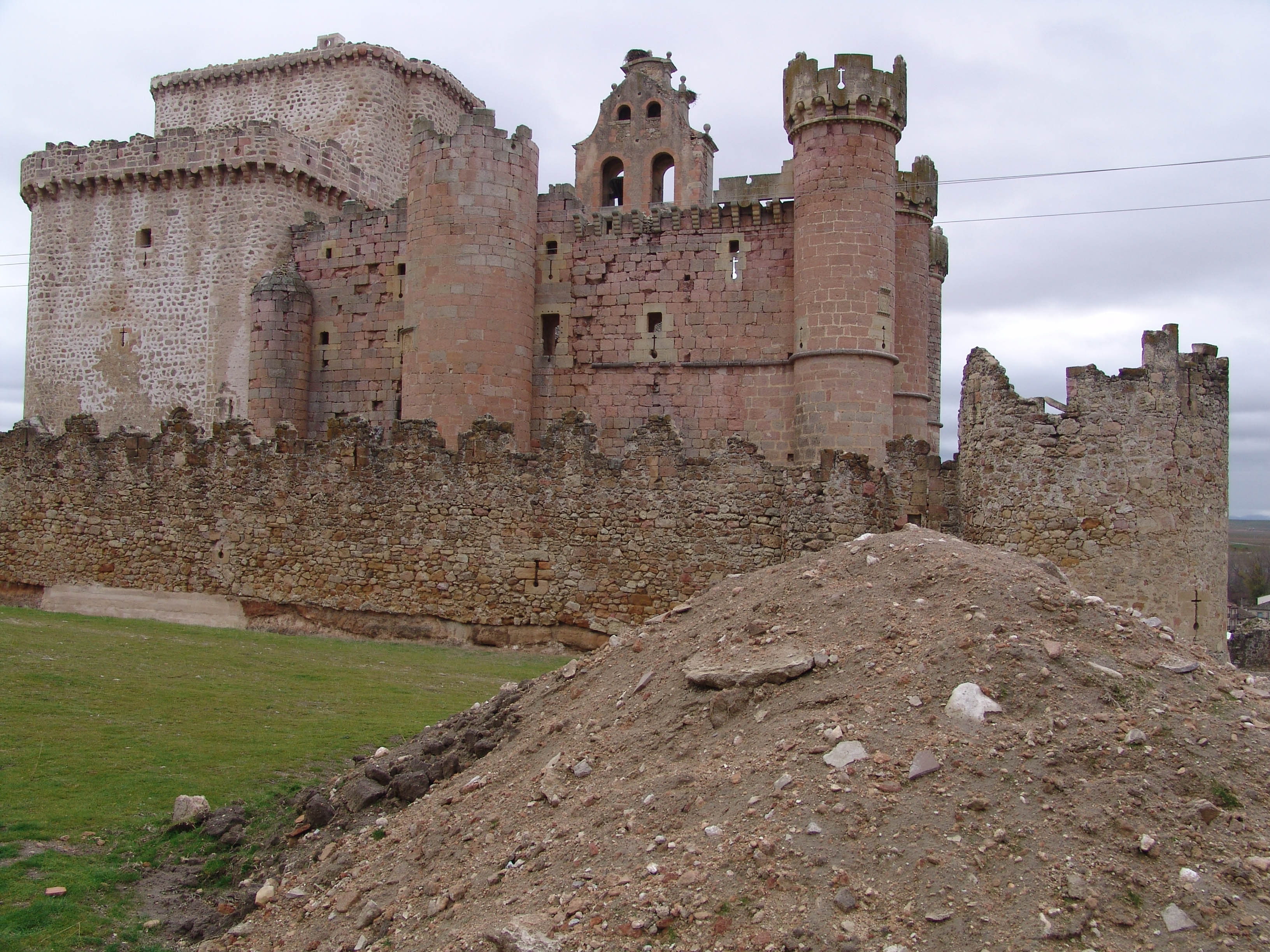
Església-castell de Turégano.
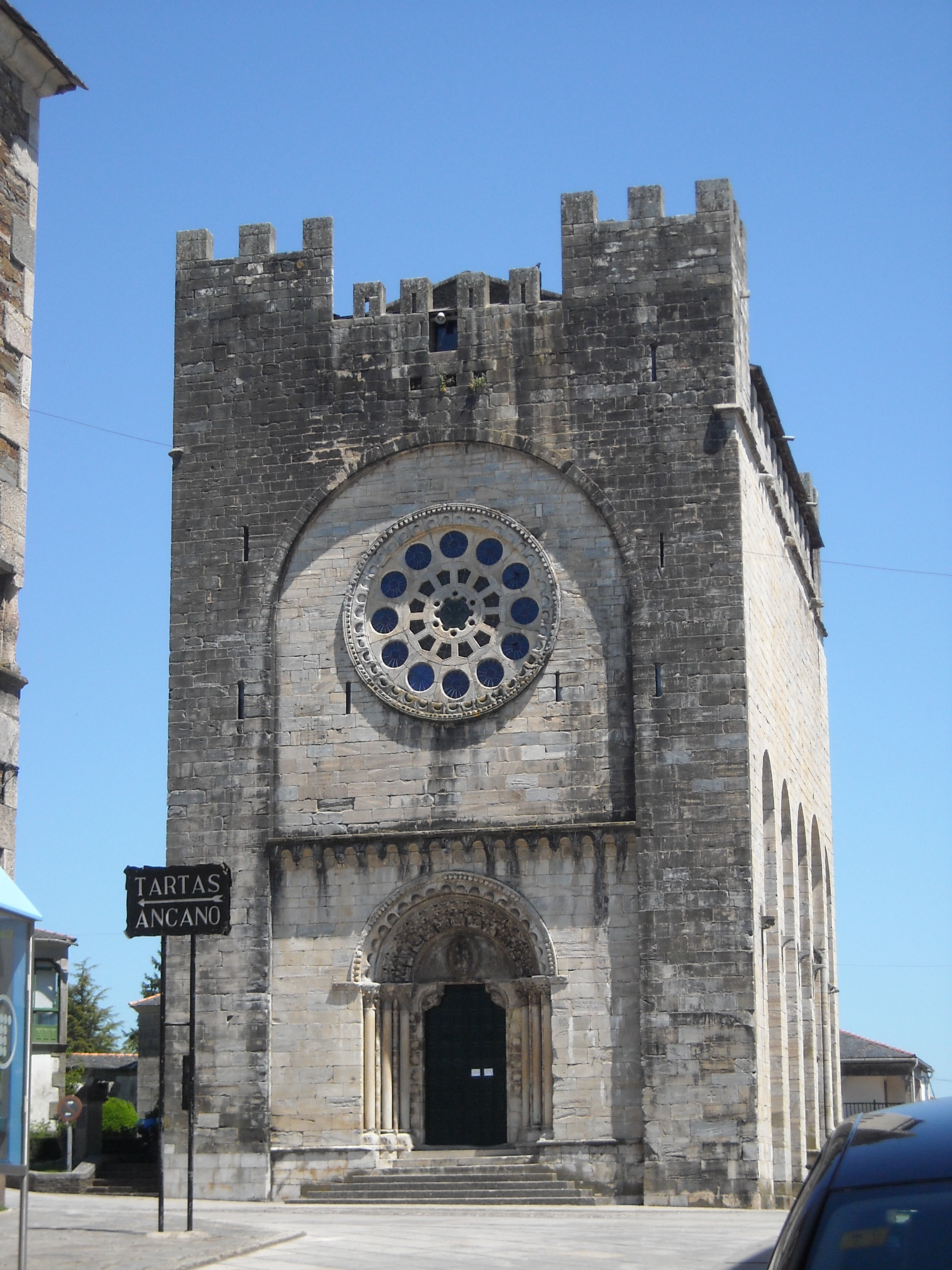
Església-fortalesa de Sant Nicolás de Portomarín.
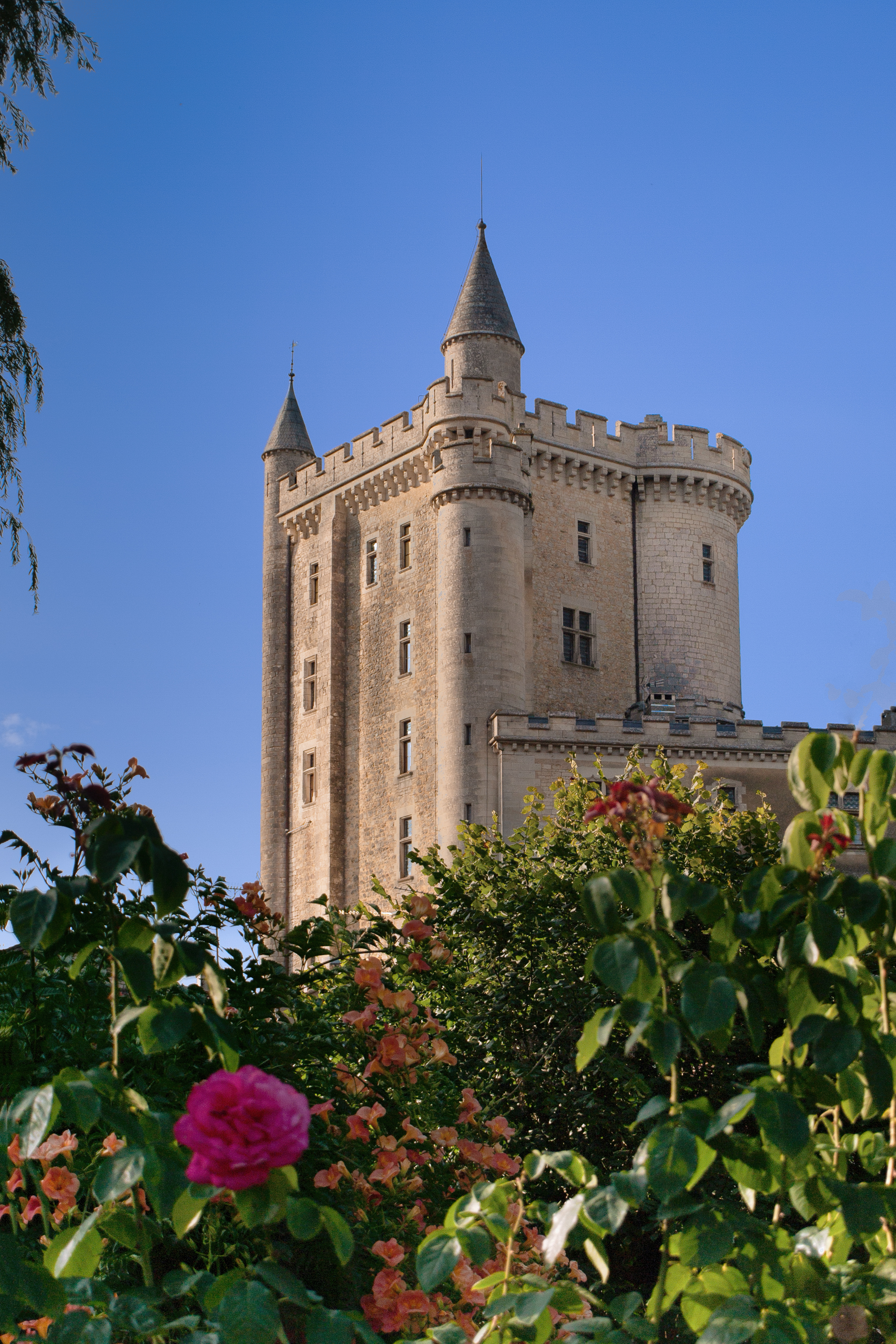
Donjon del castell-església de Morthemer.

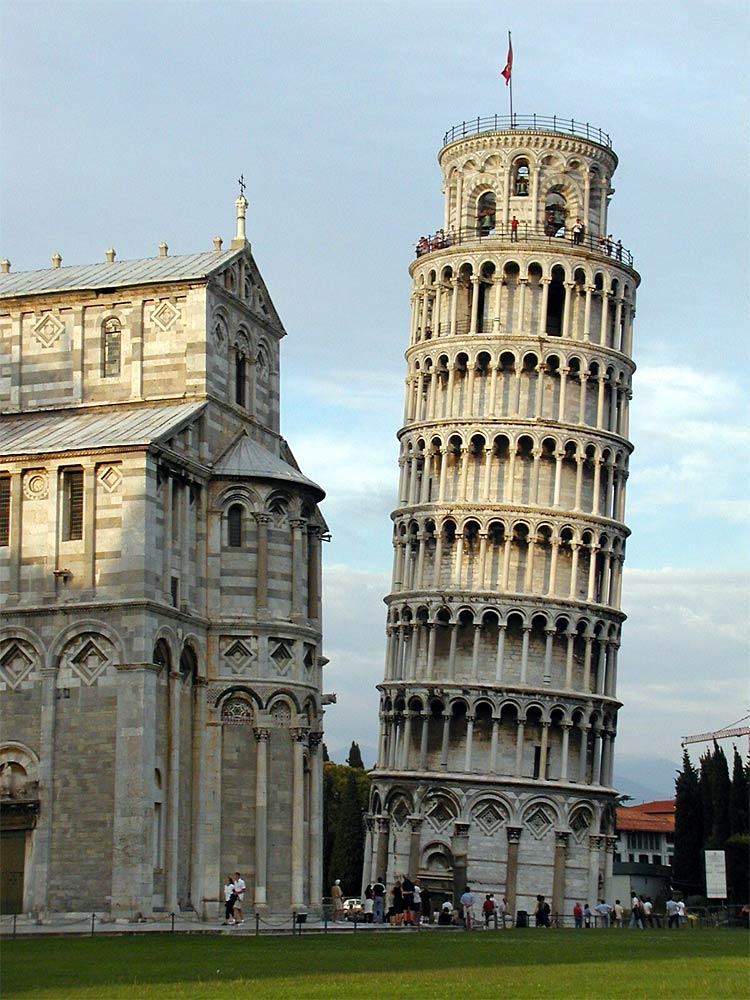
Torre de Pisa.

L'arquitectura romànica va donar un paper diferent de les torres en les seves diferents variants locals. A Itàlia, el campanile es concebia com un edifici exempt, separat del cos principal de l'església (catedral de Pisa, mitjan segle xi). A Alemanya, les esglésies otonianes, com Sant Miquel de Hildesheim (començament del segle xi) es van caracteritzar per una disposició simètrica (idèntica en capçalera i peus), amb quatre torres cilíndriques i dos massius cimboris.
La gòtica es va caracteritzar per la cerca d'altura amb agulles o cuculles agudes. En l'art de l'edat moderna la funció de les torres va romandre com a estètica i espiritual. Formen una de les fites urbanes més importants.

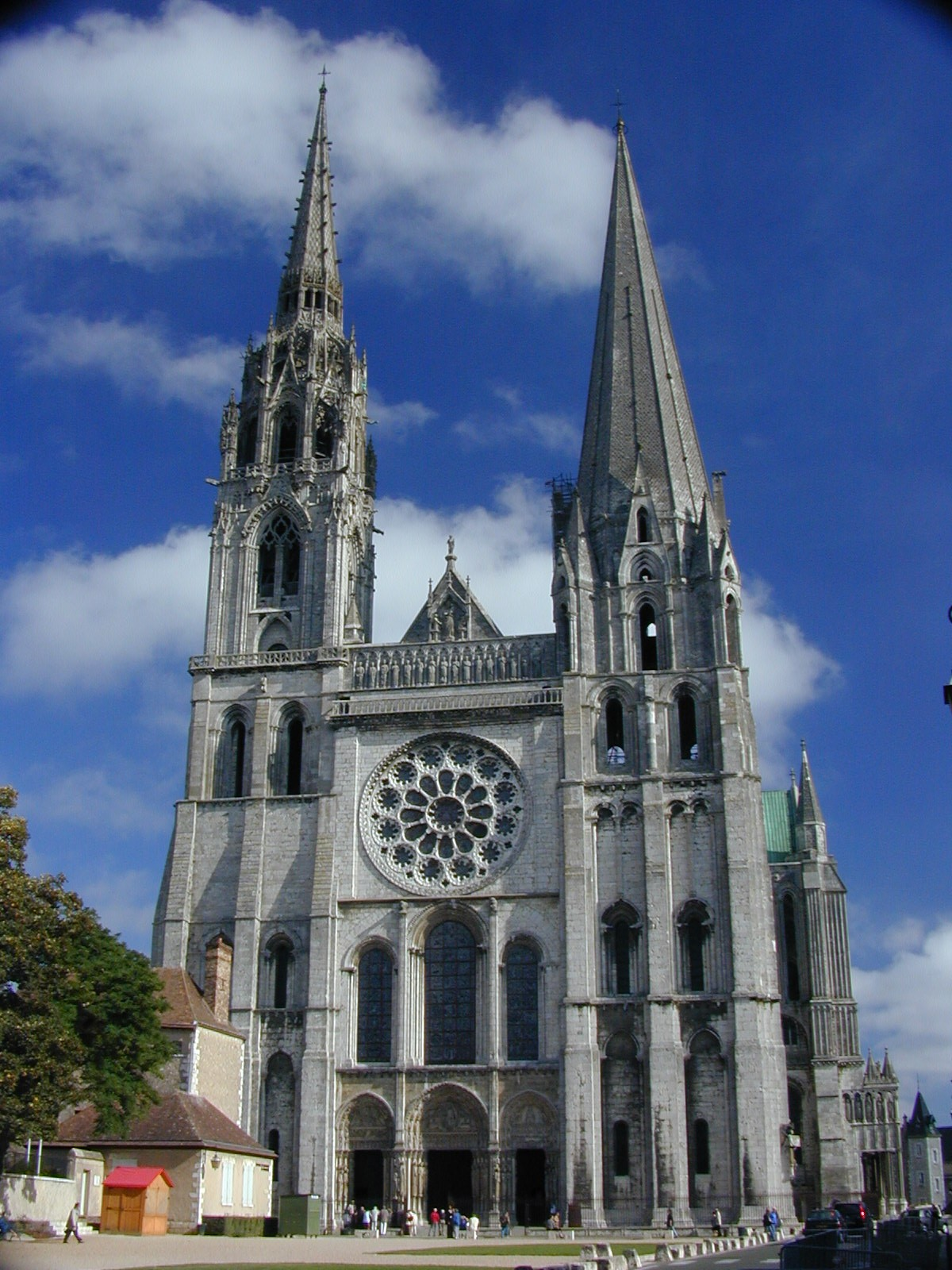
Catedral de Chartres. És característica la dissimetria entre ambdues torres.
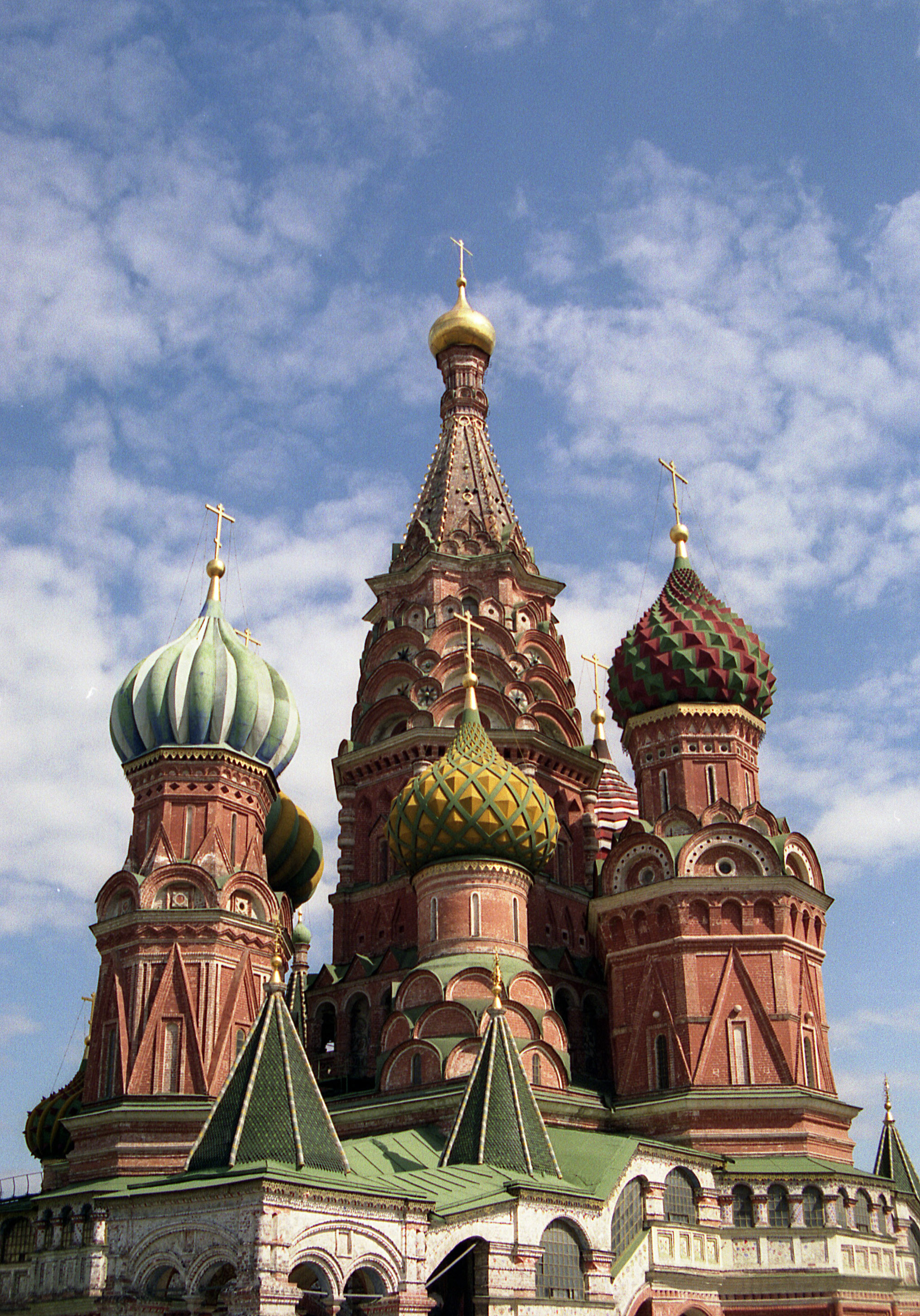
Catedral de Sant Basili de Moscou. El seu exòtic aspecte es deu a la imitació de la forma i colorit de les tendes de campanya dels tàrtars.
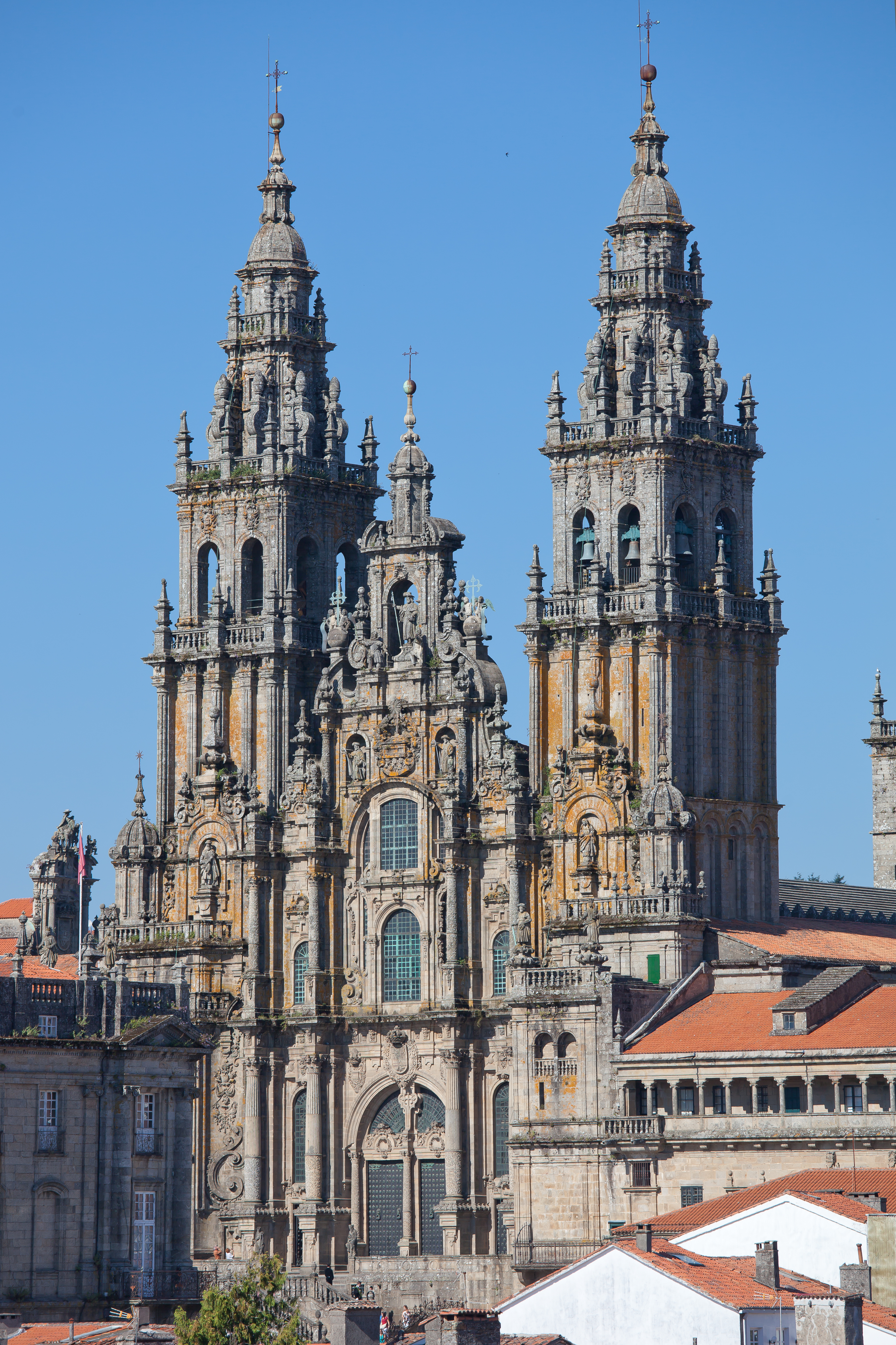
Torres de la façana de l'Obradoiro de la Catedral de Santiago de Compostel·la. D'estil barroc tardà (principi del segle xviii, per Fernando de Casas Novoa), van substituir les inicials, romàniques del segle xii.

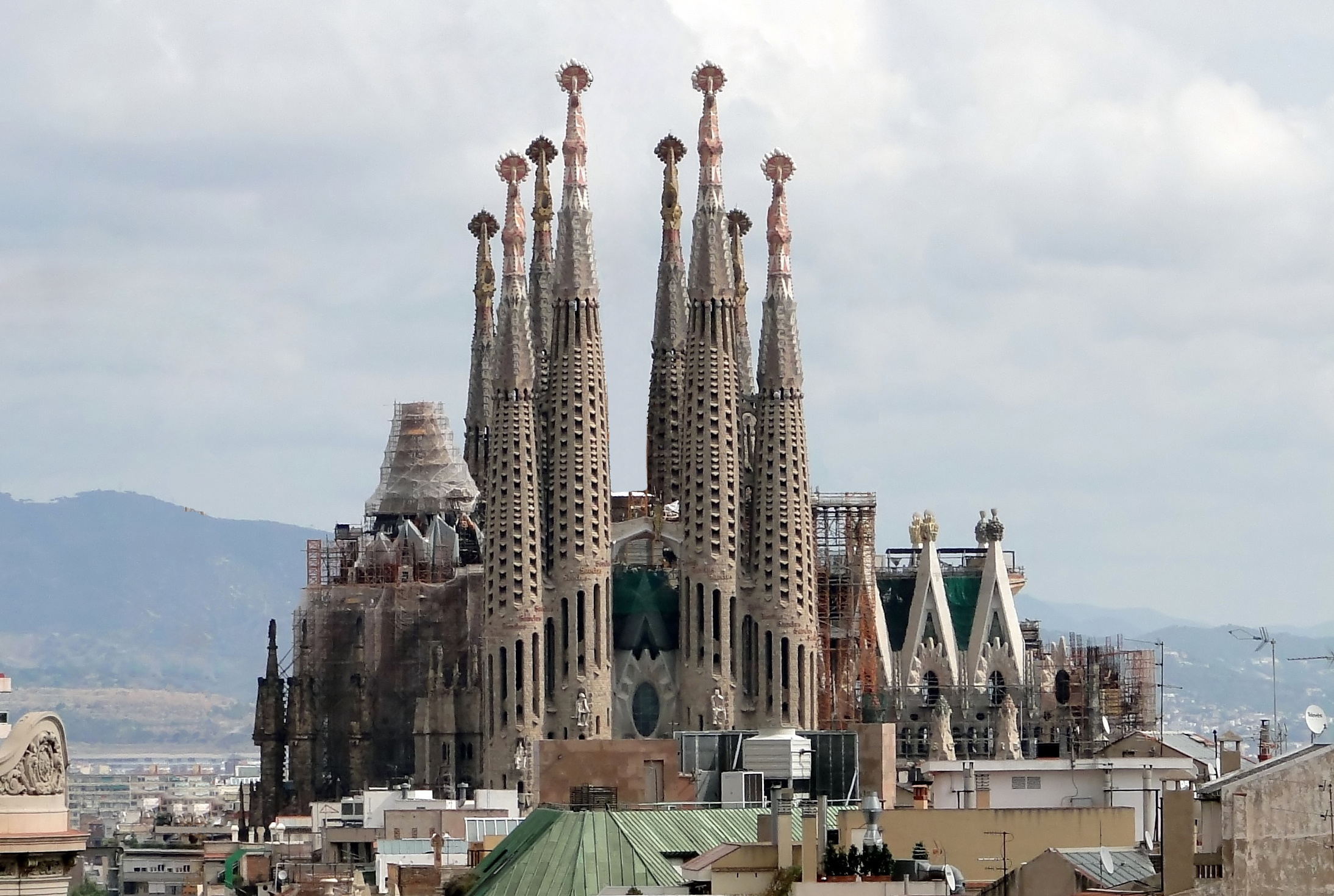
Sagrada Família de Barcelona.

Les torres d'algunes esglésies del segle xx mantenen les funcions tradicionals de campanar i de símbol de presència urbana. En algun cas esdevenen la part més visible del mateix temple, com ocorre amb les de la Sagrada Família de Barcelona, dissenyada per Gaudí, en les quals a més tenen funcions simbòliques. Cadascuna de les divuit torres hi representa un personatge: Jesucrist, la Verge, els quatre evangelistes i els dotze apòstols.

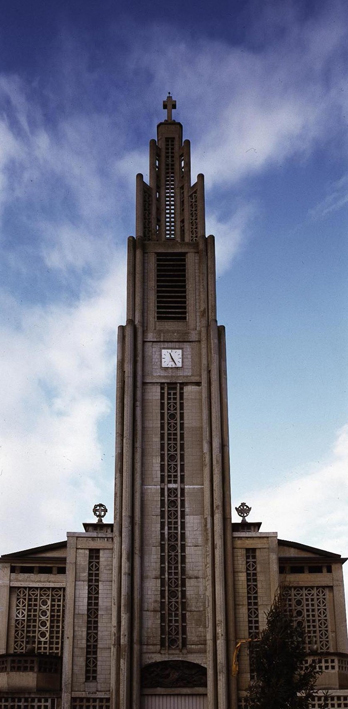
Notre-Dame du Raincy, d'Auguste Perret.
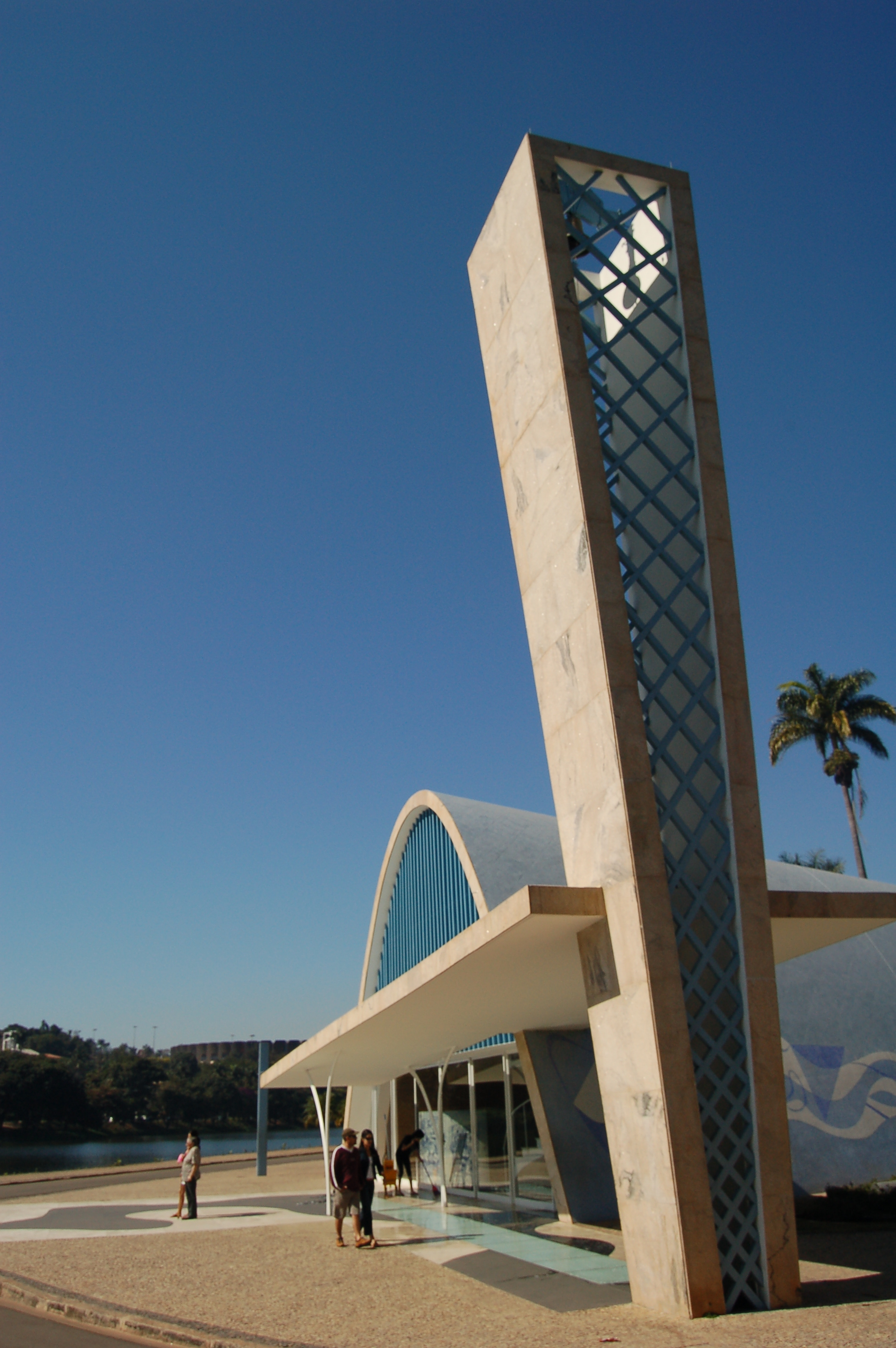
Església de Sant Francesc d'Assís (Belo Horizonte), d'Oscar Niemeyer.

##### Campanars
El campanar (campanile a Itàlia, com ara la Torre de Pisa, de famosa inclinació, campanile de la basílica de Sant Marc de Venècia) és la torre on hi ha les campanes, que serveixen per a convocar el feligresos, per donar l'hora o per a anunciar esdeveniments particulars. Alguns campanars allotgen un carilló, un instrument musical conformat per diverses campanes.
Una altra modalitat de campanar és l'espadanya, que no és una torre pròpiament, sinó una paret massissa, la majoria amb rematades mixtilínies on es col·loquen una campana o una sèrie de campanes des de les més grans fins a les més petites; en espais o obertures denominats «clars».

##### Exconjuradors

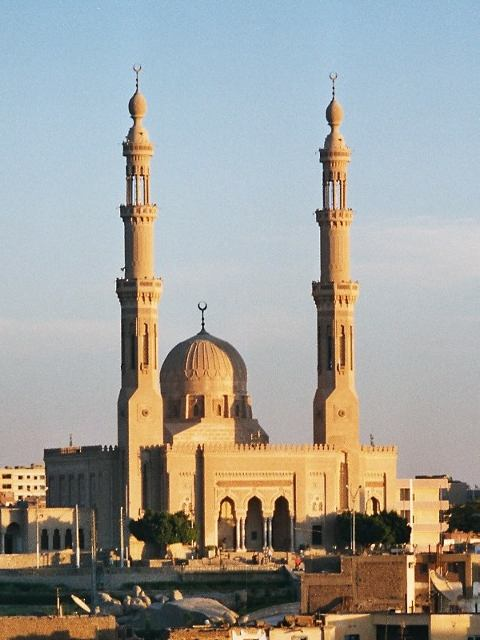
Minarets de la mesquita El-Tabia (Asuan).

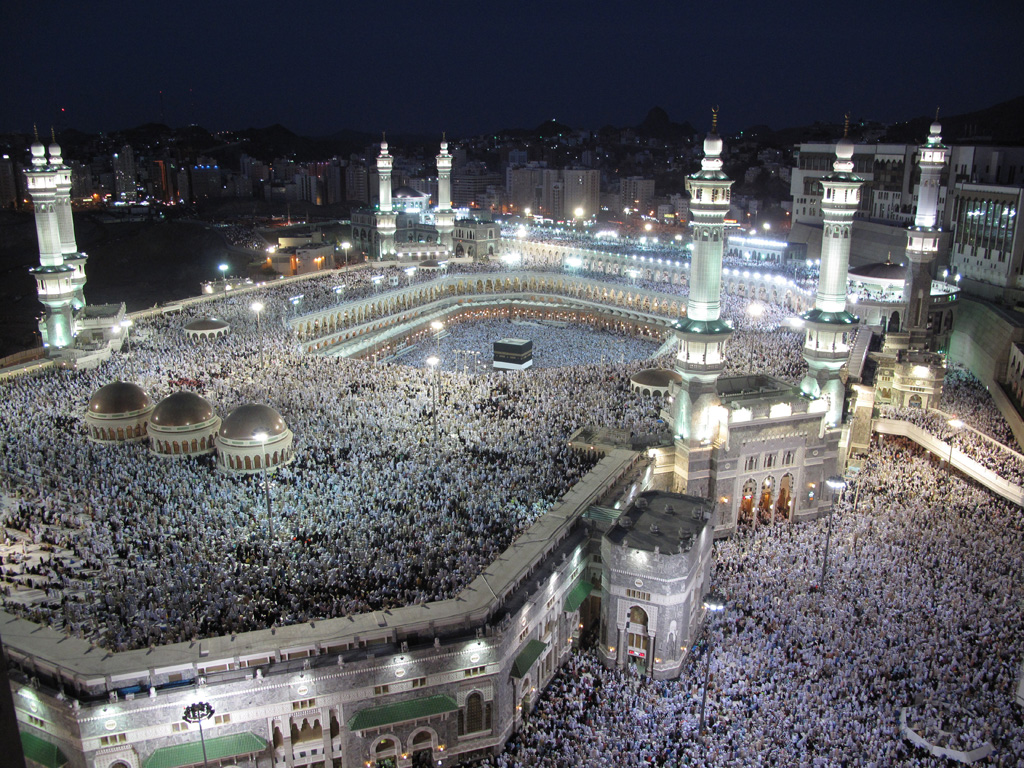
Minarets de la Masjid al-Haram de la Meca.

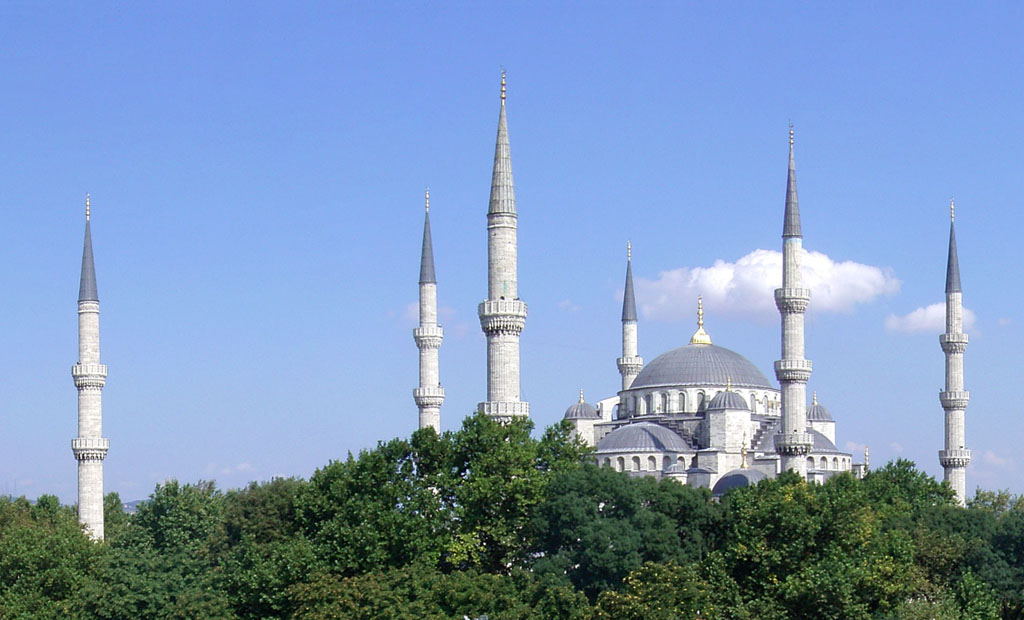
Els sis minarets de la Mesquita Blava d'Istanbul.

#### Minarets
El minaret és el nom amb què es tradueix en les llengües romàniques la paraula àrab منار (minar -'far'-), que designa a les torres de les mesquites musulmanes. Té una funció ritual perquè el muetzí (مُؤَذِّن mu'aḏḏin 'cridaner') hi efectuï les cinc crides diàries (أَذَان adhan) per convocar a l'oració (صلاة salat). Per a això, el minaret sol tenir en la part més alta una balconada que l'envolta, des d'on es fa la crida. En l'actualitat, el muetzí queda a la planta baixa i fa pujar el so amb un sistema megafònic.
La forma dels minarets varia segons les zones. Al Magrib les mesquites solen tenir-ne només un, de planta quadrada. A l'orient musulmà són habituals les mesquites amb més d'un, generalment dues o quatre, i de forma variable. Són característiques als llocs d'influència otomana els esvelts minarets de secció circular, amb una balconada excel·lent i una teulada cònica.
El nombre dels minarets també és significatiu: quan el sultà Ahmet I va manar aixecar sis minarets a la Mesquita Blava d'Istanbul, va ser criticat perquè fins llavors només en tenia tant la Masjid al-Haram, 'la mesquita sagrada' de La Meca, on es custodia la Kaaba. El sultà va resoldre el problema fent construir un setè minaret a La Meca. El minaret de la mesquita de Samarra (Iraq), una espiral ascendent, s'inspira llunyanament en la forma dels ziggurats.
A Timbuctu són característics els minarets de terra, palla i fusta, tres dels quals (en conjunt amb les mesquites-madrassa) han estat declarats patrimoni de la humanitat per la UNESCO (Sankore, Djinguereber i Sidi Yahya).
La funció del minaret és també marcar la dominació física de l'espai. Quan els turcs van conquistar Constantinoble, la islamització de Santa Sofia es va indicar envoltant amb quatre minarets la immensa mola de la cúpula que caracteritzava el perfil de la ciutat.
De manera similar, la Reconquesta espanyola va cristianitzar els minarets convertint-los en torres de les esglésies que s'aixecaven sobre les mesquites.

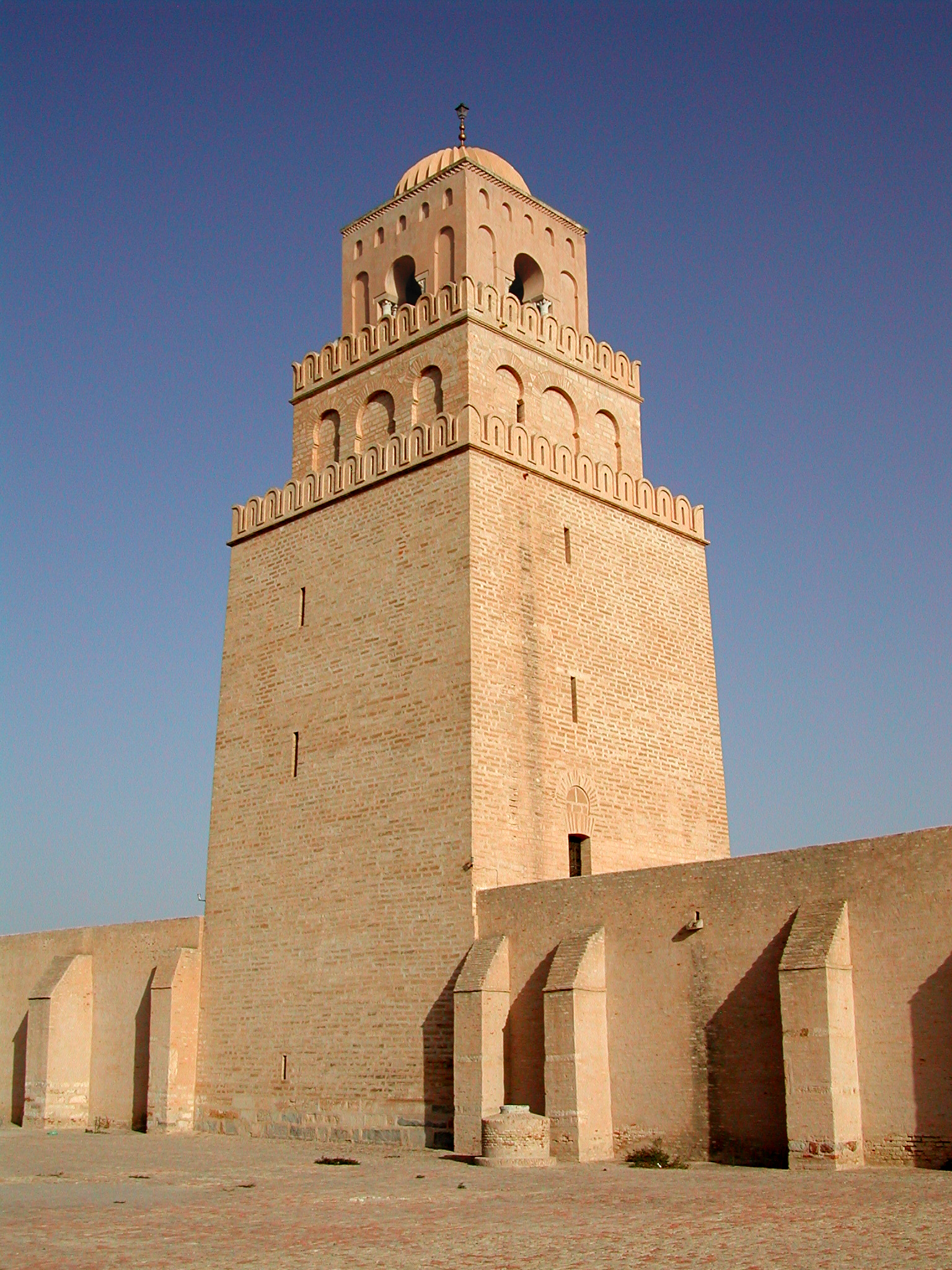
Minaret de la mesquita de Kairuan (Tunísia).
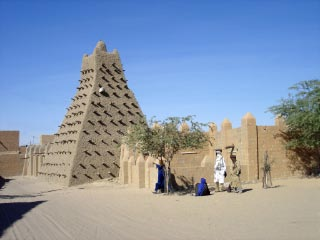
Minaret de la mesquita de Sankore.
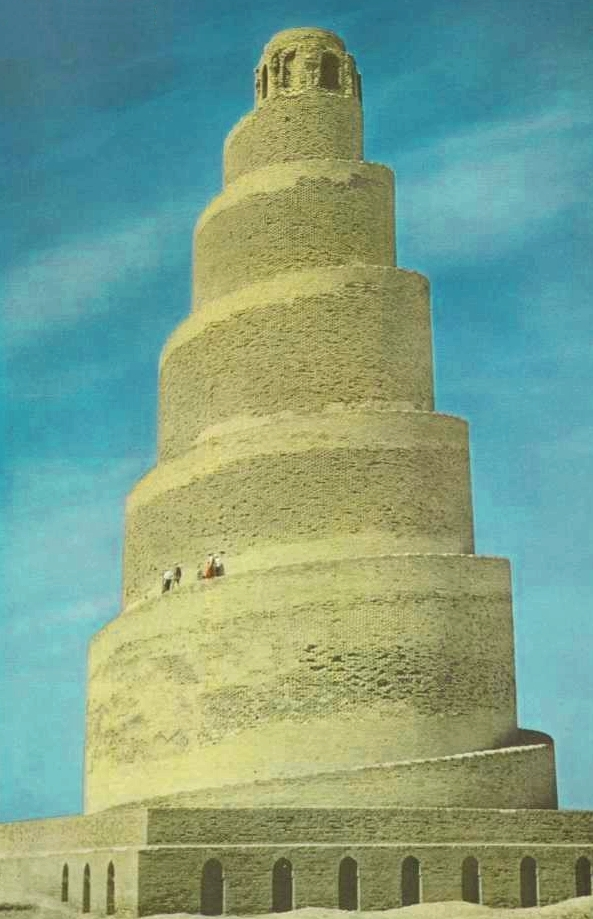
Minaret de la mesquita de Samarra.
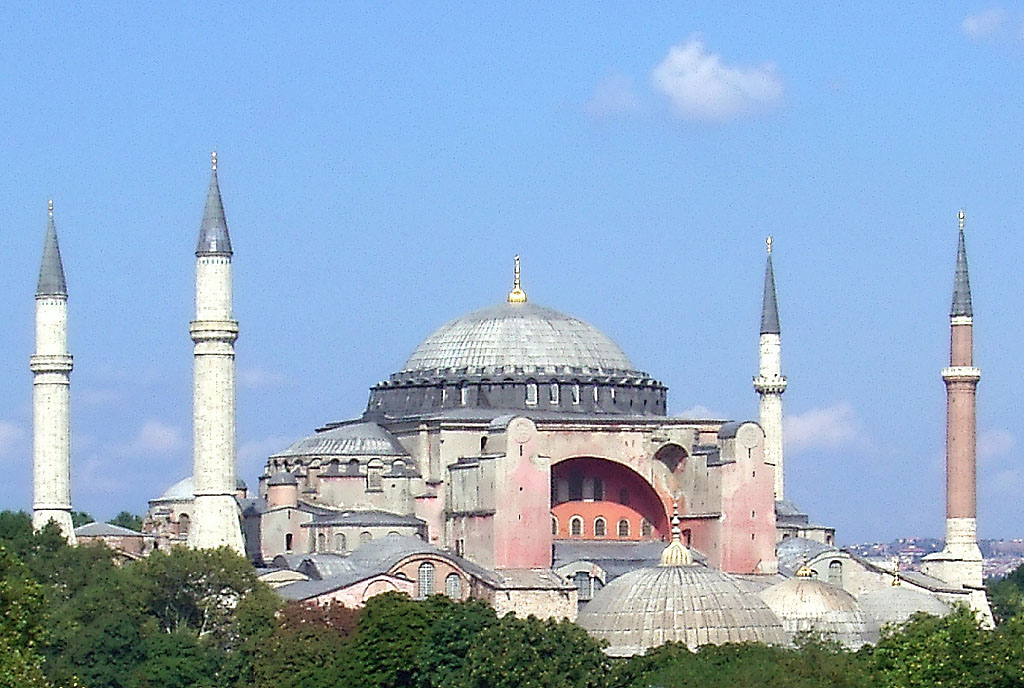
Minarets de Santa Sofia.
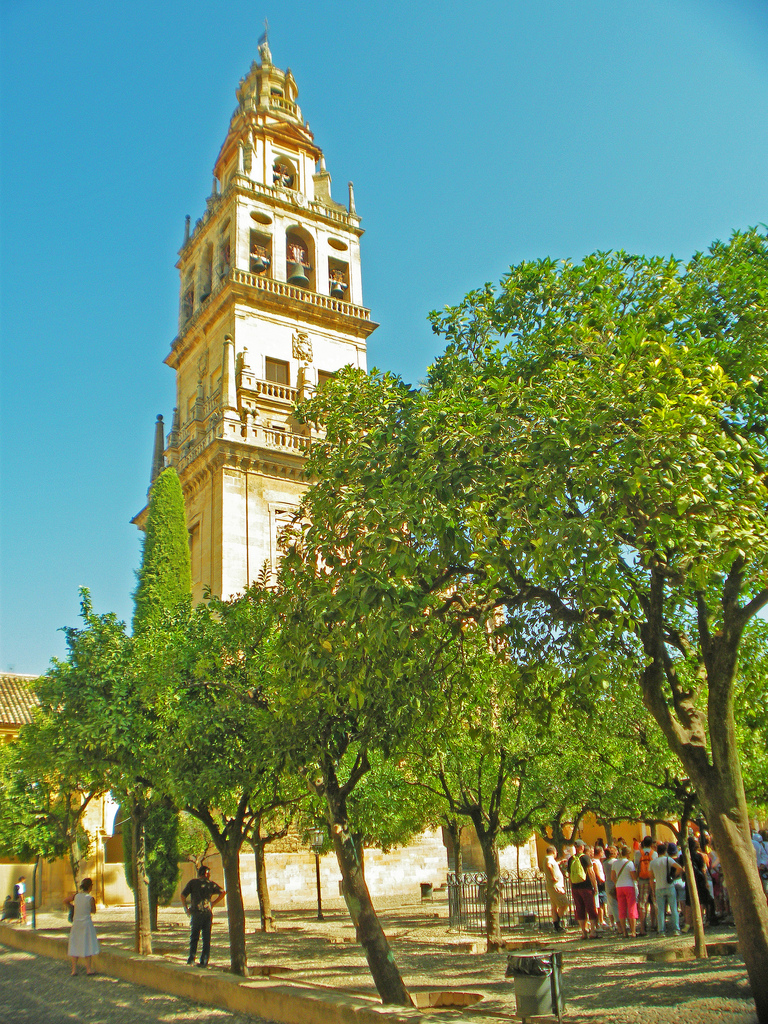
Antic minaret de la mesquita de Còrdova convertit en torre-campanar de la catedral de Còrdova.

### Tecnològica

#### Molins
Els molins són les estructures tecnològiques preindustrials que requerien una major altura, especialment els molins de vent, que van caracteritzar el paisatge d'algunes regions, com els Països Baixos o La Manxa.

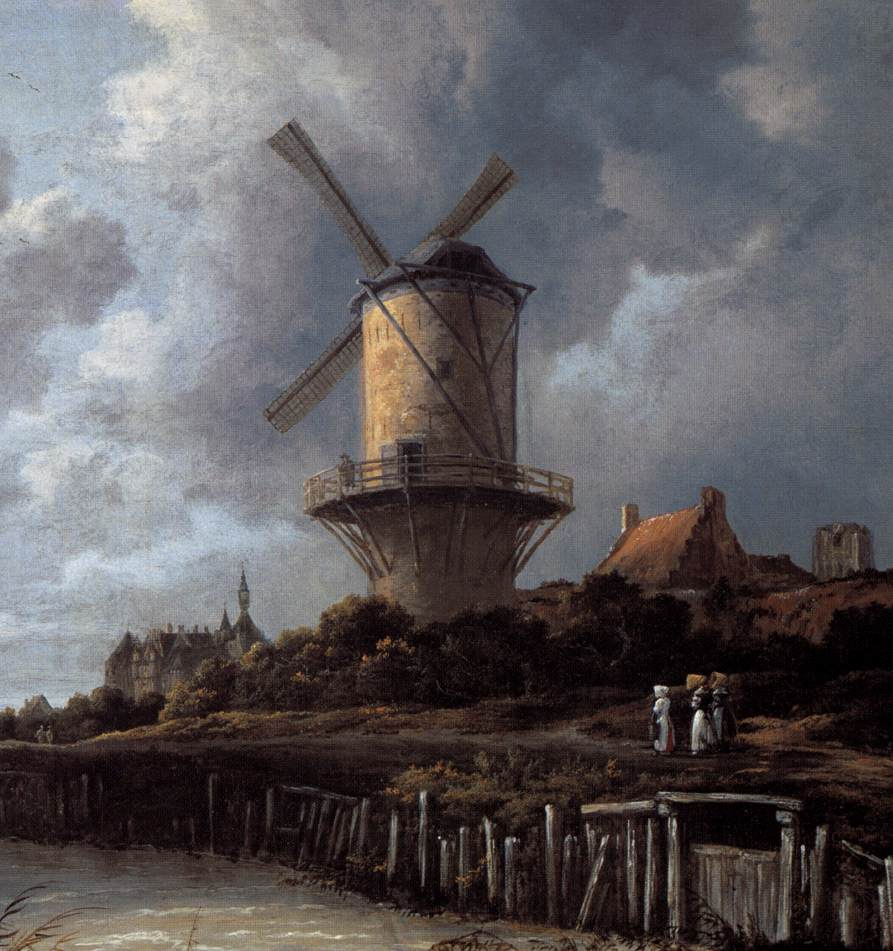
El molí holandès de Wijk bij Duurstede, pintat per Ruisdael.
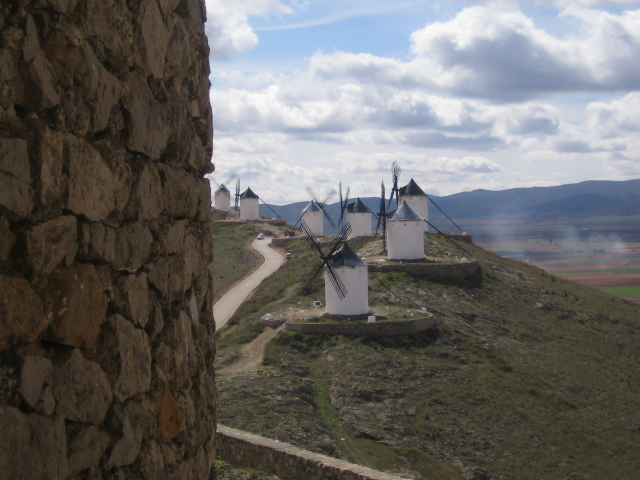
Molins manxecs (Consuegra).

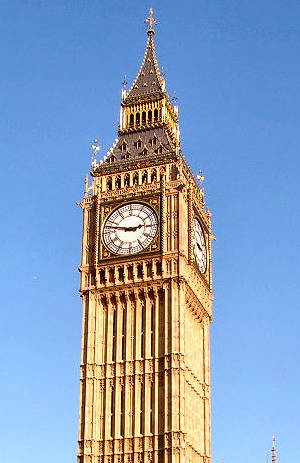
Big Ben, al Parlament de Westminster (Londres).

#### Torre del rellotge
Primer els rellotges de sol i després els rellotges mecànics van ser disposats des de l'edat mitjana en les parts més visibles de tota classe d'edificis, encara que especialment en esglésies i ajuntaments. Ja a l'Atenes del segle i aC es va aixecar un horlogion amb forma de torre: la Torre dels Vents (que comptava amb nou gnomon o rellotges de sol, una clepsidra o rellotge d'aigua i altres elements). An la Xina del segle xi Su Song va construir una «torre del rellotge» molt sofisticada.

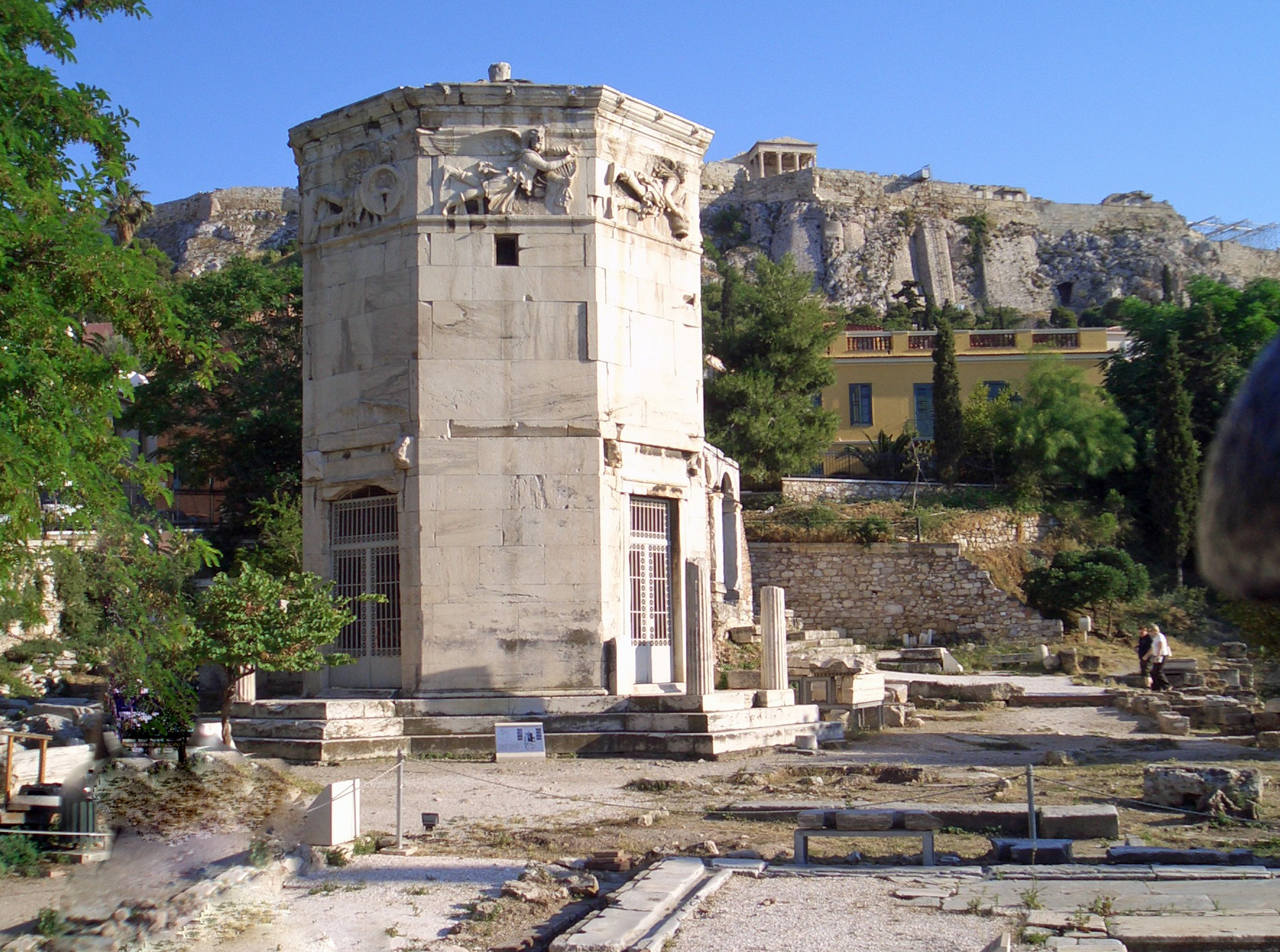
Torre dels Vents (Atenes).
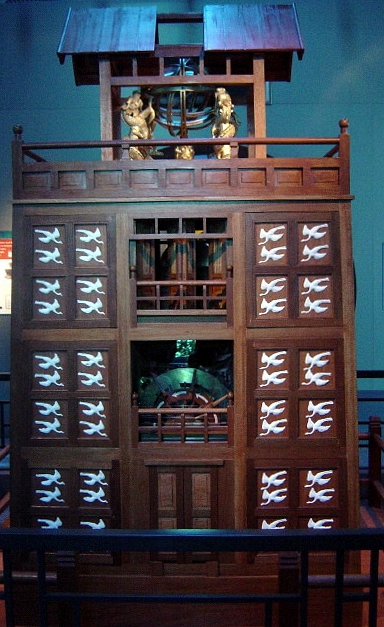
Maqueta de la torre del rellotge de Su Song (Kaifeng, Xina, segle xi).
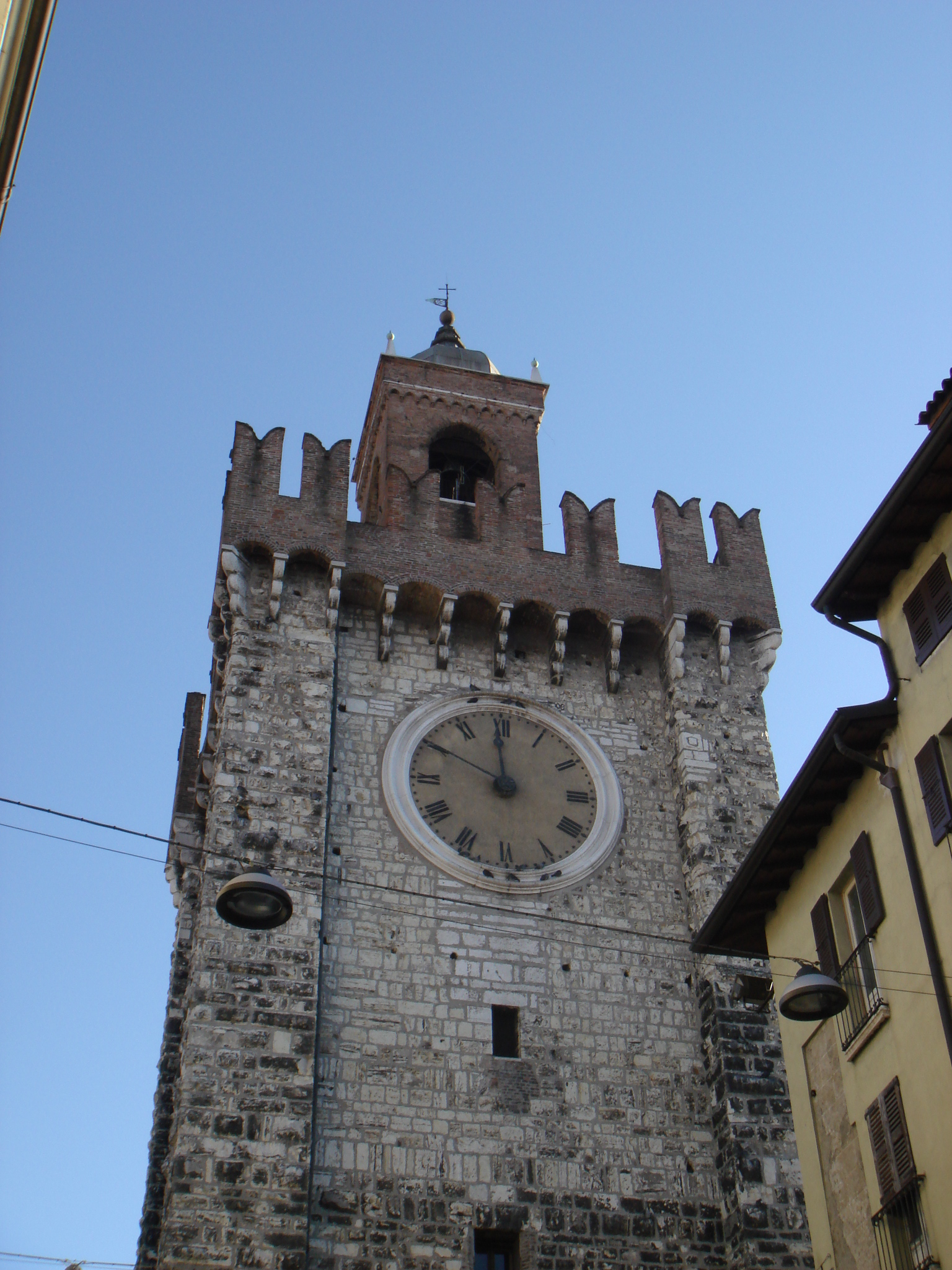
Torre del rellotge de Brescia.
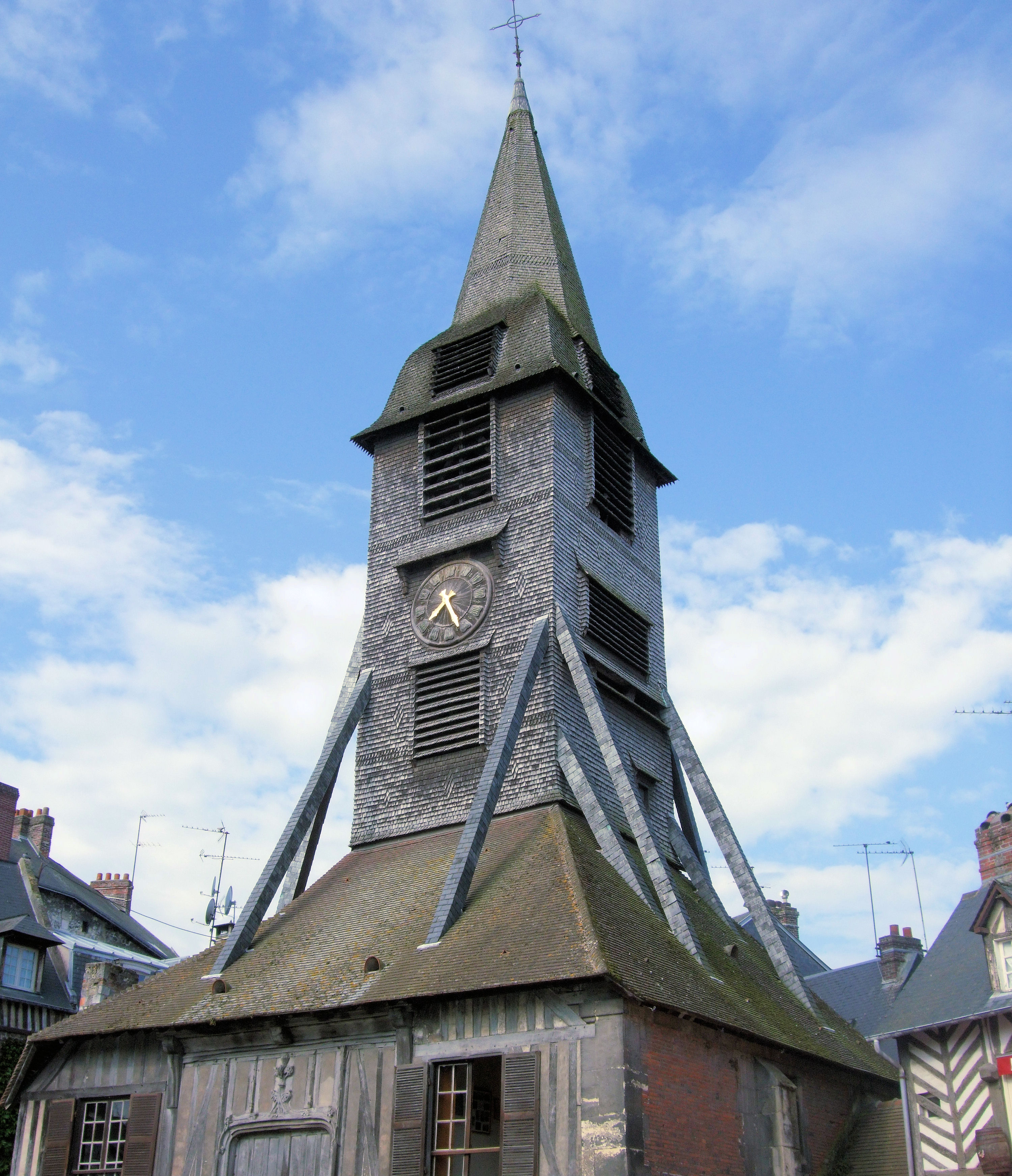
Torre del rellotge de l'església de Santa Catalina de Honfleur.
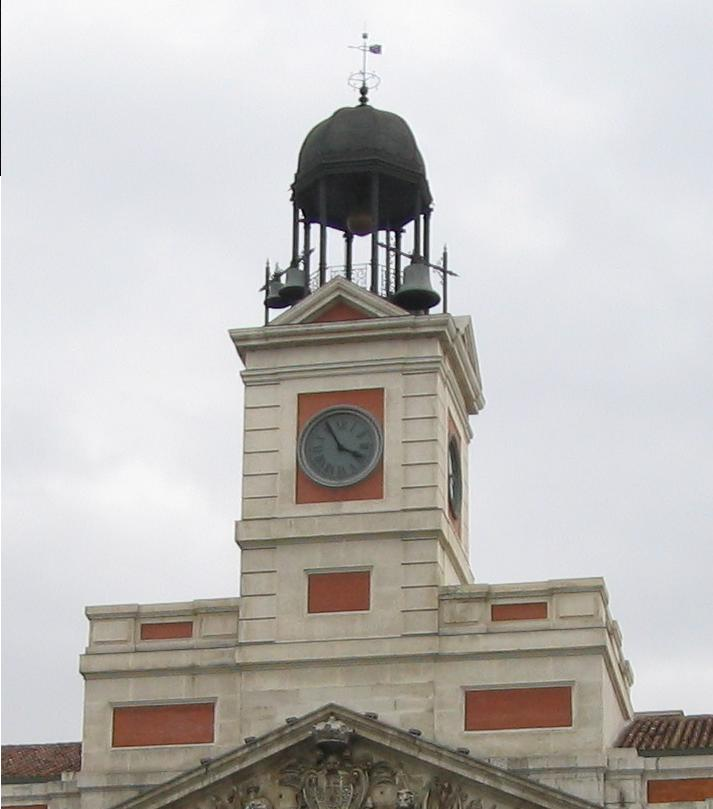
Rellotge de la Puerta del Sol (Madrid).
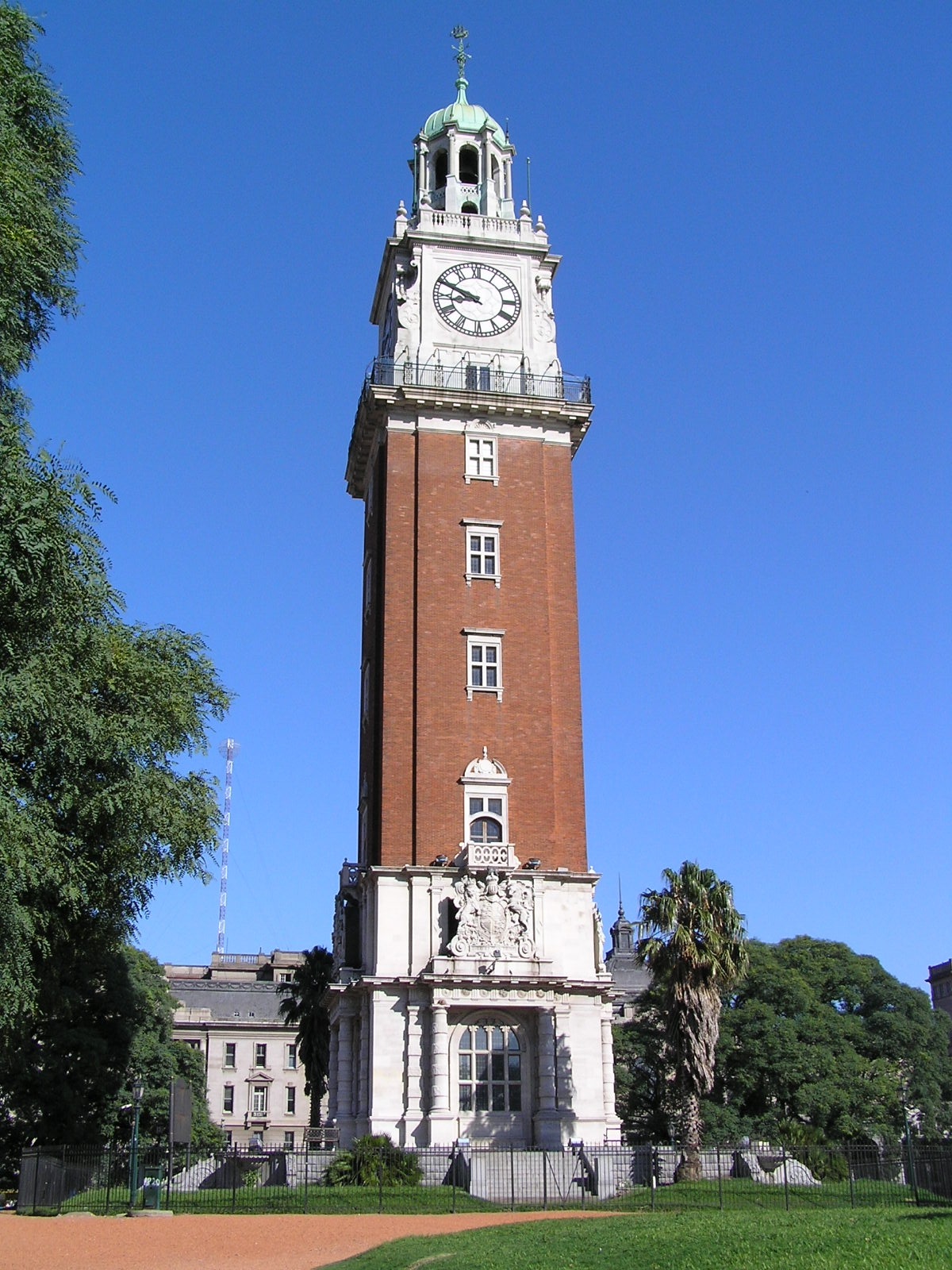
Torre dels anglesos (Buenos Aires).
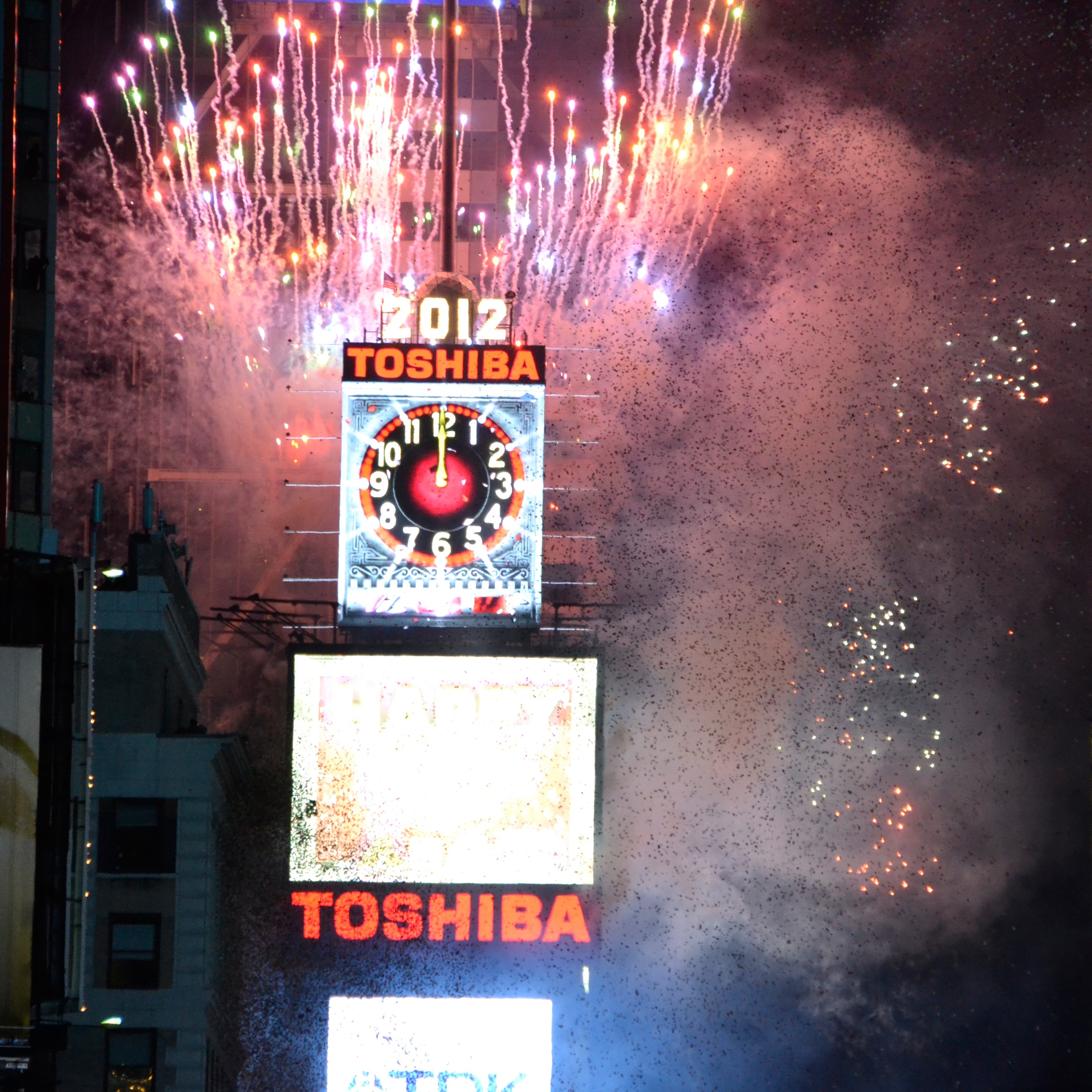
Times Square Ball de l'edifici One Times Square, celebració del cap d'any a Nova York.

#### Torres d'estesa elèctrica

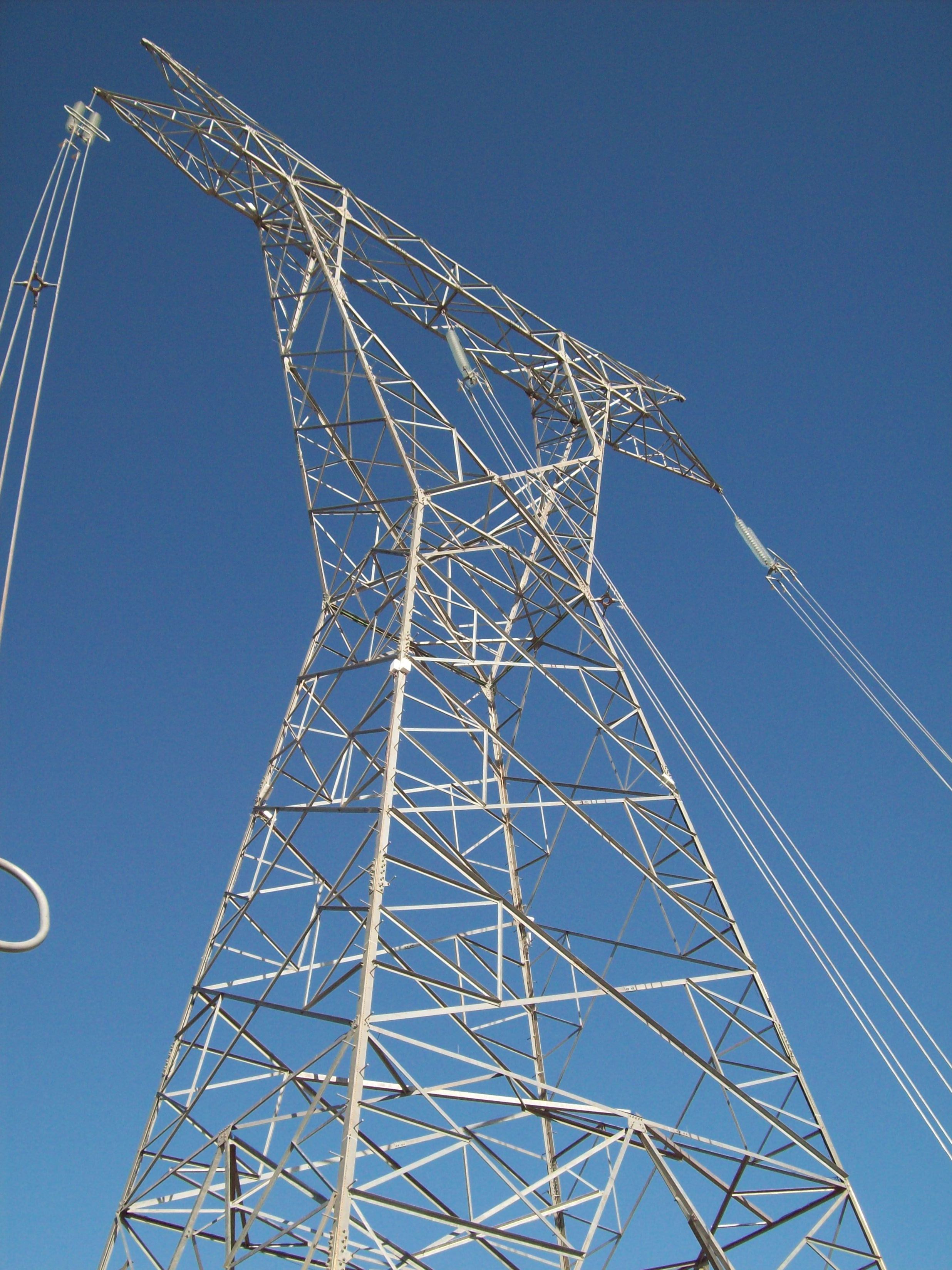

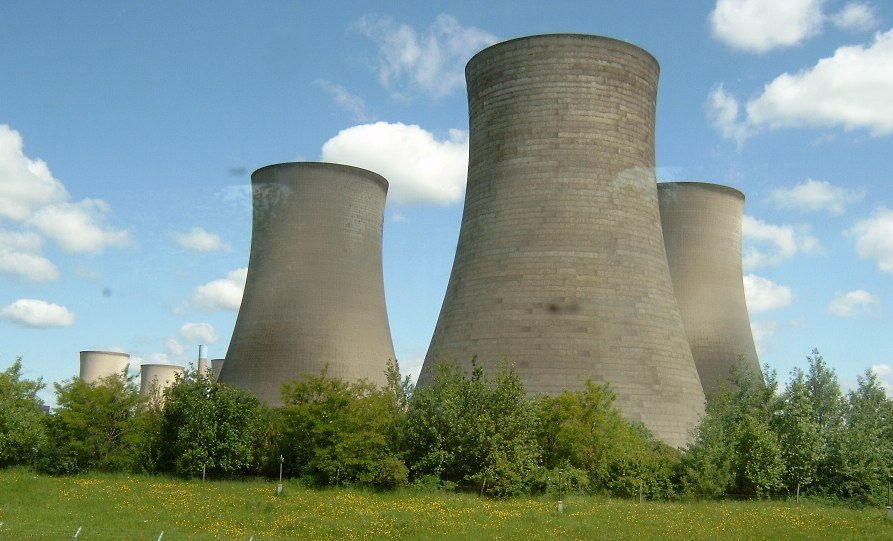
Planta d'energia de Didcot, Regne Unit
Torres de refrigeració humides de tir natural.

Les torres d'alta tensió s'empren per a l'estesa elèctrica.

#### Torre de refrigeració
Les torres de refrigeració són estructures per refrigerar aigua a temperatures properes a les ambientals. L'ús principal de les grans torres de refrigeració industrials és el de rebaixar la temperatura de l'aigua de refrigeració utilitzada en plantes d'energia, refineries de petroli, plantes petroquímiques, plantes de processament de gas natural i altres instal·lacions industrials.
Les torres de refredament fan evaporar l'aigua per rebutjar la calor residual de la generació d'energia elèctrica. Les torres de refredament varien en grandària des de petites a estructures molt grosses que poden sobrepassar els 120 metres d'altura i cent metres de diàmetre. Torres més petites són normalment construïdes a les fàbriques, mentre que les més grosses són construïdes en el lloc on calen.

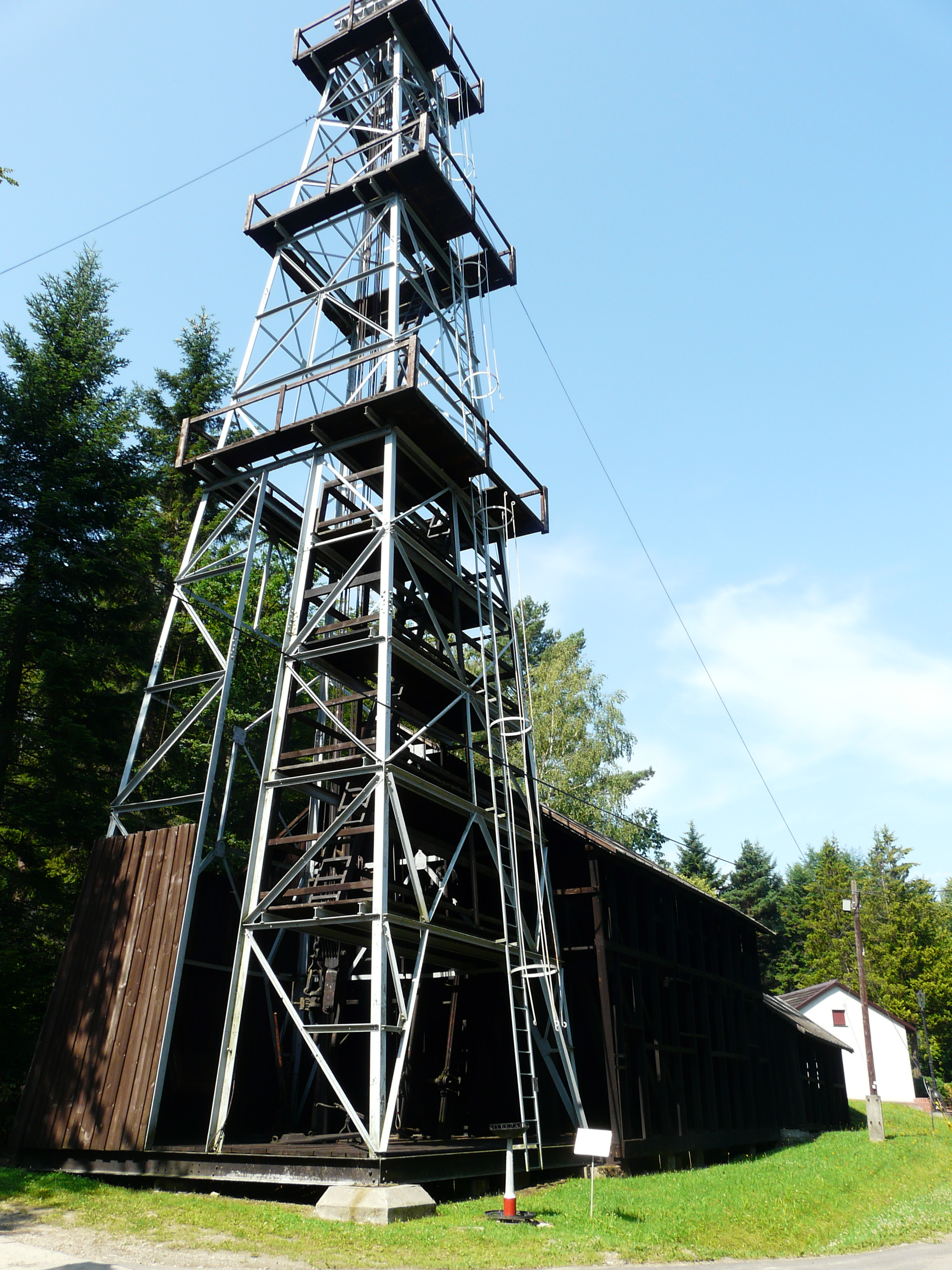
Torre de perforació petrolífera.

#### Castellets i torres de perforació
Les instal·lacions de mineria inclouen «castellets», torres exteriors sobre els pous perforats, lper a rebres les corrioles o maquinària necessària per a l'extracció del mineral o els ascensors per al desplaçament dels miners.
Les que es denominen «torres de perforació» són les construïdes per sostenir el complex equip necessari per a la prospecció i posterior extracció mecànica de recursos del subsòl de naturalesa fluida, com el petroli o el gas natural.

#### Torre de control
Les torres de control són torres, en el cim de les quals se situa una sala de control, des de la qual es dirigeix i controla el trànsit d'un port o d'un aeroport. La posició i altura són essencials per poder observar tota la zona.
A les torres de control aeri s'hi fa el control de trànsit aeri a la zona d'un aeroport i els seus voltants, és a dir, el control del rodatge, l'enlairament, l'aproximació i l'aterratge dels avions.
Menys esteses que les dels aeroports, les torres de control portuari dirigeixen el tràfic en ports de certa envergadura, i suficientment compactes com perquè el control visual des de la torre sigui efectiu.

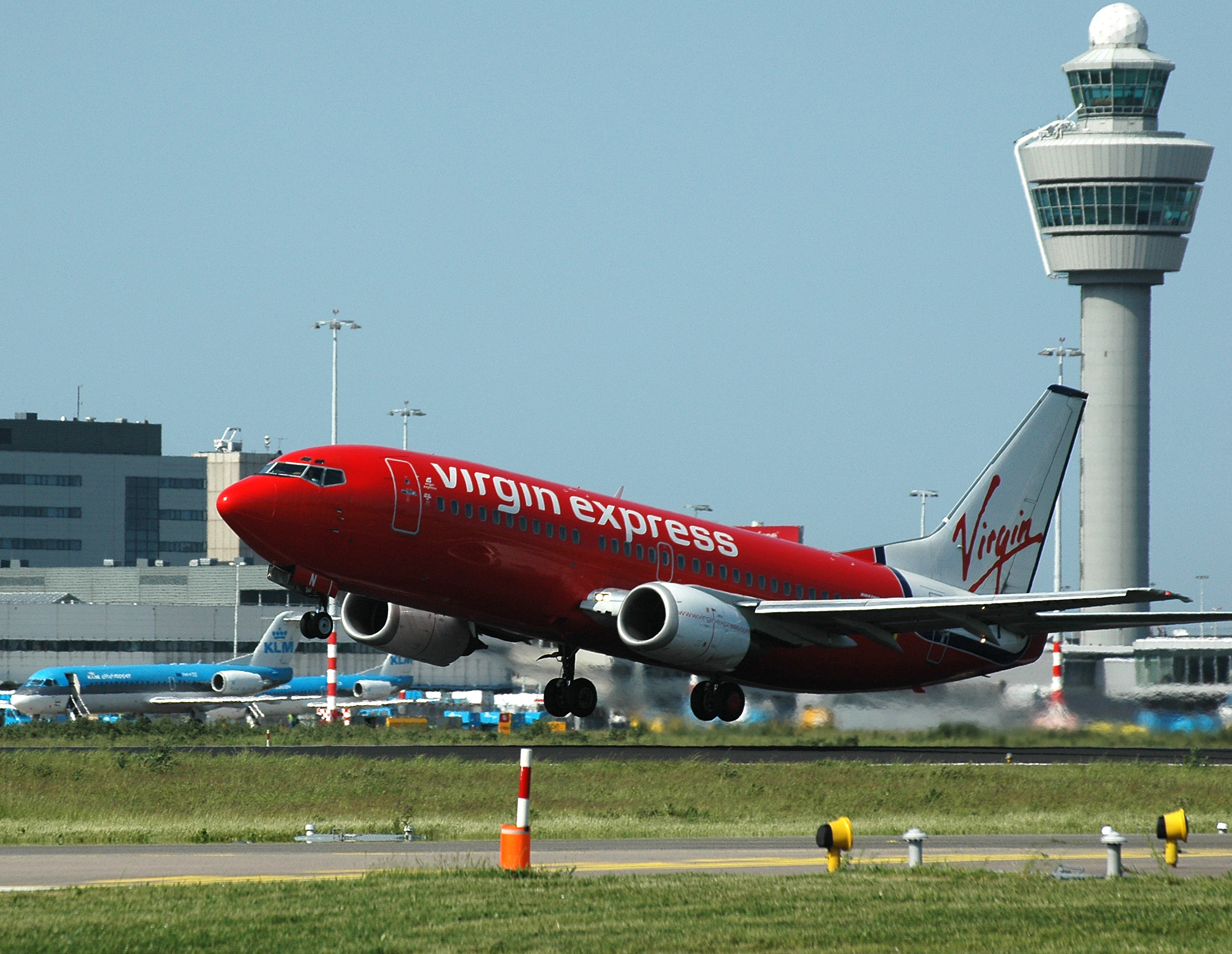
Torre de control aeri.

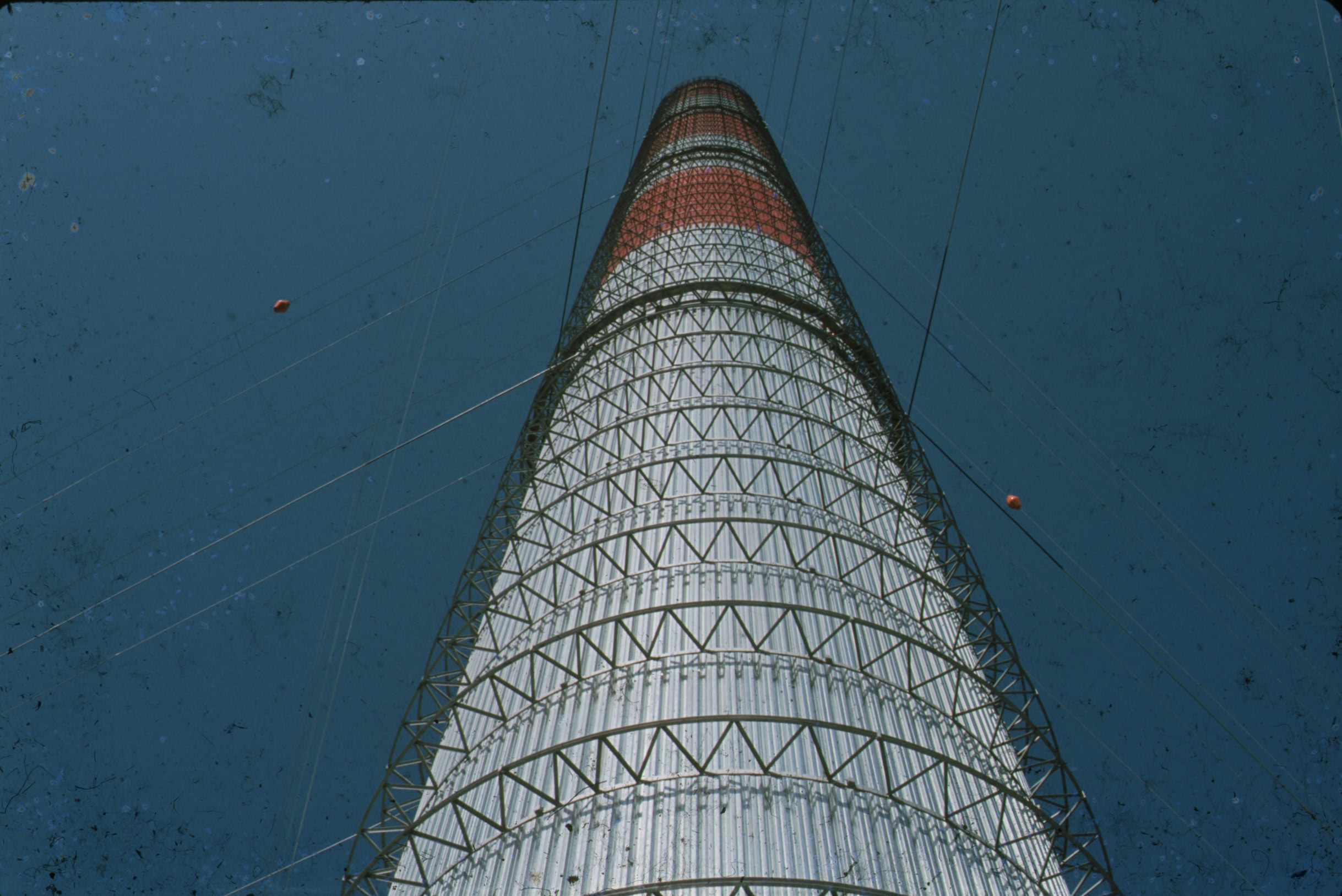
Torre solar de Manzanares (Ciudad Real).

#### Torre solar
Una torre solar és una construcció que tracta d'aprofitar l'energia solar mitjançant la convecció d'aire.
La forma més senzilla és una xemeneia pintada de negre. Durant el dia, l'energia solar escalfa la xemeneia, que al seu torn escalfa l'aire que hi ha a dins, i crea així un corrent d'aire ascendent dins de la xemeneia. La succió que crea a la base de la torre es pot utilitzar per ventilar i refredar l'edifici subjacent. En la major part del món, és més fàcil aprofitar l'energia del vent per produir una ventilació d'aquest tipus, però en dies càlids i sense vent, la xemeneia pot ventilar de manera que no seria possible d'una altra forma. Aquest principi s'ha proposat per a la generació de l'energia elèctrica, amb un gran hivernacle en la part baixa més que utilitzant la calefacció de la xemeneia solament.

El principal problema d'aquesta tecnologia és la diferència relativament petita entre la temperatura més alta i més baixa del sistema. El teorema de Carnot restringeix enormement l'eficàcia de la conversió en aquestes circumstàncies.

#### Torres de senyals
L'altura de les torres les fan idònies per utilitzar-se com a lloc per emetre tota mena de senyals, i aquesta funció va ser emprada des de l'Antiguitat amb els fars per a la navegació i torres terrestres de naturalesa militar (com les torres de vigilància) que podien emprar-se per a la comunicació ràpida de senyals òptics (similars als senyals de fum). Entrada en l'època industrial, el telègraf òptic va precedir al telègraf elèctric. Al segle xx, les telecomunicacions van requerir torres per a l'emissió dels senyals electrònics. Ess van fer servir per això algun dels primers gratacels, com l'Edifici Telefónica de Madrid (1926-1929).

##### Fars

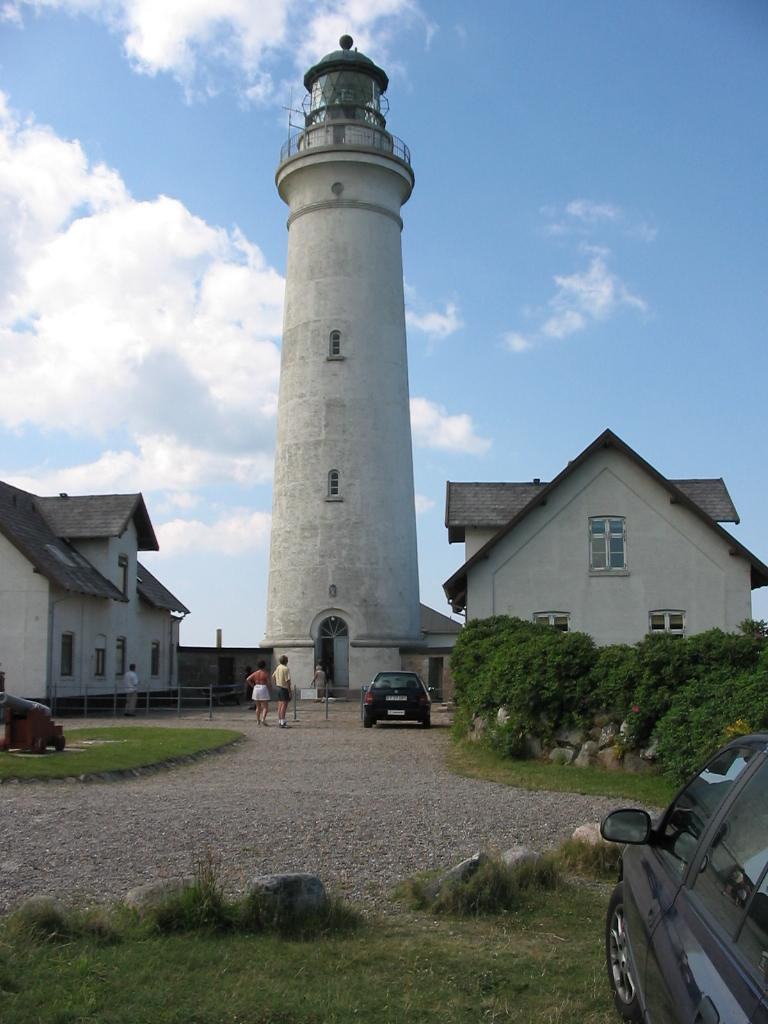
Far d'Hirtshals, Dinamarca.

El mot far prové de la «torre de Far» o de l'illa de Far a Alexandria, una de les set meravelles del món antic, (el Far d'Alexandria).

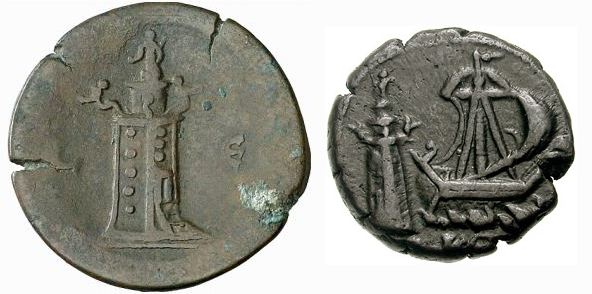
El far d'Alexandria representat en una moneda del segle ii.
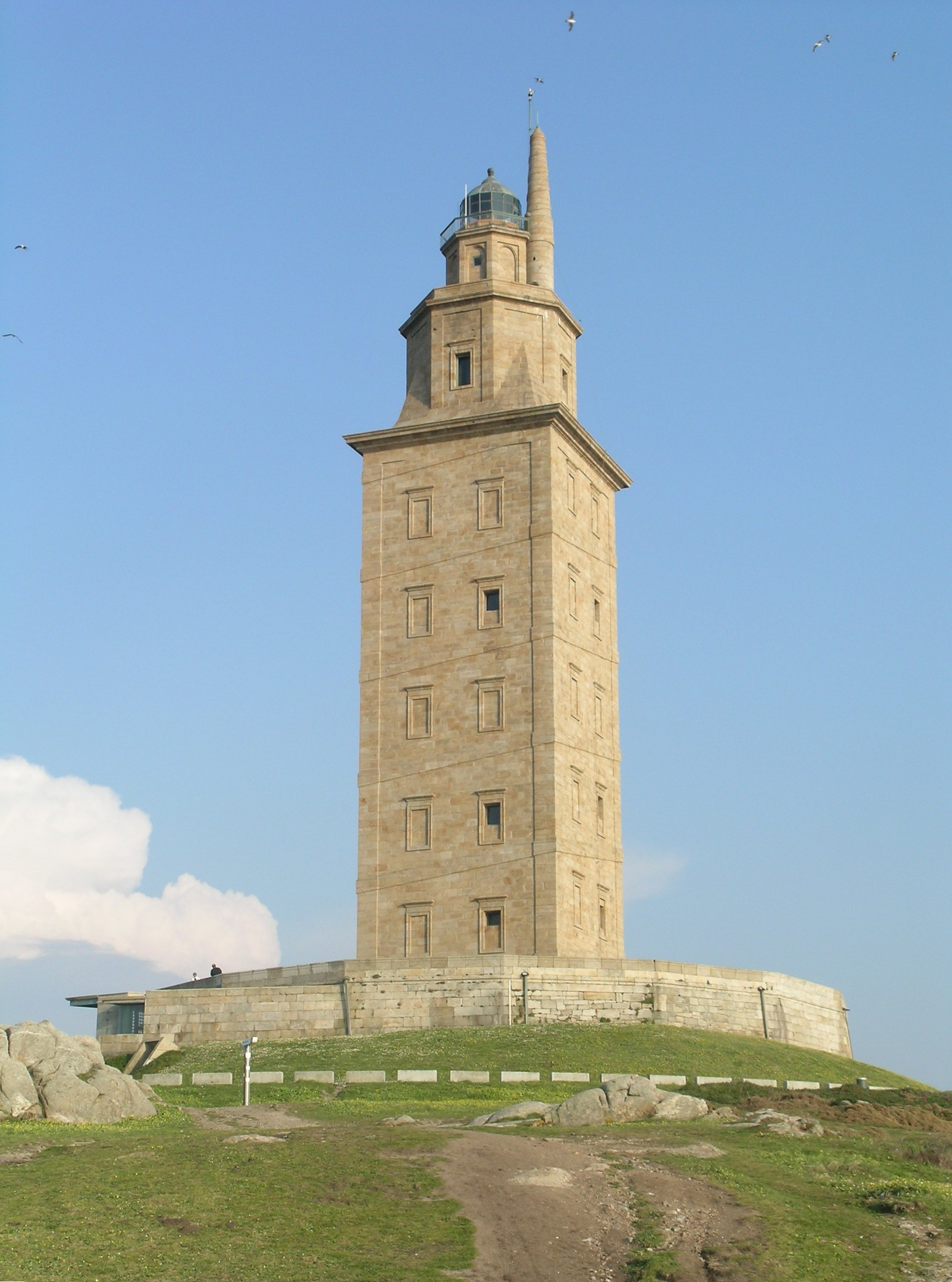
Torre d'Hèrcules, far d'origen romà en les rodalies de La Corunya.
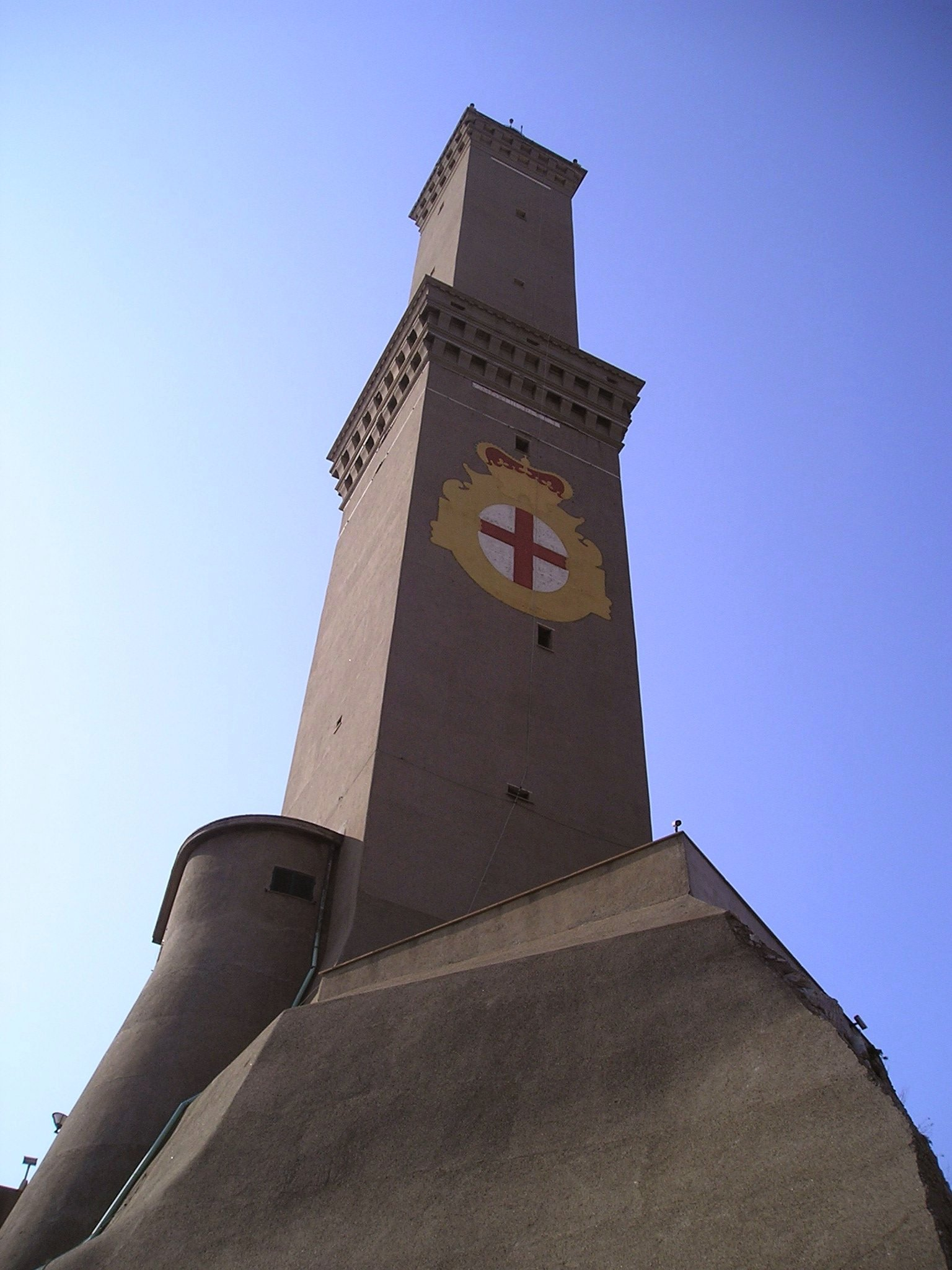
Lanterna, far de Gènova des del segle xii.

A partir de llavors, un far emet senyals lluminosos i sonors per temps de boira per la navegació, que se sol situar sobre una torre aixecada prop de la costa o fins i tot dins del mar, en els ports, en els llocs on transcorren les rutes de navegació o en els llocs especialment perillosos.
La llum dels fars disposa de lents de Fresnel el nombre de les quals, ample, color i separació varia segons cada far. Quan en la foscor el far es actiu, el llum emet feixos de llum a través de les lents, que giren 360 graus.
Des del mar, els vaixells no només veuen la llum del far, que els adverteix de la proximitat de la costa, sinó que també la identifiquen pels intervals i els colors dels feixos de llum, de manera que poden reconèixer davant de quin punt de la costa es troben.
Els moderns sistemes de navegació per satèl·lit, com el GPS, han tret importància als fars encara que continuen sent d'utilitat i seguretat per a la navegació nocturna com que permeten verificar el posicionament en les mapes de navegació.

##### Torres del telègraf òptic

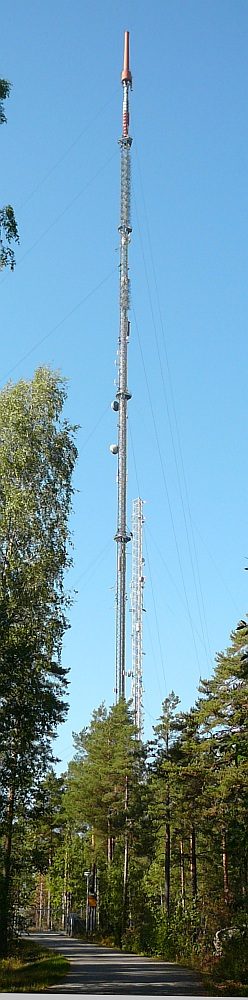
Torre de comunicacions d'Espoo (Hèlsinki).

##### Torre de comunicacions

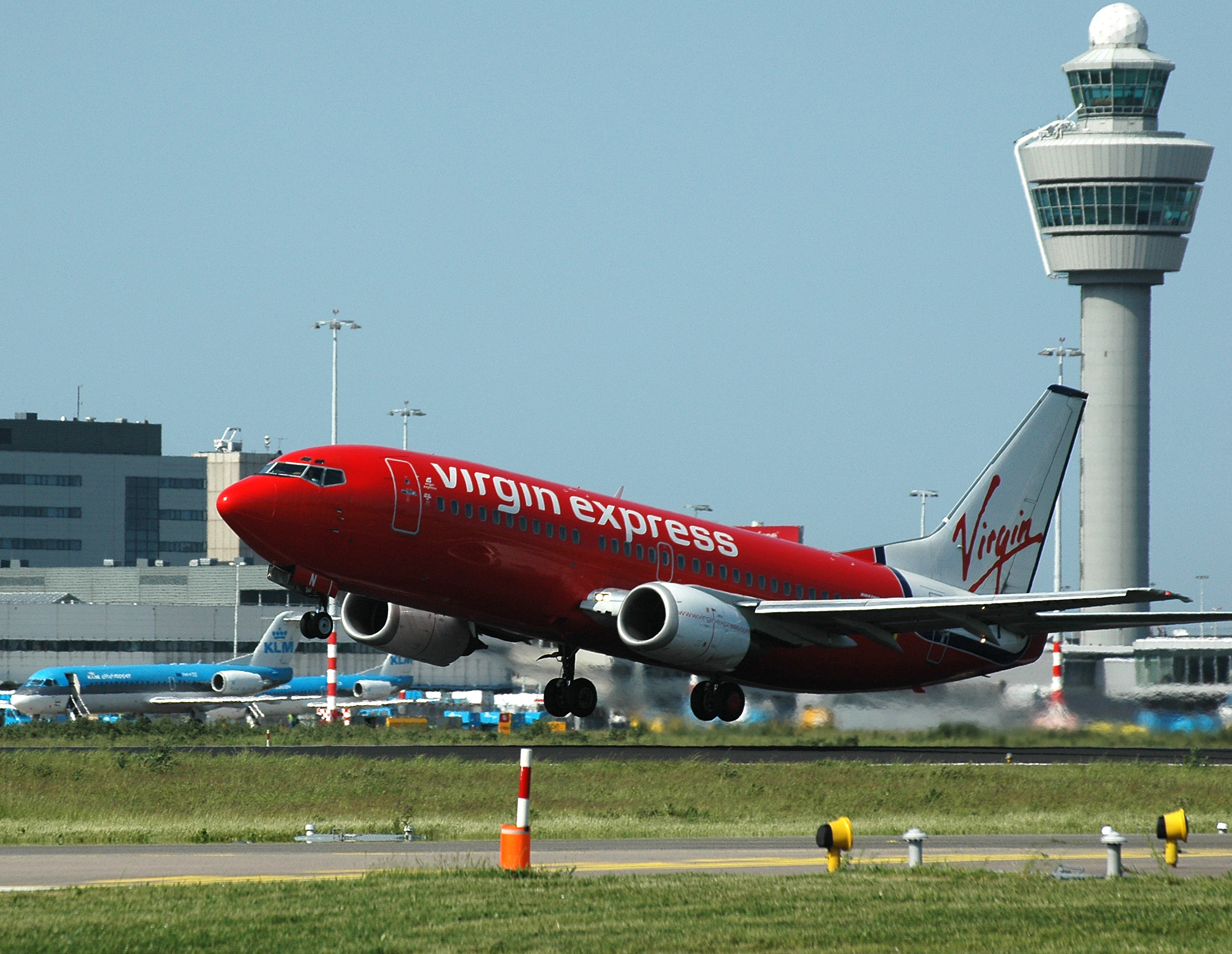
Torre de control aeri

Moltes torres alberguen antenes d'emissió de senyals de ràdio, televisió, telefonia mòbil i tota mena de telecomunicacions. Solen ser estructures metàl·liques amb forma de torre de gelosia, i els equips suportats són antenes de dipols i antenes parabòliques.

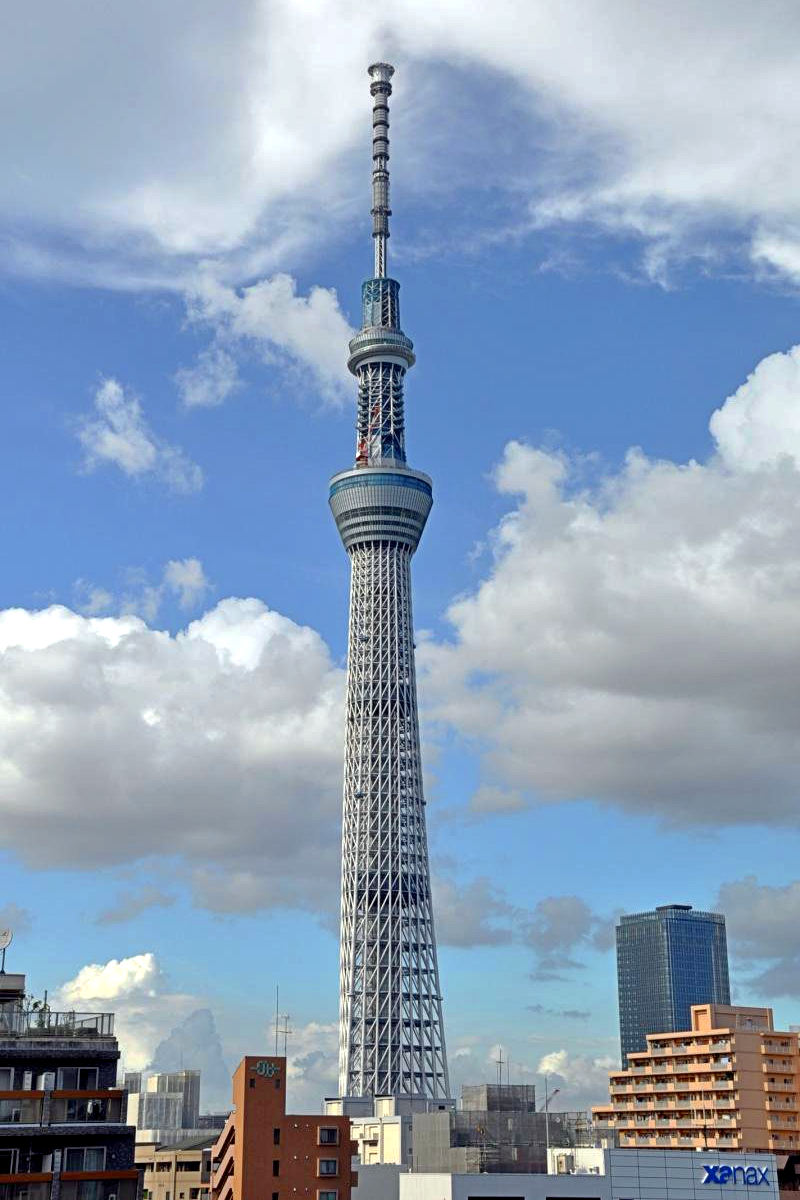
Tokyo Sky Tree, la més alta del món.
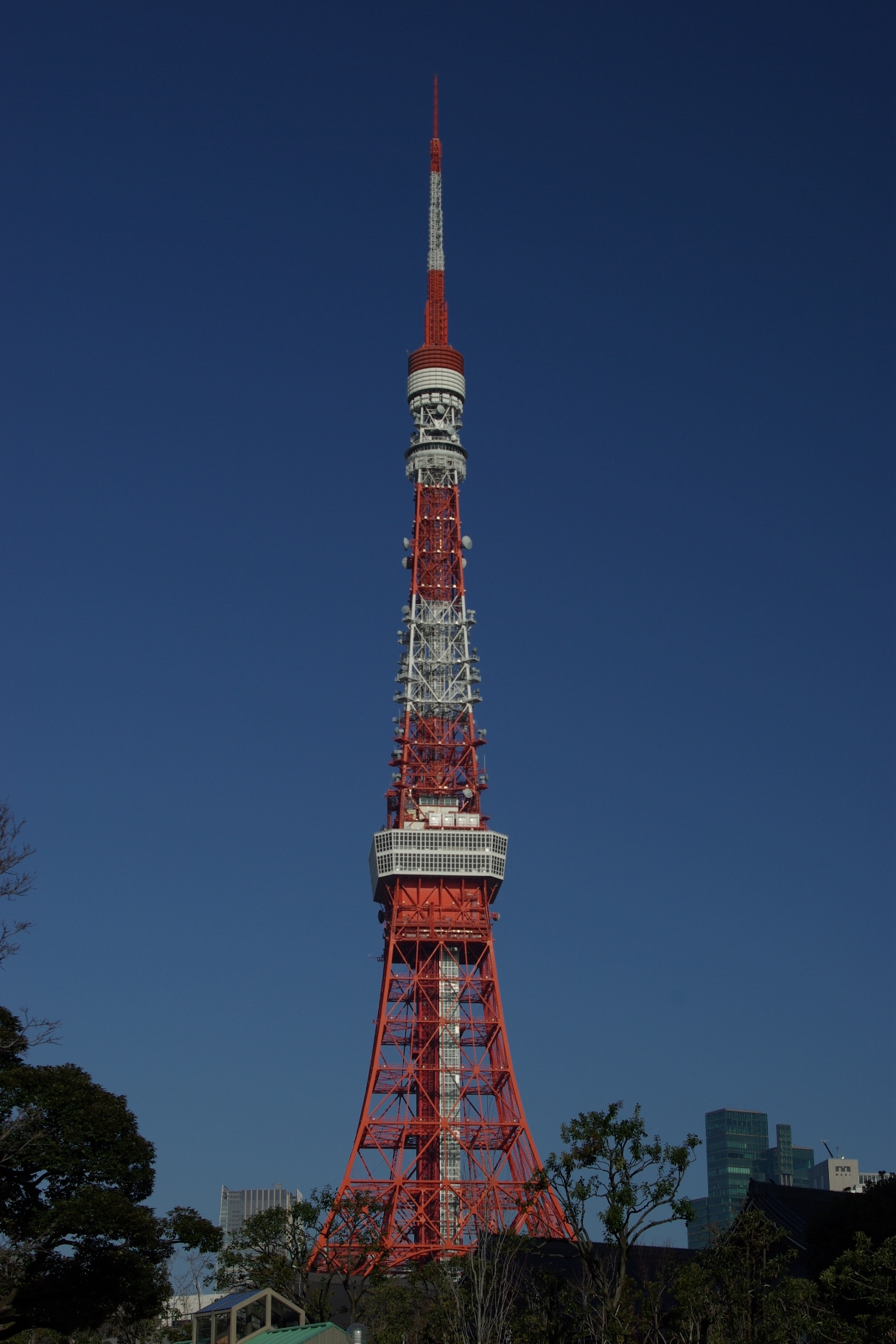
Torre de Tòquio, no s'ha de confondre amb l'anterior.
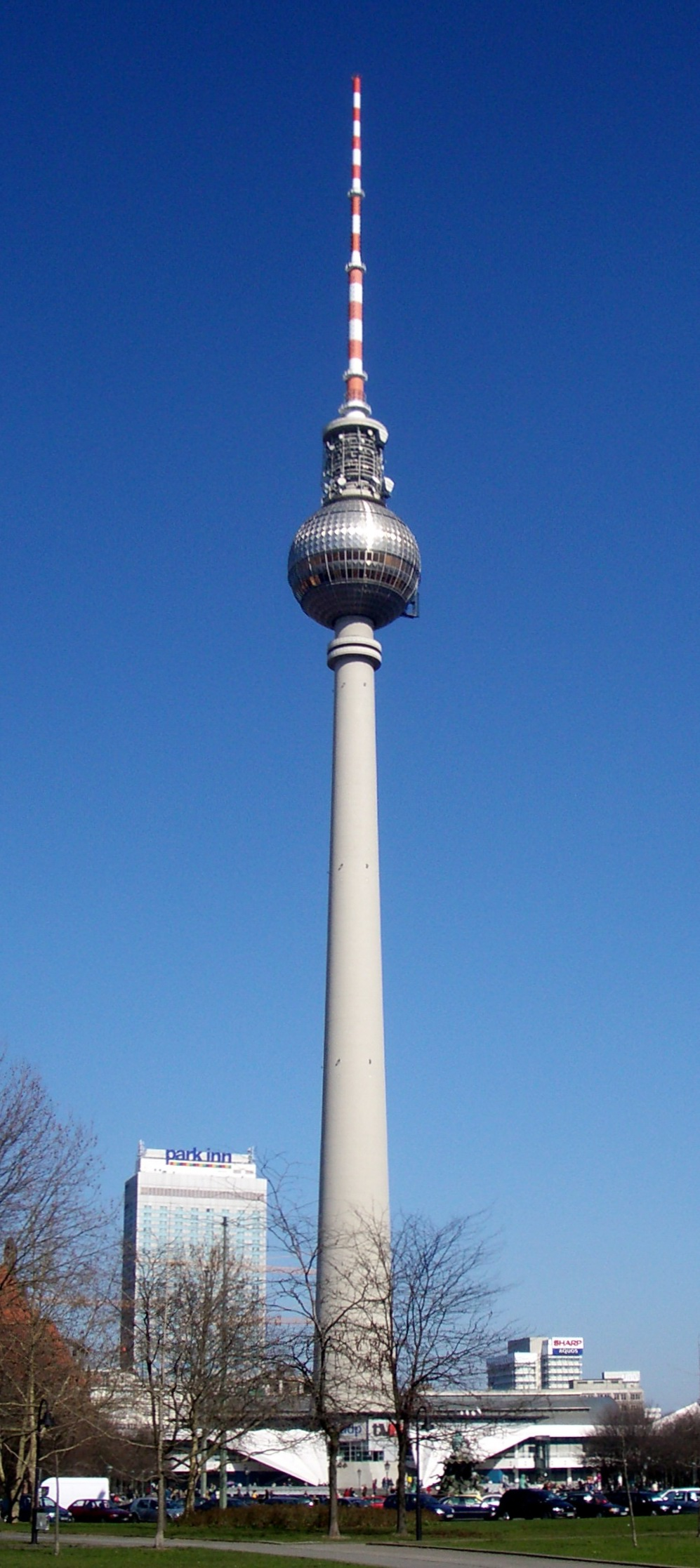
Fernsehturm de Berlín.
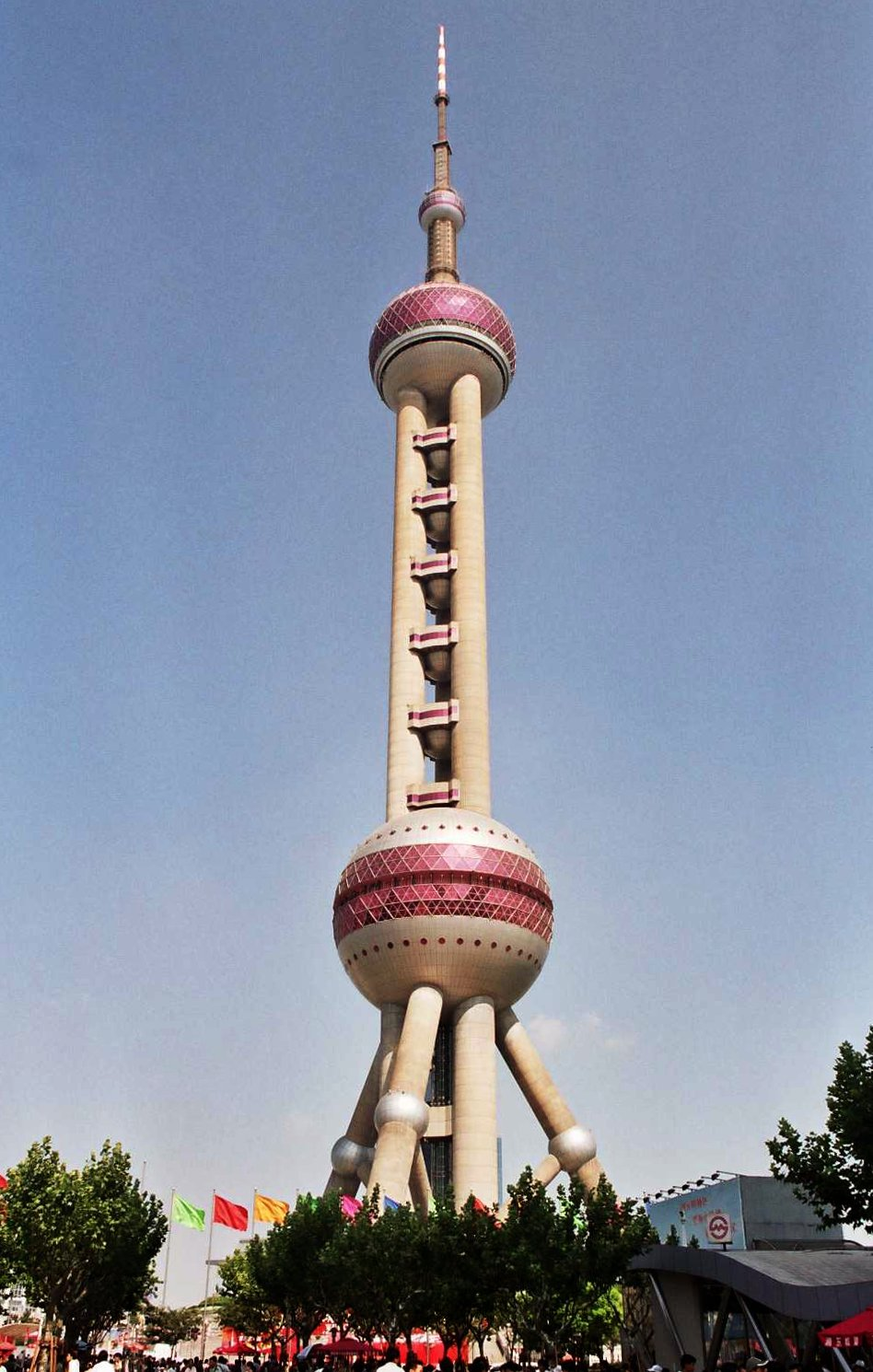
Torre Perla Oriental, Xangai.
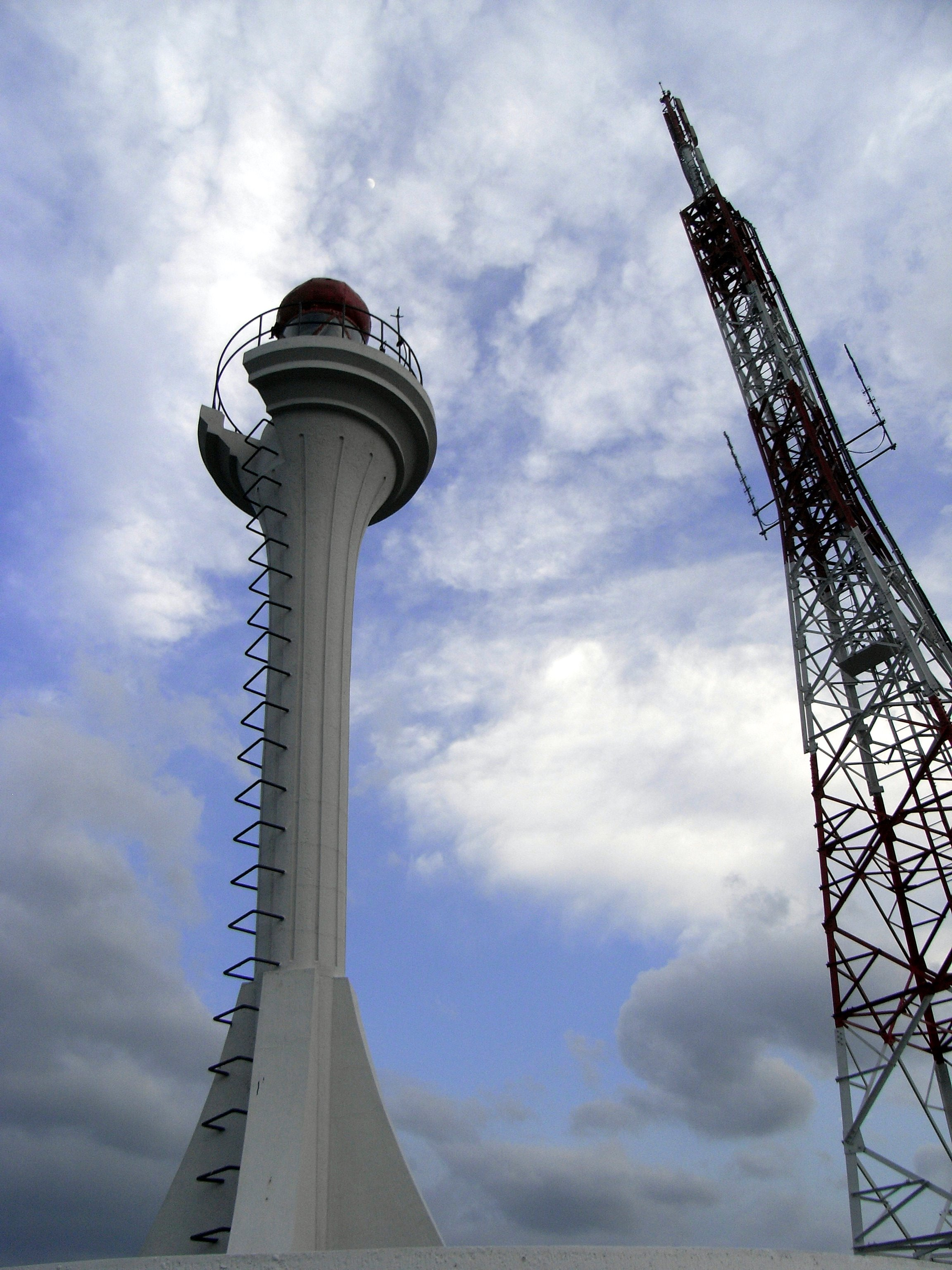
Torres de comunicacions en el promontori Yelhiu,[20] Taiwan.

##### Torres de radar
També hi ha les torres de radar per aquest tipus de senyals, amb diferents usos (militars, tràfic aeri, meteorologia -radar meteorològic-, etc.)

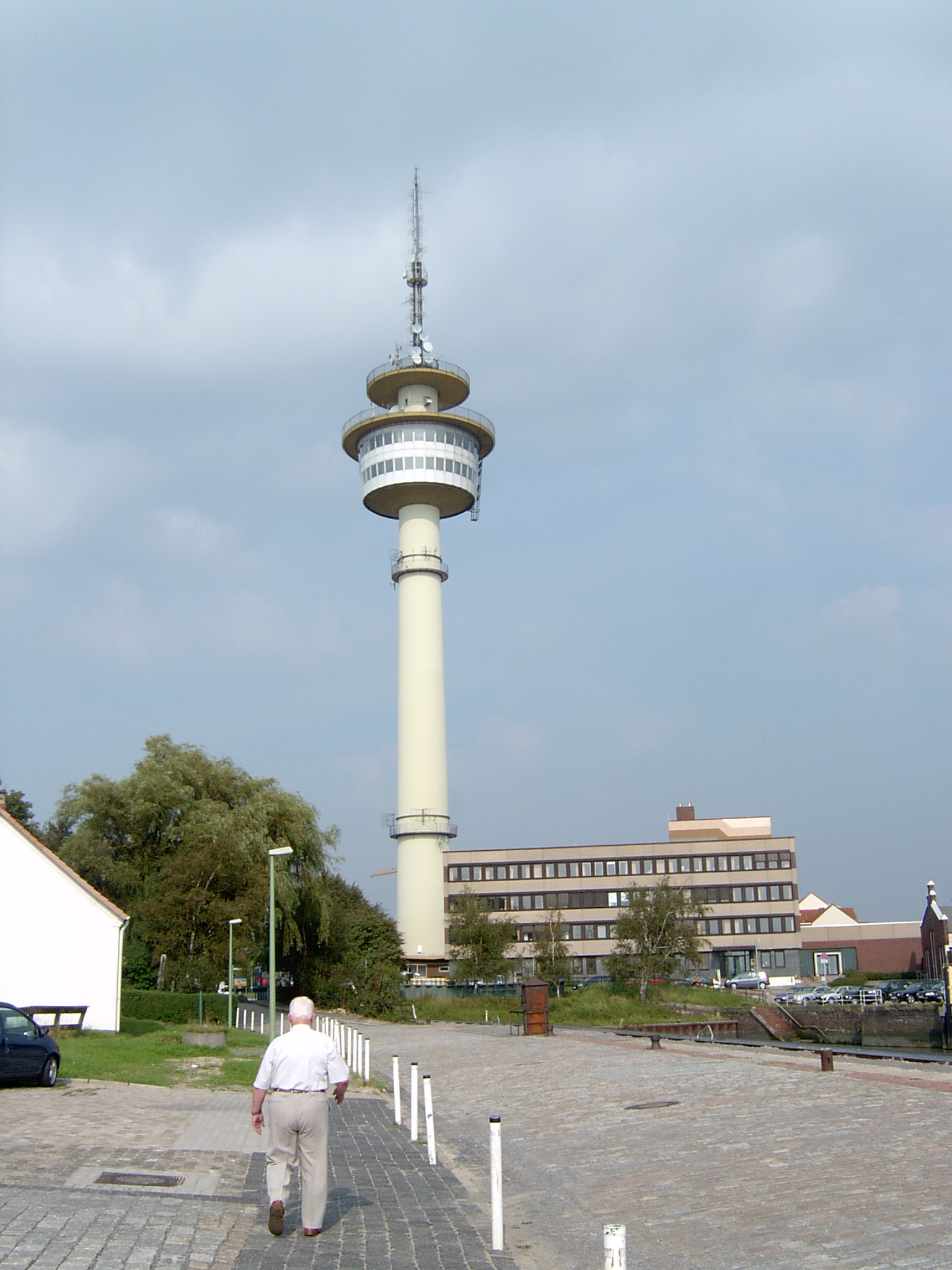
Torre del Radar de Bremerhaven.
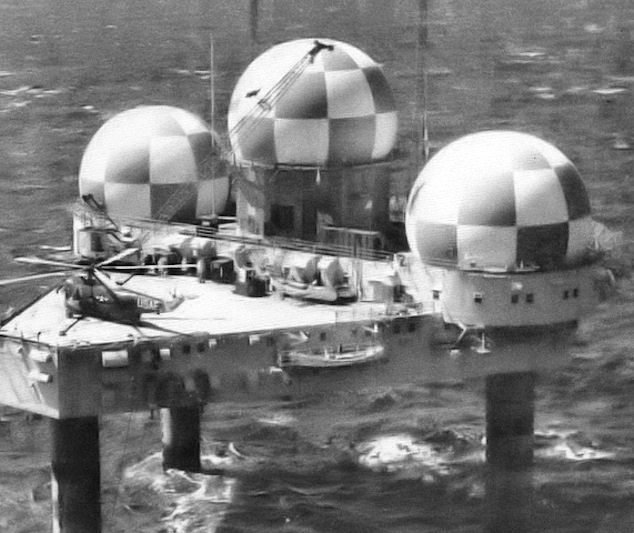
Texas Towers, plataforma marina amb torres de radar.
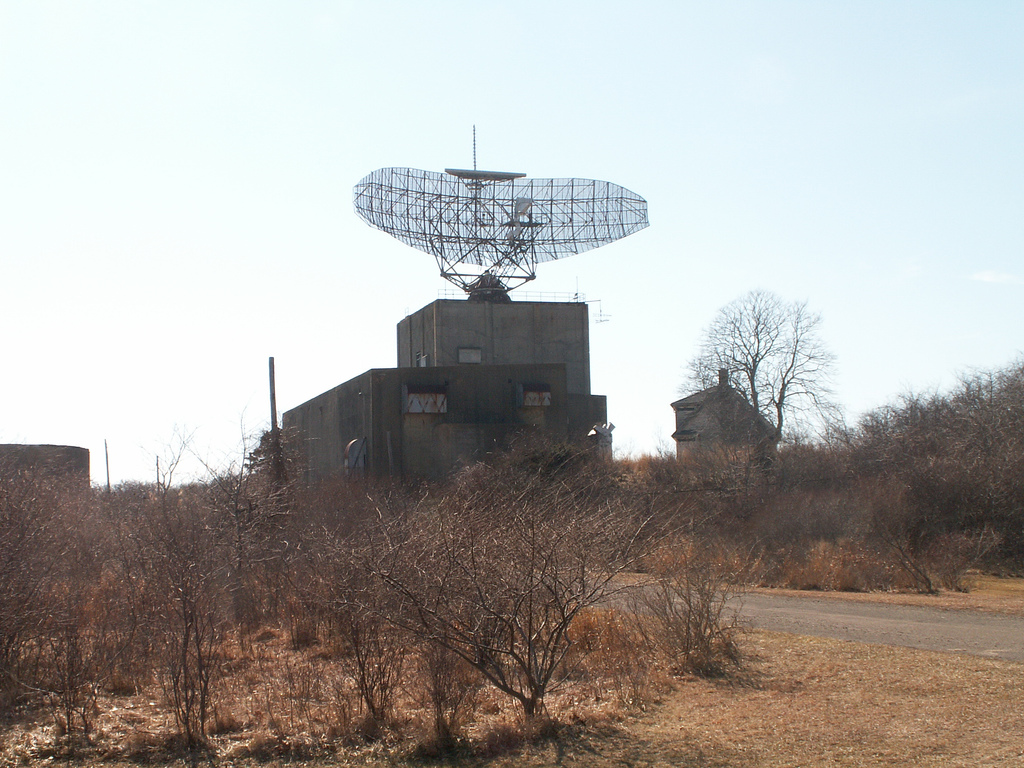
AN/FPS-35.
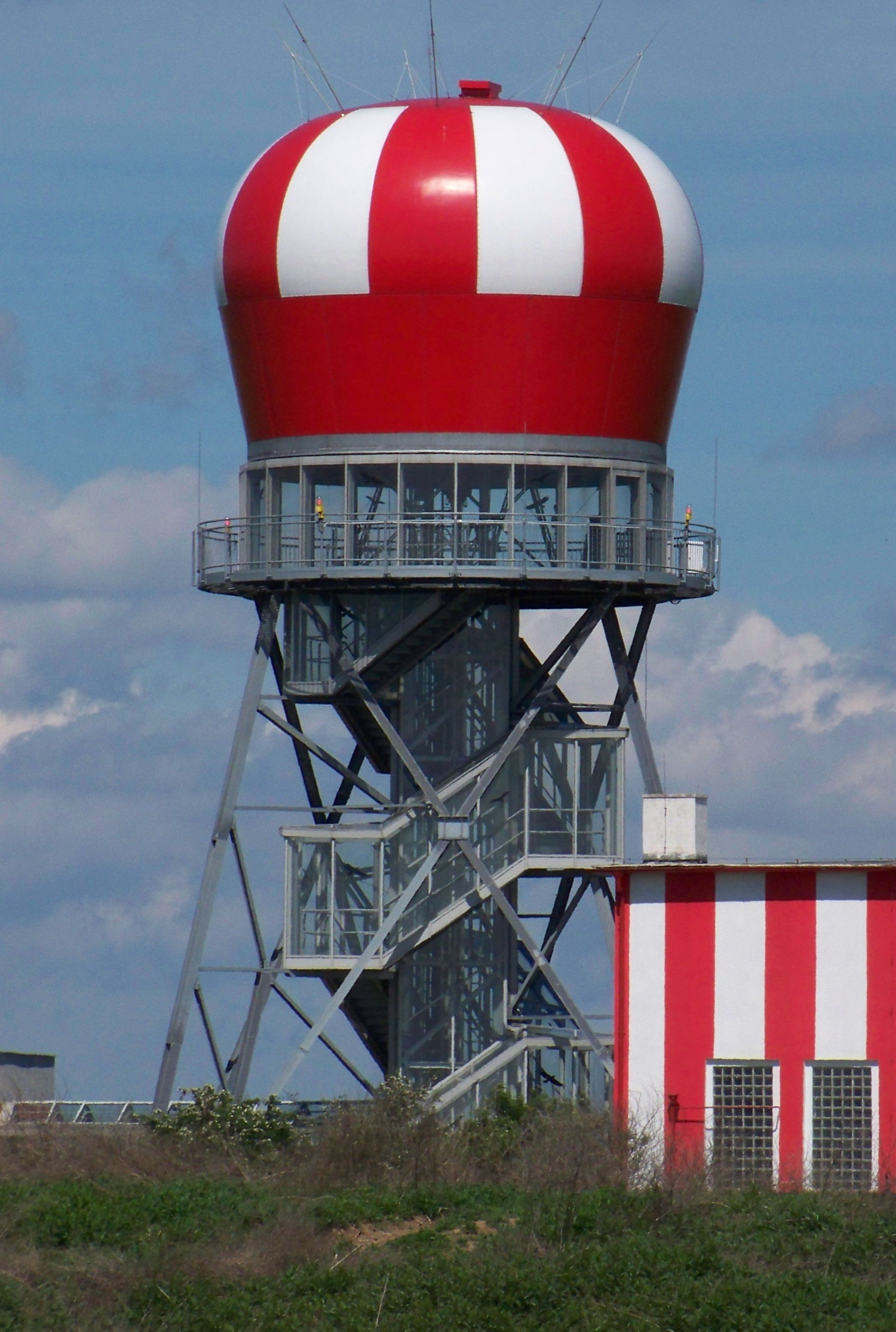
Torre de radar de l'aeroport de Ruzyně (Praga).
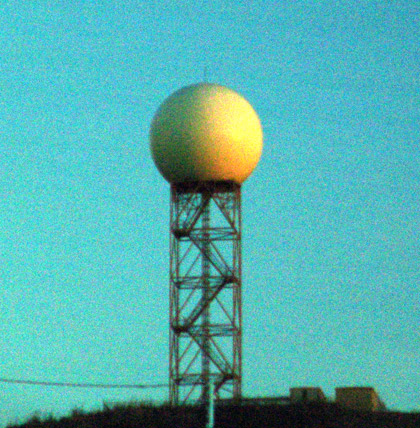
Torre de radar meteorològic Doppler en San Diego (Califòrnia).
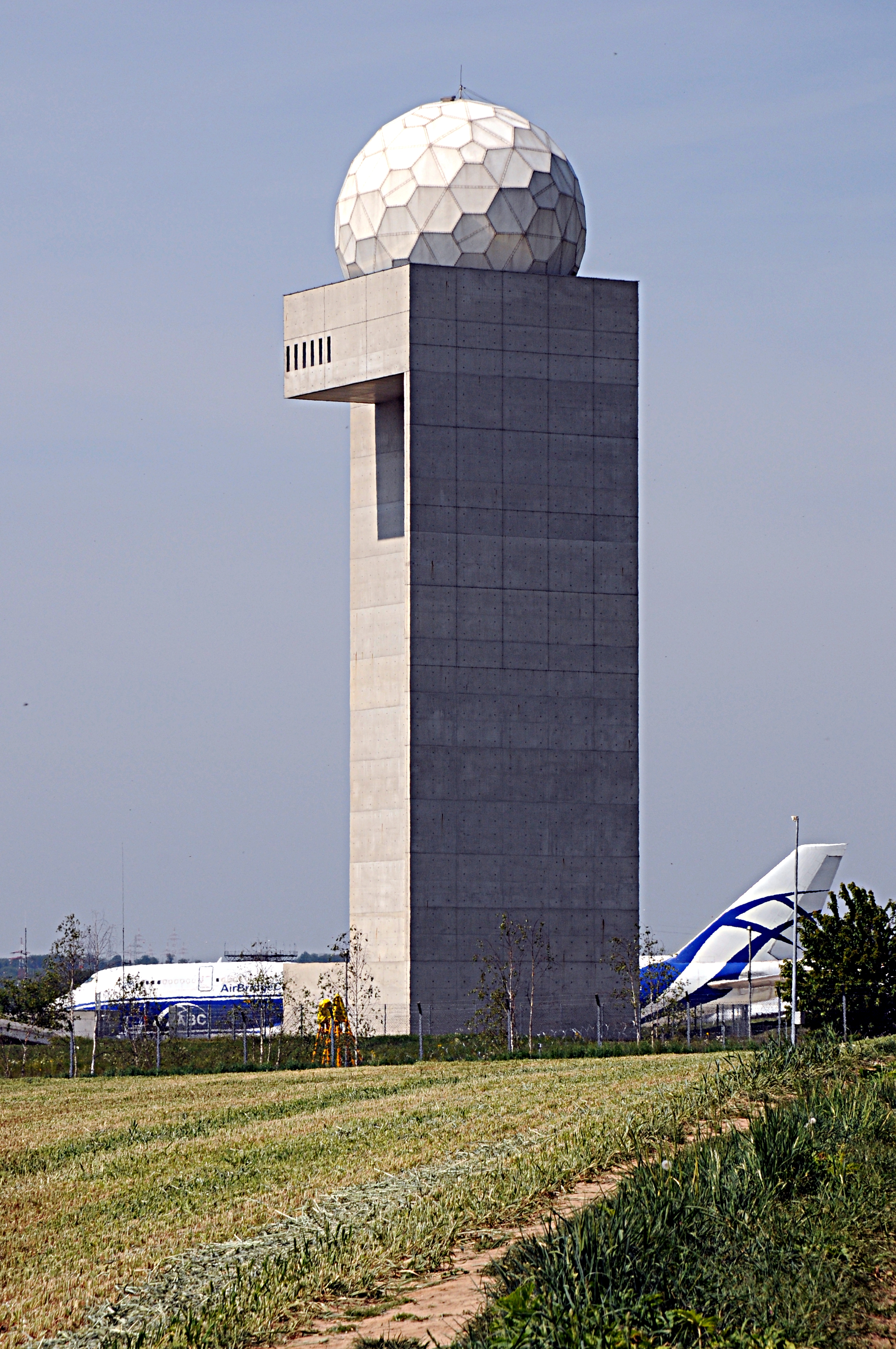
Torre de radar de l'aeroport de Luxemburg
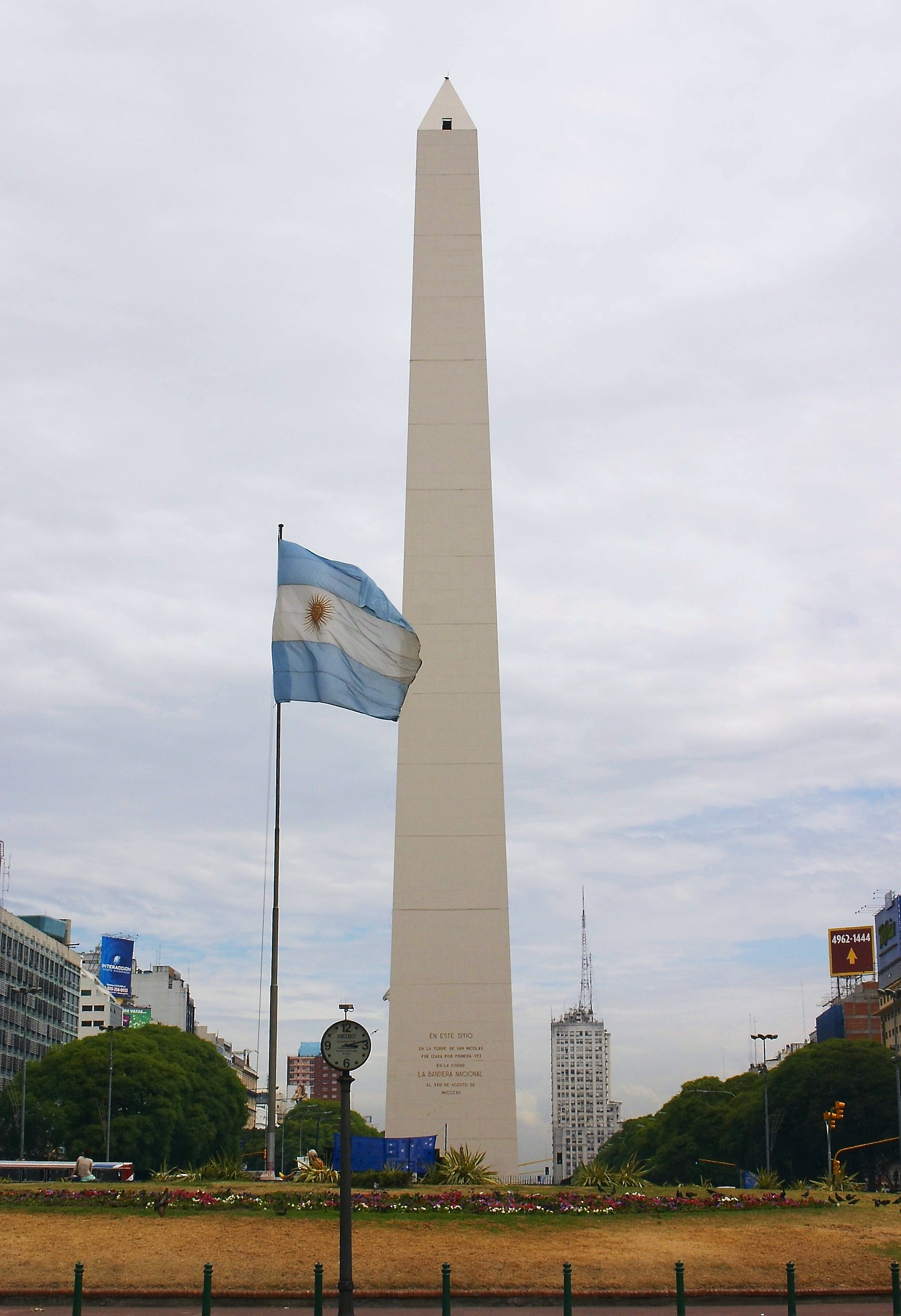
L'Obelisc de Buenos Aires, Argentina
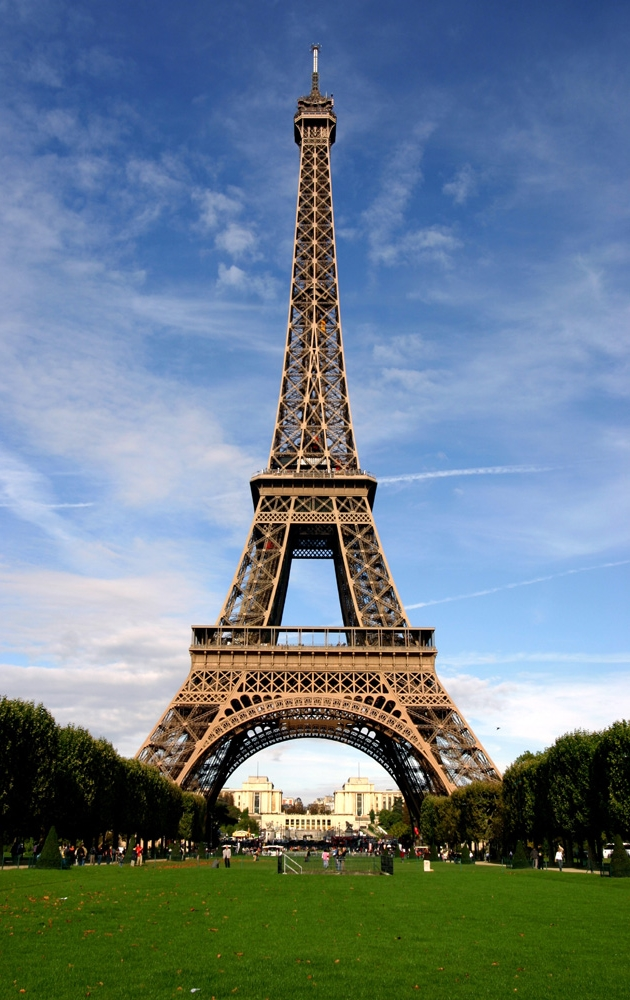
La Torre Eiffel

### Torres-mirador i decoratives
Algunes torres no compleixen funcions pràctiques, serveixen de decoració o de monument comemoratiu.
Els obeliscs, construïts a l'antic Egipte, simbolitzaven un raig del Sol, l'estabilitat i força creadora que posseïa el déu solar Ra. Molts obeliscos egipcis van ser transportats a Roma, al punt que actualment hi ha més obeliscos a Roma que a tot Egipte. Altres imperis d'occident també es van robar obeliscos egipcis per decorar les ciutats. Actualment es construeixen obeliscos per a commemoracions com per exemple el de Buenos Aires, que commemora la primera vegada que s'hi va hissar la bandera argentina.
La Torre Eiffel (330 metres), dissenyada per l'enginyer francès Gustav Eiffel, es va construir com a arc d'entrada i mirador de l'Exposició Universal de París (1889), al centenari de la Revolució francesa. Com que estava rematada per una bandera de França, també es considerava com un pal gegantesc.
Altres torres s'utilitzen de mirador urbà, com la Torre Espacial de Buenos Aires, la més alta d'aquesta ciutat amb 220 metres fins a la punta de l'antena, o el Far de Moncloa a Madrid.

### Torres d'habitatge i d'oficines
Un gratacel és un edifici de molts pisos o plantes. Es construeix per aprofitar el màxim del sòl en endrets on el metre quadrat és car. Els invents que van permetre la construcció de gratacels van ser l'acer, el formigó armat, el vidre, la bomba hidràulica i els ascensors. Anteriorment al segle xix, els edificis de més de sis plantes eren rars, ja que l'altura els feia poc pràctics. A més, els materials i tècniques necessaris per construir un gratacel són notablement diferents dels emprats en edificis baixos.
El primer edifici que podria ser considerat un gratacel és el Home Insurance Building , dissenyat pel nord-americà William Le Baron Jenney. Va ser construït entre 1884 i 1885 i constava de deu plantes. No obstant això, avui dia tal alçada no resulta impressionant i, de fet, si fos construït en l'actualitat no seria ni considerat com a gratacel. Tanmateix, per als estàndards moderns, el primer gratacel autèntic seria el Singer Building de Nova York de 1908.
A partir dels anys 30 del segle xx van començar a aparèixer gratacels en ciutats d'Iberoamèrica i a Àsia. Després de la Segona Guerra Mundial la Unió Soviètica va planificar la construcció de vuit grans torres (les Torres Stalin), set de les quals es van acabar. La resta d'Europa va començar també a construir grans edificis, començant Anvers el 1929.

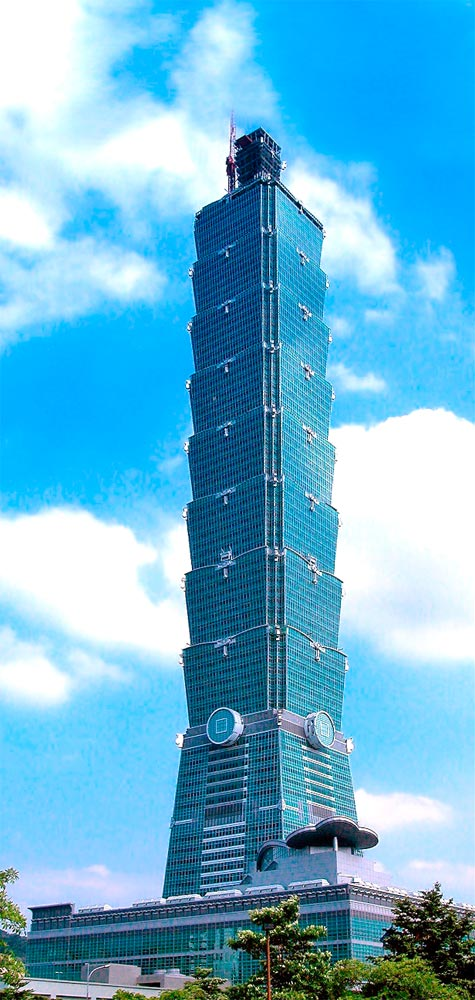
Taipei 101 (509 m), que va ser l'edifici més alt del món entre 2003 i 2009.

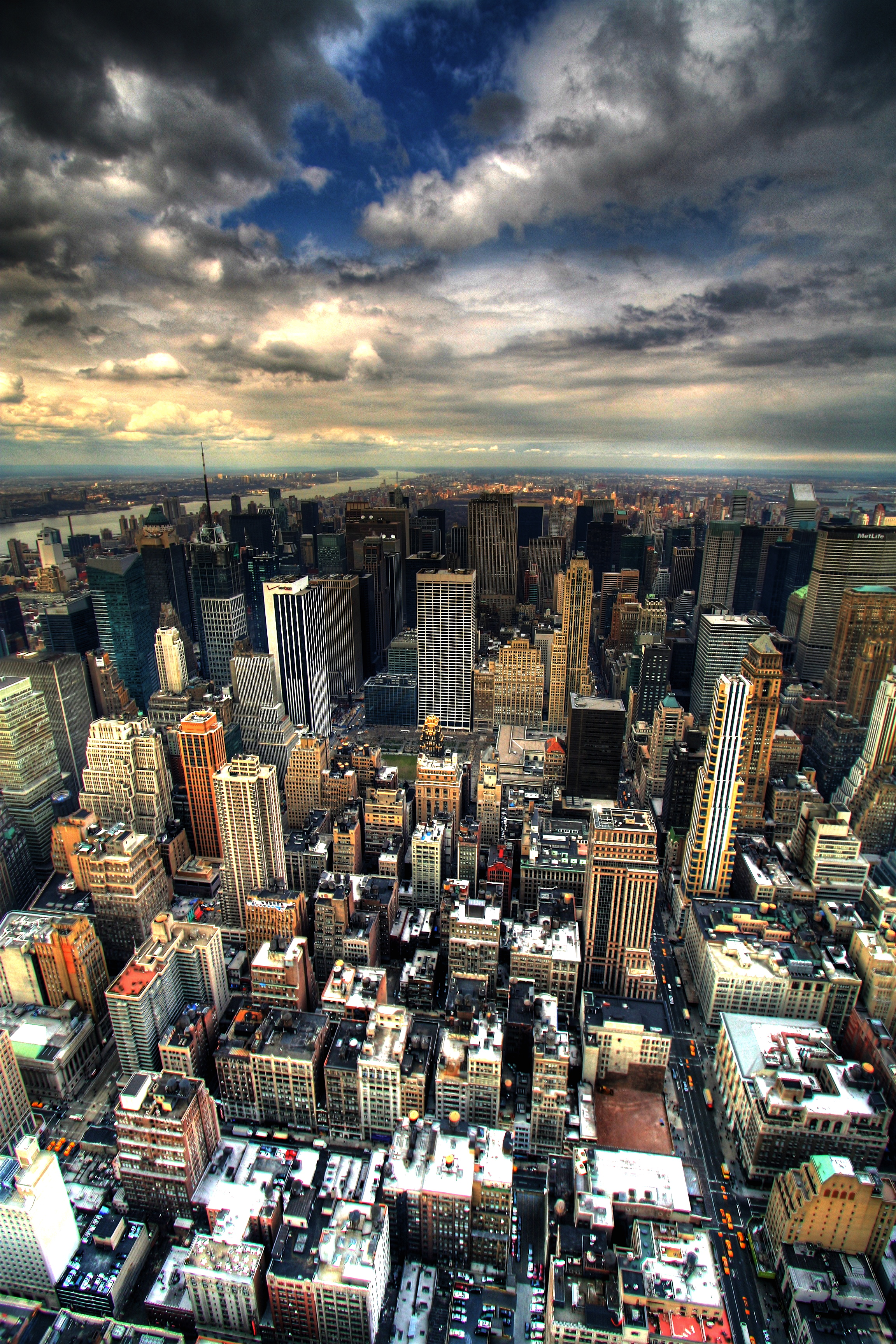
Vista de Manhattan des del Empire State Building.

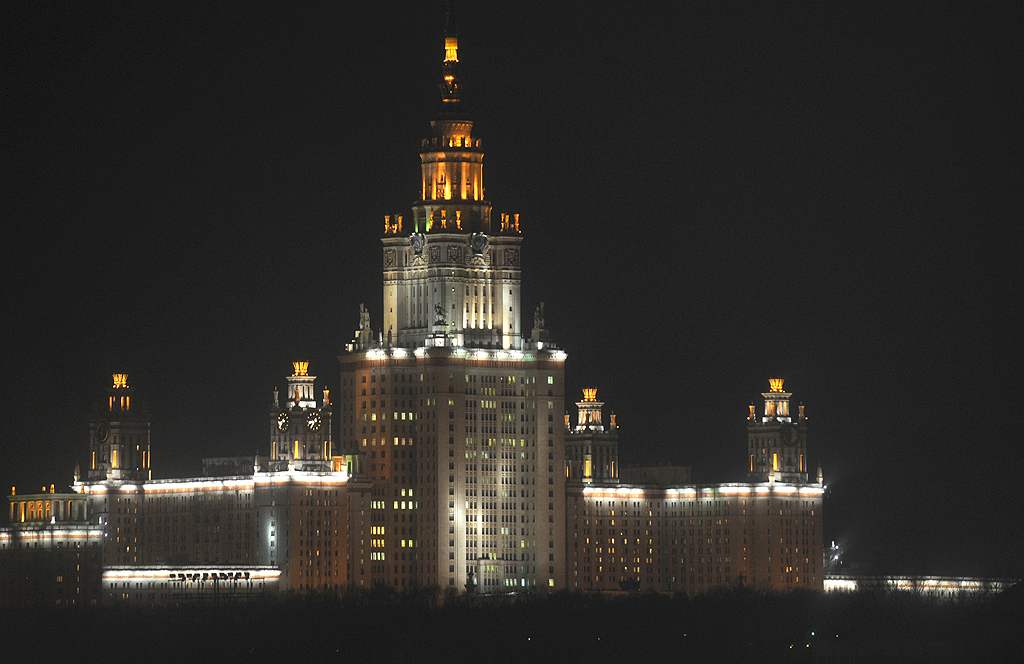
Universitat Lomonòsov de Moscou (1953, 187 m -240 m amb els elements superiors-), un dels gratacels de Stalin. La seva silueta es va utilitzar com a símbol dels Jocs Olímpics de Moscou 1980.

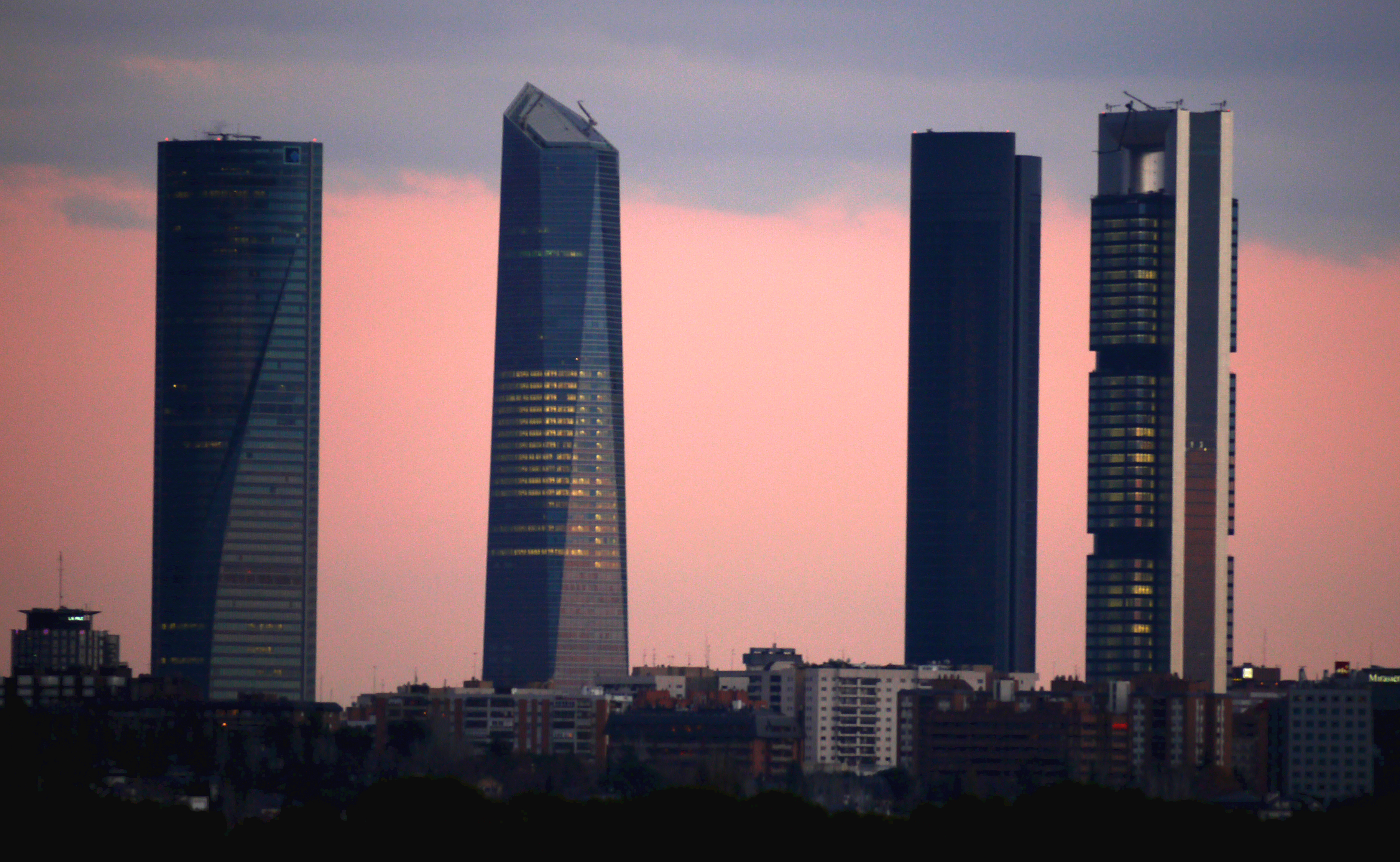
Cuatro Torres Business Area (Madrid). La més alta, la Torre de Cristall, de César Pelli (2009, 249 m).

Els edificis de múltiples plantes són molt antics, com les insulae romanes (l'altura de les quals estava limitada legalment a 70 peus, o sigui, 20 m); però la limitació que suposava la incomoditat d'arribar a les últimes plantes mitjançant escales feia que no se superessin en general les cinc altures. Les torres urbanes medievals podien superar-les, però no servien d'habitatge.

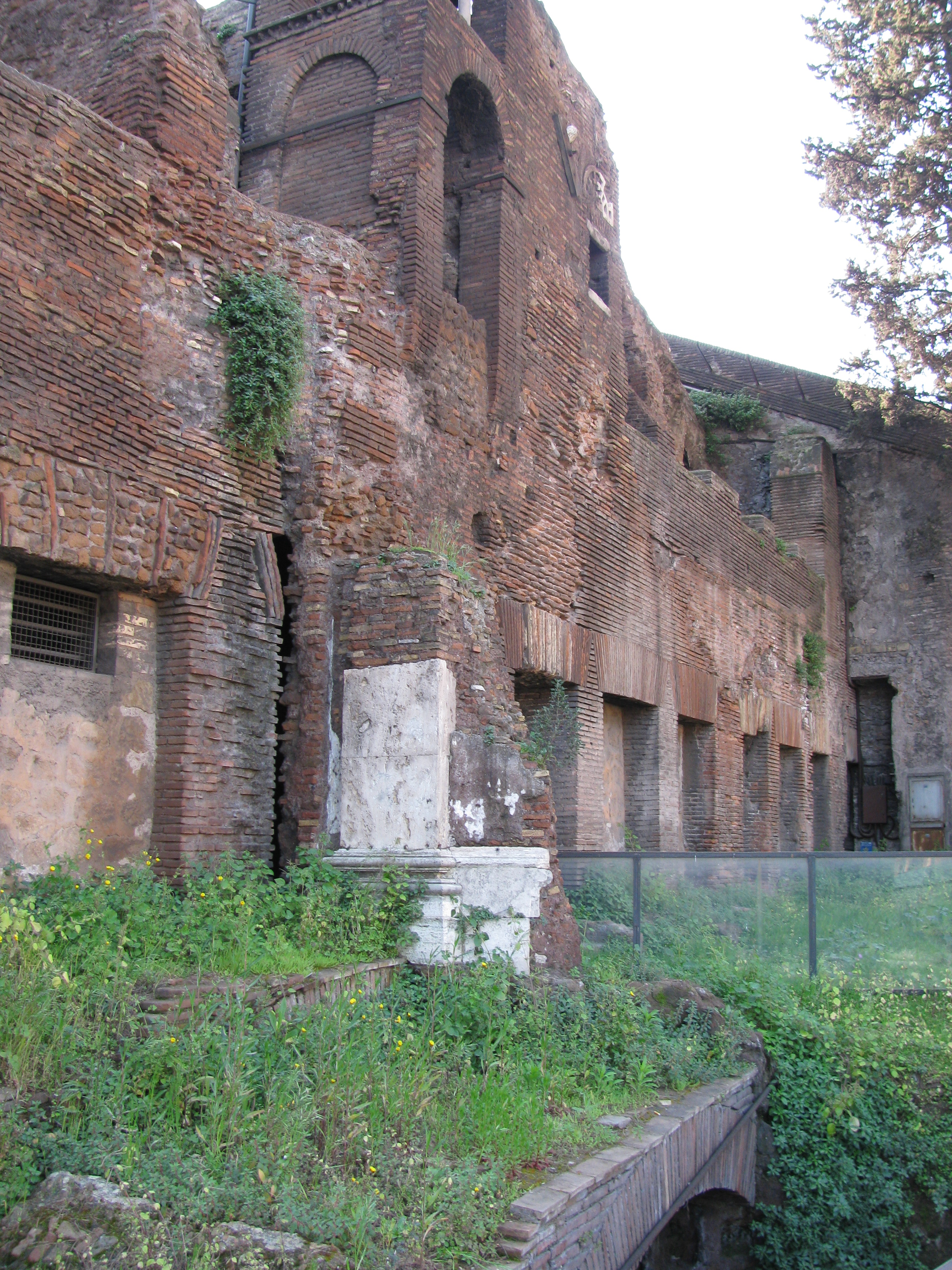
Insula dell'Ara Coeli, Roma.
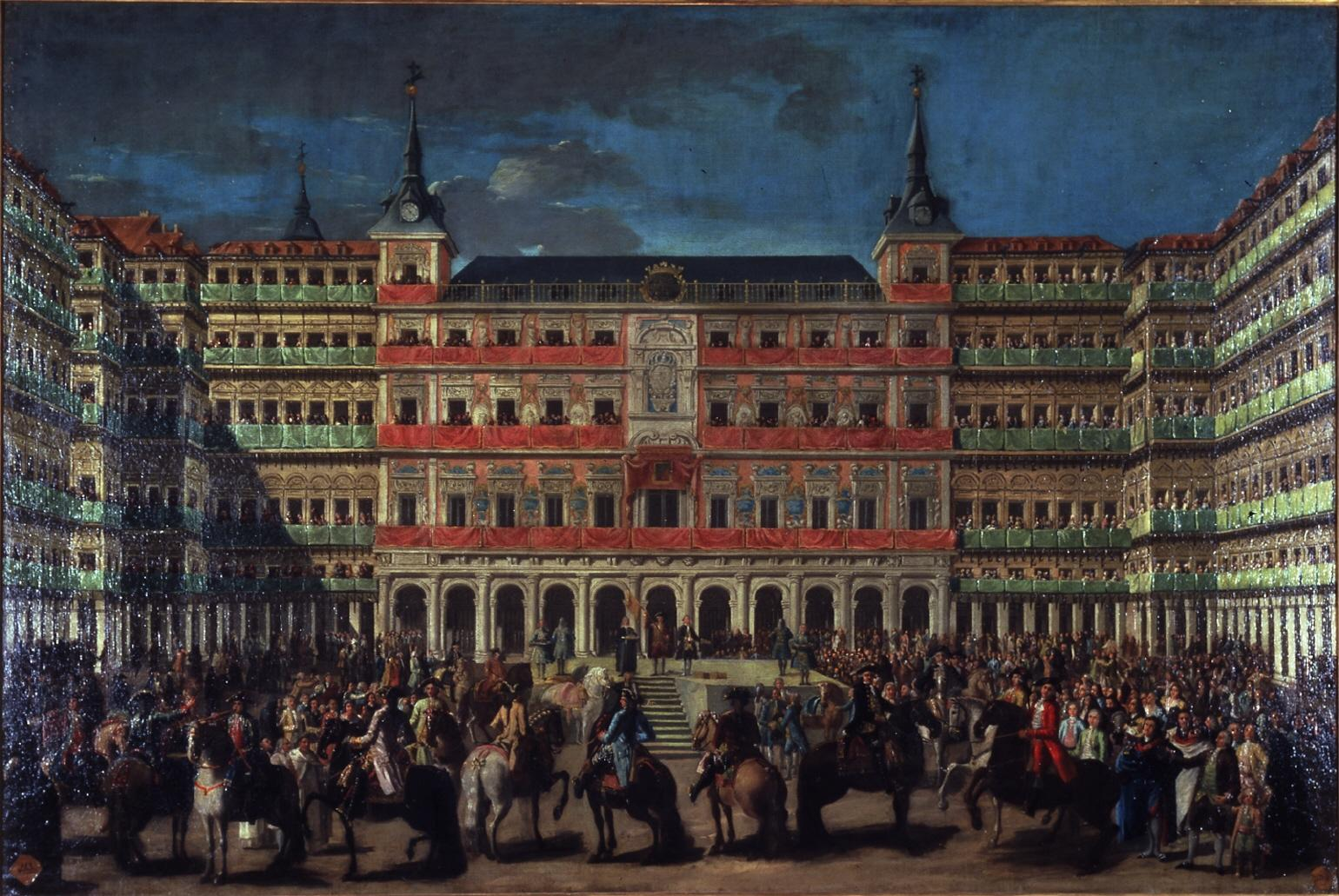
Imatge pictòrica de la Plaça Major de Madrid al segle xviii.

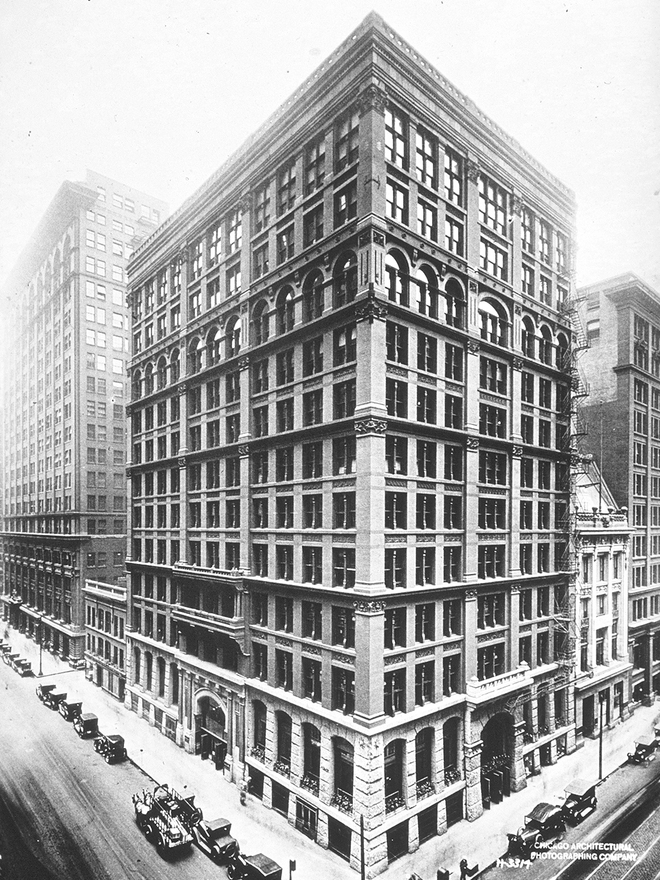
Home Insurance Building
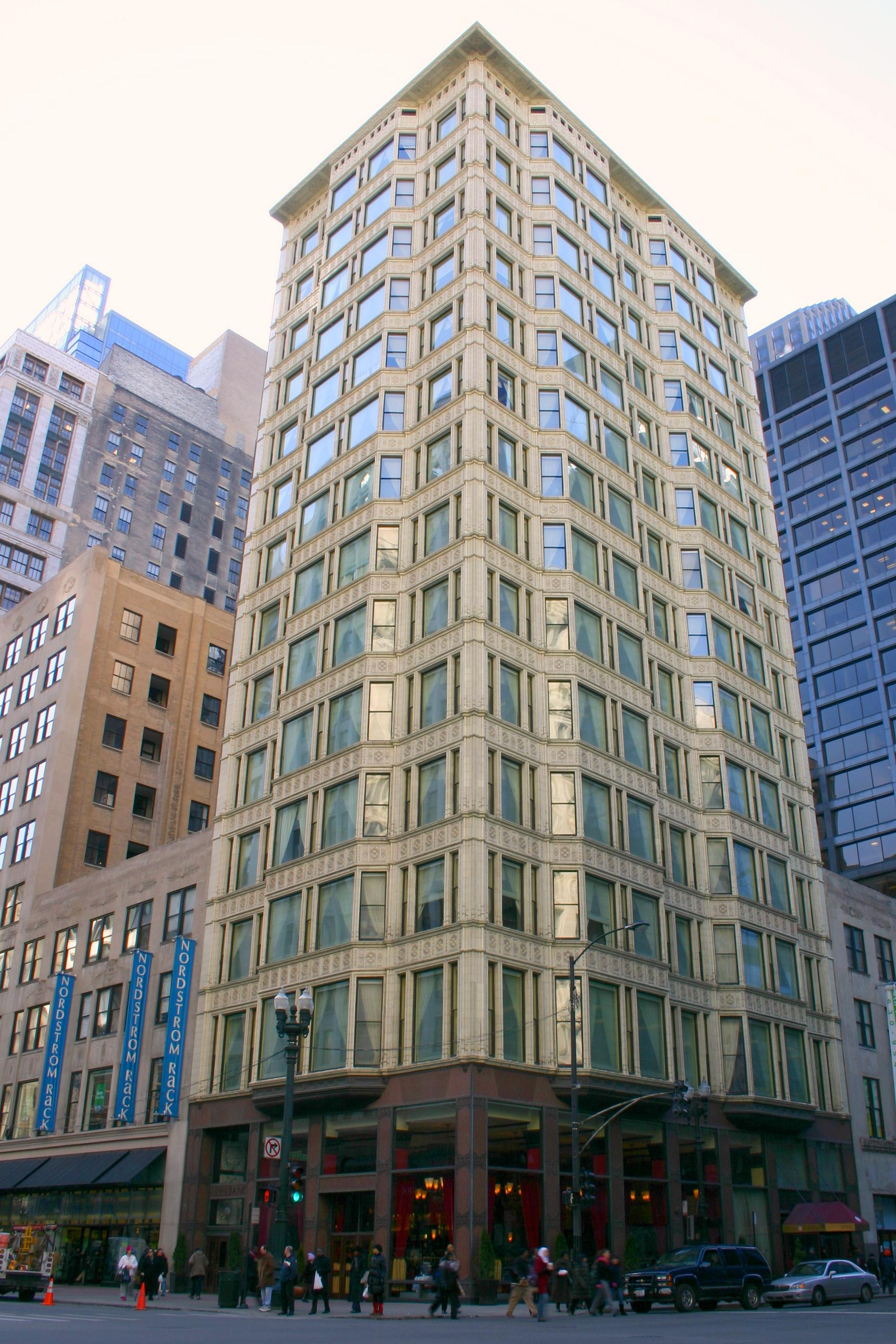
Reliance Building, Chicago, Burnham & Root (1895).
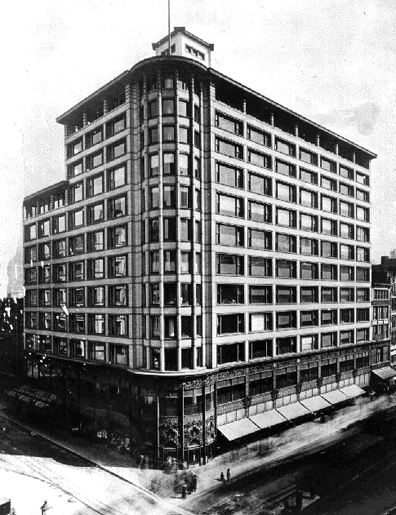
Carsons, Pirie, Scott & Co. Building, Chicago, Louis Sullivan (1899-1904).
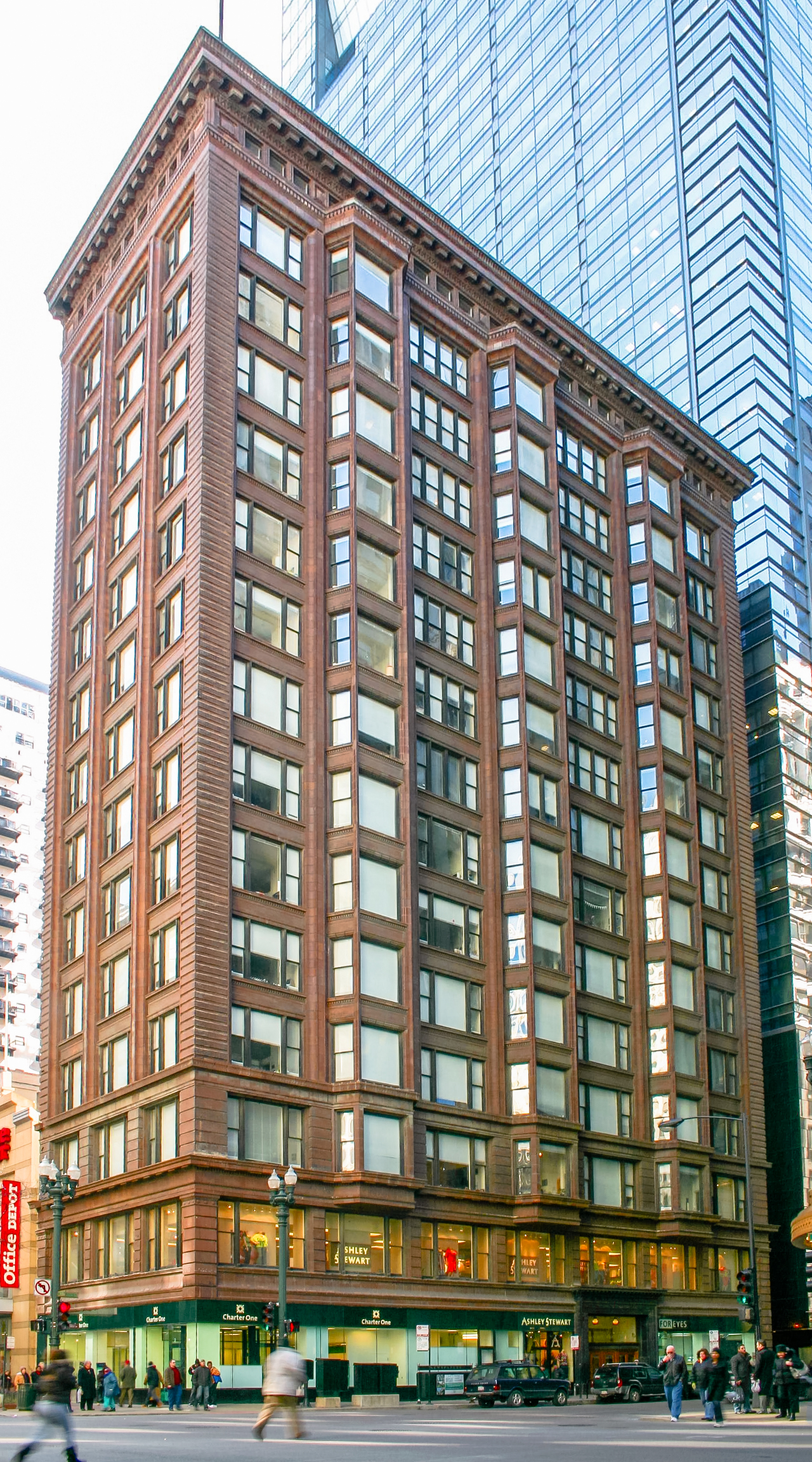
Chicago Building, Holabird & Roche (1904-1905).

A partir de llavors es va deslligar una veritable carrera per l'altura, que, en desplaçar-se de Chicago (on es van imposar limitacions legals) a la ciutat de Nova York, el 1898 anava guanyant el Park Row Building (119 m). En 1908 el Singer Building (187 m) va establir un nou rècord. A l'any següent va ser superat per la Metropolitan Life Tower (213 m) i en 1913 pel Woolworth Building (241 m), que va ostentar el rècord fins a 1930, en què va ser superat per The Trump Building (283 m) i el Chrysler Building (319 m). En 1931 aquest va ser al seu torn superat pel Empire State Building (381 m -sense l'agulla-). Fins a 1972 no es va aixecar un edifici major: les Torres Bessones del World Trade Center (417 m), destruïdes en els atemptats de l'11 de setembre de 2001. En 1973 el rècord va tornar a Chicago amb la Sears Tower (442 m -avui anomenada Willis).

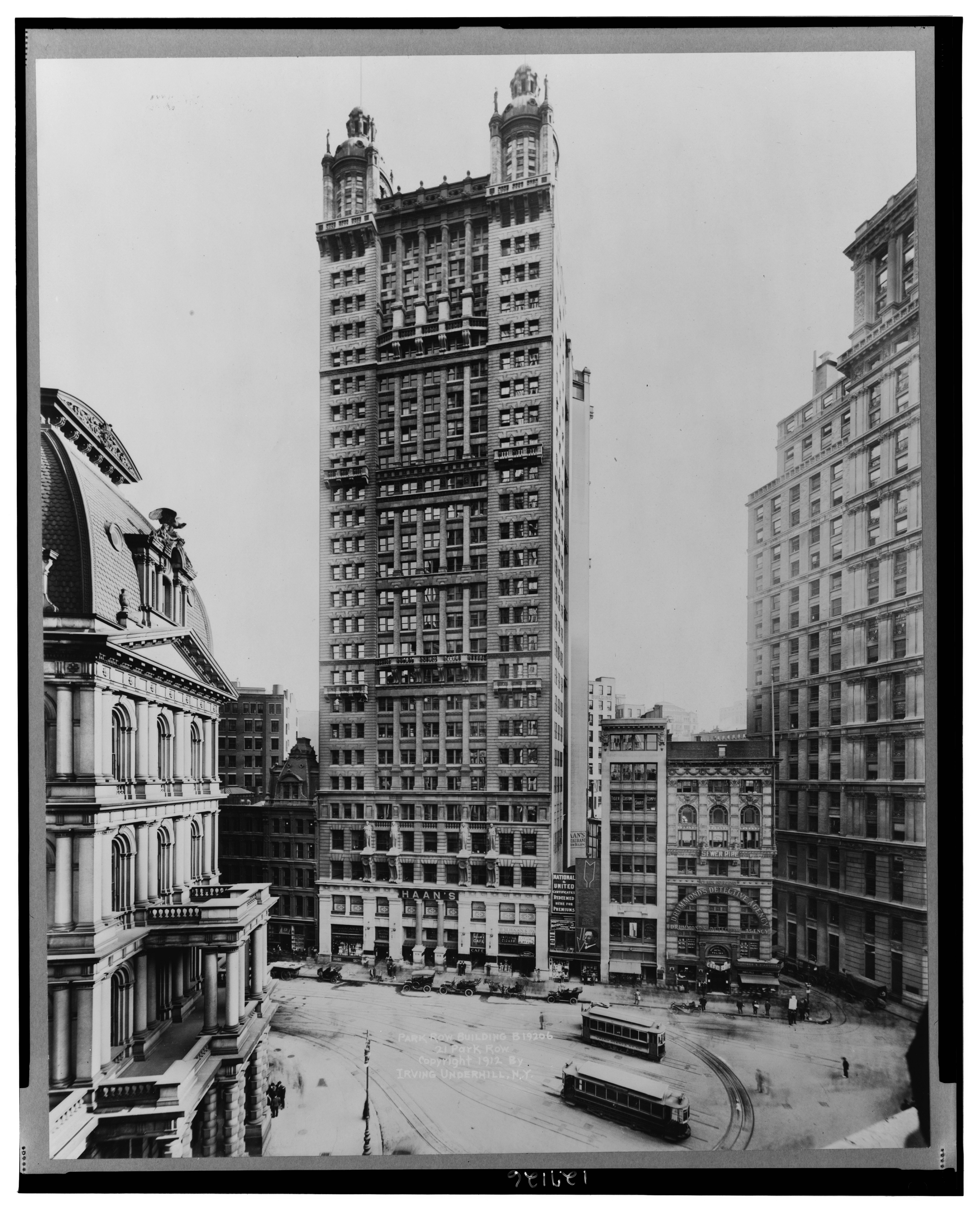
Park Row.
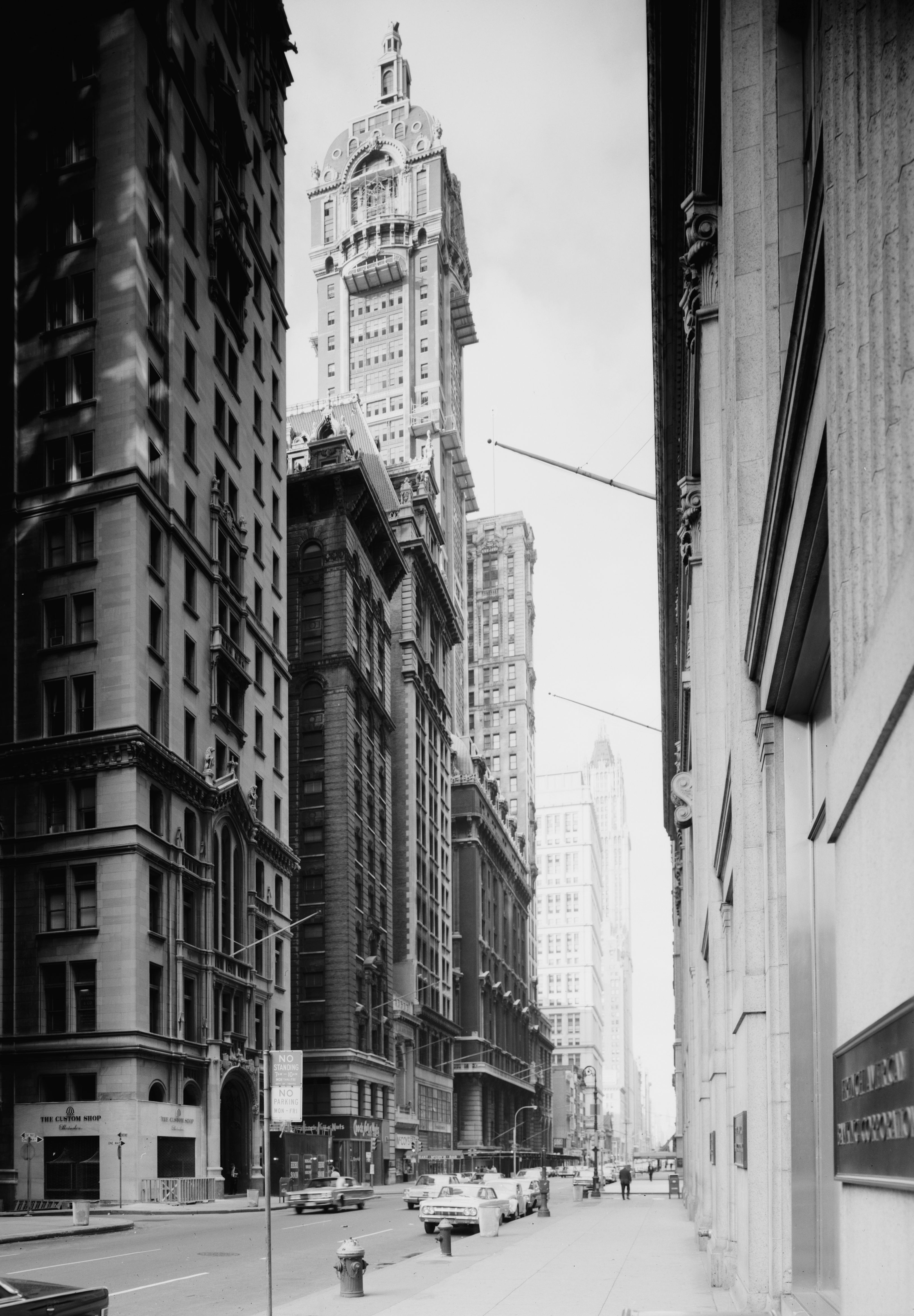
Singer.
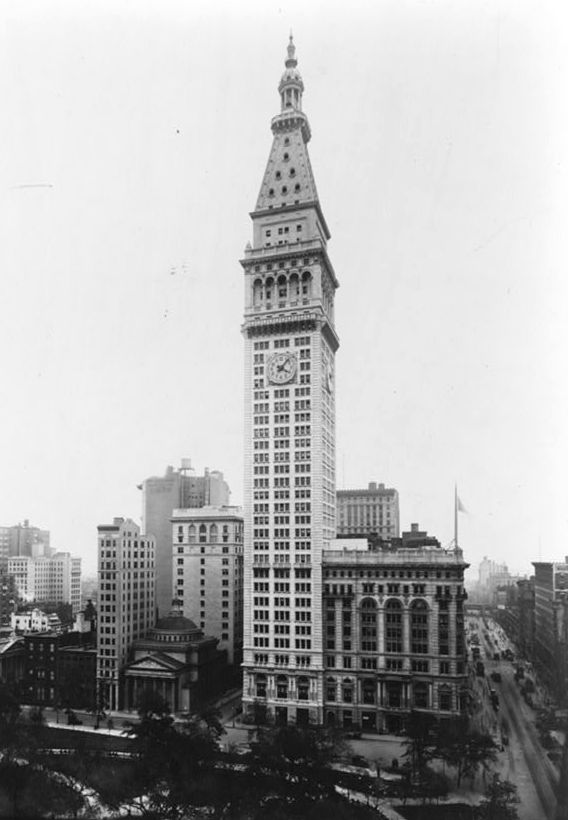
Met-Life.
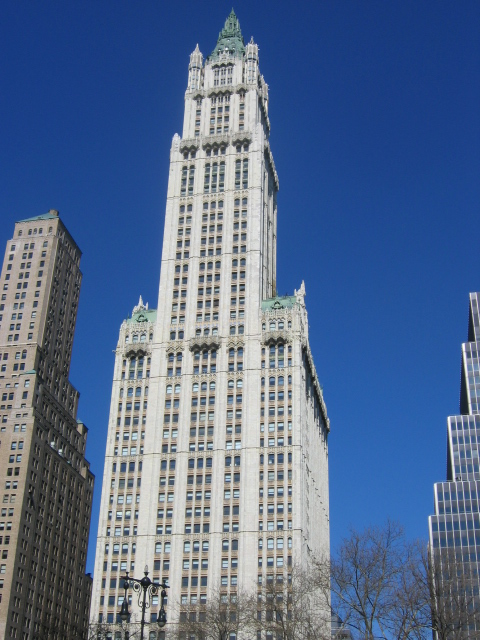
Woolworth.
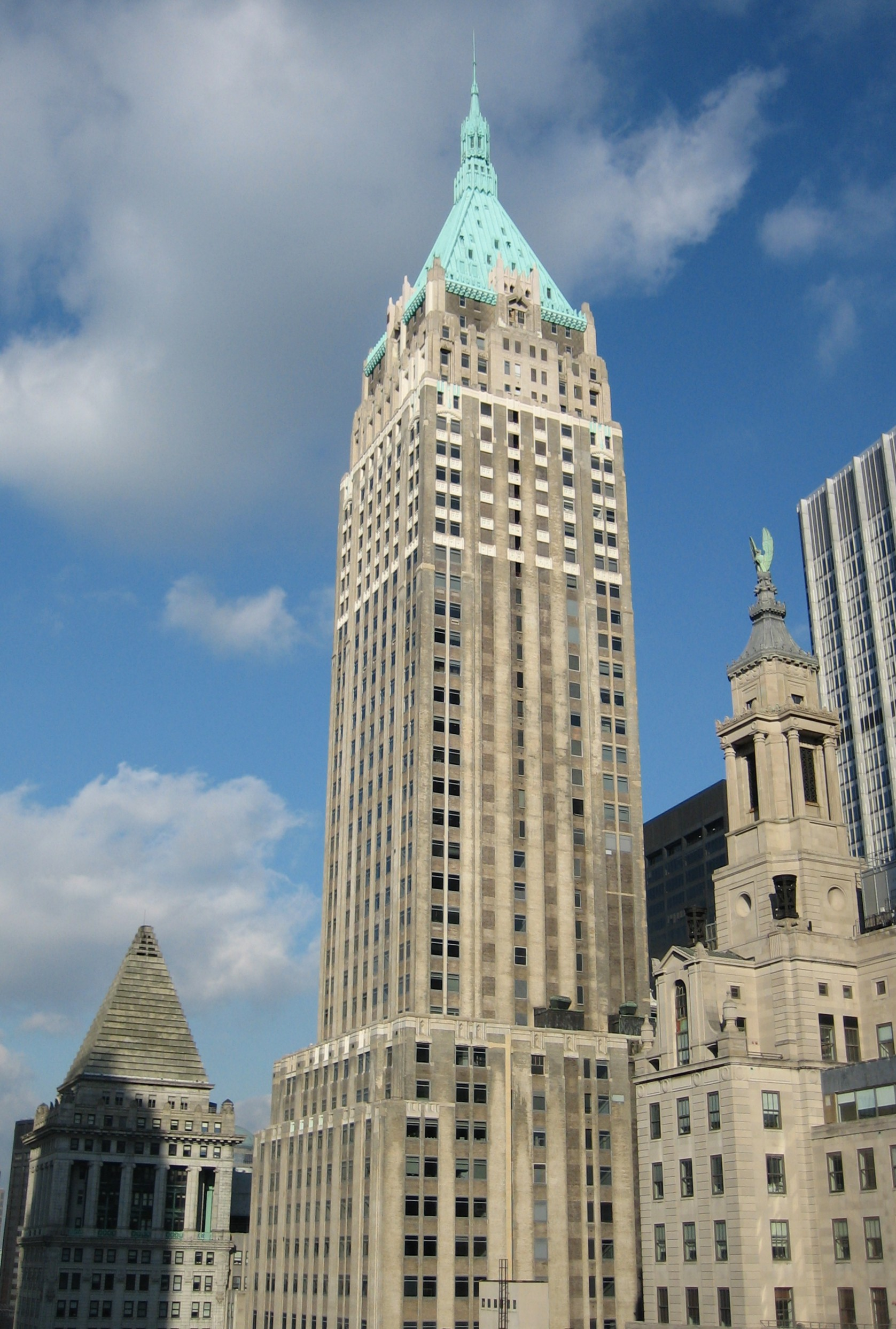
Trump.
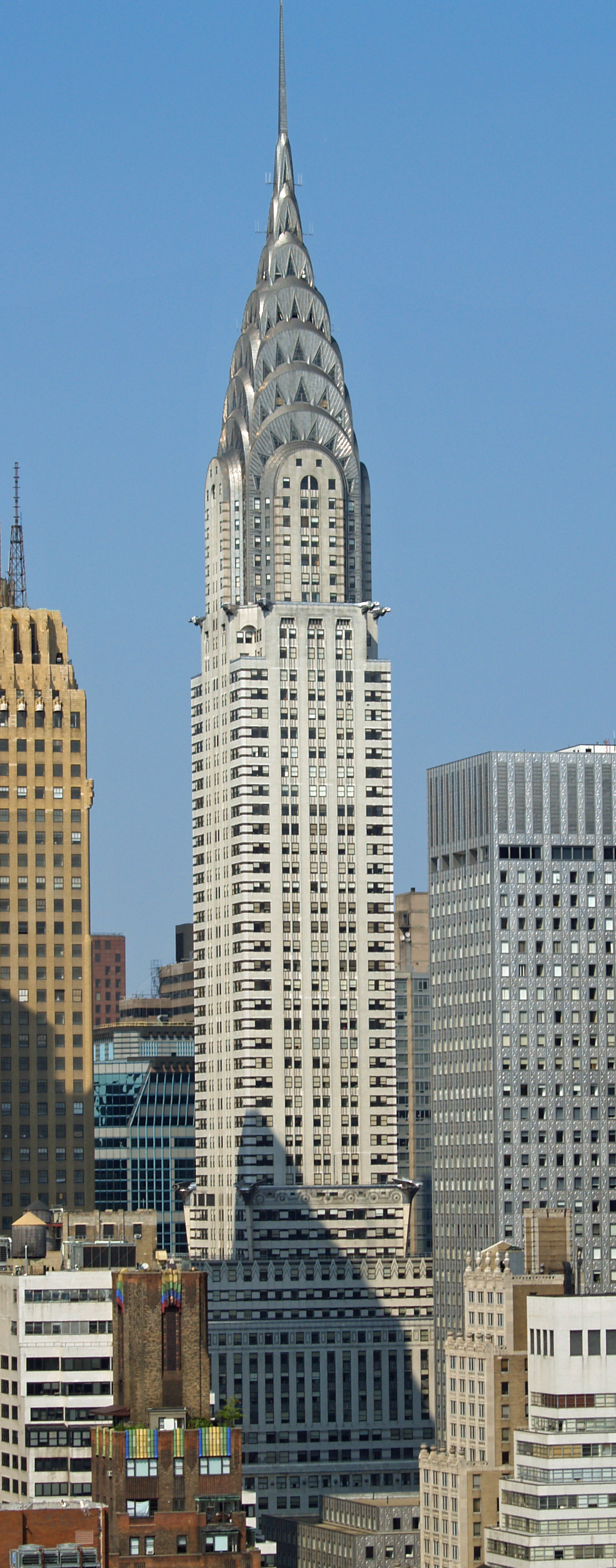
Chrisler.
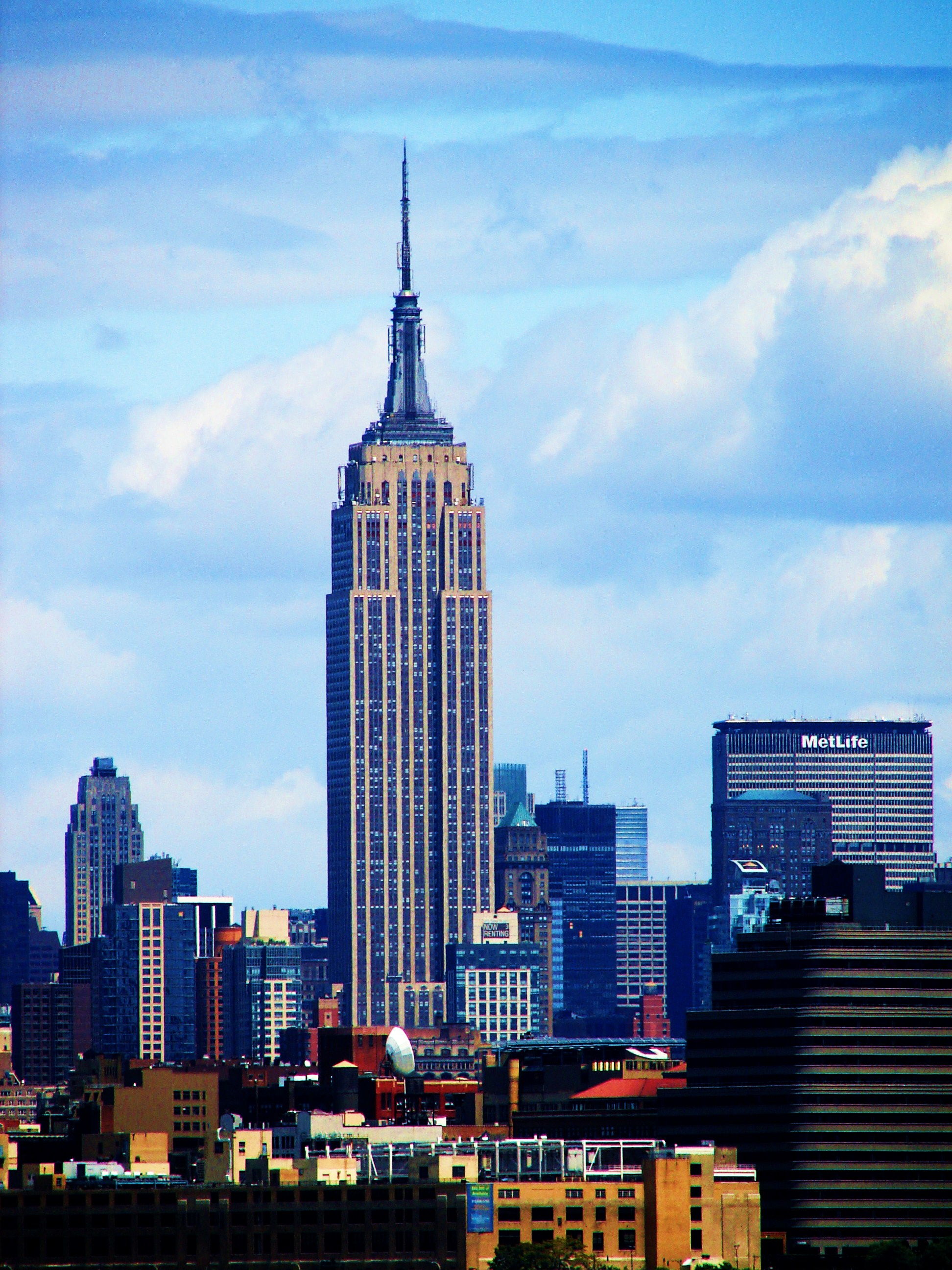
Empire State.
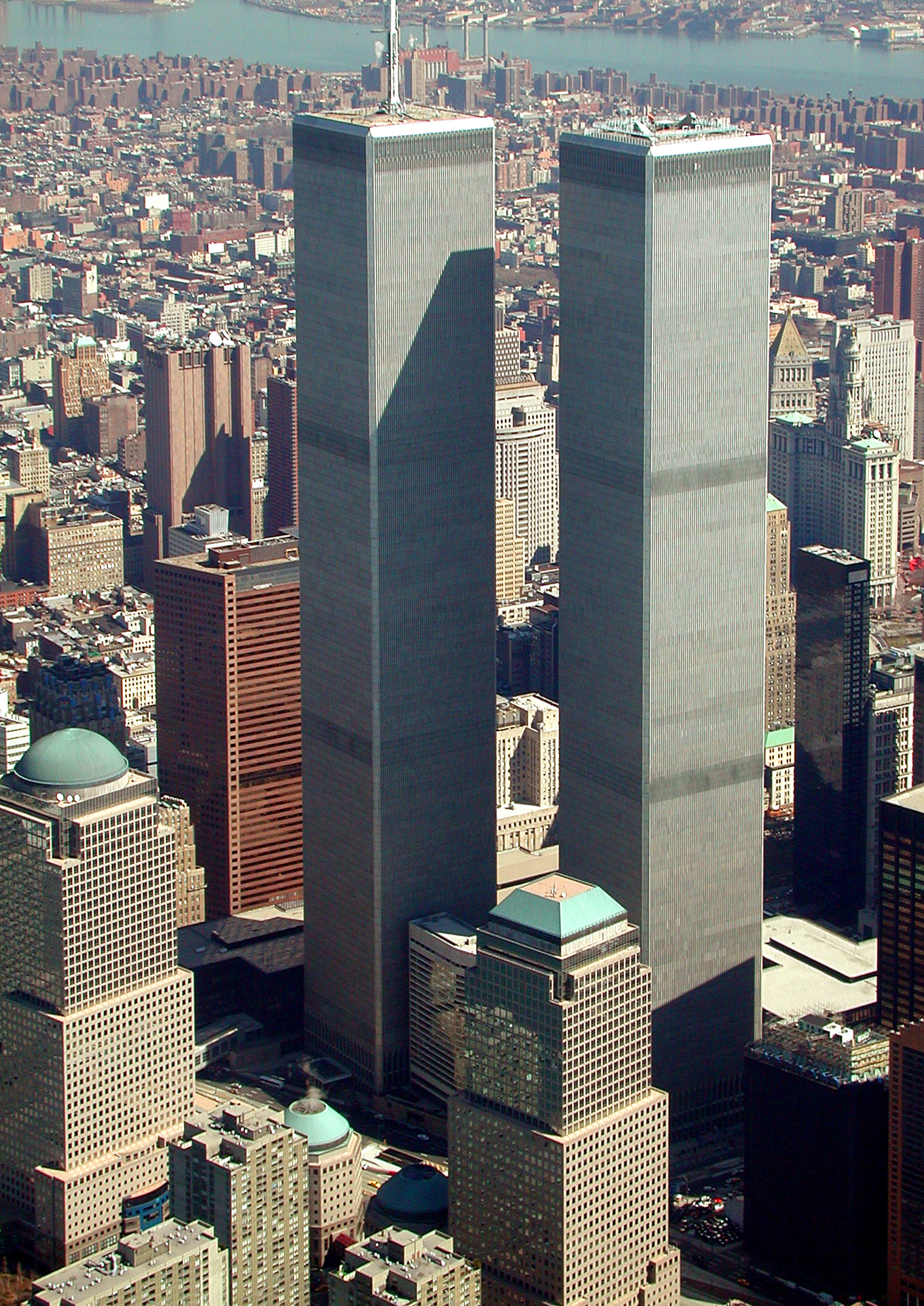
Torres Bessones.
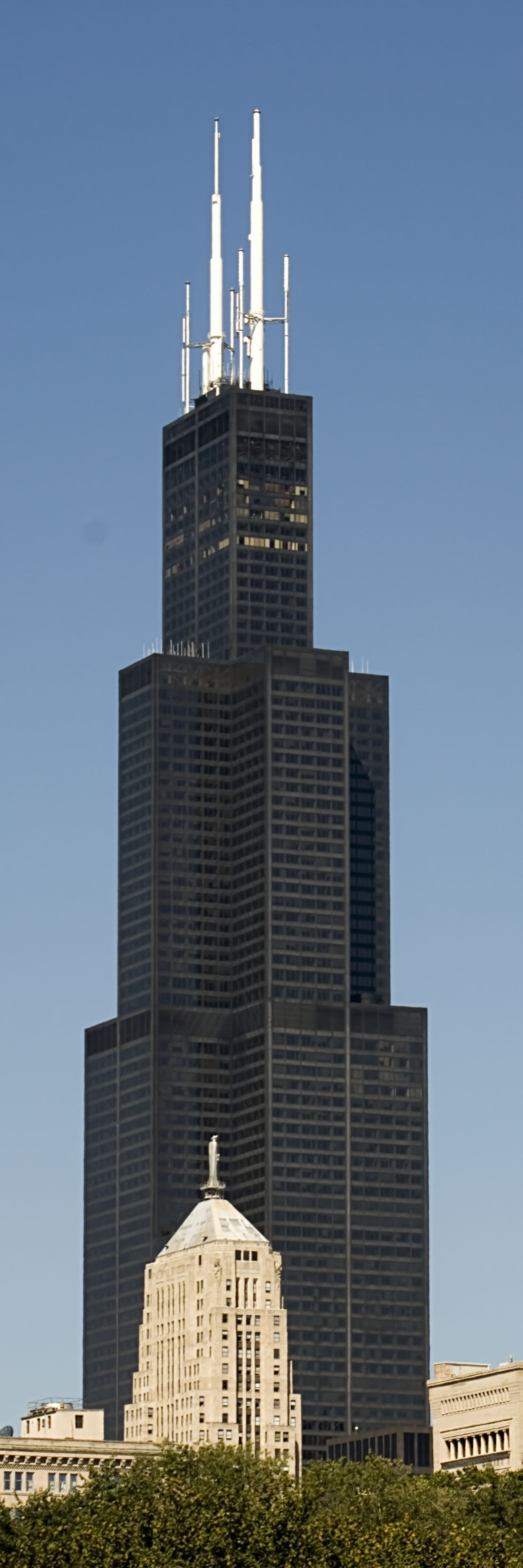
Sears (Chicago).
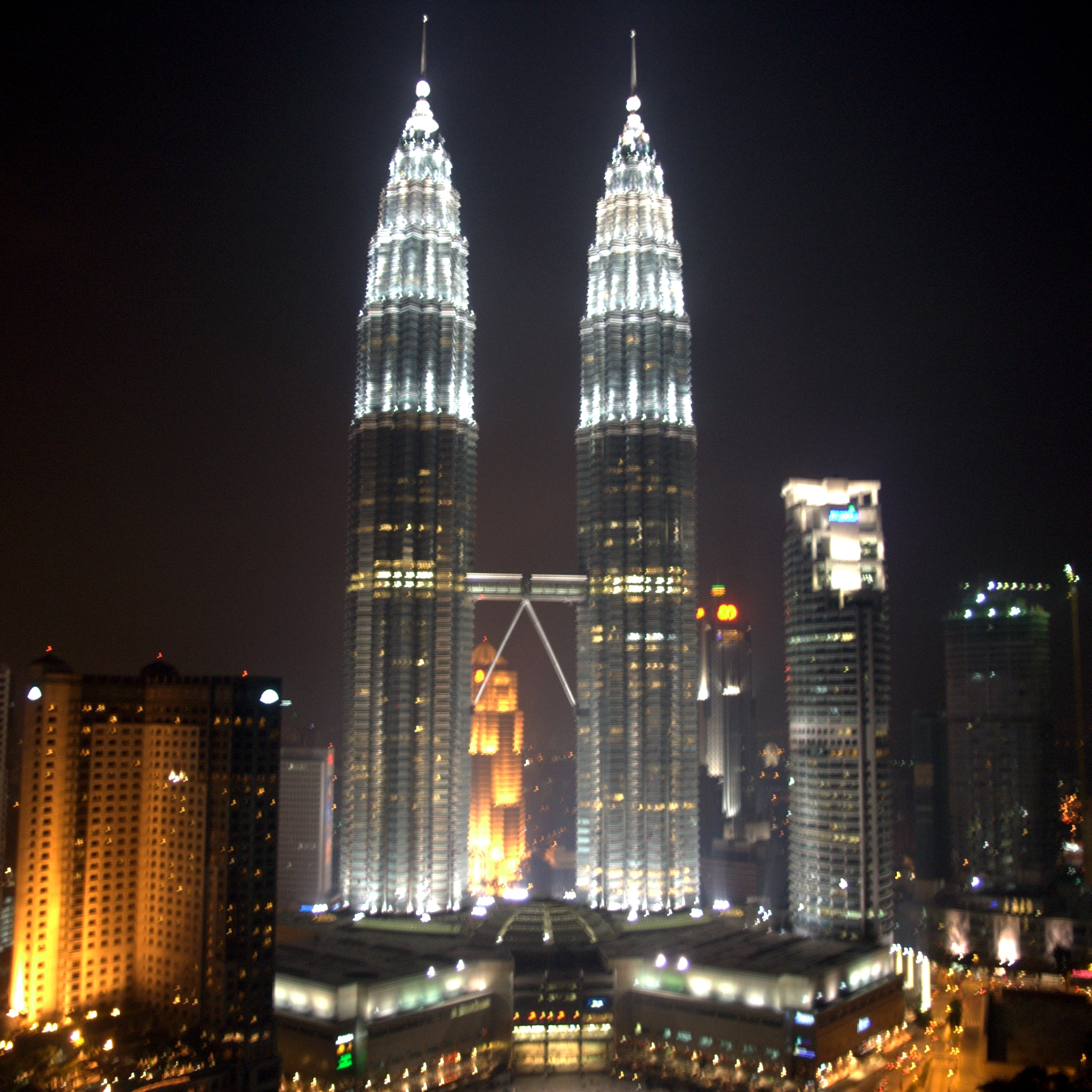
Torres Petronas (Kuala Lumpur).

A partir dels anys trenta van començar a aparèixer gratacels en ciutats d'altres països; tot i que molt precoçment a Iberoamèrica (Buenos Aires -1923, Palau Barolo, 100 m, 1936, Edifici Kavanagh, 120 m-, Montevideo -1928, Palau Salvo, 105 m-, São Paulo -1934, Edifici Martinelli, 130 m, 1947, Edifici Altino Arantes, 150 m-, Ciutat de Mèxic -1945, Torre de la Loteria Nacional, 107 m, 1956, Torre Llatinoamericana, 140 m-, més tardanament els de Panamà, de Veneçuela, o de Xile-); mentre que a Europa no van ser freqüents fins al cap de la Segona Guerra Mundial, i fins i tot van suscitar polèmiques (districte de La Défense a París, gratacel de Londres -que van haver d'esperar a la superació de les limitacions legals-). La Unió Soviètica va planificar la construcció de vuit grans torres (els Stalinskiye Visotki -"Gratacels de Stalin"-), set de les quals van ser dutes a terme (en anglès s'anomenen seven sisters). El Madrid dels anys cinquanta, que ja disposava des de 1929 de l'Edifici Telefónica (88 m), va veure aixecar-se un gratacel com l'Edifici Espanya (117 m) i la Torre de Madrid (142 m); i posteriorment els de l'eix de la Castellana (complex AZCA, torres inclinades de la Plaça de Castella i Cuatro Torres). Barcelona va introduir els gratacels a xarxa urbana a partir dels Jocs Olímpics de 1992.

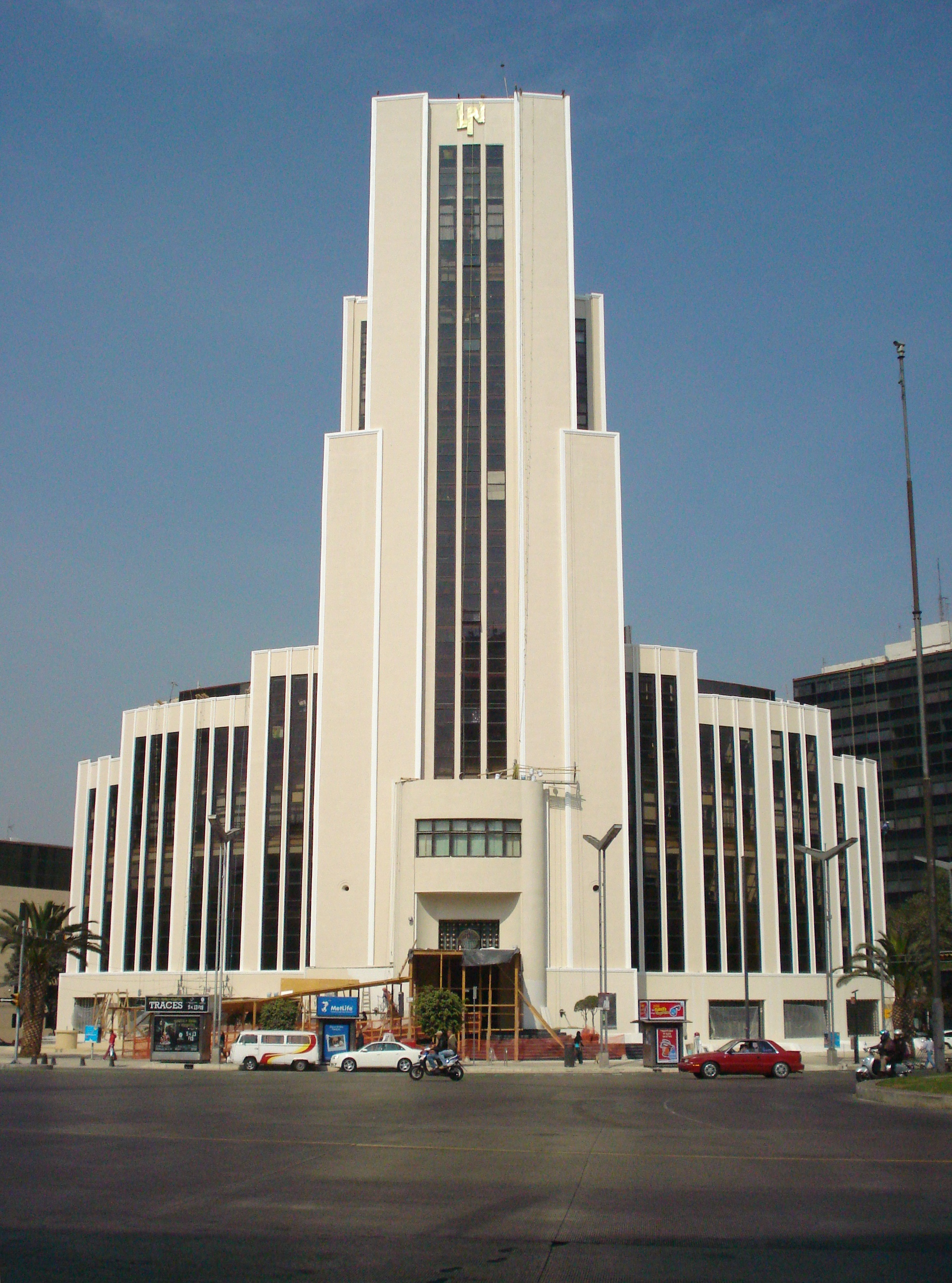
Torre de la Loteria Nacional (Mèxic).
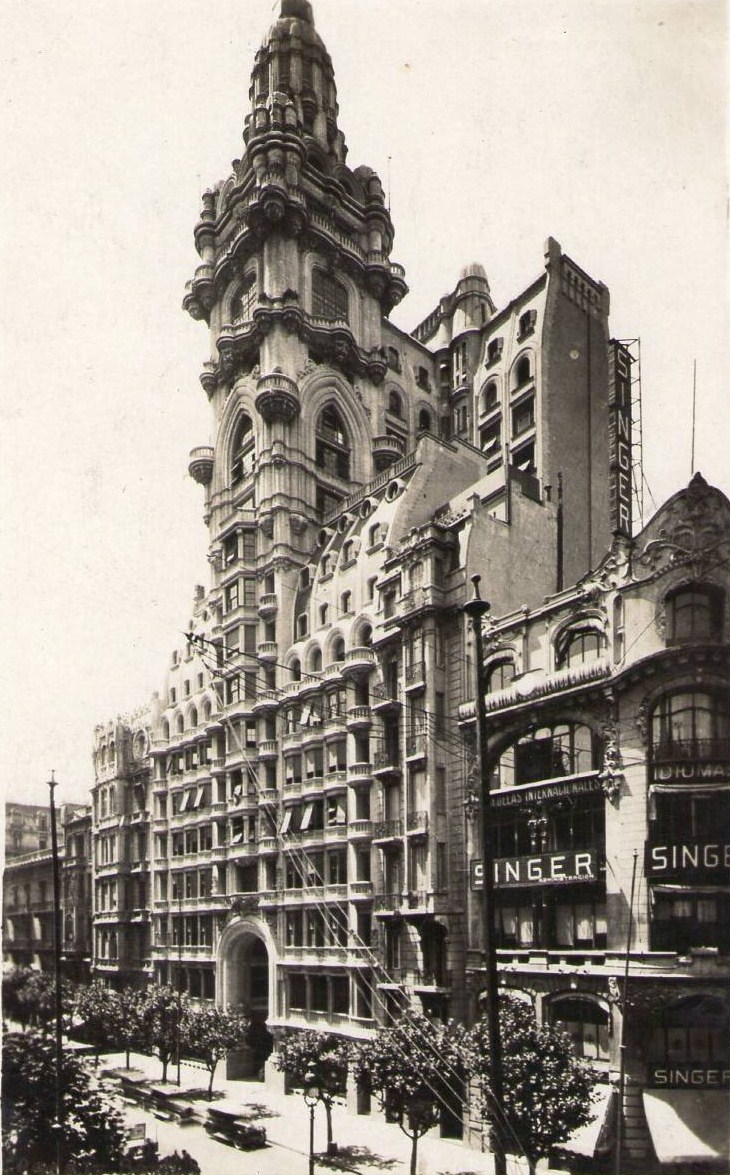
Palau Barolo (Buenos Aires).
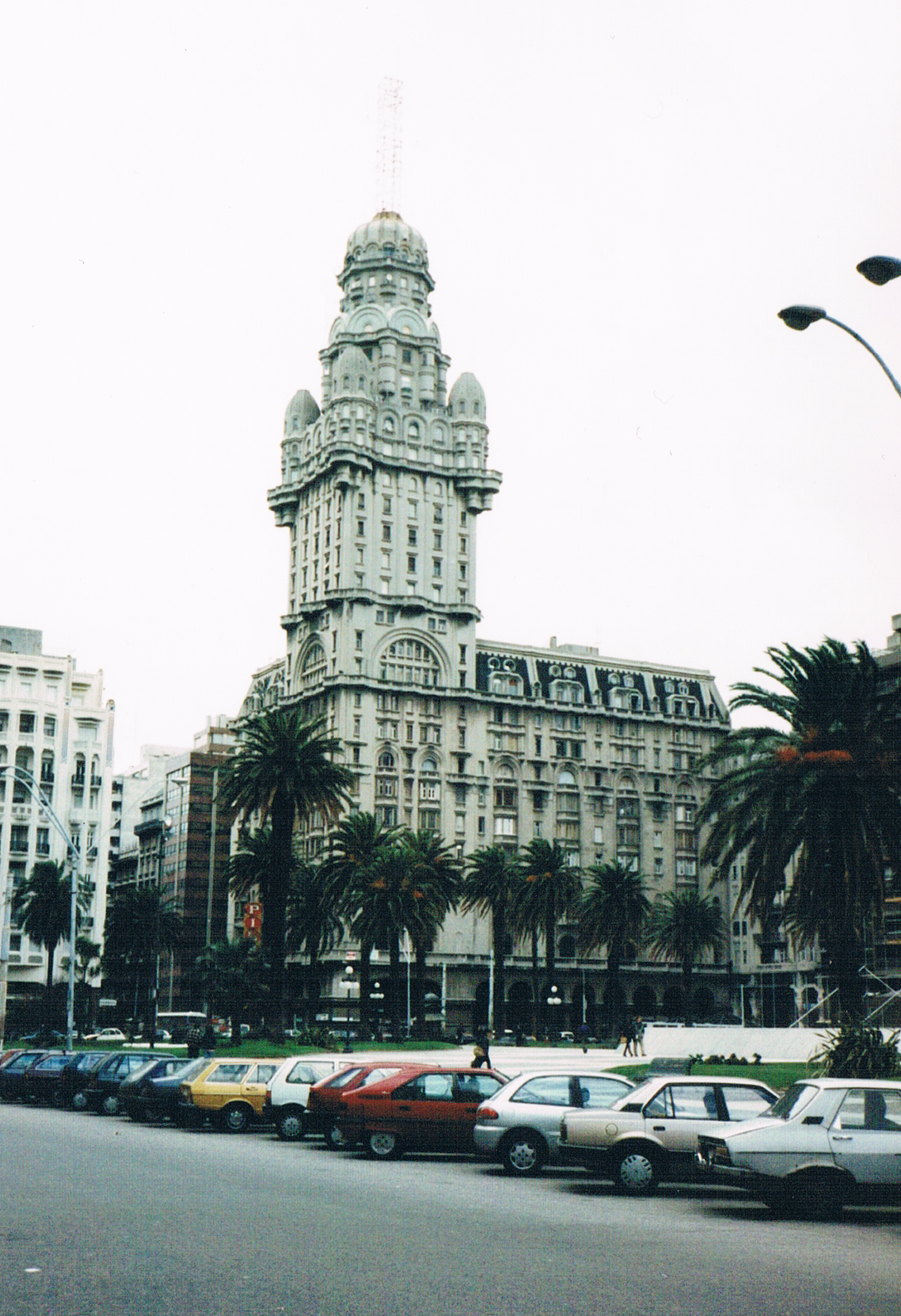
Palau Salvo (Montevideo).
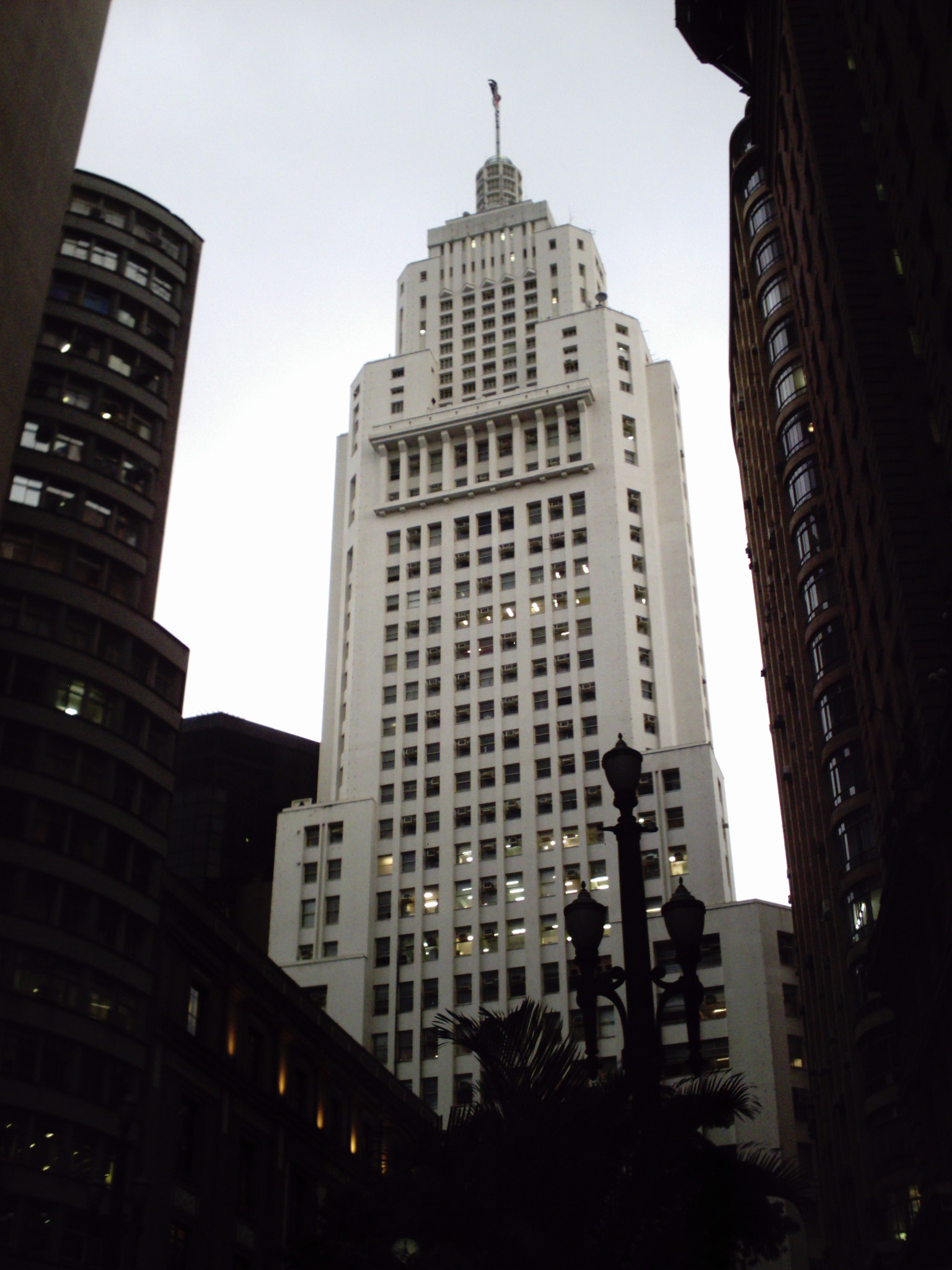
Edifici Altino Arantes (Sao Paulo).
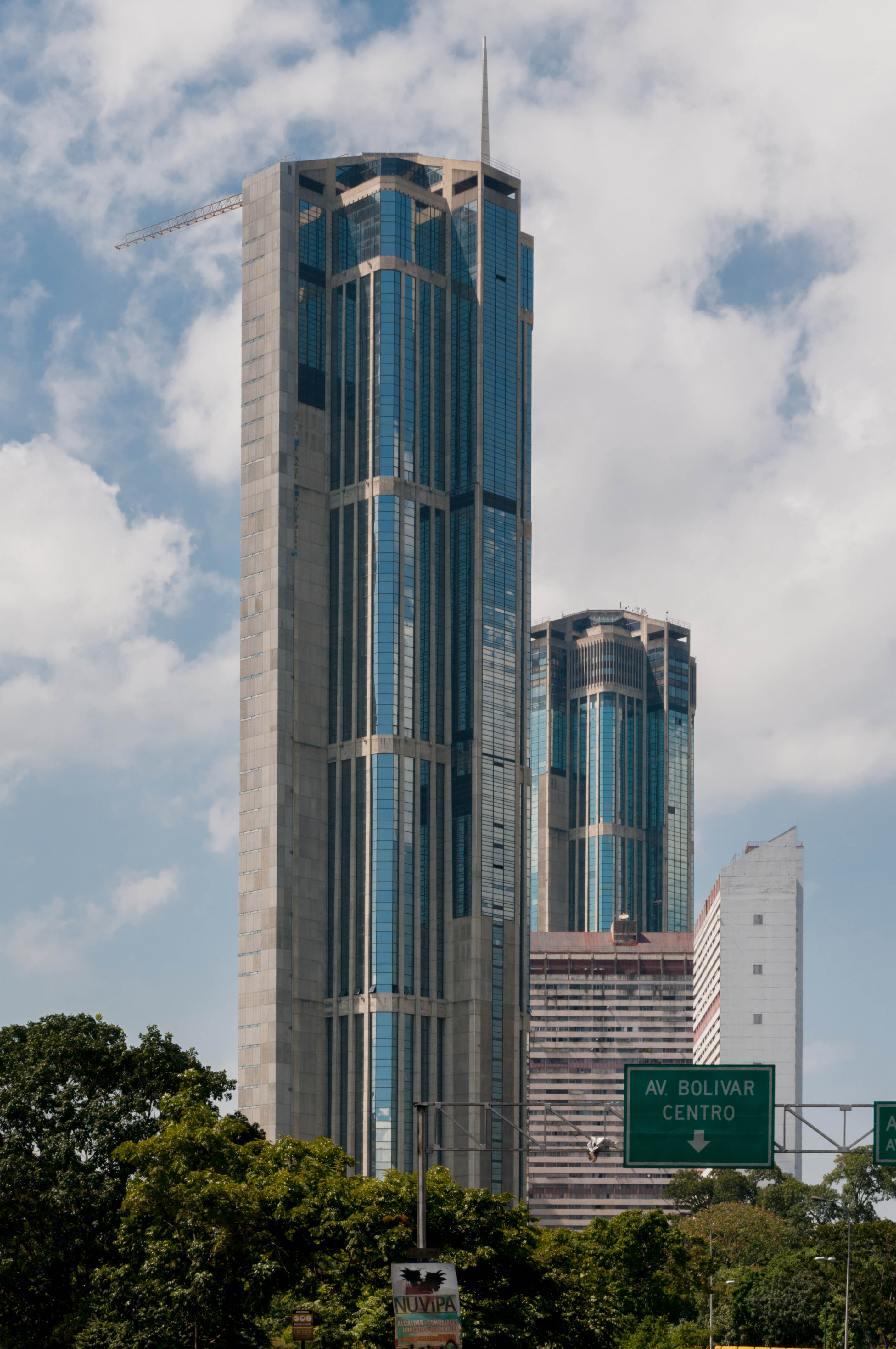
Complex Parc Central de Caracas (1979, 225 m)
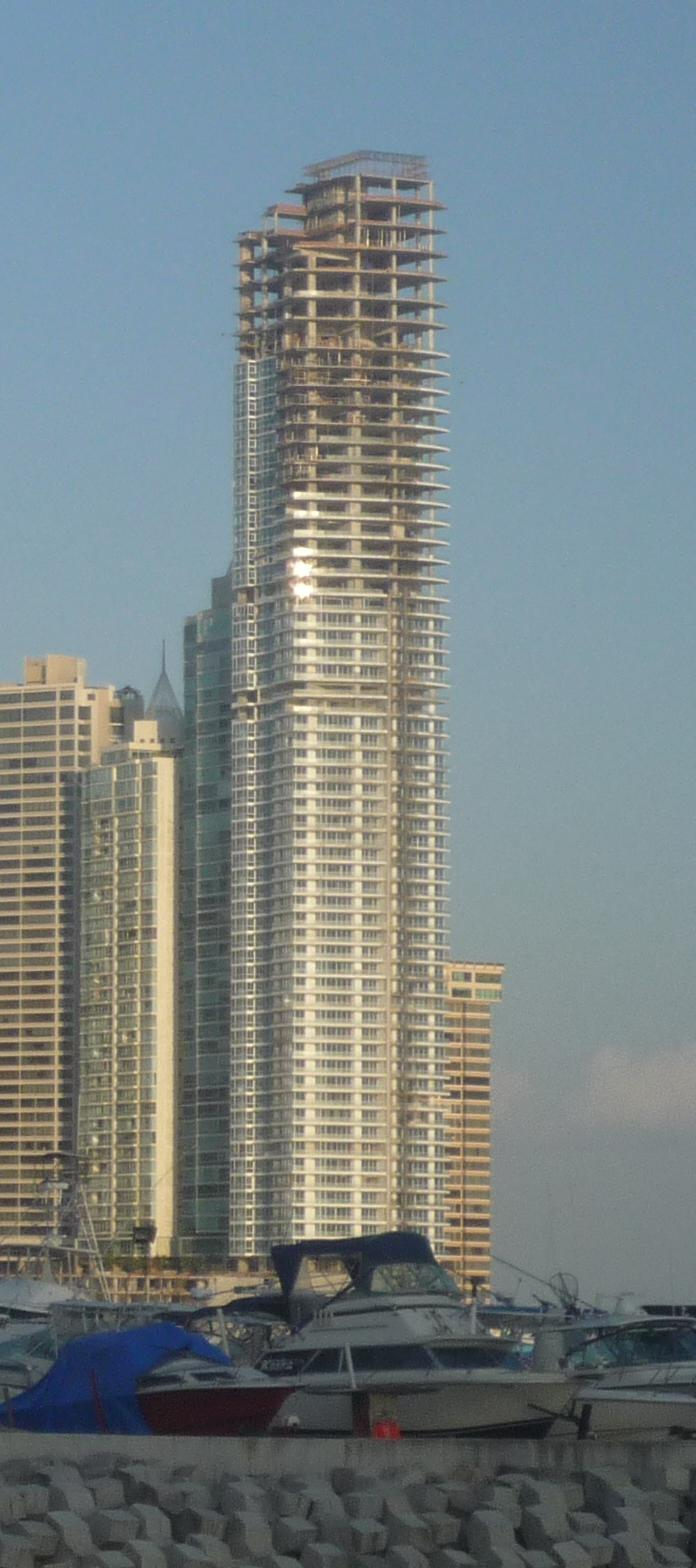
The Point de Panamà (2011, 255 m)
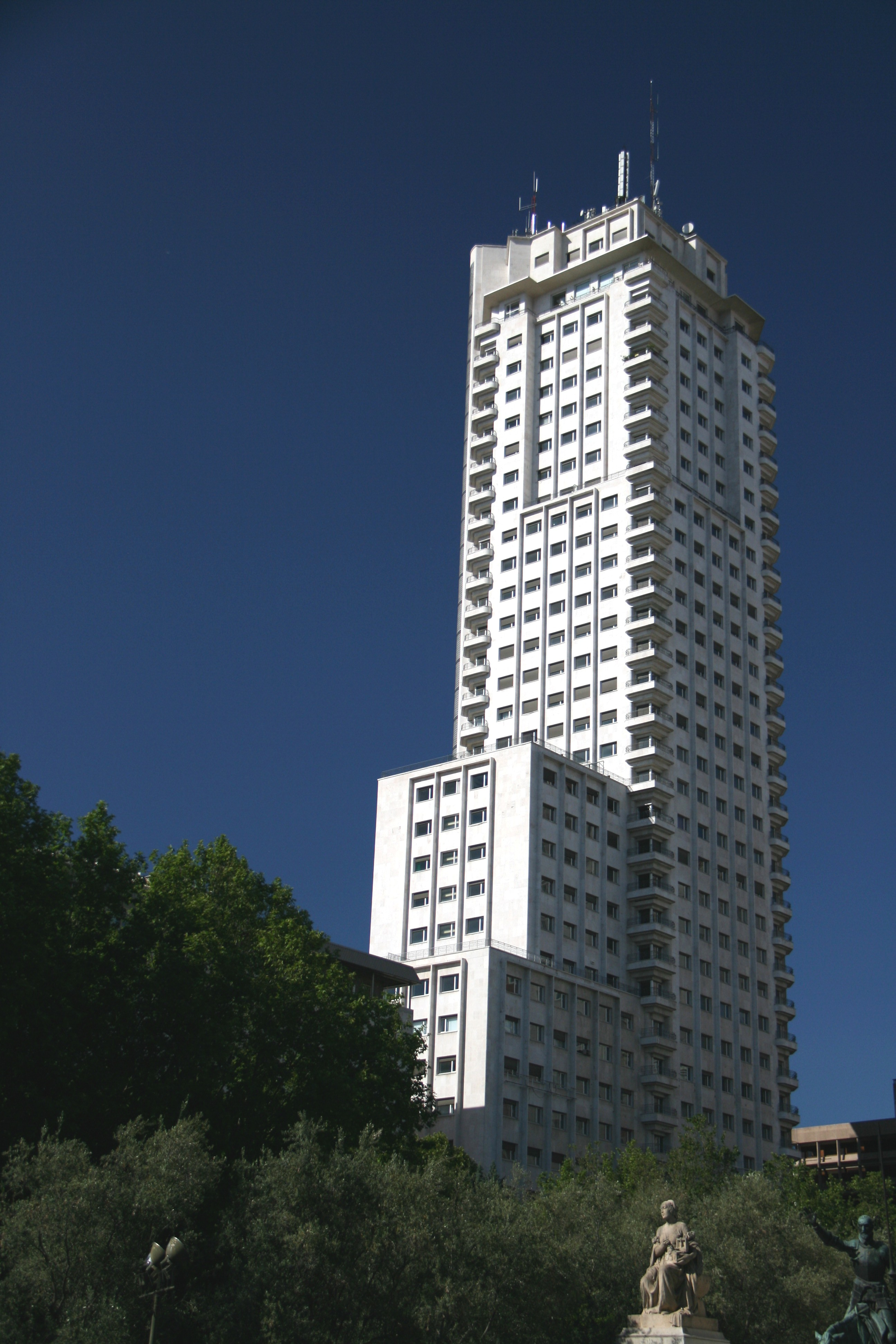
Torre de Madrid.
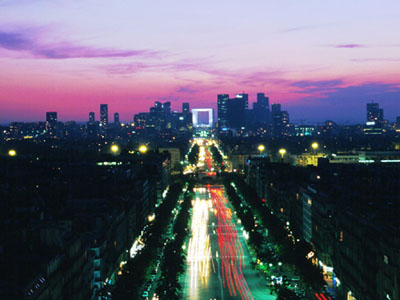
Districte de La Défense de París. Il·luminat, el Grand Arche (1989, 110 m).
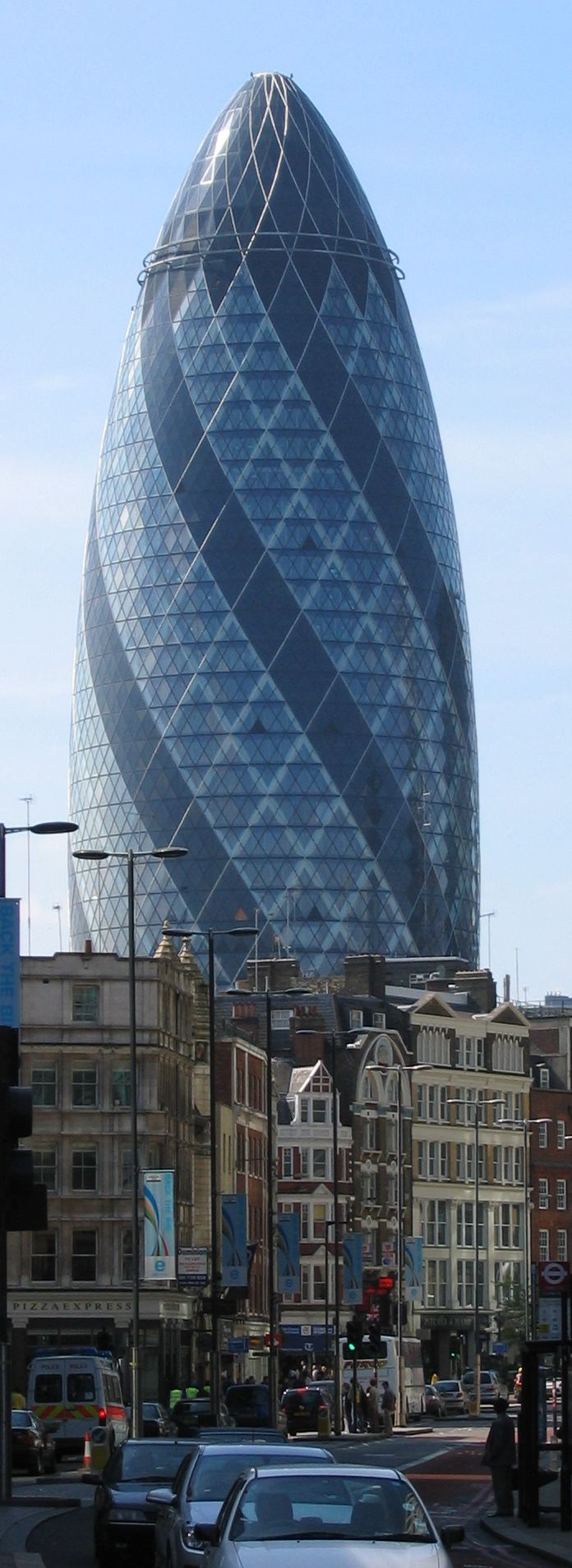
30 St Mary Axe, Londres, de Norman Foster (2003, 180 m).
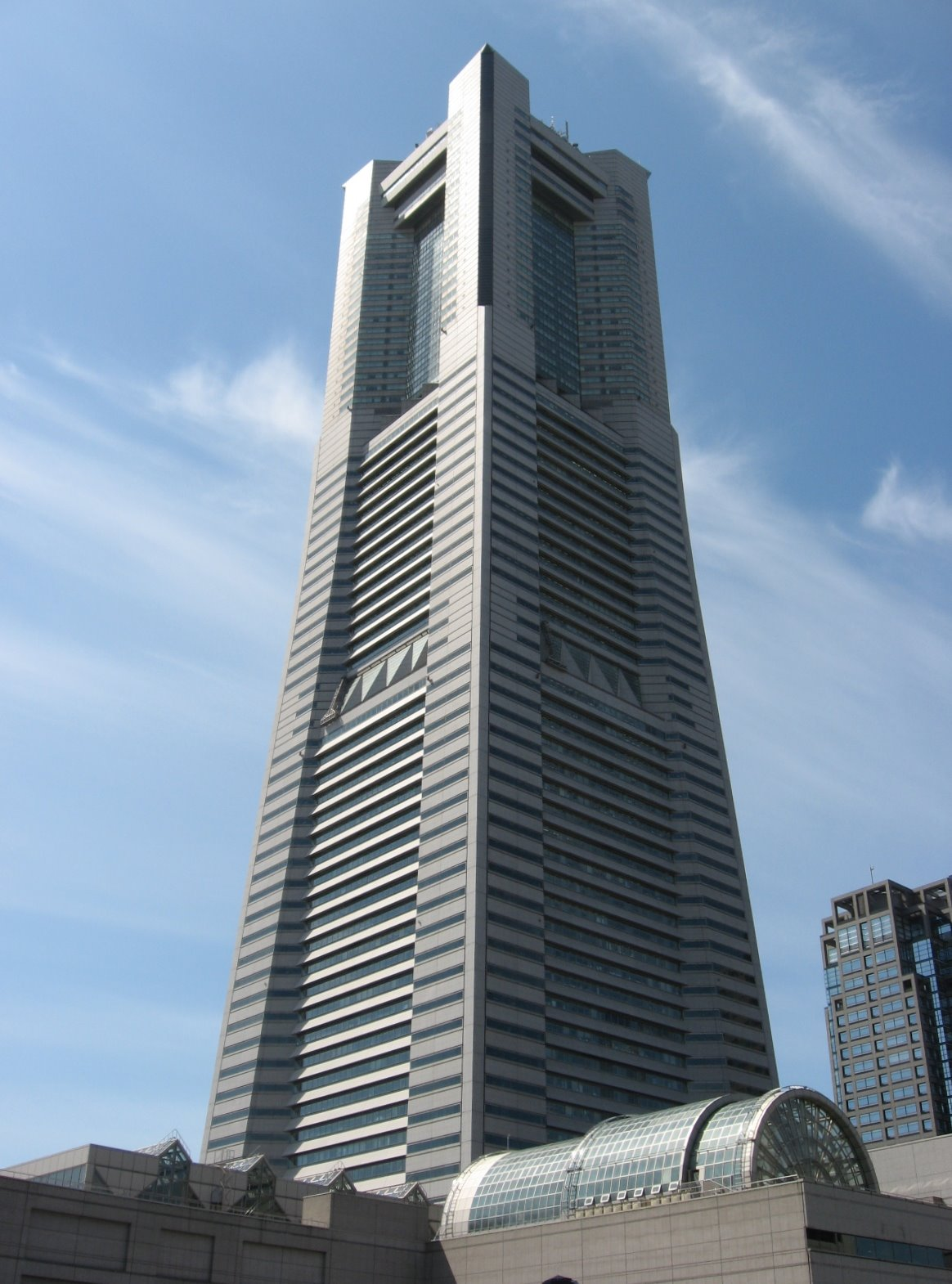
Yokohama Landmark Tower (1993, 296 m).
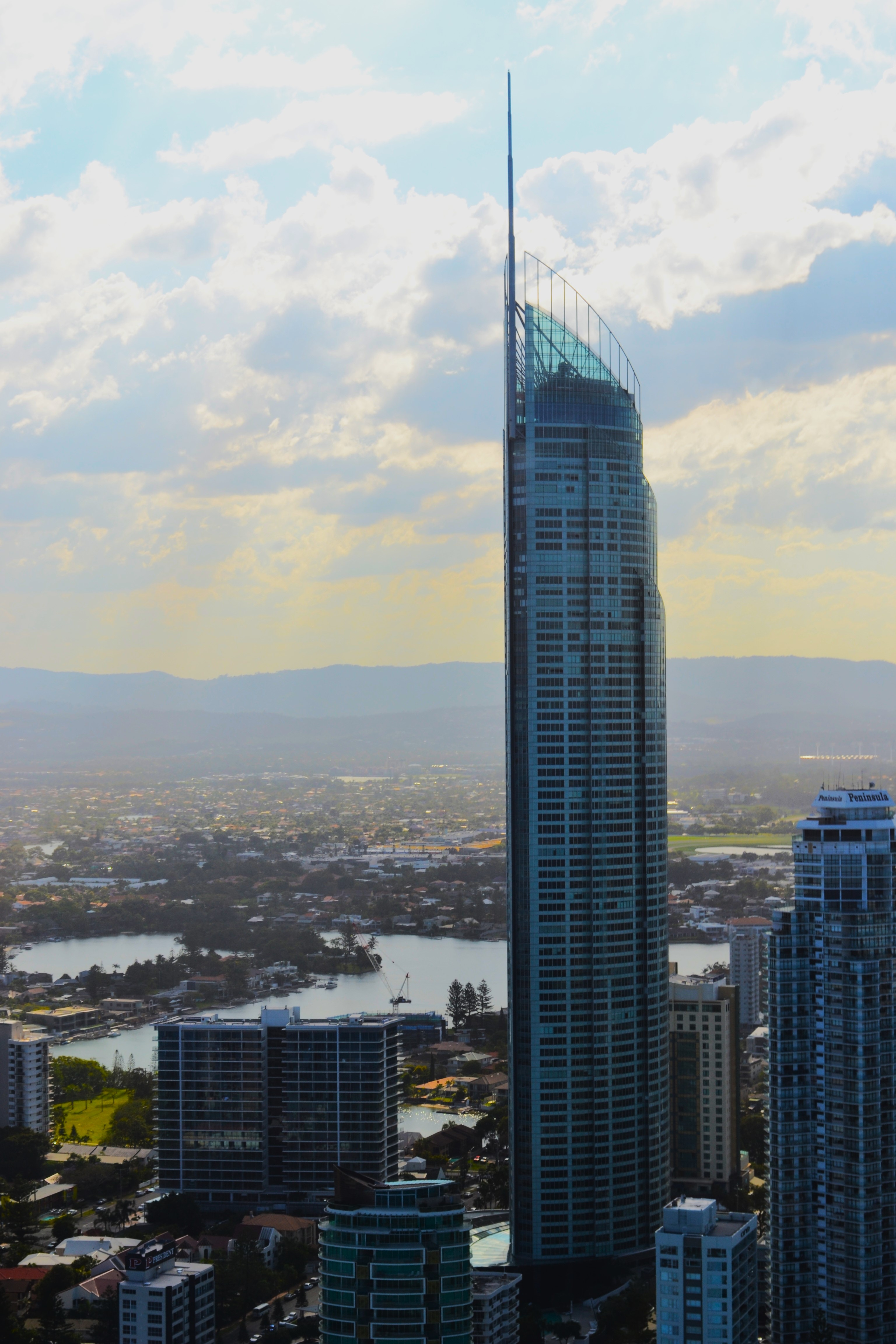
Q1 Tower, Gold Coast, Austràlia (2005, 275 m).
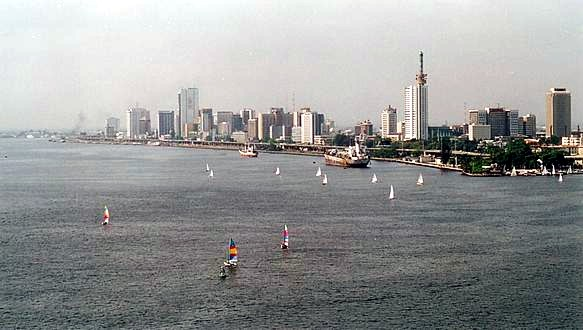
Els majors gratacels de Nigèria, en l'Illa de Lagos.

El Japó va aixecar gratacels grossos des dels anys setanta, però des de la darreria del segle xx són altres països asiàtics els que han aconseguit un veritable protagonisme en aquest tipus de construccions: el 1998 les Torres Petronas de Kuala Lumpur van ser el primer gratacel no nord-americà a aconseguir el rècord d'edifici més alt del món (encara que es qüestiona quins elements arquitectònics superiors cal afegir en el mesurament -410 m o 452 m-). El 2003 van ser superades pel Taipei 101 (449 m), superat al seu torn el 2007 pel Burj Khalifa de Dubai (830 m). També les megalòpolis africanes i Austràlia disposen de gratacels molt alts. Per nombre i progressió destaquen els gratacels xinesos i, per la concentració, l'impressionant conjunt de Hong Kong.

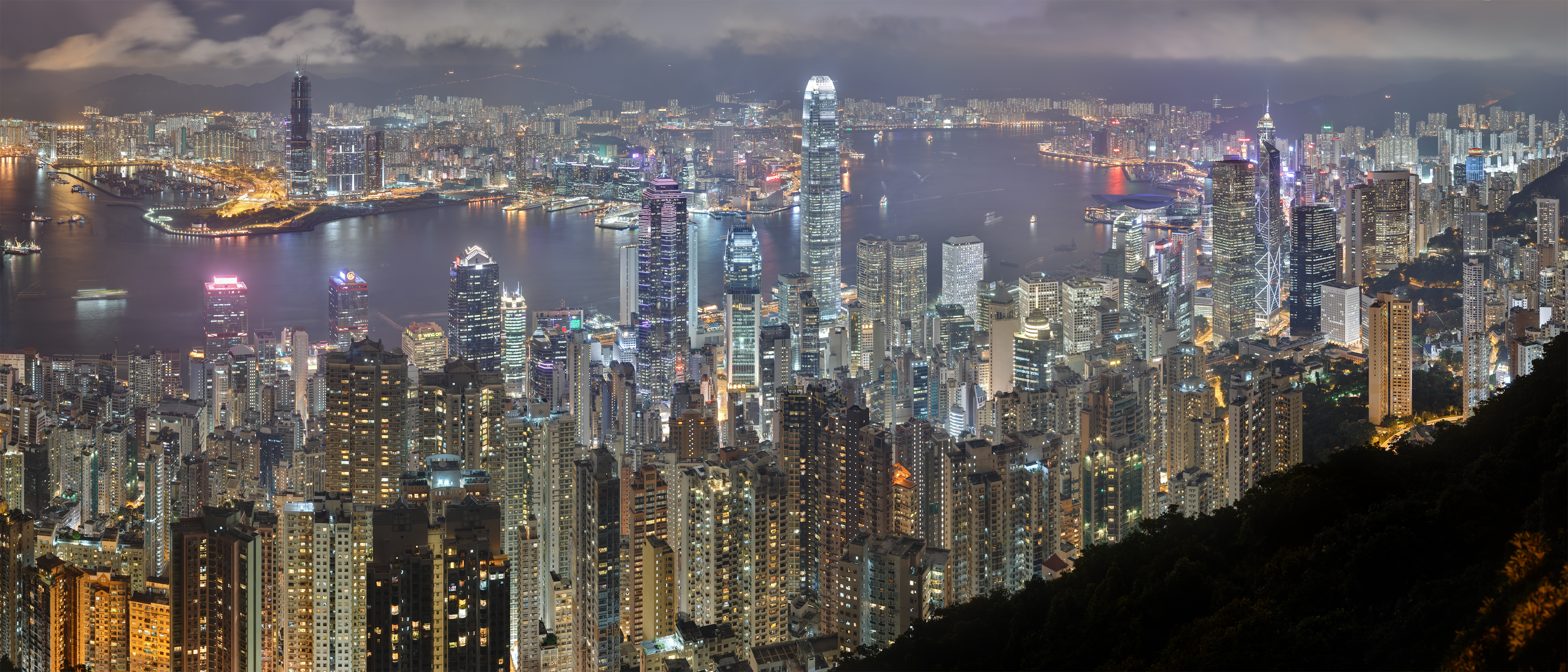
Gratacels de Hong Kong

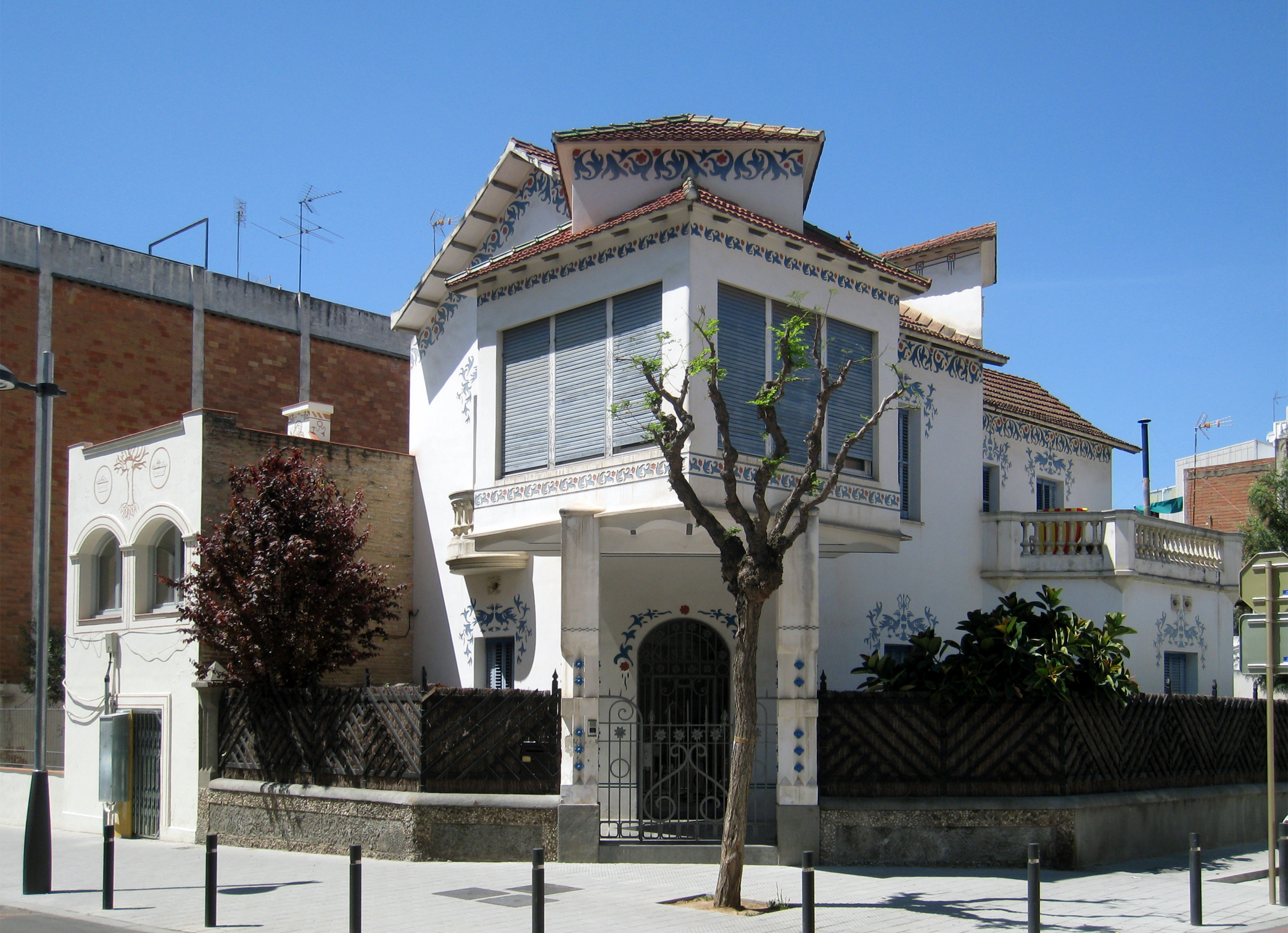
Torre Serra Xaus, de l'arquitecte modernista català Josep Maria Jujol (1921).

#### Torres com a habitatge rural o d'oci
A Catalunya, Aragó i Múrcia, es denomina "torre" un d'habitatge exempte tradicionalal camp, que des de la darreria del segle xix es van convertir en segones residències, del tipus que en altres zones es denomina xalet. La denominació es va estendre fins a denominar qualsevol tipus d'habitatge unifamiliar, fins i tot en l'àmbit urbà.

## Manifestacions culturals
Es troben torres des del Neolític i en paral·lel a la funció arquitectònica, han adquirit un valor simbòlic. El principal és mostrar el poder, lligat a l'alçada. Les torres altes dels castells i els obeliscs i pilars tenen tots han de demostrar domini, però també refugi, com la torre mestra medieval. Són també una via de comunicació cap al cel, d'aquí que el gòtic busqués la verticalitat, el minaret de les mesquites o l'intent de la Torre de Babel per apropar-se a Déu. Sol acompanyar la Verge per aquesta connotació celestial
Ha esdevingut una peça dels escacs, una de les més poderoses perquè pot moure's en vertical i horitzontal sense límit de caselles. La torre deriva dels carros de guerra fortificats, un altre símbol de força.
Al tarot simbolitza un desastre o canvi en la vida de la persona (usualment apareix mig destruïda per un llamp). Pot ser també un emblema de la presó, com mostren els contes de Rapunzel o les garjoles modernes.

## Unes torres famoses
Algunes torres famoses, totes massivament visitades per turistes de tot el món, excepte les destruïdes o desaparegudes, es poden incloure:
- La Torre Eiffel, a París
- La Torre de Babel, a Babilònia
- La Torre de Londres
- La Torre de Pisa
- El Big Ben, a Londres
- Les Torres Bessones, a Nova York
- La Torre Agbar, a Barcelona
- Les Torres de Serrans, a València
- El belfort a Bruges